# Storia dell'antico Egitto
(dall'Inno al Nilo)
La storia dell'antico Egitto (o storia egizia), ovvero della civiltà dell'Africa settentrionale sviluppatasi lungo le rive del fiume Nilo (dalle cateratte a sud e al confine con l'attuale Sudan al delta del Nilo sul Mar Mediterraneo, per un'estensione totale di circa 1000 km), copre complessivamente poco meno di 4000 anni.
In realtà la delimitazione temporale del periodo storico indicato come antico Egitto è un problema dibattuto tra gli studiosi, con particolare riguardo ai suoi punti di inizio e di fine:
- Generalmente,[2] la storia dell'antico Egitto si può ritenere compresa tra il 3900 a.C. (fine della preistoria egizia e inizio del Periodo Predinastico) e il 343 a.C. (conclusione del Periodo tardo con la fine dell'ultima dinastia autoctona, la XXX, e il definitivo avvento di dinastie straniere).
- Altri[3] includono nella storia egizia anche i tre secoli dell'Egitto tolemaico (dalla fondazione di Alessandria da parte di Alessandro Magno nel 332 a.C. alla morte di Cleopatra VII nel 30 a.C., quando l'Egitto divenne provincia romana).
- Alcuni,[4] infine, includono nell'antico Egitto l'intera dominazione romana stessa (dal 30 a.C. al VI secolo d.C., a tarda antichità inoltrata).

Il seguente articolo adotta la seconda delle tre opzioni appena presentate.
Varie culture si susseguirono nella valle nilotica dal 3900 a.C.; fin dal 3500 a.C., di pari passo con l'avvento dell'agricoltura (in particolare con la coltivazione del grano, dell'orzo e del lino), si ha contezza di insediamenti umani stabili lungo le rive del Nilo. Le piene annuali del fiume favorivano la coltivazione anche con più di un raccolto annuo grazie ai sedimenti particolarmente fertili (limo) che il fiume, ritirandosi, lasciava sul terreno. Ciò comportò fin dai tempi più remoti la necessità di controllare, incanalare e conservare le acque onde garantire il costante approvvigionamento, sia per il sostentamento umano sia per quello del bestiame e delle piantagioni. Non è da escludersi, peraltro, che proprio la complessa necessità di far fronte alle esigenze connesse con la gestione dell'agricoltura, e segnatamente delle acque nilotiche, abbia favorito il formarsi delle prime comunità su territori parziali tuttavia ben differenziati e politicamente e geograficamente individuabili. Tali entità, normalmente individuate con il termine greco di nòmi (nomoi), ben presto si costituirono in due distinte entità geopolitiche più complesse: il Basso e l'Alto Egitto. Tale era l'importanza del Nilo che anche le denominazioni di tali due macro-aree fanno riferimento al fiume: considerando che le sorgenti del Nilo, benché all'epoca non note, dovevano essere a sud, tale sarà l'Alto Egitto, mentre di converso l'area del Delta, verso il Mediterraneo, sarà indicata come Basso Egitto.
Un'entità embrionale di Stato può riconoscersi a partire dal 3200-3100 a.C., con la I dinastia e l'unificazione delle due macro-aree, che resteranno tuttavia sempre distinte tanto che, per tutta la storia del Paese, il sovrano - detto faraone - annovererà tra i suoi titoli anche quello di Signore delle Due Terre. Dal 3200 al 343 a.C. in Egitto si susseguirono trenta dinastie faraoniche, riconosciute archeo-storicamente; a queste debbono esserne aggiunte altre "di comodo", in quanto riferite a regnanti (almeno in origine) stranieri. Come detto sopra, l'ultima dinastia autoctona fu la XXX (380-343 a.C.), cui vanno aggiunte la XXXI (costituita dai sovrani persiani: 343-332 a.C.) la XXXII (macedone: 332-310 a.C.) e infine la XXXIII dinastia (tolemaica o lagide: 305-30 a.C.).

## Cronologia generale

Mappa dell'antico Egitto, con il Nilo fino alla quinta cataratta, le maggiori città e siti del periodo dinastico (dal 3150 a.C. al 30 a.C. circa).

Ferma restando la difficoltà di dare concretezza a periodi risalenti alla preistoria, la cronologia egizia si basa principalmente su pochi punti fissi da cui si sono fatte derivare date conseguenti.
Uno di questi fa riferimento alla levata eliaca di Sirio che, grazie a un altro evento noto (la levata a Eliopoli il 21 luglio del 139 d.C. come indicata dal grammatico romano Censorino), può essere fissata con certezza:
- nell'anno 7° del re Sesostri III (XII dinastia): 1879 a.C.;
- nell'anno 9° del re Amenofi I (XVIII dinastia):[N 3] 1547 a.C.;
- nell'anno 20° del faraone Thutmose III (XVIII dinastia): 1471 a.C.

Da tali date si è cercato perciò, facendo riferimento anche alle Liste Regali e agli scritti di storici antichi, di elaborare una cronologia egizia, a lungo alla base degli studi egittologici e che avrebbe ancora valore assoluto se non fossero intervenuti, in tempi relativamente recenti, altri metodi di datazione; primo fra tutti quello che si basa sul decadimento del radiocarbonio, il noto carbonio-14 (generalmente indicato con 14C).
Avvalendosi di tale metodologia, sono stati esperiti accertamenti 14C su 211 esemplari di piante selezionate in contesti funerari egizi associabili con certezza ad altrettanto determinati contesti storico-dinastici, ottenendo i seguenti risultati:
- Antico Regno (~2700-2100 a.C.) corrisponde, in linea di massima, alla cronologia archeo-storica con un margine di errore di ± 76 anni;
- Medio Regno (~2000-1700 a.C.) corrisponde con un errore di ± 53 anni;
- Nuovo Regno (~1500-1100 a.C.) corrisponde con un errore di ± 24 anni.

Esiste tuttavia un vuoto cronologico tra il 1720 e il 1580 a.C., a causa della non certa provenienza di alcuni campioni relativi al Secondo periodo intermedio.
Ai differenti periodi in cui la storia dell'antico Egitto viene suddivisa vengono associate 30 dinastie ricavate da un'opera del sacerdote egizio Manetone, perduta e nota solo per successive trascrizioni di altri autori più recenti (come Flavio Giuseppe, Sesto Giulio Africano ed Eusebio di Cesarea): gli Aigyptiakà (Αἰγυπτιακά in greco). La ripartizione manetoniana in 30 dinastie è oggi ancora ufficialmente utilizzata ed è alla base della moderna storiografia egizia.
Nel complesso, perciò, la cronologia egizia generalmente accettata, indipendentemente dagli scarti sopra indicati, può essere così compendiata:

### Cronologia egizia (3900-343 a.C.)
| Periodo                    | Dal       | Al        | Dinastie    |
| -------------------------- | --------- | --------- | ----------- |
| Periodo Predinastico       | 3900 a.C. | 3150 a.C. | 00 - 0      |
| Periodo Protodinastico     | 3150 a.C. | 2700 a.C. | I - II      |
| Antico Regno               | 2700 a.C. | 2160 a.C. | III - VI    |
| Primo periodo intermedio   | 2160 a.C. | 2055 a.C. | VII - X     |
| Medio Regno                | 2055 a.C. | 1790 a.C. | XI - XII    |
| Secondo periodo intermedio | 1790 a.C. | 1540 a.C. | XIII - XVII |
| Nuovo Regno                | 1540 a.C. | 1080 a.C. | XVIII - XX  |
| Terzo periodo intermedio   | 1080 a.C. | 672 a.C.  | XXI - XXV   |
| Periodo tardo              | 672 a.C.  | 343 a.C.  | XXVI - XXX  |

Area in cui sono stati scoperti reperti della cultura Naqada I
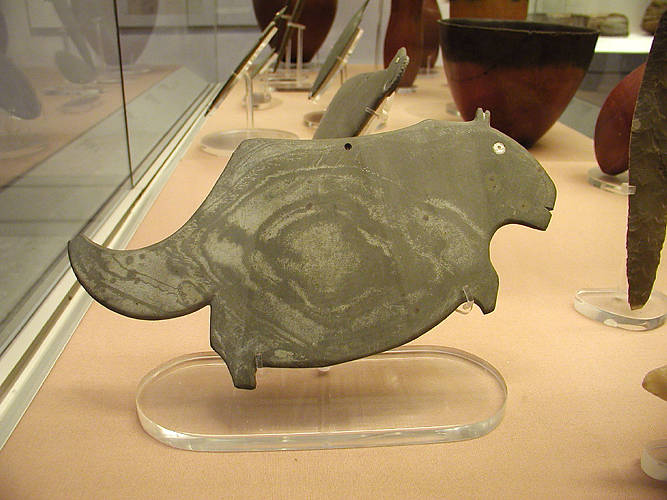
Tavoletta cosmetica a forma di ippopotamo. Periodo di Naqada I.
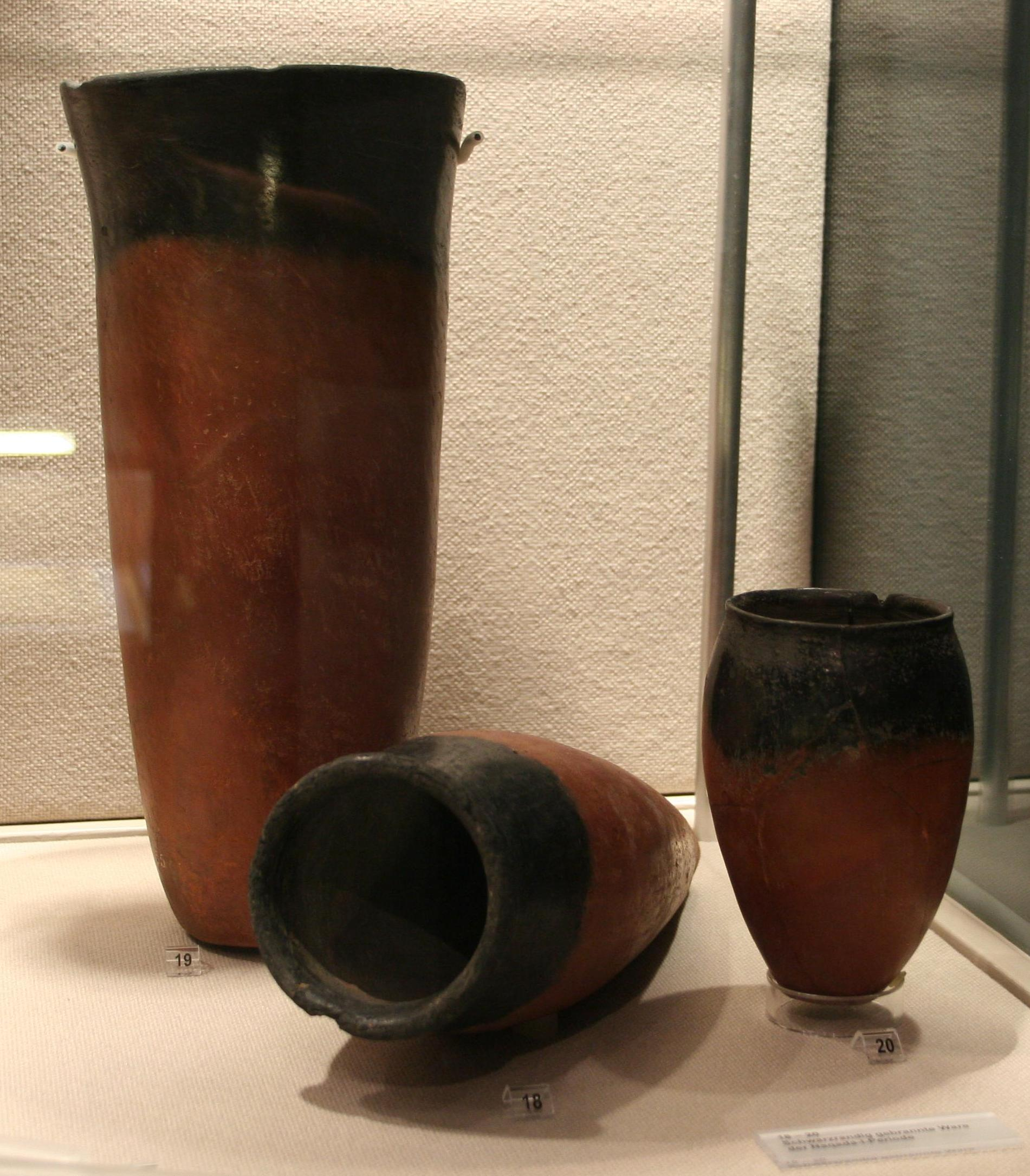
Vasi in terracotta periodo Naqada I
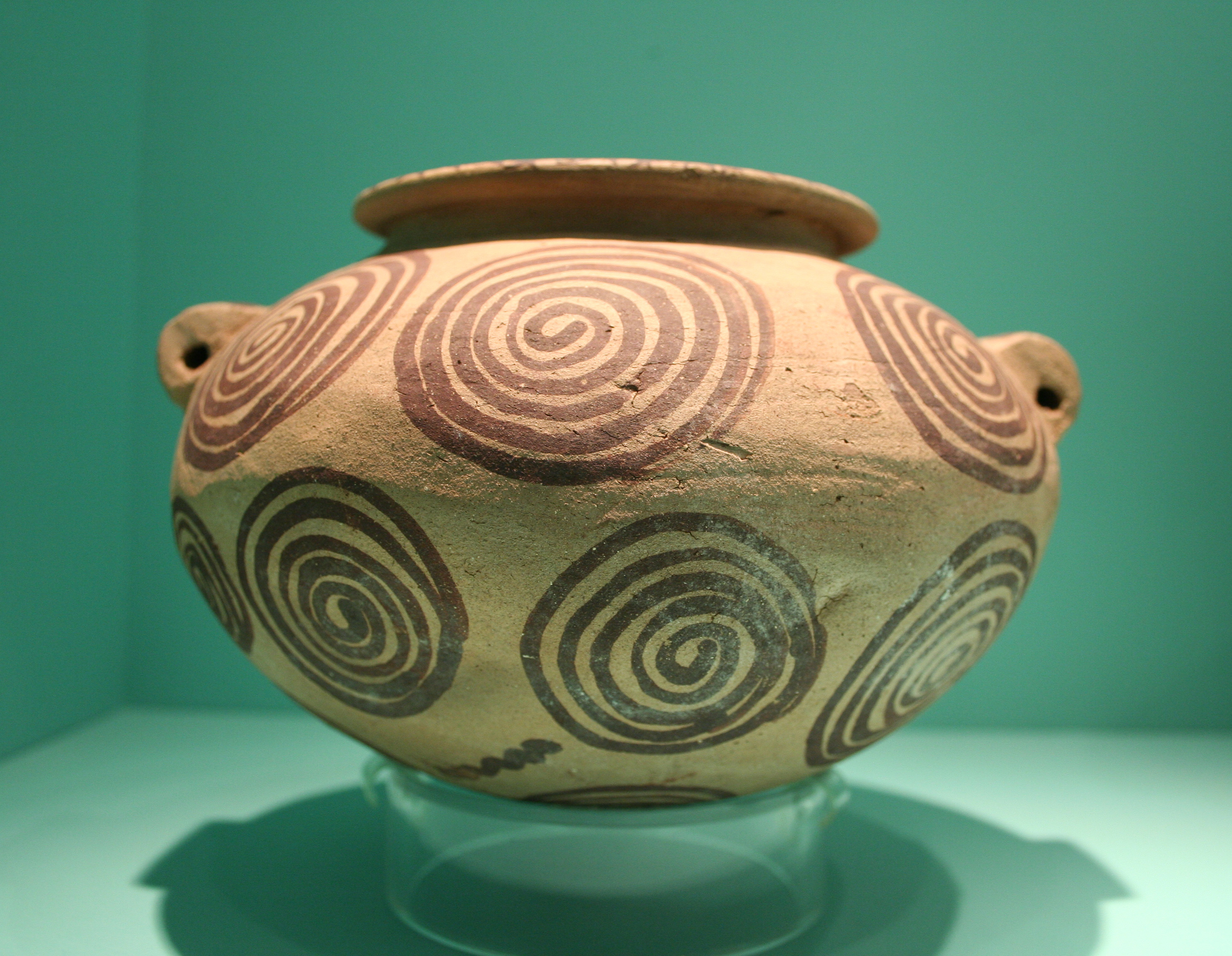
Vaso in terracotta periodo Naqada II
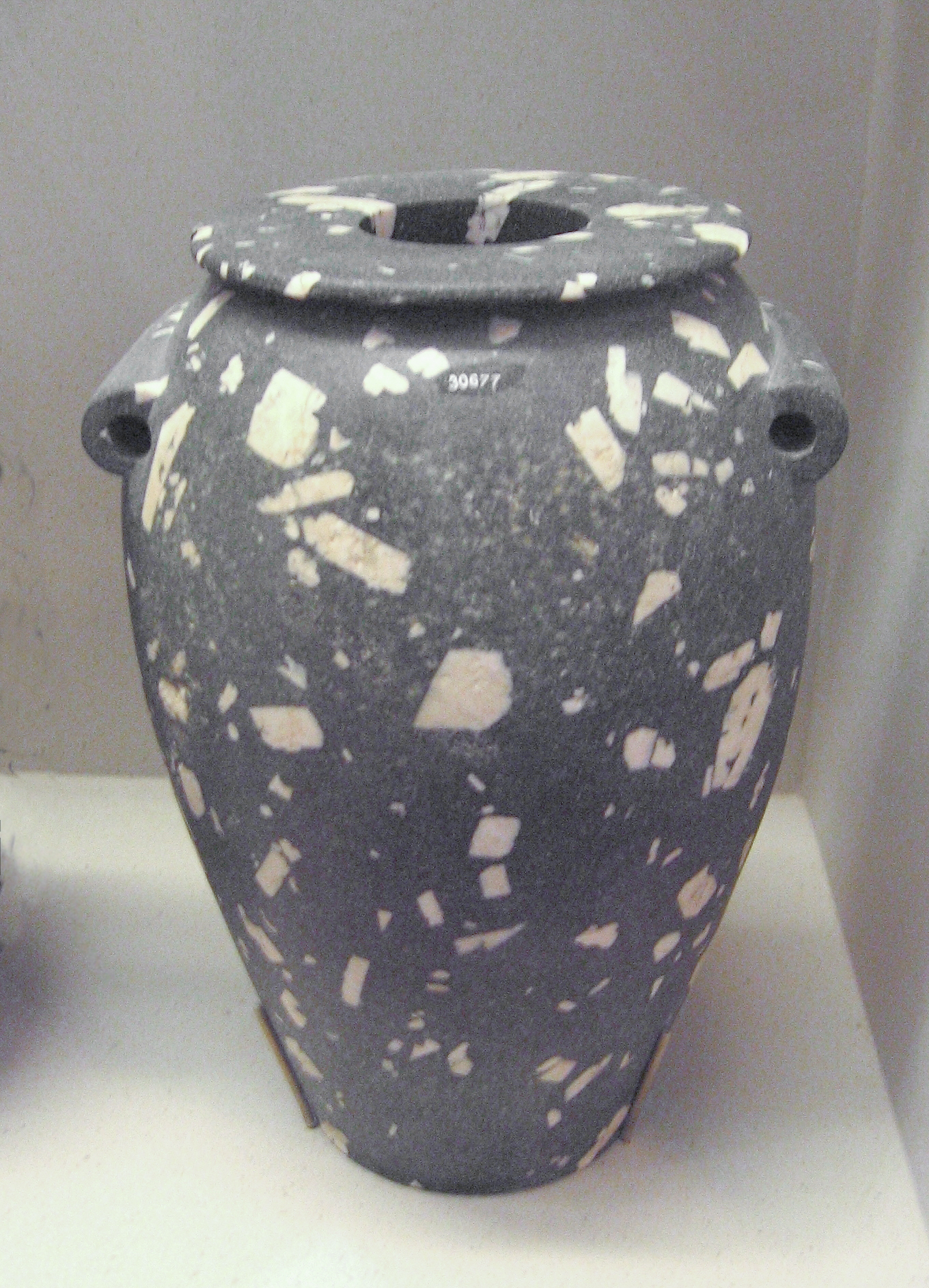
Vaso in diorite. Periodo di Naqada II
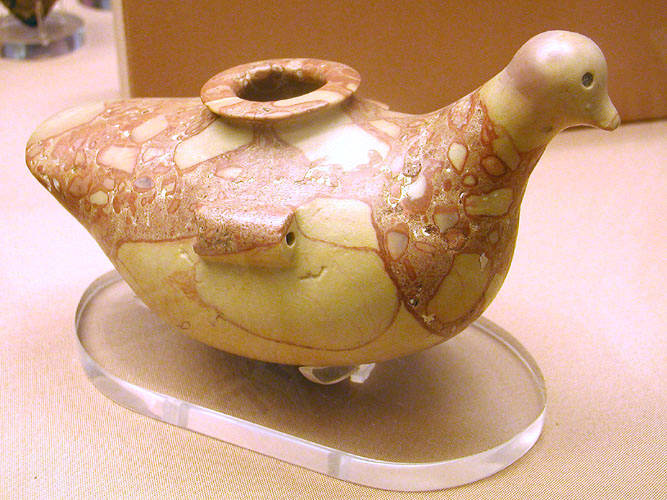
Vaso Naqada III in forma di uccello

## Prodromi: la Preistoria egizia

### Preistoria (10.000-4000 a.C.)

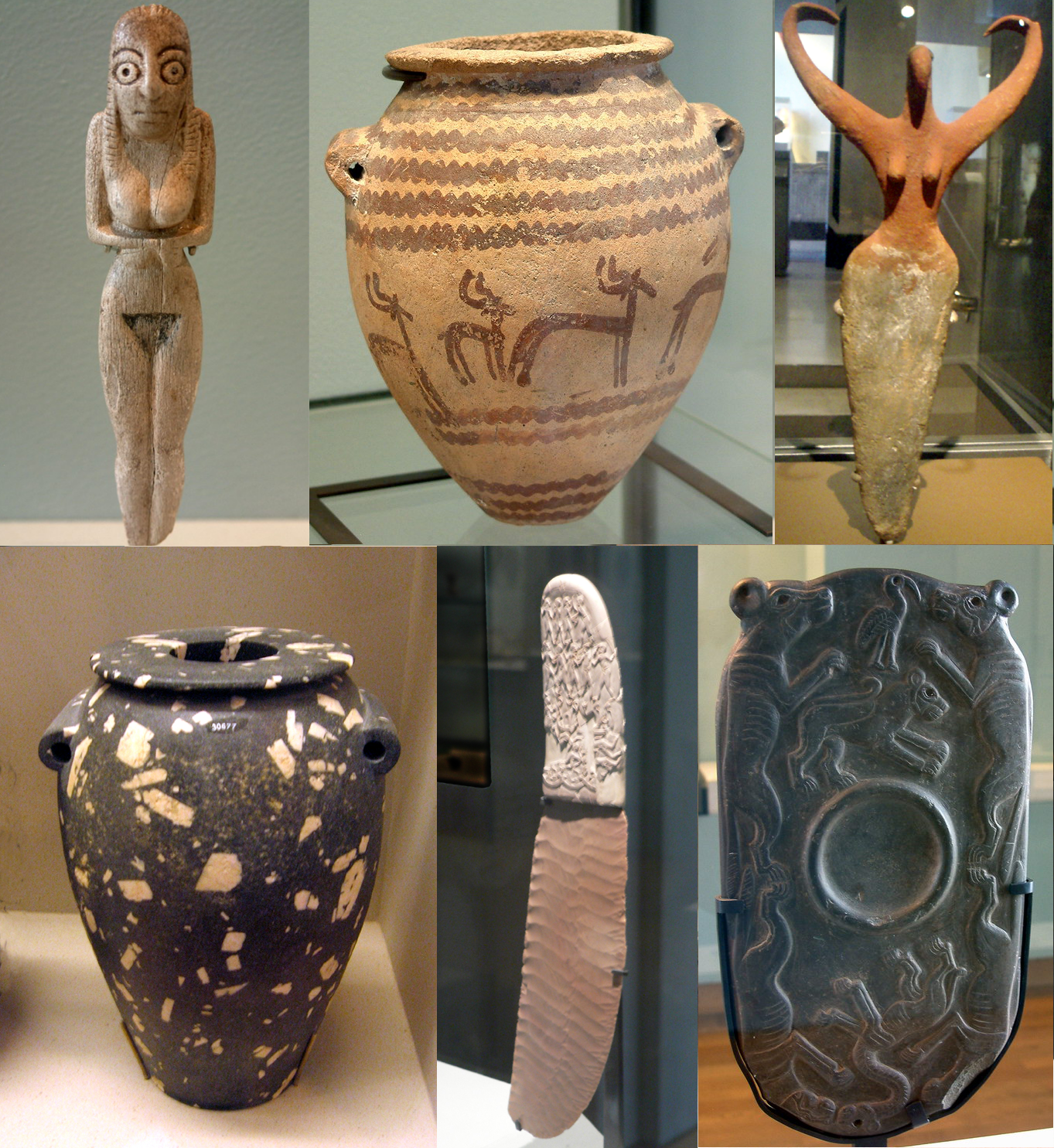
Oggetti risalenti al Periodo Predinastico.

Sul finire del paleolitico (circa 10.000 anni a.C.), di pari passo al ritiro dei ghiacci, il clima dell'Africa divenne più secco e l'enorme lago interno africano si ritirò gradatamente divenendo l'attuale Nilo. Tale ritrarsi lasciò nell'area del deserto libico otto terrazzamenti; la lontananza dall'acqua fece sì che le popolazioni lentamente migrassero verso quanto restava del lago raggiungendo, in conclusione, le rive del fiume che si presentavano paludose, acquitrinose, ben fornite di pesce, ma anche abitate da fauna varia, anche predatoria, ugualmente spinta verso l'acqua dal costante ritrarsi delle acque.
Le prime culture, considerando l'inospitalità dei luoghi, furono perciò di carattere nomade, specialmente per seguire la selvaggina, praticare la pesca e raccogliere radici commestibili, fino all'avvento di popolazioni provenienti, verosimilmente, dall'area siro-palestinese che introdussero tecniche agricole per la coltivazione del grano, dell'orzo e del lino.
Di pari passo con l'acquisizione delle competenze agricole, agevolate anche dalla fertilità dei luoghi, aumentò la stanzialità di nuclei che si riunirono in villaggi. La produzione su vasta scala, oltre che dalla facilità di produzione agricola, ebbe ulteriore spinta dalla pari facilità con cui, grazie al clima secco, potevano essere immagazzinati i cereali prodotti. Si passò perciò, gradatamente, da una cultura nomade e semi-nomade a una stanziale e agricola che consentiva: la produzione del necessario, l'immagazzinamento del superfluo, la specializzazione degli artigiani, la creazione di mestieri aderenti al nuovo corso, l'addomesticamento del bestiame, la pianificazione del futuro e anche l'impiego del tempo libero. Conseguenza di tale stato fu un notevole incremento demografico e l'inizio anche dei primi lavori di imbrigliamento delle acque sia per la conservazione che, specialmente, per l'ampliamento delle zone coltivabili.
Ne conseguì l'acquisizione di una coscienza civile alla luce della quale ci si rese conto che il lavoro poteva essere maggiormente efficace attraverso la riunione e la collaborazione di più nuclei/villaggi; da questo derivò la naturale conseguenza di ricorrere a strutture di governo in grado di indirizzare l'operato della comunità. Nacque così l'unificazione di parti del Paese sotto un unico capo e l'unione di nuclei più piccoli in aggregazioni a livello provinciale, che in epoca storica verranno chiamati nòmi.
Il Periodo Preistorico Antico vede perciò la struttura del Paese già embrionalmente bipartita tra Alto e Basso Egitto, in cui nascono e prosperano culture che riconoscono preminenza a località specifiche non ancora, tuttavia, individuabili come vere e proprie "capitali".

### Cronologia della Preistoria egizia (5600-4000 a.C.)
Al neolitico si fa risalire, intorno al 4500-3900 a.C., il periodo Badariano.
| Data (a.C.) | Basso Egitto       | Alto Egitto         | Località           | Periodo             |
| ----------- | ------------------ | ------------------- | ------------------ | ------------------- |
| 5600        | Fayyum "A"         | Cultura tasiana     | Deir Tasa          | Neolitico           |
| 5600        |                    |                     | Fayyum             | Neolitico           |
| 5600        |                    | Mostagedda          |                    |                     |
| 4000        | Cultura di Merimde | Cultura di Badari   | el-Badari, Merimde | Calcolitico         |
| 4000        |                    | Amraziano           | el-Amra, Naqada    | Predinastico Antico |
| 4000        |                    | Deir el-Ballas, Uhu |                    |                     |
| 4000        |                    | Abidos, Mahasna     |                    |                     |

## Periodo Predinastico (4000-3200 a.C.)
Alle competenze acquisite nel periodo preistorico e provenienti dall'area siro-palestinese se ne aggiunsero, a partire dal 4000 a.C. altre di provenienza asiatica. Benché si continuassero a utilizzare strumenti in selce per la lavorazione del vasellame in pietra, dell'avorio e per la mietitura dei raccolti, si sviluppò la lavorazione di utensili e armi in rame. Conseguenza fu la necessità di missioni e campagne di occupazione di territori nella Penisola del Sinai e nel deserto arabico per l'approvvigionamento del metallo.
Altre innovazioni pervennero in Egitto, in tale periodo, da genti verosimilmente di provenienza mesopotamica, anatolica o siriana: preparazione dei mattoni rettangolari crudi; nuovi schemi decorativi; uso di sigilli cilindrici per imprimere segni sull'argilla (di tipica derivazione mesopotamica); primi tentativi di scrittura pittografica. A ciò si aggiunsero i primi contatti marittimi (anche con le isole egee), che apportarono innovazioni anche nella e dall'area mediterranea tanto che si ritiene che tali contatti possano aver favorito la quasi simultanea fioritura delle civiltà egizia e cretese nella sua fase iniziale.
La scarsità, in Egitto, di legname atto alla costruzione di navigli in grado di affrontare il mare, comportò peraltro rapporti anche con la costa siro-palestinese che disponeva dei litorali giusti per poter costituire basi di approdo navale.

### Evidenze archeologiche del periodo

#### Naqada

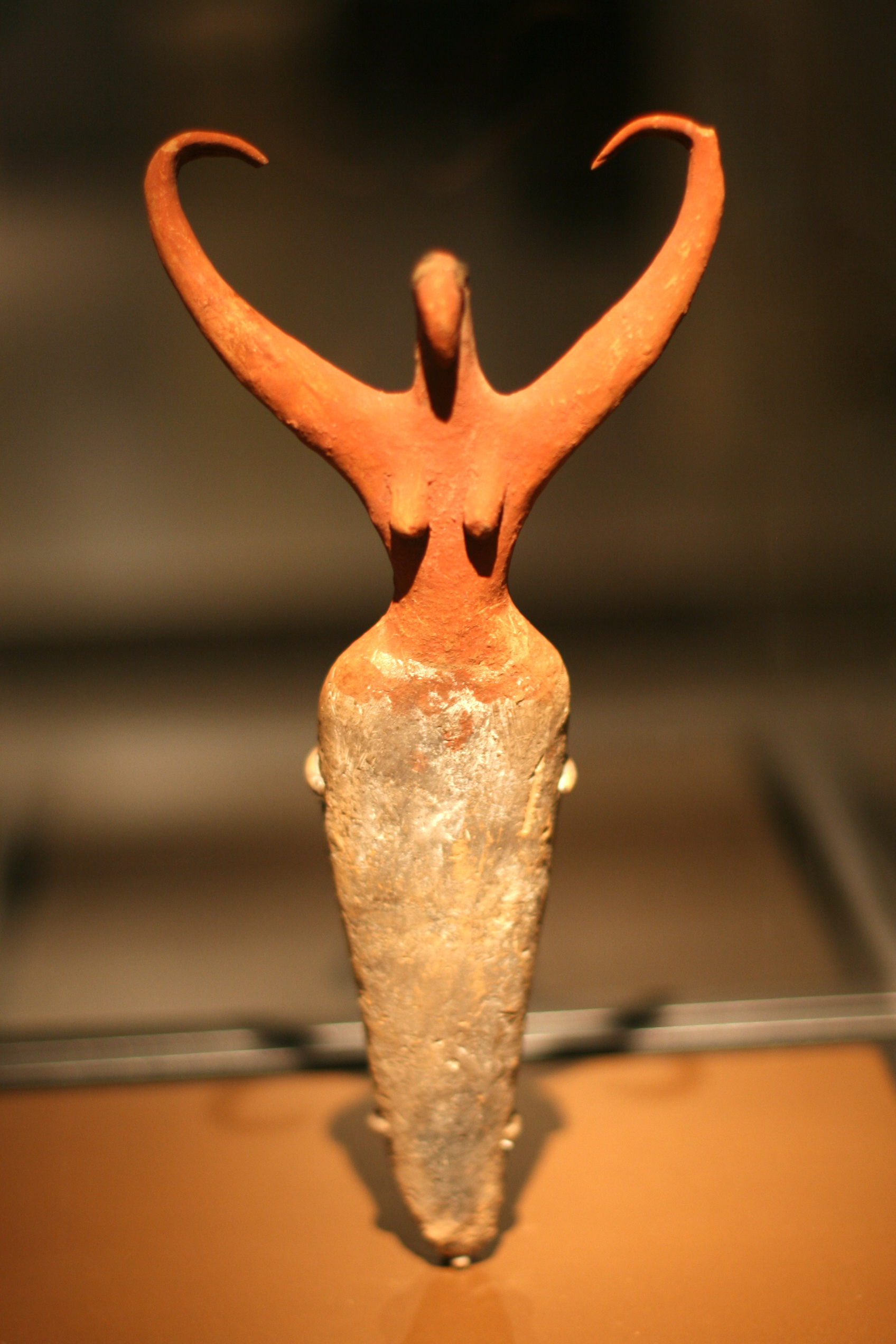
Statuetta in terracotta, soprannominata Danzatrice di Brooklyn, risalente al Periodo Predinastico. Brooklyn Museum, New York.

Uno dei più grandi studiosi del periodo predinastico, ritenuto peraltro il fondatore della moderna egittologia, è da individuarsi in Flinders Petrie il cui interesse precipuo era teso specialmente alla individuazione della provenienza della cultura egizia.
Dopo scavi nel Fayyum e nel Delta nilotico, nel 1894-1895, Petrie indirizzò il suo lavoro nell'area di Naqada. Indipendentemente dall'area di ritrovamento, Petrie aveva infatti rilevato caratteristiche comuni specie nelle ceramiche, compendiate proprio nei manufatti della cultura di Naqada, verificando così la progressione della cultura da sud verso nord. A Naqada Petrie scoprì tre necropoli:
- N[N 8], che comprendeva oltre 2.000 sepolture non riferibili o inquadrabili in un preciso momento storico poiché conseguenti all'andamento storico-demografico del vicino abitato;
- T, che ospitava circa 70 tombe, risalente al periodo Naqada II, e che comprendeva sepolture più ricche riferite a un periodo di consistente ampliamento del villaggio;
- B, la cosiddetta necropoli dei contadini, che comprendeva 144 sepolture.

A fattor comune, circa l'80% delle sepolture era di forma rettangolare, specie quelle delle classi più abbienti, mentre le più antiche erano di forma circolare ed ellissoidale. Si trattava di semplici fosse scavate nel deserto, delle dimensioni di circa 100x150 cm, con mummificazioni naturali dovute al clima secco e asciutto. L'orientamento delle sepolture era, generalmente, nord-sud ed erano sormontate da monticelli di terra o di pietre a protezione dei corpi dall'aggressione di animali e come segnacolo delle sepolture stesse.
I corpi erano deposti sul fianco, in posizione fetale, come di persona addormentata a simboleggiare la possibilità di risveglio o di rinascita; la testa era posizionata a sud e il viso rivolto a est, verso il sole nascente.
Molti corpi presentavano mutilazioni scheletriche non dovute, tuttavia, a fattori traumatici o animali, ma all'usanza di ritornare alla tomba da parte dei sopravvissuti per prelevarne parti con intenti apotropaici; in tale occasione, peraltro, i corpi venivano colorati con pigmenti rossi.
Dall'esame del vasellame presente nei corredi (non ancora lavorato al tornio), più o meno ricchi, Petrie individuò 700 tipi di ceramiche che raccolse in nove classi contrassegnate con lettere dell'alfabeto: 
- B (Black topped), a bocca nera;
- P (polished Red), a ingobbiatura[N 11] rossa:
- F a ingobbiatura nera;
- C (white Cross), a ingobbiatura rossa, con semplici motivi geometrici dipinti di bianco;
- '"R"' (Raw), ceramica grezza comune;
- L (Late), ceramica tarda;
- D (Dark), raffinata di colore marrone chiaro e motivi in ocra rossa;
- W (Wavy), ad anse ondulate[N 12];
- N, Nubiana, di colore marrone scuro con motivi geometrici incisi.

da queste fece derivare un sistema di catalogazione e datazione delle sepolture (non solo di Naqada in senso stretto) detto di datazione sequenziale (Sequence Date), che contrassegnò con la sigla SD, prevedendo quattro periodi all'interno dei quali è possibile reperire ceramiche appartenenti alle 9 classi: 
- SD 30-39 = Naqada I (o Amraziano);
- SD 40-62 = Naqada II (o Gerzeano);
- SD 63-72 = Naqada III (o Samainiano);
- SD 77-88 = Inizio dinastico (oggi indicato come dinastia 0)

#### Ieracompoli
Pochi anni dopo i lavori di Flinders Petrie, nel 1897, James Edward Quibell e Frederick William Green scoprirono la Necropoli di Nekhen (nota anche come Ieracompoli), un'area cimiteriale in cui fu possibile però notare già una netta bipartizione tra un'area destinata al ceto comune e un'altra destinata alla classe egemone. Ne derivò il concetto di una distinzione in classi, segno evidente dell'esistenza di una ben precisa struttura gerarchica e, conseguentemente, di sottoposizione a un'entità unica assimilabile a un re, condizione ancora non rilevabile nelle sepolture coeve del Basso Egitto.

Corpo di adulto mummificato naturalmente (S. 00293), tra il 3900 e il 3700 a.C., Periodo predinastico, Museo Egizio, Torino.

Le sepolture più povere erano costituite da fosse ovali in cui il corpo veniva posto in posizione fetale (vedi il corpo di adulto mummificato naturalmente del Museo Egizio di Torino) coperto da stuoie o materiale vegetale, con corredo ridotto di vasellame e poche suppellettili. Le tombe più ricche, di converso, erano rettangolari, presentavano fondamenta di pietra o roccia, pareti in mattoni crudi probabilmente dipinte all'interno, ed erano sormontate verosimilmente da costruzioni in legno di cui vennero rinvenute le tracce.
Al 1897 risale il ritrovamento, nei pressi del tempio dedicato ad Horus, di una testa di mazza cerimoniale rappresentante un personaggio, che indossa la corona bianca dell'Alto Egitto, che impugna quella che è stata interpretata come una zappa o un aratro; un segno geroglifico all'altezza del viso, rappresentante uno scorpione, ha dato il nome a tale personaggio che appare, data la corona, come un re. Nonostante si tratti sostanzialmente di un'arma, il Re Scorpione, seguito da flabelliferi, è rappresentato verosimilmente nell'atto di scavare un solco da irrigazione, a voler evidentemente rappresentare l'aspetto politico e paternalistico della sua figura per il benessere del suo popolo. In alto, in un registro superiore, sono rappresentati stendardi probabilmente relativi a città sconfitte.
Nel 1898-1899 venne portata alla luce la tomba 100, già soggetta a saccheggi in antico, in cui venne altresì rinvenuto quello che si ritiene il più antico dipinto conosciuto dell'antico Egitto; i pochi resti del dipinto sono oggi conservati presso il Museo Egizio del Cairo e le uniche rese della condizione originale sono desumibili da acquerelli eseguiti da Frederick W. Green all'atto della scoperta.

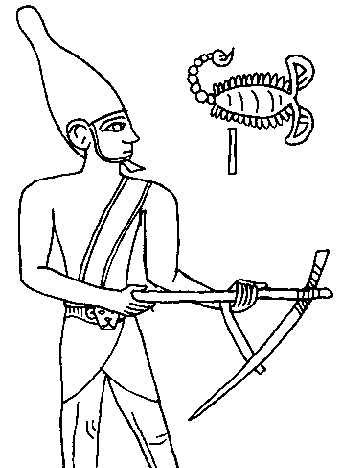
Disegno raffigurante re Scorpione II (con particolare dello strumento impugnato - zappa o aratro), da una sua mazza cerimoniale.
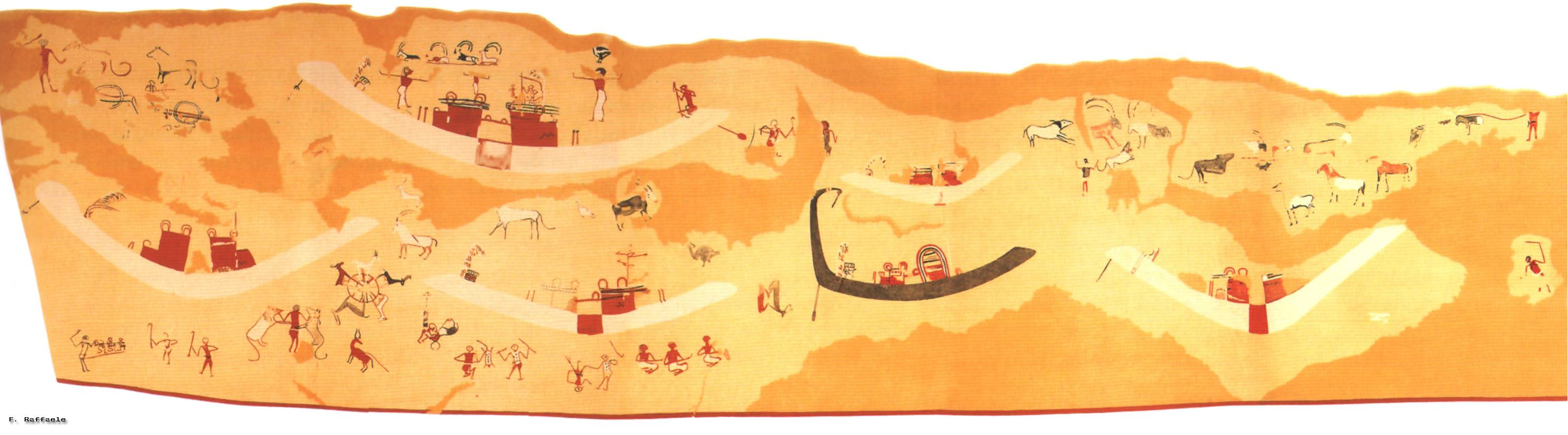
Copia di un dipinto della Tomba 100 di Ieracompoli. Acquerello di Frederick W. Green.
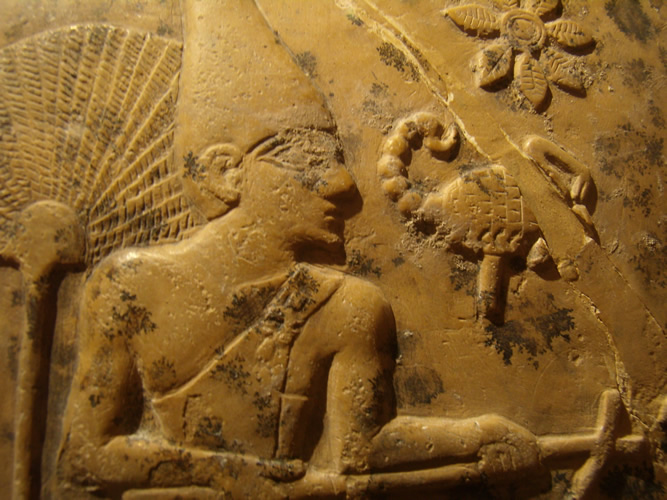
Dettaglio della mazza cerimoniale di re Scorpione II. Ashmolean Museum, Oxford.
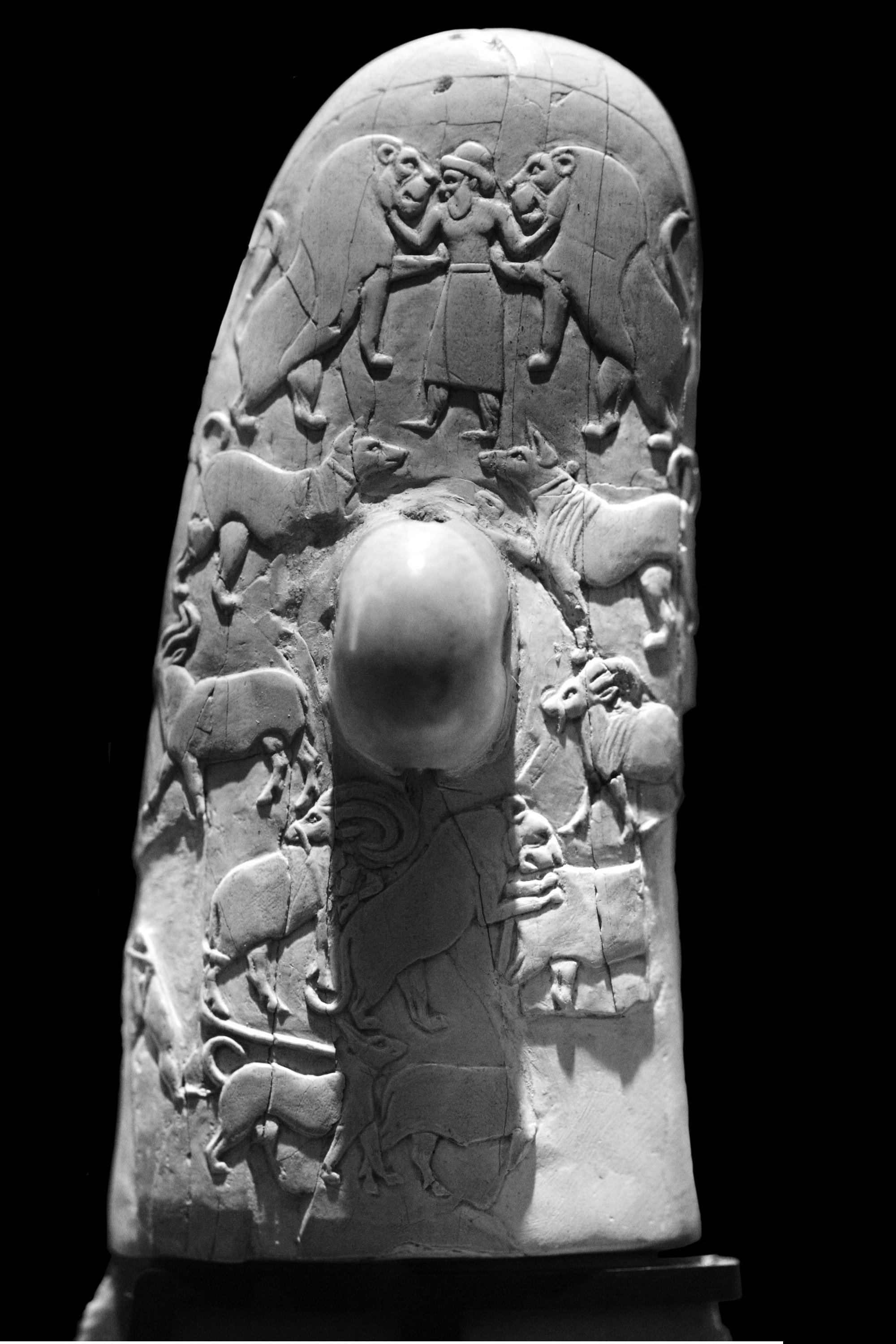
Impugnatura del coltello di Gebel el-Arak (lato B)
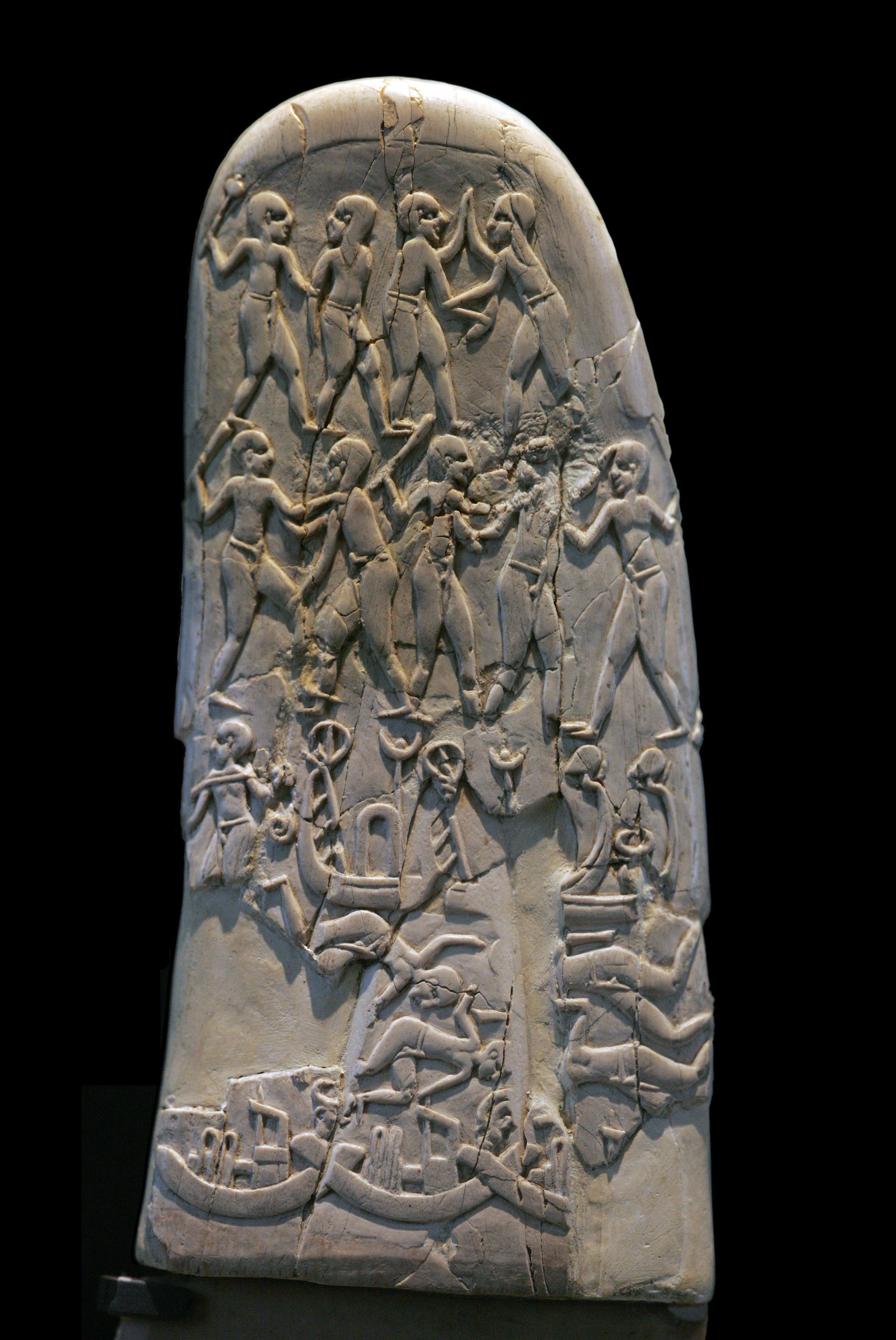
Impugnatura del coltello di Gebel el-Arak (lato A)

#### Reperti musealizzati
Tra i molteplici reperti relativi al periodo Predinastico presso i musei, si segnalano:
Museo Egizio del Cairo:
- ciotola in argilla con applicazioni, forse da Gebelein, periodo Naqada I (cat. JE38284);[24]
- coltello con lama in selce ed elsa in oro forse da Gebelein, periodo Naqada II (cat.JE34210);[25]

Ashmolean Museum, Oxford:
- testa di mazza del Re Scorpione, da Ieracompoli (cat. AN1896-1908.E3632);[26]

Museo Egizio di Torino:
- corpo di adulto mummificato, Naqada I (cat. S. 00293 RCGE 16550);[27]

Museo del Louvre, Parigi:
- coltello di Gebel el-Arak con lama in selce ed elsa in avorio d'ippopotamo, Naqada I;[28]

Brooklyn Museum, New York:
- Danzatrice di Brooklyn, statuetta femminile in terracotta, Naqada II.[29]

### Politica del Predinastico
Sotto il profilo politico nel periodo del tardo predinastico (Gerzeano recente), intorno al 3400 a.C., appare evidente l'aumento dell'attività politica: le entità costituite dall'Alto e Basso Egitto appaiono ormai consolidate e in entrambe le regioni sono raggruppate attorno a una città principale, con un dio riconosciuto e sotto la guida di un capo autorevole. Secondo ipotesi accreditate, mentre nel sud del Paese (Alto Egitto) la compagine socio-politica è più compatta, forse sia per il carattere prettamente rurale delle città/villaggio scarsamente autonome sia per la presenza di capi più incisivi, nel Basso Egitto (a nord) le città hanno un maggior grado di sviluppo e di autonomia, di cui sono particolarmente gelose, il che le rende più difficili da unificare. Prova di tale situazione più compatta dell'Alto Egitto sono alcuni manufatti sintomatici di un potere centralizzato, non riscontrabili nell'area del Delta, tra i quali si annovera la già citata testa di mazza da guerra del cosiddetto Re Scorpione, già ascritto a una dinastia 0 e che può, embrionalmente, essere identificato come l'iniziatore del processo che, con il successivo Periodo Arcaico, porterà all'unificazione delle Due Terre.

### Cronologia del Periodo Predinastico (4000-3200 a.C.)
Per il Periodo Predinastico si individua, archeo-storicamente, la suddivisione in:
- Naqada I o Amraziano - (3900 a.C. - 3650 a.C.);
- Naqada II o Gerzeano - (3650 a.C. - 3300 a.C.);
- Naqada III o Semainiano (3300 a.C. - 3060 a.C.).

| Data (a.C.) | Basso Egitto                     | Alto Egitto      | Località            | Periodo                  |
| ----------- | -------------------------------- | ---------------- | ------------------- | ------------------------ |
| 3600        | Maadiano                         | Gerzeano Antico  | el- Gerza, el-Maadi | Predinastico medio/tardo |
| 3400        | Gerzeano recente                 | Gerzeano recente | Ieracompoli         |                          |
| 3200        | Unificazione Alto e Basso Egitto |                  | Menfi, Abido        | Storico                  |

## Periodo arcaico (3150-2700 a.C.)

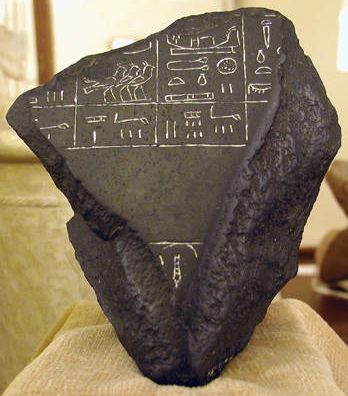
La Pietra di Palermo nei registri riguardanti Khasekhemui

Le prime due dinastie vengono dette anche tinite, dal nome della città di Thinis di cui sarebbero state originarie. Di lì a poco, Thinis soppianterà in importanza Nekhen (Ieracompoli); da un punto di vista cronologico ciò può essere collocato tra il 3150 a.C. ed il 2700 a.C..
Il Periodo arcaico conclude, di fatto, la fase di formazione dello stato unitario nato dalla fusione di Alto e Basso Egitto. Se l'unione formale può dirsi tuttavia completata, le due componenti territoriali resteranno sempre ben distinte durante l'intera storia del Paese, tanto che il sovrano assumerà il titolo di Re delle Due Terre.
La scarsità di documenti contemporanei, e il fatto che la maggior parte delle liste reali a noi pervenute risalgono al Nuovo Regno, ossia a circa 1500 anni dopo, genera perplessità sulla sequenza dei sovrani. La maggior parte dei nomi Horo sono stati rinvenuti su stele, vasellame o graffiti dell'epoca. Alcuni sono anche riportati sulla Pietra di Palermo. La suddivisione in dinastie è quella riportata dal Canone Reale, conservato a Torino, e nell'opera Aegyptiaca, non giuntaci se non come riferimento di altri autori, di Manetone.

### I dinastia (3150 - 2925 a.C.)
Nella cronologia della storia dell'antico Egitto, così come compendiata da Manetone con la suddivisione in trenta dinastie, la prima di queste inizia con l'unificazione dei due regni del Alto e Basso Egitto, formatisi nel periodo detto Periodo Predinastico dalla fusione di entità politiche più piccole di cui restò memoria nella successiva divisione dell'Egitto in distretti.
L'unificazione viene attribuita ad un sovrano chiamato Menes nella lista reale di Abido e nel Canone Reale, risalenti entrambi, tuttavia, a circa 1500 anni dopo l'unificazione dell'Egitto. Gli scavi archeologici ci hanno restituito una tavoletta in siltite, proveniente da Abido, in cui un sovrano, identificato invece come Narmer, è raffigurato indossare le due corone rappresentanti le due parti dell'Egitto. Generalmente, si ritiene che Menes e Narmer siano la stessa persona. Alcuni studiosi hanno tuttavia avanzato ipotesi alternative sull'identità dell'unificatore dell'Egitto associandolo alla figura parzialmente mitica del Re Scorpione oppure ad Aha, di norma indicato come il successore di Narmer.

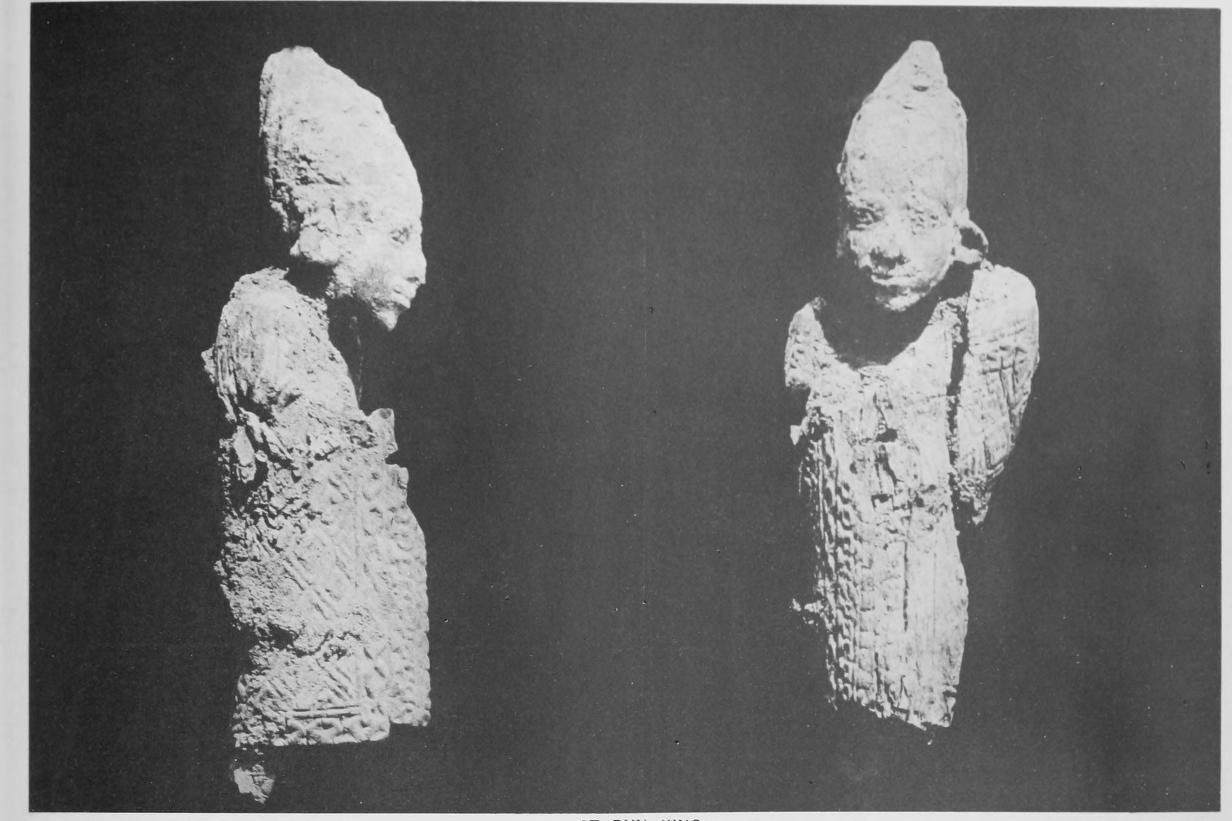
Statuetta di un anonimo faraone arcaico, in avorio. British Museum, Londra.

Anche la datazione della I dinastia è difficoltosa a causa della scarsità di dati. Anche se con variazioni che possono superare il secolo, è tuttavia possibile indicare il 3000 a.C. come data di riferimento. Sugli eventi storici inerenti all'arco di tempo coperto dalla dinastia, circa 250 anni, sappiamo poco in quanto le fonti scritte, scarse e frammentarie, riportano spesso solamente i nomi dei sovrani e poche altre notizie.

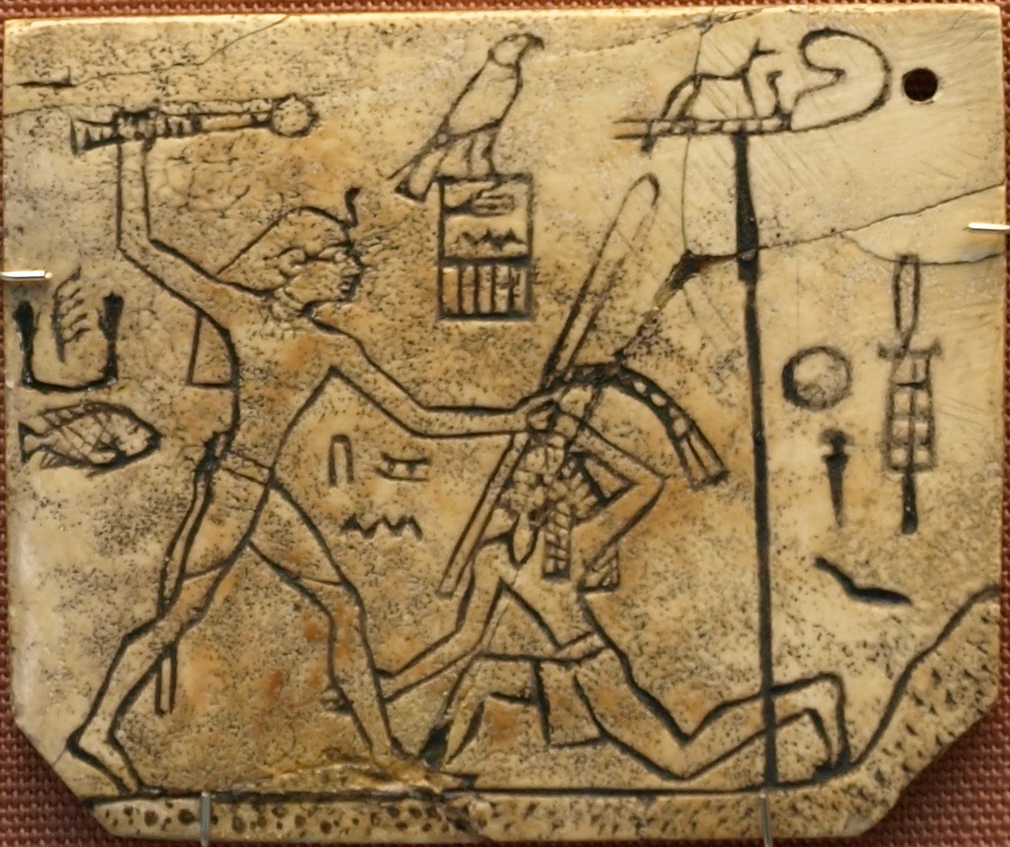
La Targhetta MacGregor, in avorio, raffigurante l'arcaico faraone Den che abbatte un nemico. British Museum, Londra.

Possiamo comunque supporre che si sia trattato di una fase di consolidamento dello stato unitario, stato la cui organizzazione si presume fosse fortemente teocratica con un sovrano/dio alla sommità. Le notizie di cui disponiamo riferiscono di vittorie sulle popolazioni confinanti con la valle del Nilo e principalmente con i beduini nomadi della Penisola del Sinai. Capitale della prima dinastia fu inizialmente Thinis, che in seguito cederà tale ruolo a Menfi.

### II dinastia (2925 - 2700 a.C.)
Non sono noti i motivi che spinsero Manetone a suddividere la sequenza dei sovrani di questo periodo in due distinte dinastie; lo stesso Canone Reale elenca questi sovrani senza soluzione di continuità. Malgrado la scarsità di documentazione storica, l'analisi della titolatura dei sovrani (segnatamente del rispettivo nome di Horo) permette di formulare alcune ipotesi, sufficientemente fondate sugli avvenimenti del periodo.
Nella parte conclusiva della II dinastia probabilmente si verificò uno scontro tra i sovrani thiniti provenienti dall'Alto Egitto e il Basso Egitto. Traccia di ciò può desumersi dalla cancellazione del nome del re Peribsen, che sottolinea, verosimilmente, una damnatio memoriae, pratica spesso adottata nell'Egitto antico nei confronti di coloro che erano considerati usurpatori.
L'ipotesi di uno scontro tra le due componenti dello Stato egizio potrebbe essere derivata dalla scelta di Peribsen di sostituire Horus, divinità tutelare della regalità, trasferendone il rango a Seth, divinità proveniente dal Basso Egitto. Solo con Khasekhemui si assiste a una doppia titolatura che comprende le due divinità, Horus e Seth, unite. Esistono, inoltre, richiami alla pacificazione in altre parti della titolatura stessa, il che porta a pensare a un'azione di mediazione di questo sovrano che potrebbe aver riportato all'unità lo Stato, ponendo così le basi per la fase storica successiva: l'Antico Regno.

## Antico Regno (2700-2160 a.C.)
L'Antico Regno è il periodo che va dalla III alla VI dinastia, indicativamente compreso tra il 2700 a.C. ed il 2192 a.C. A questo periodo risalgono le costruzioni più famose ed imponenti della civiltà egizia: le piramidi.

### III dinastia (2700-2620 a.C.)

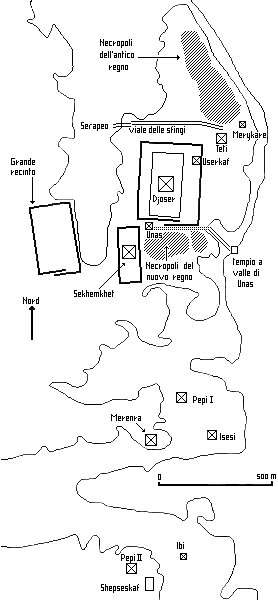
Planimetria della necropoli di Saqqara

Malgrado alcuni sovrani della terza dinastia siano ben conosciuti, poche e confuse sono le informazioni sulle loro correlazioni, al punto che la stessa sequenza è oggetto di discussioni e tesi contrapposte. Anche sull'esistenza o meno di alcuni sovrani vi sono, tra gli studiosi, pareri contrastanti. Ne consegue l’impossibilità di definire una cronologia esatta dei singoli regni; il periodo coperto dalla dinastia si suppone vada dal 2700 a.C. al 2630 a.C.
Architettonicamente, le costruzioni abitative, compreso il palazzo reale, erano ancora costruite con materiali deperibili e fragili, mentre particolare cura si pose nella realizzazione delle Case per l'eternità, ovvero le tombe dei re. Una prima innovazione appare con la struttura tombale: mentre le tombe del Periodo Arcaico, infatti, erano ipogee sovrastate da tronchi piramidali (le mastabe), e per i re si prevedevano due sepolture, ad Abido e Saqqara, a voler simboleggiare anche nella morte la signoria sulle Due Terre, le tombe della III dinastia acquistano invece valore monumentale e decade, almeno in apparenza, il concetto della doppia sepoltura.
Una prima innovazione voluta da Djoser, primo re della III dinastia, fu infatti la coesistenza della doppia sepoltura nel medesimo luogo; a Saqqara si avranno nel medesimo recinto funerario, differenziate solo come orientamento geografico, la sepoltura principale a nord, e il cenotafio a sud.

### IV dinastia (2620-2500 a.C.)
Il tratto forse saliente della quarta dinastia è che ai suoi sovrani sono legati i monumenti probabilmente più famosi dell'antica civiltà egizia: le piramidi di Giza e la grande Sfinge.
A Khufu, conosciuto con il nome greco di Kheops (Cheope) è dovuta la Grande Piramide, unico monumento giunto fino a noi delle sette meraviglie del mondo.

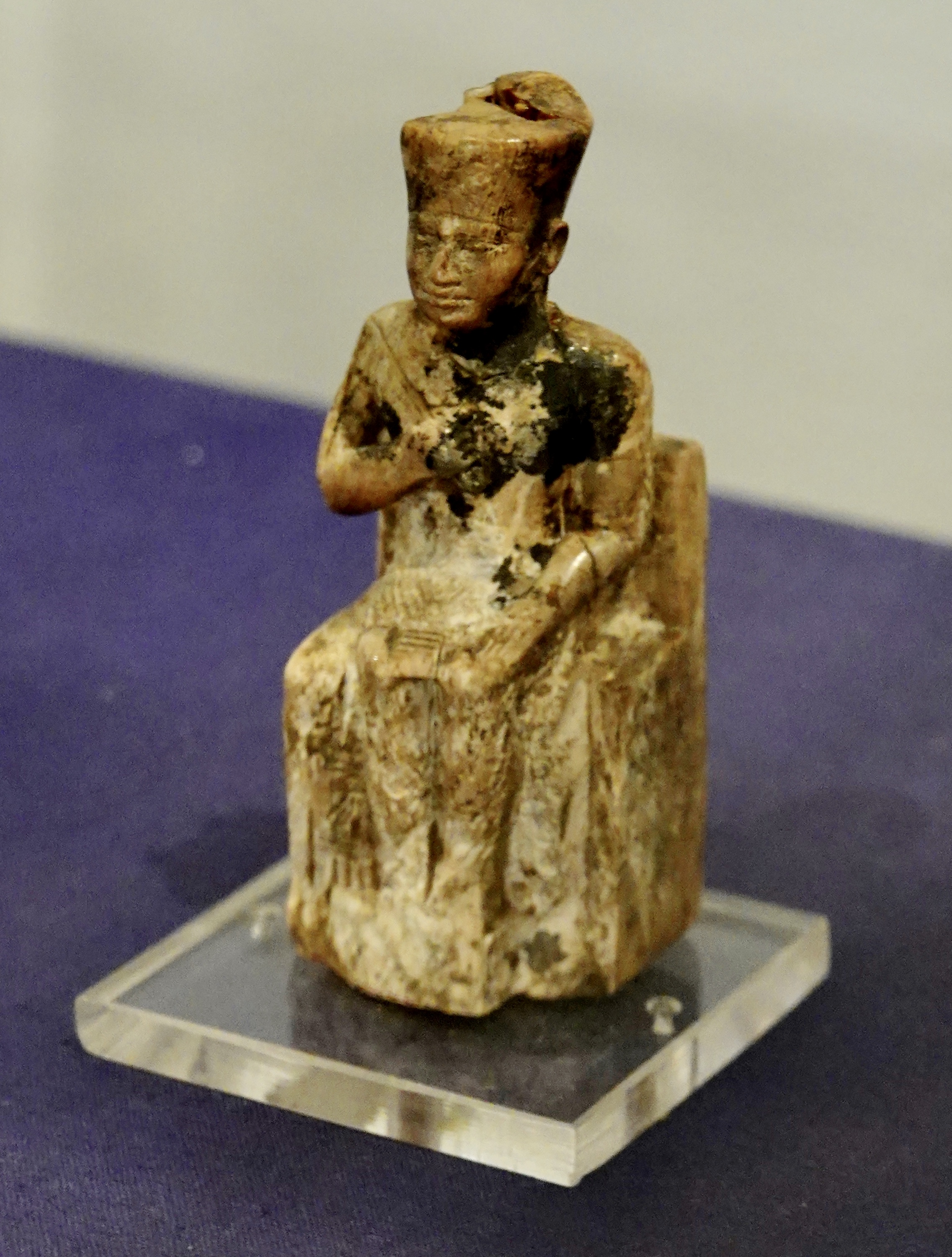
L'unica statuetta raffigurante Cheope (alta 7,5 centimetri). Museo egizio del Cairo.

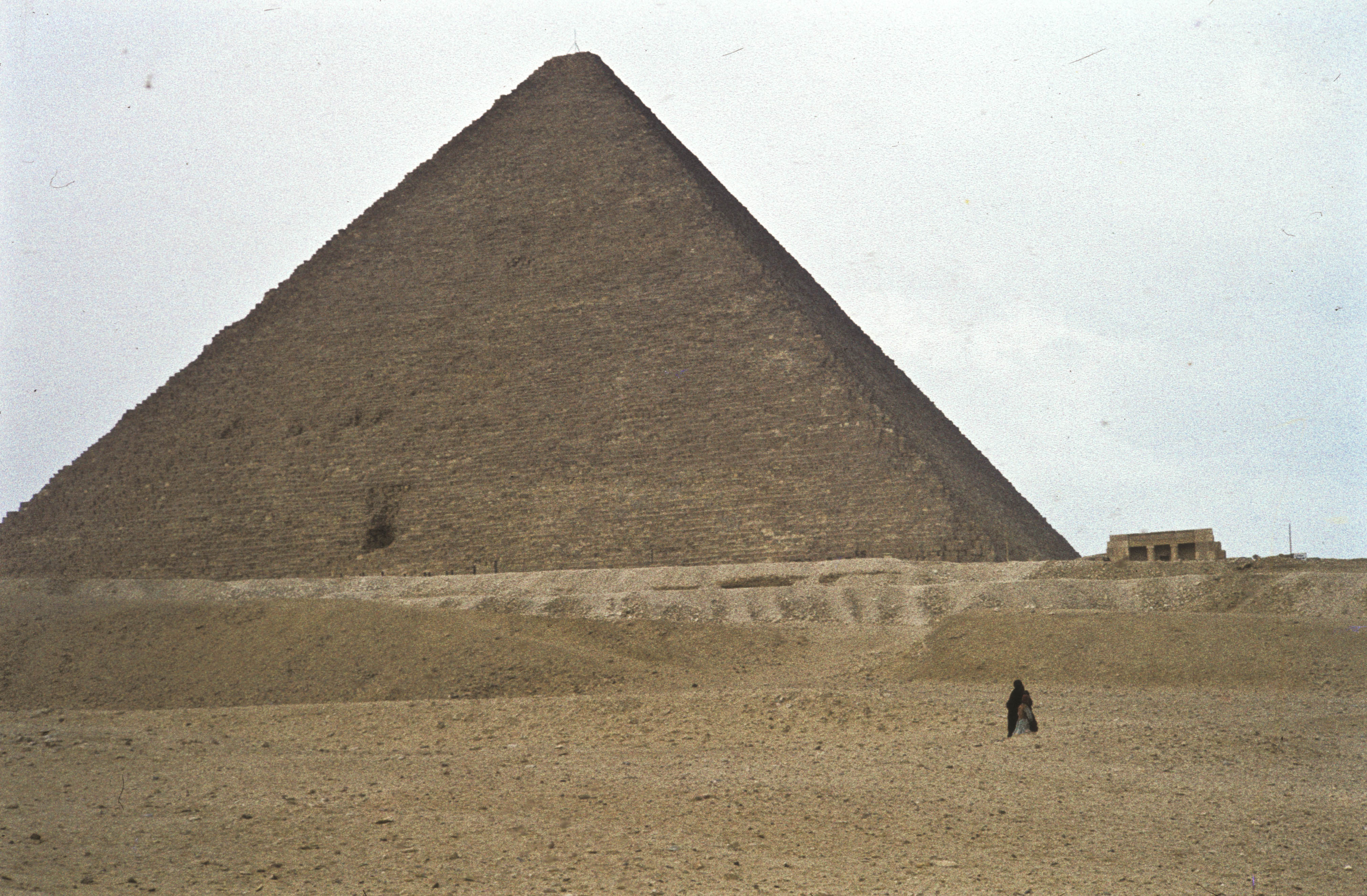
Piramide di Cheope

Durante una campagna di scavi del 2011/2, l'archeologo francese Pierre Tallet della Sorbona di Parigi ha ritrovato un porto e grandi magazzini scavati nella roccia nella località di Wadi al-Jarf, sul Mar Rosso, databili alla IV dinastia. Tali ritrovamenti attesterebbero la capacità degli egiziani di intraprendere viaggi per mare non solo per lo sfruttamento delle miniere di rame della vicina costa della Penisola del Sinai ma anche verso luoghi più lontani e probabilmente fino al mitico Paese di Punt fin dal 2600 a.C.
La sequenza dei sovrani della IV dinastia è abbastanza sicura tranne che per Bafra e Djedefptah, di cui non possediamo dati archeologici ma solamente la loro indicazione nella lista di Manetone. La dinastia si estende, approssimativamente, dal 2630 a.C. al 2510 a.C.

### V dinastia (2500-2340 a.C.)

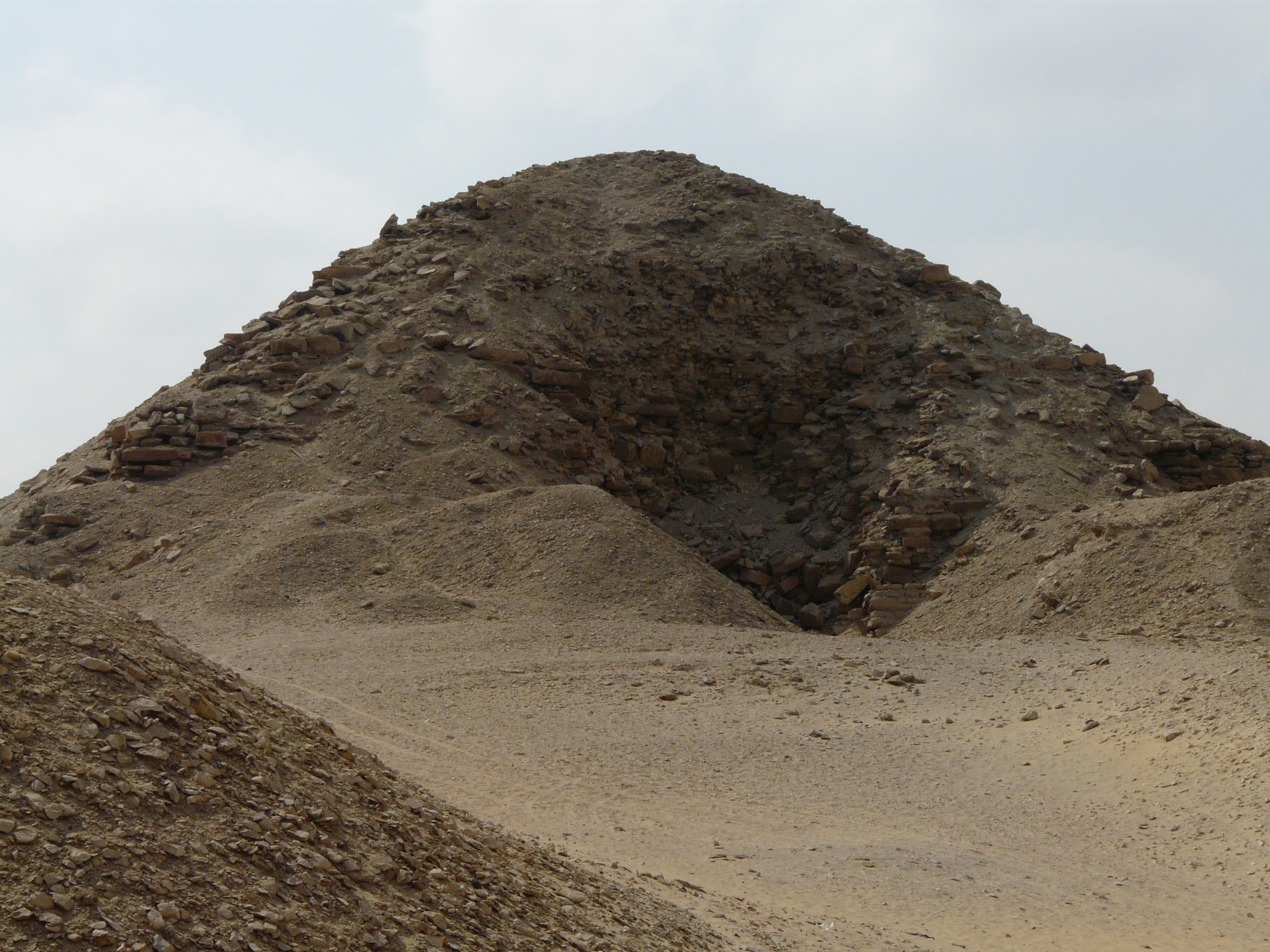
I resti della piramide di Niuserra ad Abusir.

Durante questa dinastia (almeno fino al regno di Niuserra) si assiste all'affermarsi del culto solare di Ra, come si può ricavare dai resti dei templi solari di alcuni sovrani ed anche dalla presenza del termine teoforo ra in numerosi nomi. I complessi funerari dei sovrani di questa dinastia non raggiungono le dimensioni di alcuni della precedente dinastia.
Mentre non sembrano evidenziarsi rivolgimenti politici, giacché molti funzionari della precedente dinastia vennero confermati nei loro incarichi, l'ideologia religiosa viene ulteriormente rafforzata dal Nome di Horus prescelto da Userkaf, il primo re: Iry-Maat, ovvero Colui che ristabilisce Maat. Poche sono le notizie sul regno di Userkaf (forse durato 7 anni secondo il Canone di Torino), ma a lui si deve la prima testimonianza nota di rapporti con le isole egee. Per quello che è dato a sapere, i rapporti commerciali con l'estero proseguono e si hanno notizie di importazione di legno di cedro da Byblos, di animali esotici dalla bassa Nubia e di rapporti commerciali con Punt, una stazione probabilmente posta sulla costa somala di cui non è ancora stato identificato il sito con sicurezza.
Verso la fine della dinastia inizia a notarsi un rafforzamento del potere provinciale (nomo) in contrasto con il potere centrale. La V dinastia si estende, approssimativamente, dal 2510 a.C. al 2350 a.C.

### VI dinastia (2340-2160 a.C.)

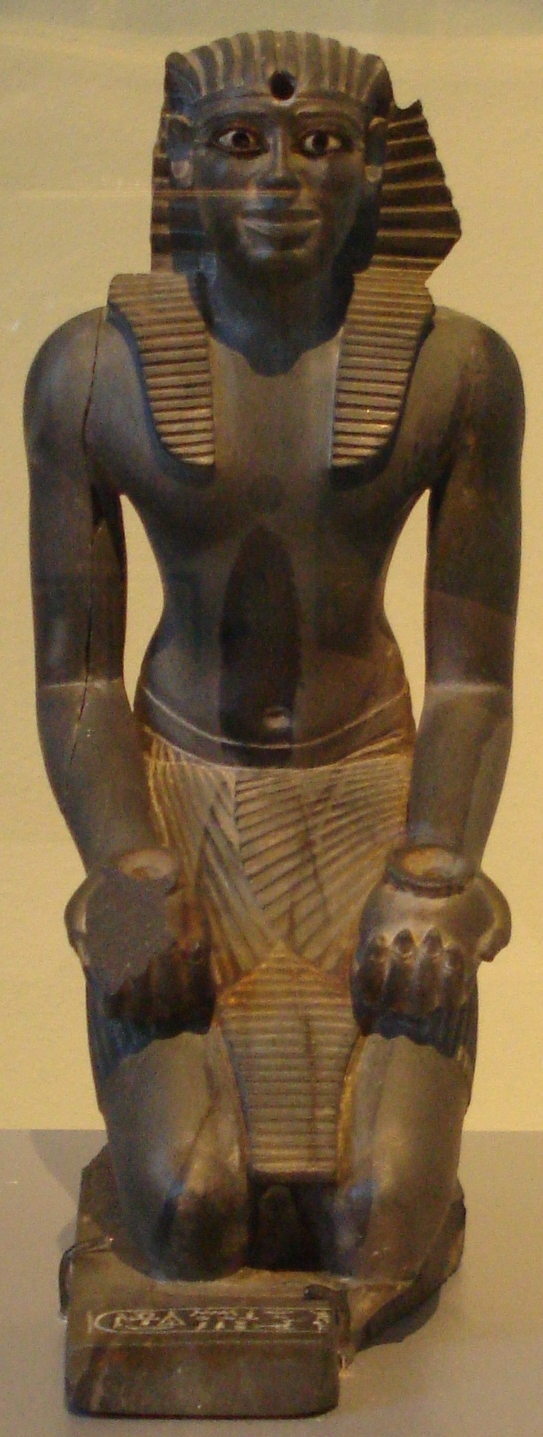
Offertorio di Pepi I

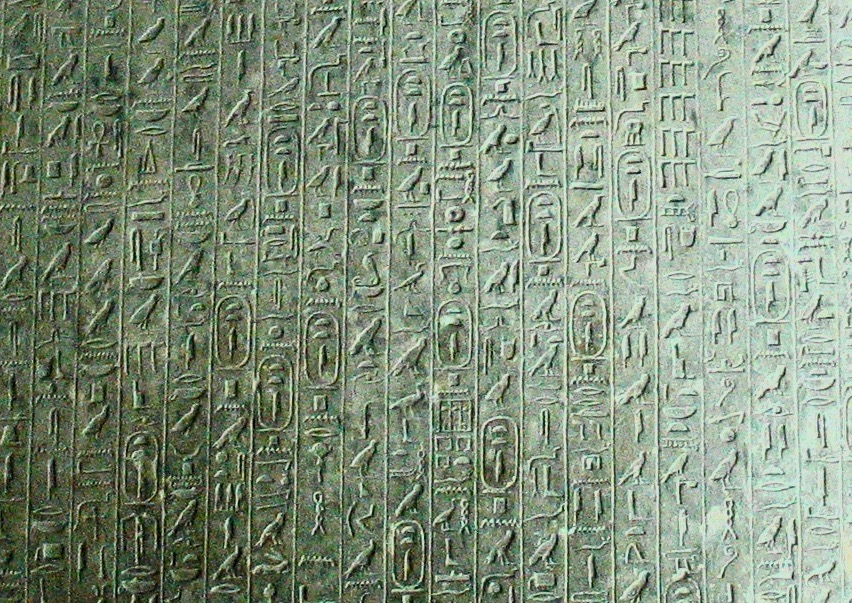
Testi delle piramidi dalla tomba di Teti

È verosimile che la V dinastia si sia conclusa senza eredi maschi: al trono salirà Teti che acquisterà diritto al governo per aver sposato Iput, figlia di Unis. È altrettanto verosimile che la situazione di tipo feudale iniziata con la fine della dinastia precedente avesse innescato una minor adesione a quelle che erano le politiche centralizzate e in tal senso deve intendersi la scelta, come “Nome di Horus”, di Seheteptaui, ovvero “Colui che pacifica le Due Terre” significativo del suo programma politico.
Dopo il lungo regno di Pepi II, lo stato centrale entra in crisi e la regalità si disperde tra una miriade di sovrani locali che regnano contemporaneamente rivendicando ciascuno per sé il titolo di Signore delle Due Terre.
Anche le fonti, sia quelle archeologiche, che quelle storiche ed epigrafiche, si riducono a pochi accenni spesso contraddittori.
La VI dinastia si estende, approssimativamente, dal 2350 a.C. al 2192 a.C.

## Primo periodo intermedio (2160-2055 a.C.)
(Da Le lamentazioni di Ipu-Wer)

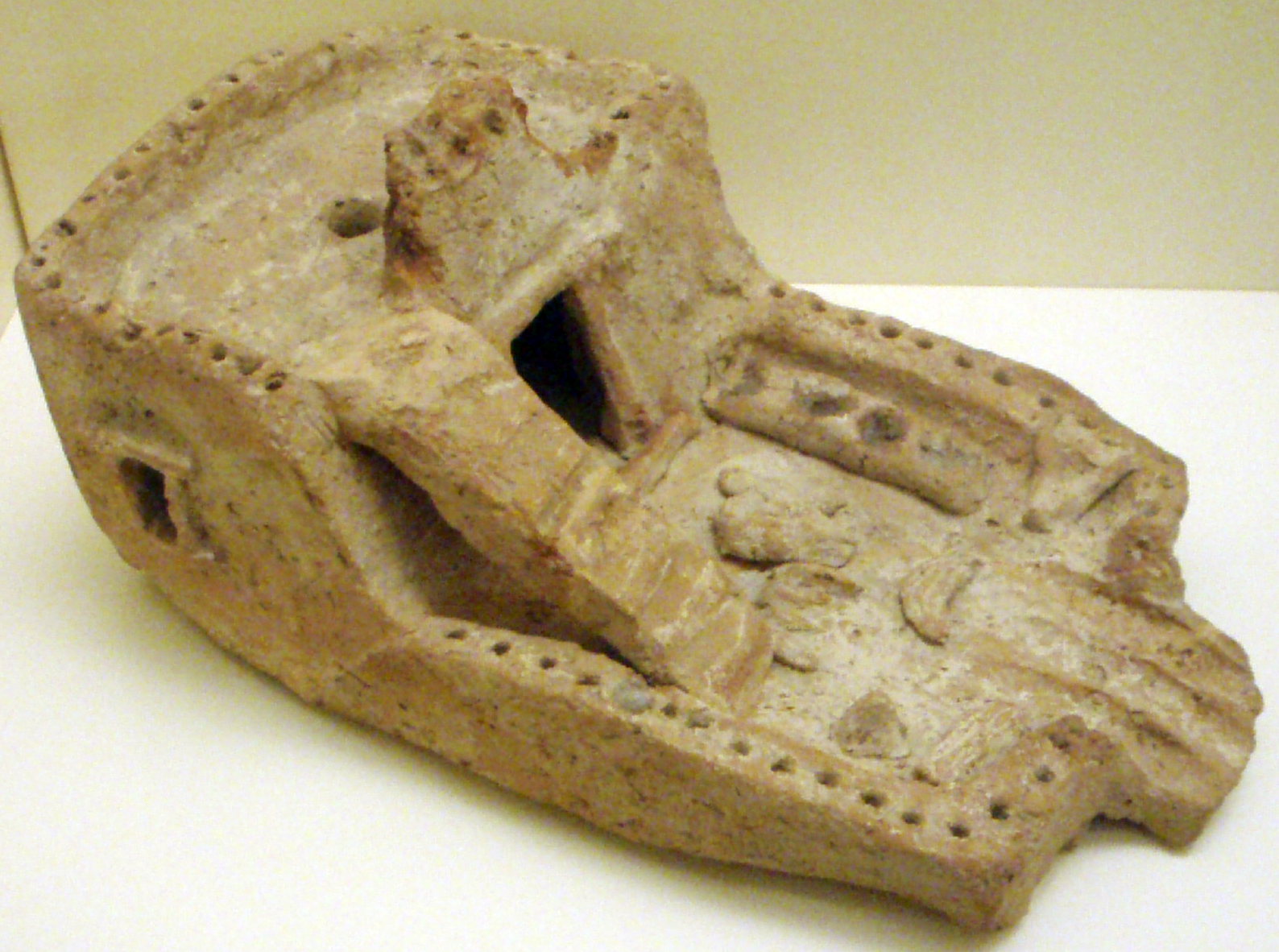
Modello di abitazione rinvenuto in una tomba del Primo Periodo Intermedio

La situazione politica che si era delineata durante la V e la VI dinastia, aggravata dal lungo regno di Pepi II, dal sistema feudale instauratosi con la sempre maggiore autonomia dei governatori locali e da congiure di palazzo giunge al suo apice in un periodo di turbolenze e rivolte, noto come Primo periodo intermedio e che ben può essere compendiato dal testo delle Lamentazioni di Ipu-Wer, a noi giunto in una trascrizione del Nuovo Regno ma che fa riferimento al periodo immediatamente successivo all'Antico Regno.
(da Le lamentazioni di Ipu-Wer)
Tuttavia è cronologicamente difficile individuare un momento di inizio del Primo periodo intermedio e stabilire se esso sia individuabile nella lenta decadenza dell'autorità regale iniziata durante il lungo regno di Pepi II o se sia imputabile alla disgregazione nel momento della successione di Nitocris. Secondo alcune teorie potrebbe essersi trattato anche della concomitanza di eventi politici con un periodo climatico di tipo saheliano, che avrebbe causato lunghe carestie aggravate dall'assenza di un'amministrazione centrale in grado di imporre ai governanti locali il mantenimento efficiente dei canali di irrigazione, indispensabili per la corretta distribuzione delle acque dell'inondazione nilotica. Tale ipotesi verrebbe confermata dal fatto che i maggiori disagi e disordini si sarebbero avuti proprio nella valle del Nilo, mentre città da esso lontane (come Balat e la sua necropoli, nell'oasi di Dakhla) non mostrano segni di interruzione della vita comune, né di aver subito distruzioni.
Non esiste, peraltro, traccia di contatti politici o commerciali con i Paesi viciniori e anzi si ha notizia, nell'VIII dinastia, di invasioni delle aree di confine da parte degli "abitanti delle sabbie".
Difficile si presenta anche la stesura di un elenco dei re, poiché si ha sovrapposizione di dinastie instaurate, fondamentalmente, dai capi dei nomi locali che si autoproclamano re. Tale fu il disordine che nella sua opera Manetone riferirà, a proposito della VII e VIII dinastia, che si trattò di "70 re di Menfi che regnarono 70 giorni", a volerne sottolineare l'effimera durata.

### VII e VIII dinastia (2150 - 2135 a.C.)
È difficile individuare i re della VII e VIII dinastia; unico di cui si ha traccia certa è Kakaura (Qakara Aba secondo il Canone di Torino), che avrebbe regnato due anni; la sua tomba si trova a Saqqara, non lontana dalla piramide di Pepi II.
L'area del Delta era intanto stata occupata da quelli che vengono indicati genericamente come "asiatici", quindi i re dell'VIII dinastia focalizzarono il proprio potere solo sulla città di Menfi. Nell'Alto Egitto, Tebe non era ancora la capitale, anche se i principi locali stavano gettando le basi per un futuro regno, mentre nel Medio Egitto, protetto dalle invasioni degli asiatici da nord e dei nubiani da sud, cominciava a farsi strada una dinastia di principi della città di Henet-Nesut (nota come Eracleopoli).
Il fatto, tuttavia, che molti re abbiano scelto come nome Neferkara, ovvero il nome di incoronazione di Pepi II, ha fatto ipotizzare un legame parentale o ideologico con il vecchio sovrano, che è stato confermato soprattutto per Neferkara Pepiseneb, ritenuto nipote per il richiamo stesso, nel nome, al sovrano della VI dinastia. 
| Dinastia                                     | Principali re        |
| -------------------------------------------- | -------------------- |
| -                                            | Netjerkara           |
| -                                            | Menkara              |
| -                                            | Neferkara II         |
| -                                            | Neferkara Nebi       |
| -                                            | Djedkara Shemai      |
| -                                            | Neferkara Khendu     |
| -                                            | Merenhor             |
| -                                            | Neferkamin           |
| -                                            | Nikara               |
| -                                            | Neferkara Tereru     |
| -                                            | Neferkahor           |
| forse nipote di Pepi II                      | Neferkara Pepiseneb  |
| -                                            | Sneferka Aanu        |
| VIII (unico menzionato dal Canone di Torino) | Kakaura (Qakara Aba) |
| -                                            | Neferkaura           |
| -                                            | Neferkauhor Khu Hepu |
| -                                            | Neferirkara          |

### IX e X dinastia (2135 - 2040 a.C.)
Ancora più problematico sembra realizzare una tabella che compendi i re della IX e X dinastia che regnarono da Henet-Nesut (Eracleopoli), capitale del XX nomo dell'Alto Egitto giacché se ne hanno pochi o nulli riferimenti e notizie. I nomi dei primi re della IX dinastia, accreditata di circa trent'anni complessivi, dato l'evidente riferimento a Ra (Meryibre Kheti I, Neferkara VII e Nebkaura Kheti II) hanno fatto supporre che si sentissero ancora legati alle dinastie menfite, il che sarebbe confermato dalle tombe di alcuni di loro nella necropoli di Saqqara.
La X dinastia, anch'essa eracleopolitana e la cui durata è stimata in circa 100 anni, venne fondata da Neferkara (Meryhathor) il cui nome ancora una volta richiama il culto del dio Ra. Verso la fine della X dinastia, tuttavia, la famiglia del visir Shemai iniziò una serie di alleanze con i principi tebani, che divenne particolarmente importante al momento del confronto tra Eracleopoli e Tebe.
| Dinastia | Principali re     |
| -------- | ----------------- |
| IX din.  | Meryibre Kheti I  |
| IX din.  | Neferkara VII     |
| IX din.  | Nebkaura Kheti II |
| IX din.  | Setut (Senenh)    |
| IX din.  | Mery              |
| IX din.  | Shed...           |
| X din.   | Meryhathor        |
| X din.   | Neferkare VIII    |
| X din.   | Wahkare Khety     |
| X din.   | Merykare          |

## Medio Regno (2055-1790 a.C.)
Se difficile è individuare un momento iniziale del Primo periodo intermedio, altrettanto difficile è individuarne la fine che, al di là dell'ascesa al trono di Antef I come sovrano riconosciuto della XI dinastia, viene tuttavia accreditata al successore di costui, Mentuhotep II. A conferma di tale stato di indecisione dinastica si consideri che secondo alcuni studiosi anche l'XI rientrerebbe tra le dinastie del Primo periodo intermedio poiché solo verso la fine, con Mentuhotep II, si giunge a una nuova unificazione del Paese che giustificherebbe l'assegnazione del titolo di re dell'Egitto.

### XI dinastia (2160 - 1994 a.C.)

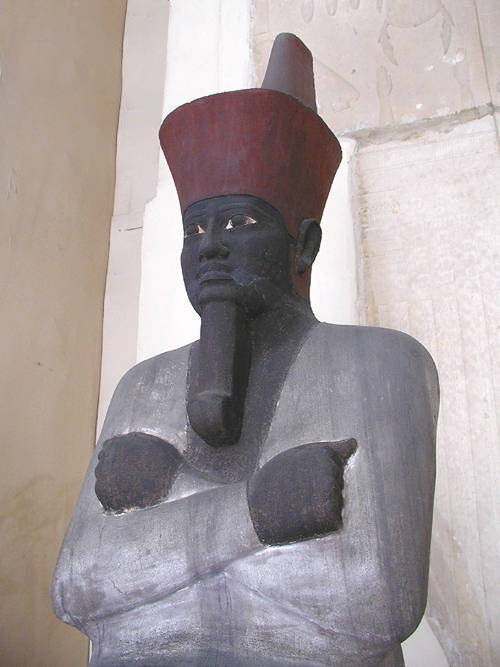
Statua osiriforme di Mentuhotep II. Museo egizio del Cairo.

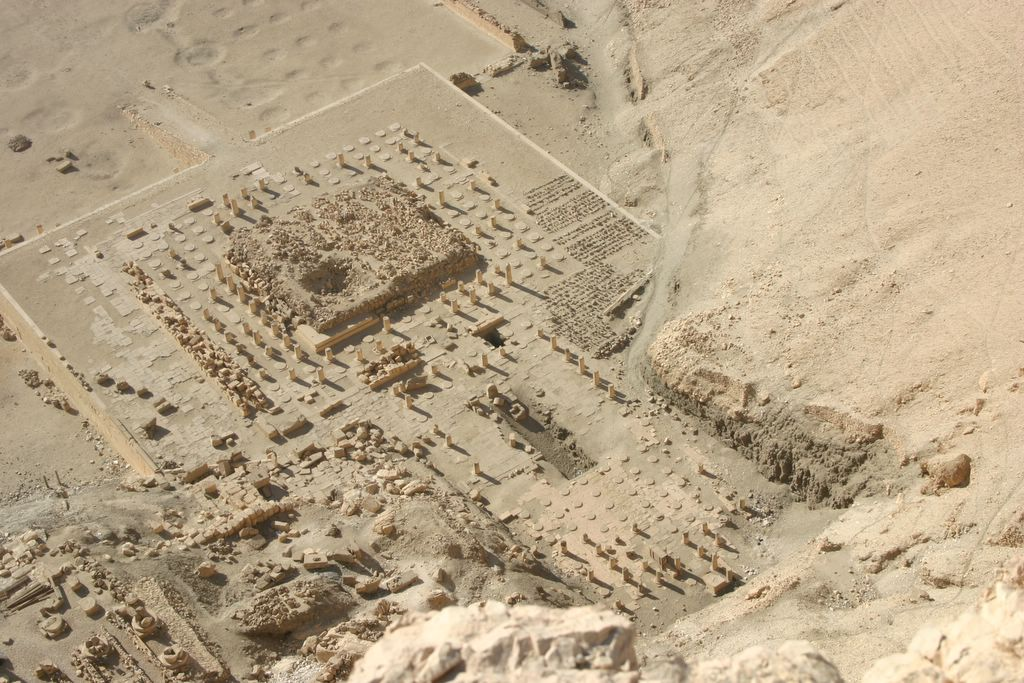
Il tempio di Mentuhotep II a Deir el-Bahari.

La sovrapposizione delle date con la X dinastia deriva dalla contemporaneità di regno in aree diverse del paese non più unificato; la X è infatti una dinastia eracleopolitana, mentre la nascente XI dinastia è dell'area tebana.
| Date (a.C.) | Principali re                                  |
| ----------- | ---------------------------------------------- |
| 2160 - 2123 | Antef I e Mentuhotep I (principi tebani)       |
| 2123 - 2073 | Antef II (principe tebano)                     |
| 2073 - 2065 | Antef III (principe tebano)                    |
| 2065 - 2014 | Mentuhotep II (riunificazione delle Due Terre) |
| 2014 - 2001 | Mentuhotep III                                 |
| 2001 - 1994 | Mentuhotep IV                                  |

#### Mentuhotep II e il Rinascimento egizio
Salito al trono intorno al 2065 a.C. come principe tebano, Mentuhotep II sceglie come nome di incoronazione "Colui che vivifica le Due Terre" (Seankhibtaui), ma il suo regno non comprende ancora l'intero Paese e si estende dalla Prima Cataratta del Nilo, ad Assuan al X nomo mentre a nord regnano ancora i principi di Assiut. A seguito di una campagna militare, Mentuhotep conquistò Assiut determinando così la caduta della dinastia eracleopolitana e ottenendo la proclamazione come re delle Due Terre anche se, effettivamente, anche in questo caso l'unione non era ancora completata; assunse intanto il nome di Nebhepetra e mantenne comunque il legame con la terra d'origine, l'Alto Egitto, giacché assunse come nome di Horus "Divina è la Corona Bianca" (Neceryheget). Ridusse Eracleopoli al rango di nomo, imponendo suoi controllori tebani, spostò la capitale a Tebe, istituì la carica di "Governatore del Nord" e proseguì la sua lunga azione riunificatrice, fino all'anno trentanovesimo di regno, quando, occupata anche l'area del Delta, assunse come nuovo nome di Horus "Colui che ha unificato le Due Terre" (Semataui).
In politica estera Mentuhotep II si ricollegò a quanto raggiunto in epoca menfita, conducendo spedizioni verso la Libia e nel Sinai; in Nubia, che tuttavia restò indipendente, ristabilì la posizione che l'Egitto aveva alla fine della VI dinastia, riprendendo lo sfruttamento delle miniere e garantendo la sicurezza delle vie carovaniere; furono così garantite le frontiere dell'Egitto e i confini del regno si spostarono ancora più a sud, fino alla Seconda Cataratta.
Anche in campo edilizio la politica di Mentuhotep II comportò una notevole ripresa: terminò lavori di restauro intrapresi da Antef I nei templi di Hekaib e Satet a Elefantina; fece erigere costruzioni a Deir el-Ballas, Dendera, Nekheb; nel tempio di Hathor a Gebelein fece realizzare un rilievo rappresentante la sottomissione del Basso Egitto; ad Abido ampliò il tempio di Osiride e abbellì i templi di Montu (da cui derivava il suo nome teoforo) e altri a Tod ed Ermant. Ma il suo edificio più famoso e fastoso fu il tempio funerario nella piana di Deir el-Bahari, primo di una serie che verrà, nella XVIII dinastia, affiancato da quelli di Hatshepsut e Thutmose III. Tale fu la produzione edilizia a lui ascrivibile che il regno di Mentuhotep II è stato anche designato come del "Rinascimento egizio".

#### Da Mentuhotep III alla fine della dinastia
L'attività edificatoria di Mentuhotep II venne proseguita dal secondogenito, Mentuhotep III, che gli succedette sul trono dopo 51 anni di regno. Nuovi edifici sacri sorsero a Tebe, Abido, Ermant, Tod, Elefantina, El-Khab. Sotto il profilo internazionale, Mentuhotep III rafforzò la posizione della dinastia tebana nel Basso Egitto e fece costruire un sistema di fortificazioni nell'area sinaitica, per proteggere il Paese dalle invasioni; al sud, verso la Nubia, inviò un contingente di 3.000 uomini che svolse attività militare e commerciale anche verso il Paese di Punt da cui furono riportati carichi di gomma arabica. Nello stesso anno ottavo di regno però si verificarono disordini e una carestia colpì l'area tebana. Alla morte di Mentuhotep III, nell'anno dodicesimo di regno, la situazione socio-politica doveva essere ancora confusa giacché il Canone di Torino indica "sette anni vuoti" corrispondenti, di fatto, al regno di Mentuhotep IV le cui uniche tracce sono ricavabili da un graffito nello Uadi Hammamat, nel deserto orientale, ove inviò una missione di 1.000 uomini capeggiata dal visir Amenemhat, per estrarre sarcofagi e scavare pozzi.

### XII dinastia (1994 - 1785 a.C.)
L'XI dinastia si conclude con una situazione socio-politica confusa su cui si innesta, apparentemente senza traumi politici, la XII dinastia, che sostanzialmente proseguirà nella linea tracciata dai precedenti regnanti.
| Date (a.C.) | Principali re |
| ----------- | ------------- |
| 1994 - 1964 | Amenemhat I   |
| 1974 - 1929 | Sesostri I    |
| 1932 - 1898 | Amenemhat II  |
| 1900 - 1881 | Sesostri II   |
| 1881 - 1842 | Sesostri III  |
| 1842 - 1794 | Amenemhat III |
| 1798 - 1785 | Amenemhat IV  |
| 1785 - 1781 | Nefrusobek    |

#### Amenemhat I e l'inizio della dinastia

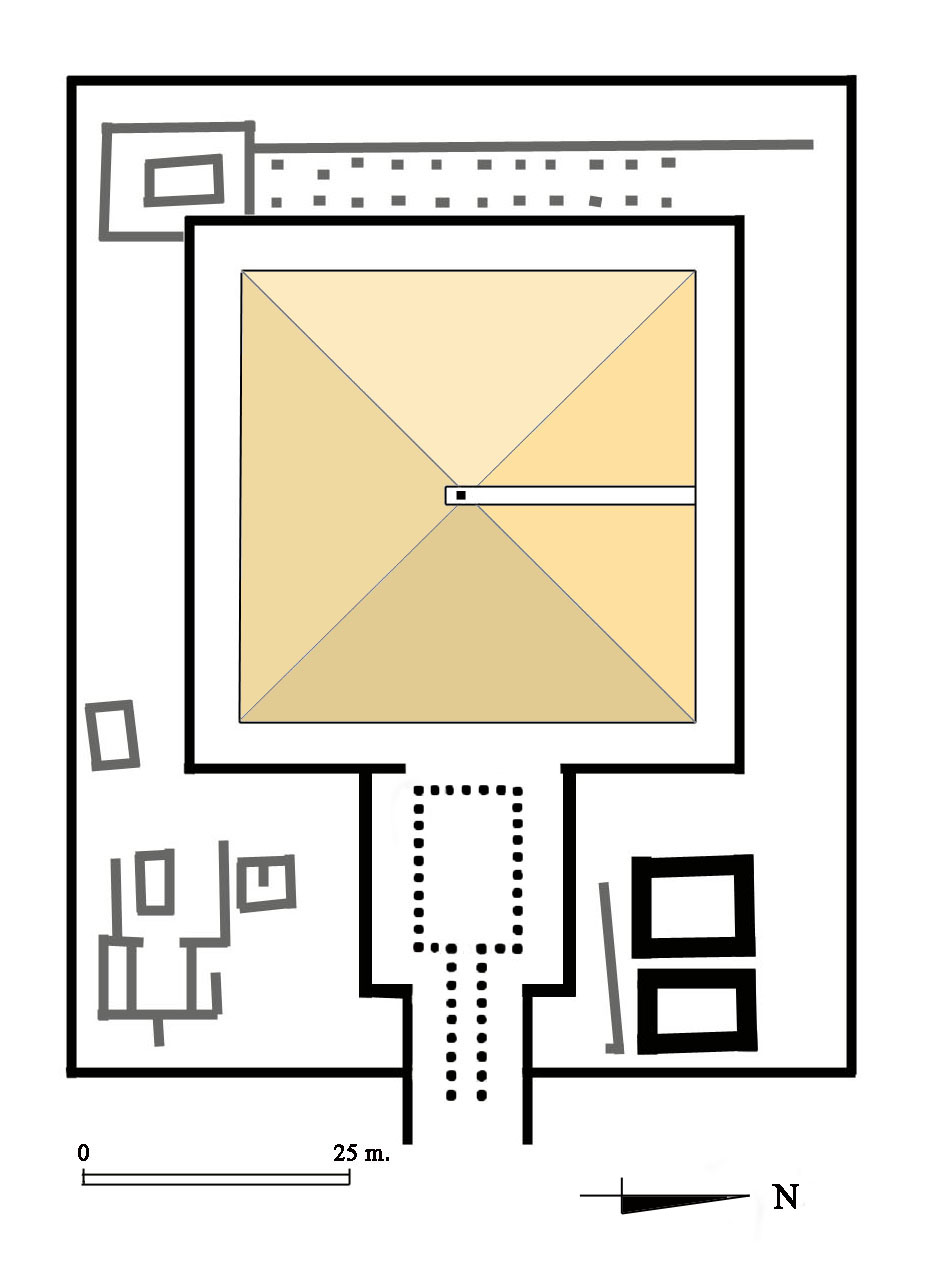
Il complesso piramidale di Amenemhat a Lisht

La XI dinastia si era conclusa con una spedizione ordinata da Mentuhotep IV e capeggiata dal visir Amenemhat; si ritiene che proprio costui possa essere il primo re della successiva XII dinastia, tesi avvalorata dal nome di Horus assunto da Amenemhat I, Colui che rinnova le nascite (Uhem-Setaui). Si è tuttavia a conoscenza di altri due pretendenti al trono: Antef (di cui si hanno scarse notizie) e Sergeseni dalla Nubia, contro cui Amenemhat dovette lottare nei primi anni di regno. Sintomatici appaiono il nome di incoronazione scelto "Colui che rende soddisfatto il cuore di Ra" (Sehetepibra) che, affiancato al nome proprio, Amenemhat, ovvero "Amon è alla testa", sembrano un vero manifesto politico, giacché proprio sotto tale sovrano si avvierà il processo che si concluderà con la fusione sincretica delle due divinità nell'unica Amon-Ra.
Che l'ascesa al trono di Amenemhat I non sia avvenuta per discendenza appare evidenziato dal ricorso, come era già avvenuto per la V dinastia (Papiro Westcar), a un espediente letterario che ne sancisce profeticamente il diritto al trono. Si tratta della Profezia di Neferti, il cui racconto, proprio per ricollegarsi al precedente letterario, è ambientato alla Corte del re Snefru, fondatore della IV dinastia cui viene profetizzata la nascita di un re, Ameny (abbreviazione di Amenemhat) che, dopo un periodo cupo alla fine della XI dinastia, riporterà ordine e prosperità nel Paese.
(da La profezia di Neferti)
.
In tal modo si legittimava anche il passaggio dei poteri da nord a sud, da una monarchia di Eliopoli a una di Tebe; ciononostante, non fu Tebe la città scelta come capitale del regno di nuovo riunito giacché, a circa 60 km dall'attuale Cairo, Amenemhat fondò la sua capitale Imenemhat-Ity-Tawy, ovvero "Amenemhat ha conquistato le Due Terre", l'attuale El-Lisht, ove costruì anche la sua piramide.
Nell'anno ventesimo di regno Amenemhat avrebbe instaurato quella che doveva poi essere una costante in molti periodi dell'antico Egitto: innalzare al livello di co-reggenza il proprio successore. Nel caso si sarebbe trattato del figlio Sesostri, anche se tale posizione sarebbe confutata almeno da un testo, Gli insegnamenti di Amenemhat a suo figlio Sesostri.

#### Sesostri I e la letteratura del periodo

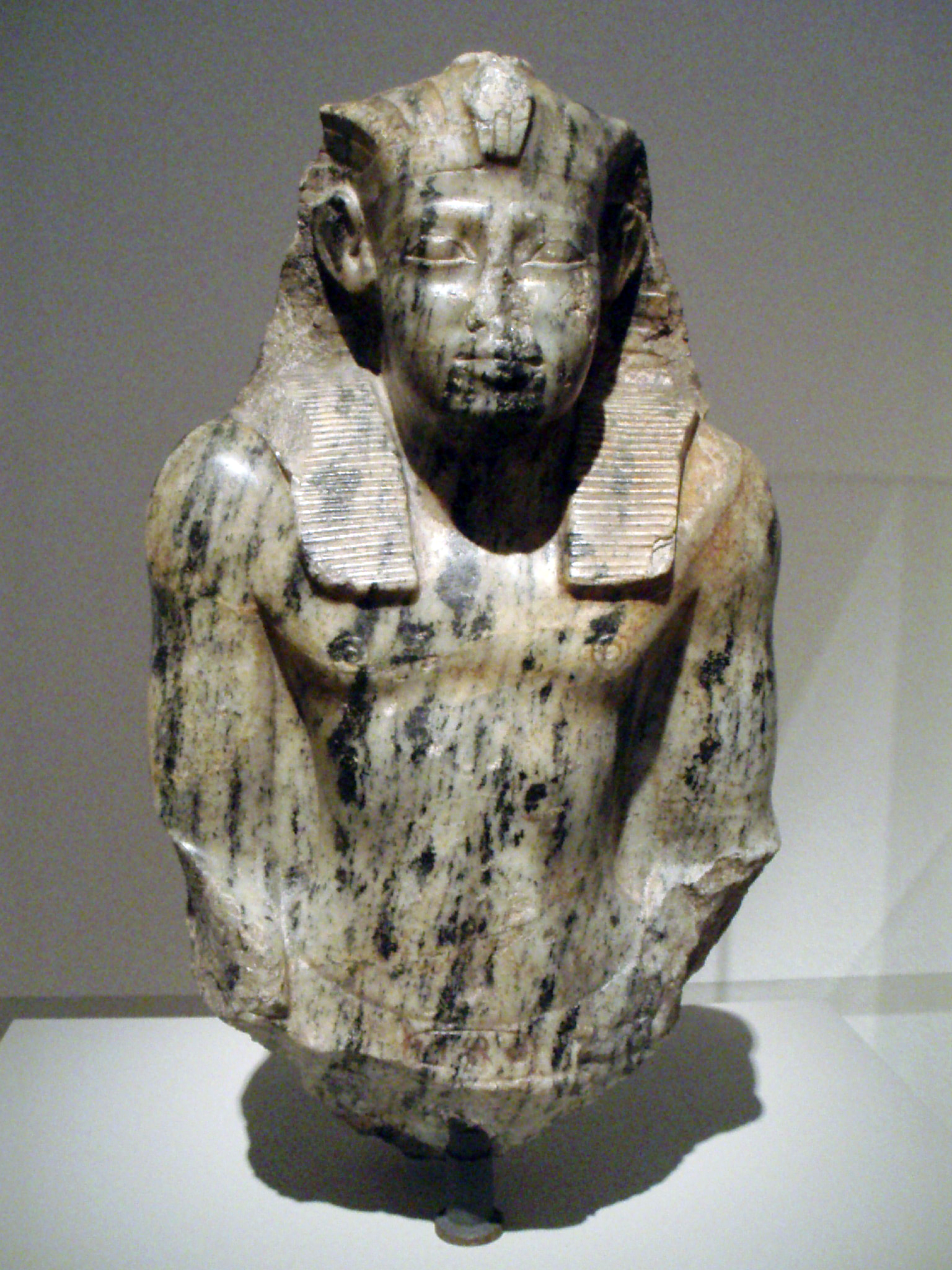
Scultura raffigurante il faraone Sesostri I

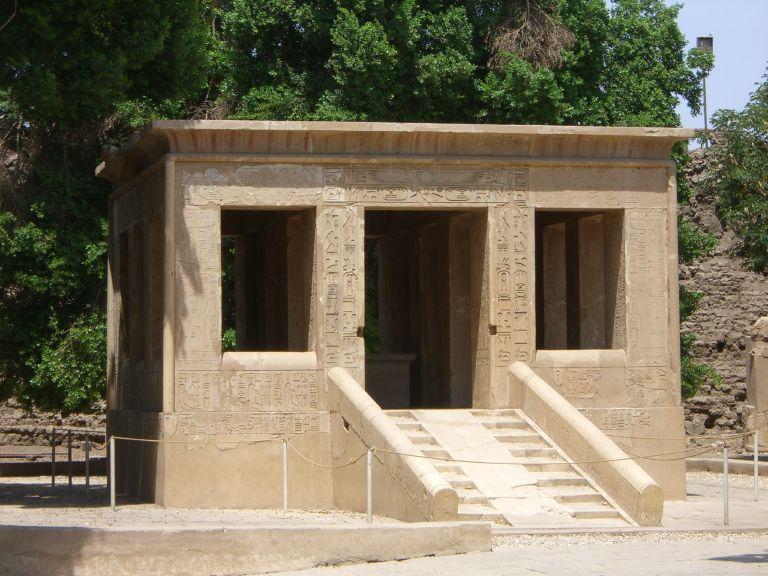
La cappella di Sesostri I ricostruita negli anni '20 del '900

Avendo ricevuto il comando dell'esercito, Sesostri avrebbe capeggiato almeno due campagne di guerra, nell'anno ventitreesimo e nell'anno ventinovesimo di regno del padre, ma al ritorno da una di queste oltre lo Wādī al-Natrūn nel Paese scoppiò una grave crisi. Intorno alla metà di febbraio del 1962 a.C., infatti, Amenemhat venne assassinato in un complotto ordito all'interno del suo harem; ne danno menzione Gli insegnamenti di Amenemhat a suo figlio Sesostri che, indirettamente, confutano l'ipotesi di una co-reggenza tra i due.
(da Gli insegnamenti di Amenemhat)
Un altro riferimento indiretto alla congiura che portò all'uccisione di Amenemhat proviene da quello che è forse il testo letterario più famoso dell'antico Egitto, trasmesso in centinaia di copie: Il racconto di Sinuhe. Sinuhe, funzionario dell'harem reale, si trova lontano dalla corte, al seguito di Sesostri per una campagna in Libia, quando giunge notizia dell'omicidio del re Amenemhat I. Sorpreso dall'evento e impaurito per un eventuale coinvolgimento nella congiura, Sinuhe fugge e raggiunge la Siria, ove viene accolto da un capo locale, che lo adotta come figlio e di cui diviene poi il successore. Prossimo alla fine della vita chiede al re d'Egitto, Sesostri I, di poter rivedere il proprio Paese, richiesta che viene accettata. Al di là del racconto in sé, comunque storicamente ritenuto una biografia autentica, anche in questo caso l'intento è propagandistico della benevolenza e della magnanimità del sovrano.
(da Il racconto di Sinuhe)
La successione di Sesostri I avvenne comunque senza disordini e il suo lungo regno, durato 45 anni, fu tranquillo e prospero. Sotto il profilo edilizio, Sesostri proseguì nell'azione del padre: suoi edifici vennero eretti in 35 siti; fece costruire la sua piramide a Lisht, nei pressi di quella paterna; ricostruì il tempio di Ra a Eliopoli ove, nell'anno trentesimo di regno, fece inoltre erigere una coppia di obelischi; eresse una cappella a Karnak e a lui si dovrebbe il nucleo originale del Complesso templare di Karnak dedicato al dio Amon.
Grande fu la produzione letteraria del periodo: lingua e letteratura raggiunsero la perfezione tanto che si fa riferimento al classicismo della XII dinastia. Oltre ai già citati Racconto di Sinuhe, Profezia di Neferti e Insegnamenti di Amenemhat, in questo periodo furono prodotti il racconto L'oasita eloquente, la Kemit (ossia "La Somma") raccolta di insegnamenti sapienziali che riecheggia nel titolo il nome stesso del Paese (Kemet), La satira dei mestieri composta dallo scriba Khety, figlio di Duauf (giuntoci in centinaia di esemplari), L'insegnamento lealista, Le istruzioni di un uomo al proprio figlio, Le istruzioni al visir, Il racconto del naufrago (ispirato alle spedizioni verso il Paese di Punt). È questo, inoltre, il periodo in cui nascono i principali racconti mitologici, come La leggenda della distruzione dell'Umanità da parte della dea Sekhmet, La disputa tra Horo e Seth e Il dialogo del disperato con la sua anima.
| A1 | p | w | wn | inpw | x | w | n | A1 | r · n | f |

S pw, wn Ḫw-n-Inpw rn=f
C'era un uomo, il cui nome era Khueninpu.

#### Da Amenemhat II a Nefrusobek

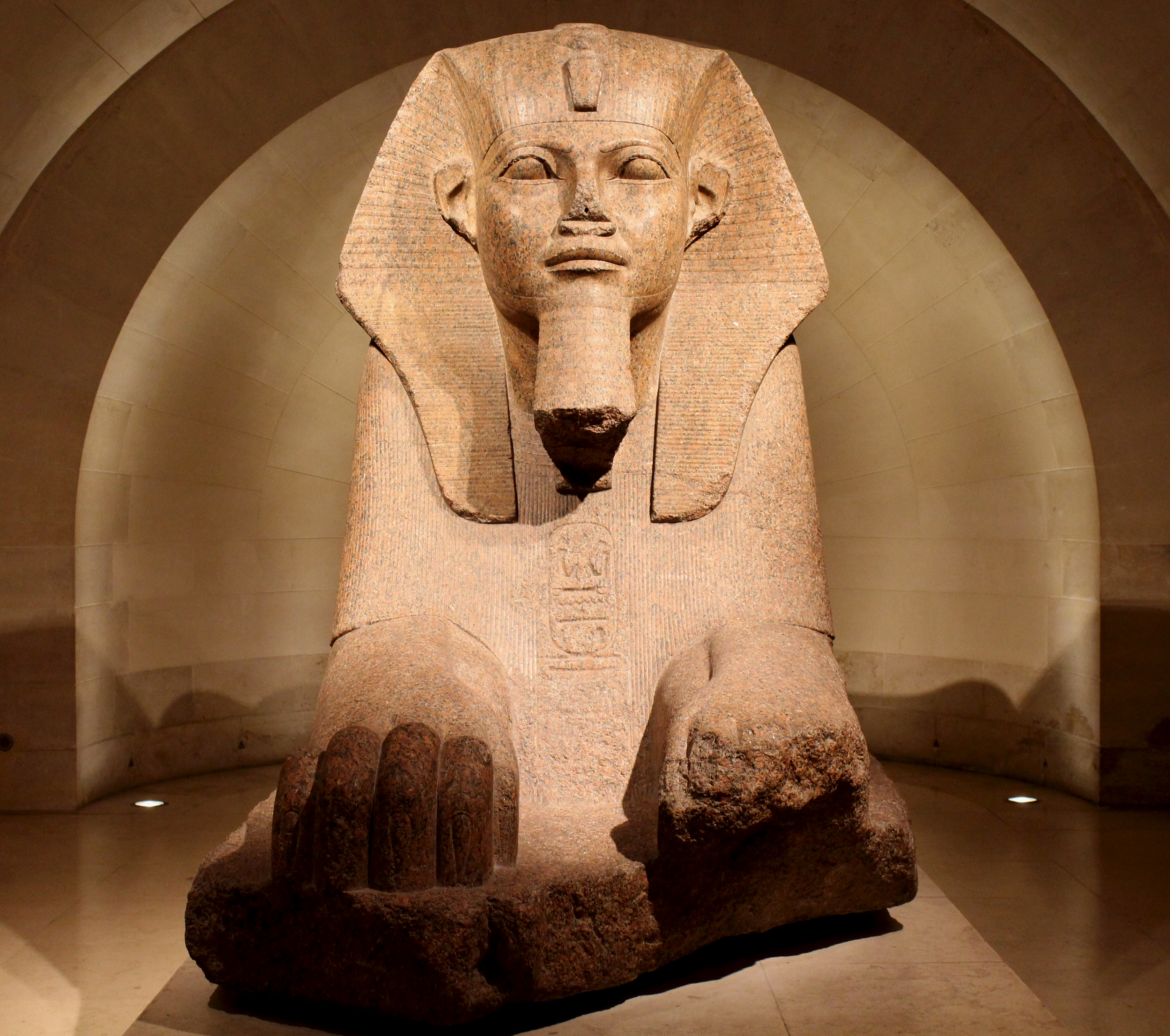
Sfinge in granito rosa di Amenemhat II, poi usurpata da Merenptah (XX dinastia) e successivamente da Sheshonq I (XXII dinastia)

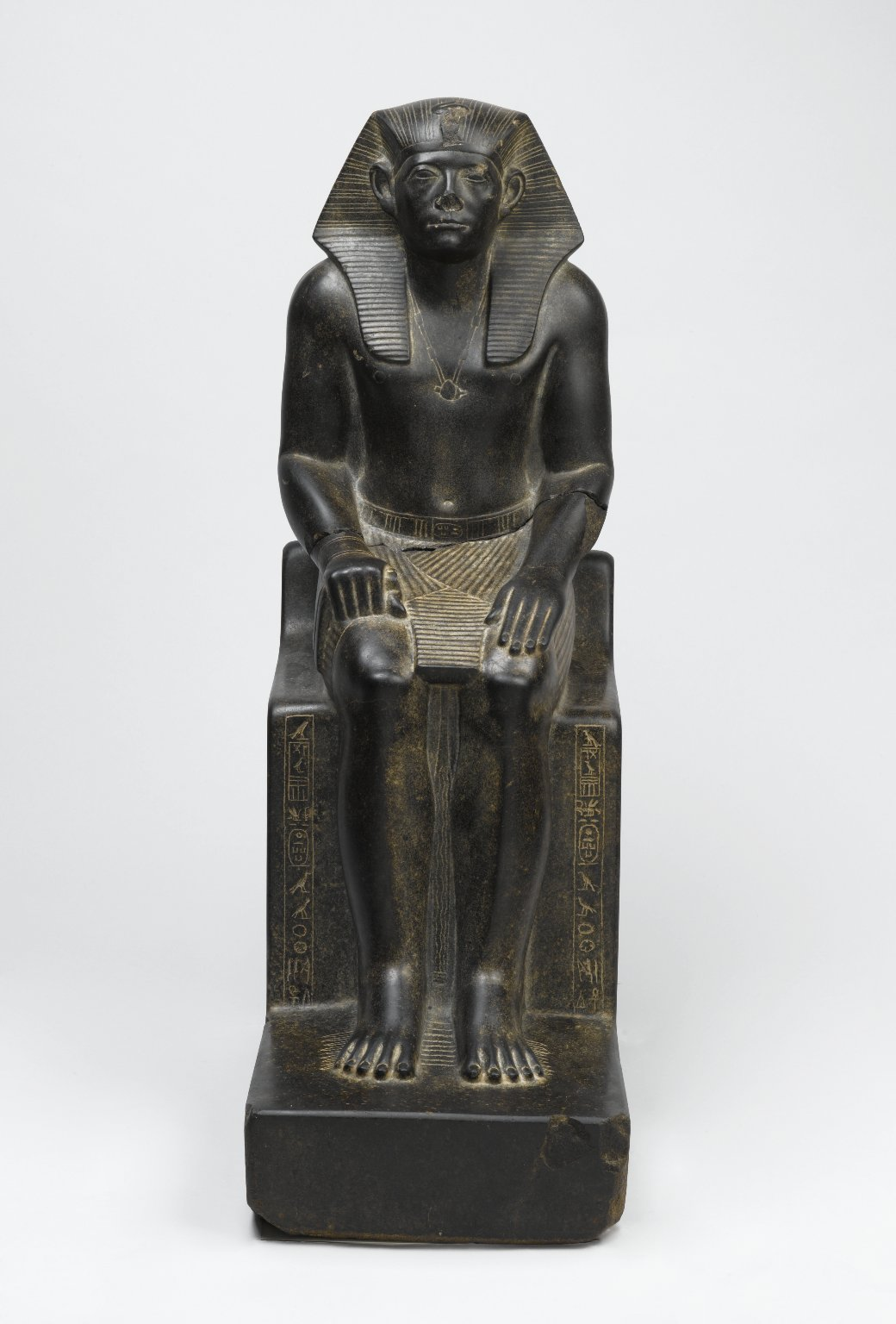
Statua in granito nero di Sesostri III

Dopo una breve coreggenza di due anni, Amenemhat II succedette a Sesostri I; il suo regno, pacifico e prospero, durò 30 anni e fu caratterizzato da una politica estera molto proficua. Presenza egizia è attestata a Ugarit, Qatna e Megiddo, nel Vicino Oriente, mentre nel deposito di fondazione del tempio di Montu a Tod vennero rinvenute casse contenenti un tributo siriano in vasi d'argento nonché amuleti e lapislazzuli dalla Mesopotamia; legami commerciali dovevano esistere anche con le isole egee, come attestato da ceramiche minoiche rinvenute a Illahun e ad Abido, mentre a Mallia, sull'isola di Creta, venne rinvenuta una sfinge in terracotta che, sebbene prodotta in loco, presenta caratteristiche proprie della civiltà egizia. Altro manufatto sintomatico di un legame culturale tra area egizia e area minoica è un vaso in barbottina rappresentante un gatto, il che ha fatto supporre che a Creta esistesse un culto riconducibile a quello egizio della dea Bastet. Si è inoltre a conoscenza, ma non ne sono state ancora trovate tracce archeologiche, di un tempio edificato durante la XII dinastia dedicato al culto del re Snefru, della IV, nell'area dell'odierna Ankara in Turchia, ed è inoltre noto, dai dipinti parietali della sua tomba a Beni Hasan, che Khnumhotep, nomarca dell'Orice, abbia ricevuto una delegazione hyksos. Tale poi fu l'influenza egizia verso l'area di Byblos che quei capi si attribuirono, in questo periodo, titoli egizi e scrivevano testi in geroglifico.
Dopo un periodo di coreggenza di circa cinque anni, salì al trono Sesostri II che intraprese la bonifica dell'area paludosa del Fayyum canalizzando il Bahr Yussef e costruendo una diga a Illahun.

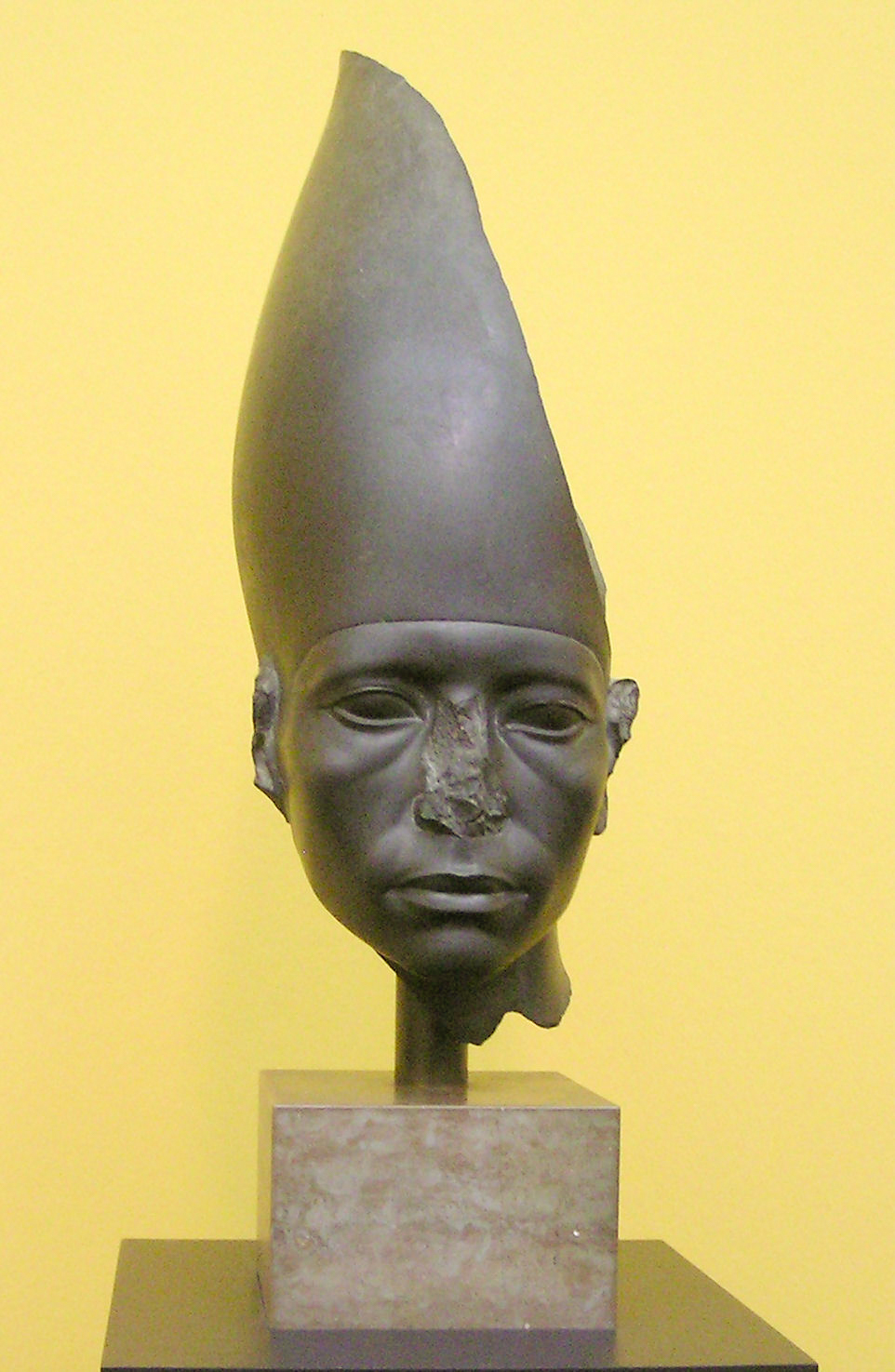
Amenemhat III con Corona bianca (AEIN 924), Ny Carlsberg Glyptotek, Copenaghen.

Successore diretto di Sesostri II fu Sesostri III, considerato il più grande e potente re della XII dinastia, che proseguì l'azione dell'avo Sesostri I, mirante a limitare il potere dei nomarchi, abolendo la carica e sottoponendo l'intero Paese direttamente a un visir che si avvaleva di tre uaret, ovvero ministeri: uno per il Basso, uno per l'Alto Egitto e il terzo per la "Testa del sud", ovvero Elefantina e la Nubia. Ogni ministero era diretto da un responsabile affiancato da un consiglio (djadjat) che trasmetteva gli ordini ai funzionari i quali, a loro volta, li rendevano esecutivi mediante gli scribi. Ne conseguì la perdita d'influenza della nobiltà locale e l'ascesa della classe media. In politica estera Sesostri III consolidò il potere dell'Egitto in Nubia facendo inoltre costruire al confine, sulle sponde del Nilo, le fortezze contrapposte di Semna e Kumna (detta anche Semna orientale) che rinforzò con altri otto fortilizi scaglionati tra Semna e Buhen; si è a conoscenza di un'unica campagna nell'area siro-palestinese, verso Sichem e il fiume Litani in Libano, ma tramite vari testi di esecrazione si sono individuate anche altre popolazioni contro cui l'esercito egizio si confrontò tra cui, principalmente: Gerusalemme, Byblos, Sichem e Ascalona.
Salito al trono Amenemhat III, successore di Sesostri III, egli governò per circa 45 anni e portò a termine la bonifica del Fayyum iniziata da Sesostri II. Gli imponenti lavori costrinsero a spostare la necropoli voluta da Amenemhat II da Dashur a Illahun; onde garantire la necessaria manutenzione alle strutture e ai complessi funerari, qui sorse quello che viene considerato il primo insediamento urbano pianificato di cui si abbia storicamente conoscenza: il villaggio operaio di Kahun. L'ampliamento delle aree coltivabili, la prosperità, la forte attività economica, la consistente attività edilizia, la politica estera di cooperazione con i Paesi limitrofi comportarono, sotto Amenemhat III, notevole afflusso di manodopera straniera, specie orientale, formata da contadini, artigiani, soldati.
I lunghi regni di Sesostri III e Amenemhat III lasciarono in eredità al successore di quest'ultimo, Amenemhat IV, un regno certamente prospero, ma gravato da quelle stesse situazioni di tensione e confusione che avevano caratterizzato la fine dell'Antico Regno e l'avvento del Primo periodo intermedio. Il regno di Amnemhat IV durerà forse meno di dieci anni; gli succederà, come peraltro avvenuto con la VI dinastia, la regina Nefrusobek (Bellezza di Sobek), forse sorella e sposa del re, che per prima assumerà il titolo di "faraone femmina". Il suo regno, conclusosi forse in maniera violenta (ma non esistono prove certe), durò meno di tre anni e al trono salì Sekhemra-Khutawy, che però il Canone di Torino accredita come sedicesimo re della XIII dinastia, la cui successione sembra essere avvenuta in maniera non traumatica, forse per discendenza o matrimonio.

## Secondo Periodo Intermedio (1790-1540 a.C.)

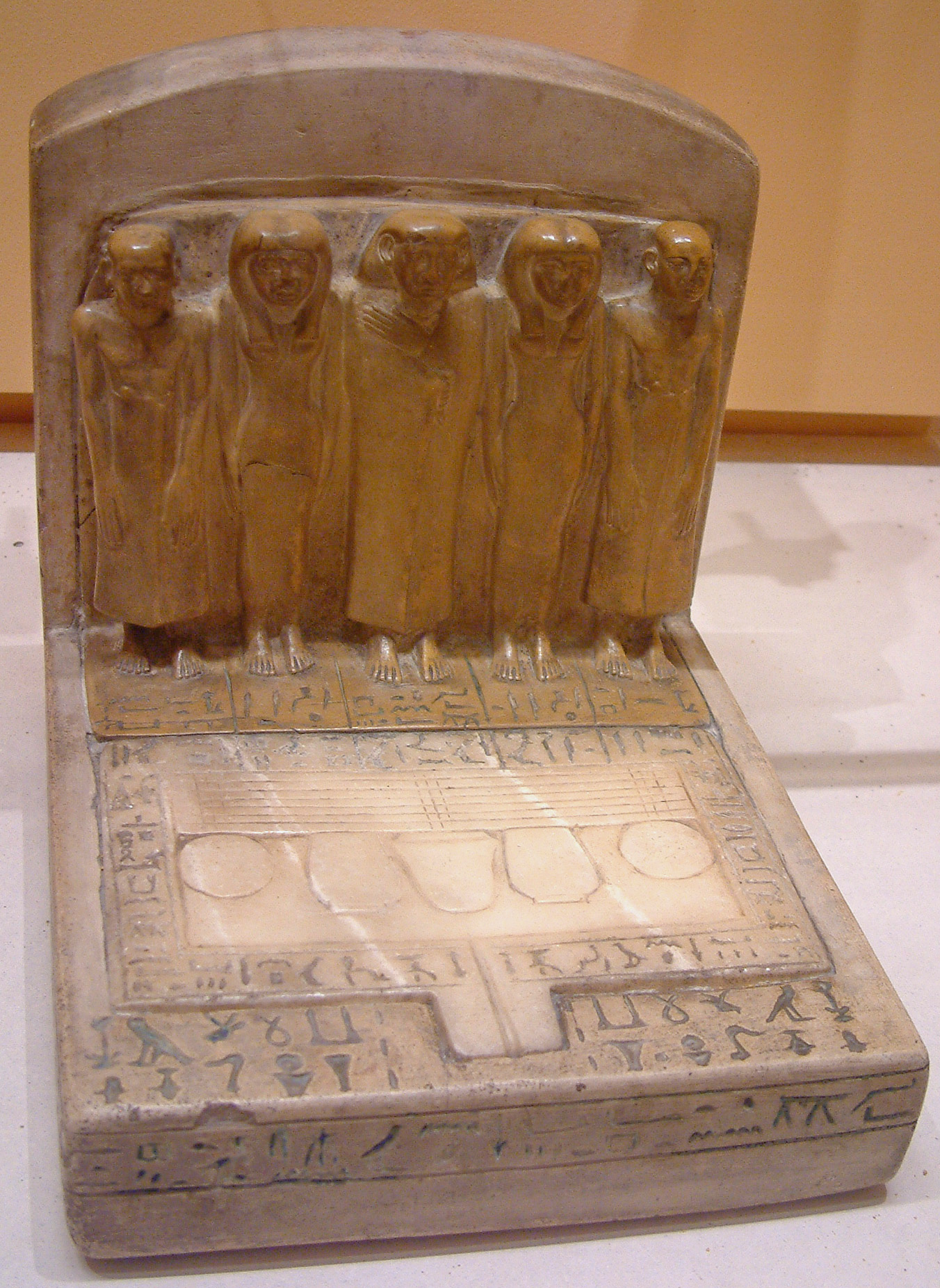
Tavola di offerte del funzionario Sempi, da Abido (XIV dinastia)

Con la fine della XII dinastia si delinea una situazione che sembra riecheggiare quella già vista alla fine della VI: i lunghi regni di Sesostri III e Amenemhat III, il breve regno di Amenemhat IV con la brevissima parentesi di Nefrusobek (per un complessivo di oltre 100 anni), il continuo, costante e pacifico afflusso di manodopera dalle aree asiatiche (specie sotto Amenemhat III) fecero sì che, nel nord del Paese, si fossero stabilite popolazioni dal Vicino Oriente (noti come hyksos), che in seguito si unirono instaurando governi locali di tipo feudale; ne conseguì un indebolimento del potere centrale e un nuovo frazionamento del paese in cui il potere reale si concentrò specialmente nell'Alto Egitto.
Come già per il Primo, è difficile individuare un momento esatto di inizio del Secondo periodo intermedio: solo come data di comodo viene indicata la caduta di Nefrusobek e la fine della XII dinastia. La XIII dinastia governerà da sola il Paese per un certo periodo prima di entrare in contrasto con i principi di Sais e Avaris (entrambe nel Delta), che costituiranno le concomitanti XV e XVI dinastia dette "dinastie hyksos". In tale situazione di caos politico, nel nord del Paese si impone una XIV dinastia, verosimilmente parallela alla XIII, alla quale sopravvisse.

### XIII e XIV dinastia (1785-1630 a.C.)
Primo sovrano della XIII dinastia, nel 1785 a.C. circa, potrebbe essere stato Sekhemra-Khutawy (che però il canone di Torino indica come sedicesimo re della dinastia), ma l'ordine di successione è tutt'altro che chiaro. Le liste indicano per questa dinastia più di 50 re per un periodo complessivo di circa 150 anni, tanto che si è ritenuto che si trattasse di una carica elettiva. L'attività reale gravitò specialmente nell'area tebana, ma la capitale restò a Imenemhat-Ity-Tawy, nel I nomo del Basso Egitto, a poca distanza da Menfi, fino almeno al 1674 a.C. Durante tale dinastia non sembrano potersi evidenziare situazioni di instabilità interna del Paese e l'Egitto mantenne il suo prestigio nelle relazioni internazionali: tra le rovine dell'antica città siriana di Ebla, negli anni 1960 fu rinvenuta una mazza da guerra intestata a Hotepibre Hornedjehiryotef sa Kemau (ovvero Hotepibre Figlio dell'Asiatico).
Contemporaneamente e parallelamente alla XIII dinastia avrebbe regnato una XIV dinastia originaria del Basso Egitto, che si sarebbe sostituita alla XIII intorno al 1635 a.C. e che le sarebbe sopravvissuta per un paio di generazioni. Contestualmente alla scomparsa della XIII, nel 1633 a.C., regnante Wadjekha-Dedumesiu I, da un suo ramo sarebbe stata fondata una dinastia di principi tebani che successivamente si trasformerà poi nella XVII dinastia.

### XV e XVI dinastia (hyksos: 1650-1550 a.C.)
Il lento, costante e pacifico afflusso di manodopera straniera nell'area del Delta comportò la nascita di territori autonomi dal governo egizio. Tali popolazioni vennero indicate con il termine Heqau-Khasut, ovvero "Capi dei paesi stranieri", successivamente grecizzato in hyksos. Tale terminologia, tuttavia, in origine non indicava un'etnia particolare o una provenienza specifica giacché, fin dall'Antico Regno, con tale termine venivano indicati genericamente tutti gli stranieri, provenissero dalla Nubia o dall'area siro-palestinese. Nella moderna egittologia, comunque, con il termine hyksos si identificano quelle popolazioni di provenienza asiatica con cui l'Egitto si era più volte scontrato nel corso della storia (indicate come Aamu, Secetiu, Menciu e Retenu). Non si hanno evidenze storiche o archeologiche di invasioni nel senso militare del termine e il loro progressivo installarsi nelle aree del nord sembra invece essere stato, almeno nelle fasi iniziali, bene accetto dalle popolazioni locali. Prima città e successivamente capitale delle dinastie hyksos nel Delta fu Khutwaret, la greca Avaris, l'odierna Tell el-Dab'a.
Nel complesso la XV e la XVI dinastia hyksos governeranno l'area del Basso Egitto per un periodo di circa 150-200 anni; a dimostrazione della pacifica occupazione dei posti di potere reale nel Basso Egitto si consideri che i re hyksos adottarono la scrittura geroglifica per la trascrizione dei loro nomi, mantennero la titolatura regale egizia completa (compreso il titolo Sa-Ra, "figlio di Ra"), si avvalsero di funzionari egizi già al servizio nei nomi sotto il loro dominio, adorarono gli stessi dei locali prescegliendo come dio dinastico Seth e inserendo nel pantheon egizio il culto di due divinità cananee: Anat e Astarte.
Sotto il profilo storiografico e di valutazione delle prove archeo-storiche, la presenza hyksos fu quindi meno nefasta di quanto suggerito dai testi delle dinastie successive, in particolare della XVIII, interessata a porre in cattiva luce i predecessori contro cui aveva combattuto per raggiungere l'unificazione del Paese; sotto il profilo politico, culturale e religioso, molti saranno i lasciti hyksos che verranno acquisiti e fatti propri dai re del Nuovo Regno mentre, anche nel campo della guerra, la principale innovazione fu l'impiego del cavallo come animale da tiro e quindi l'avvento del carro da guerra, il cui primo utilizzo è attestato proprio durante la "guerra di liberazione" intrapresa dalla XVII dinastia sotto Senekhtenra Ahmose e proseguita da Kamose poi.
Durante il regno di Salitis-Sheshi-Sharek, della XV dinastia, che governava molto probabilmente un'area compresa tra il delta e la valle del Nilo fino a Gebelein nel Medio Egitto, egli delegò una parte del suo potere a un ramo vassallo degli hyksos dando così vita a quella che, impropriamente, Manetone indicò come XVI dinastia; tale stato di cose proseguì fino al regno di Apophis I, ovvero per circa 50 anni dal 1675 al 1630 a.C.
Nel sud del Paese, intanto, intorno al 1650 a.C. e ai tempi del re Wadjekha-Dedumesiu I, da un ramo locale della XIII nasceva a Tebe, fondata da Rahotep, la XVII dinastia.

### XVII dinastia [1650 (1710) - 1570 (1553) a.C.]
Per la XVII dinastia, il canone di Torino elenca quindici re, la Tavola degli antenati di Karnak nove, a Tebe sono state ritrovate le tombe di sette di tali re, mentre un'ottava fa riferimento a un re non presente in alcuna delle liste. È tuttavia da tenere presente che si tratta pur sempre di una dinastia che per gran parte degli oltre 60 anni di regno governò solo sui primi otto nomoi dell'Alto Egitto.

#### Nomoi dell'Alto Egitto governati dalla XVII dinastia
| Aa32 | t · N16 |

| Aa32 | t · N16 |

| U39 | G5 · t |

| U39 | G5 · t |

| R19 · R12 |

| R19 · R12 |

| G5 · G5 · R12 |

| G5 · G5 · R12 |

| I3 · R12 |

| I3 · R12 |

| Y8 · R12 |

| Y8 · R12 |

I re della XVII dinastia presentano numero e denominazioni differenti, anche a seconda della fonte, storica o archeologica, utilizzata per la redazione di una lista; nel caso specifico, si è privilegiato Nicolas Grimal (2002), op. cit., p. 244.
| Date (a.C.) | Principali re                              |
| ----------- | ------------------------------------------ |
| 1650        | Rahotep                                    |
|             | Nebukheperra (Antef V)                     |
|             | Sobekemsaf II                              |
|             | Sekhemra-Sementawy Djeuti                  |
| 1633        | Mentuhotep VII                             |
|             | Nebirau I                                  |
|             | Sekhemra-heruhermaat (Antef VII)           |
|             | Senekhtenra Ta'a I "il Vecchio"            |
|             | Seqenenra Djehuty-aa Ta'o II "il Valoroso" |
| 1578        | Kamose                                     |
| 1570 (1553) | inizia la XVIII dinastia                   |

Scarse erano le risorse economiche a disposizione della XVII dinastia non potendo accedere alle miniere e alle cave di pietra né ai porti che consentivano i contatti con le isole egee; essa poteva però contare, come risorse religiose, letterarie e artistiche, sui monumenti e sui lasciti più importanti della XI e XII dinastia denominate a suo tempo, dopo la parentesi del Primo periodo intermedio, della "rinascita egizia". Risale a tale periodo il Papiro Prisse che contiene una versione di due dei testi sapienziali più famosi dell'antico Egitto: le Massime di Ptahhotep e gli Ammaestramenti di Kagemni.
Sotto Rahotep, primo regnante della dinastia, e i suoi tre successori Nebukheperra (Antef V), Sobekemsaf II, Sekhemra-Sementawy Djeuti, i rapporti con le dinastie hyksos del Basso Egitto sembrano essere stati di ottimo livello e reciproca collaborazione. Durante il regno di Sobekemsaf II, che durò circa 16 anni, intorno al 1635/1633, cessò intanto di esistere la XIII dinastia, in qualche modo sostituita dalla XIV, per un breve periodo (forse due o tre generazioni). Allo stesso periodo si fa inoltre risalire un'alleanza degli hyksos con il re nubiano Negeh che regnò da Elefantina a Kerma e stabilì la capitale a Buhen, regno che resisterà fino a che Kamose non si impadronì della capitale.
Dopo il regno di Sobekemsaf II si succedettero regni di durata alquanto effimera: quello di Djeuti, che durò forse un anno, quello di Mentuhotep VII, altrettanto breve, e quello di Nebirau I che ci è noto solo per il suo nome rinvenuto su una stele a Karnak.
Seguì, nella XVII dinastia, il regno di Sekhemra-heruhermaat, più noto come Antef VII e contemporaneo del re hyksos Apophis I, cui il canone di Torino assegna 40 anni di regno. Antef VII eresse costruzioni a Copto, Abido, Karnak, Elkab e le relazioni con i governanti hyksos furono ancora improntate a pacifica convivenza e a rapporti costanti; prova ne sarebbe la presenza, in territorio hyksos, di una copia del cosiddetto papiro matematico, ricavato da un testo sicuramente tebano, il che ha spinto alcuni studiosi a ipotizzare una vera e propria alleanza (forse anche matrimoniale) tra le due potenze.

#### Seqenenra Ta'a e la disputa con Apofi I
Fino alla fine del regno di Antef VII la situazione dovette essere di stallo, se non del tutto pacifica, ma ciò cambiò con l'avvento sul trono di Senekhtenra Ahmose che, da Tebe, iniziò le ostilità con il regno hyksos del nord. La sua sposa, Tetisheri, venne successivamente venerata come ava di Ahmose I, fondatore della XVIII dinastia.
Successore di Senekhtenra Ta'a I "il Vecchio" fu Seqenenra Djehuty-aa Ta'o "il Valoroso", la cui mummia presenta ferite mortali al capo compatibili con un combattimento. Dello scontro tra Apofi e Seqenenra ci restano altre due testimonianze: un racconto romanzato oggi noto come Disputa di Apofi e Seqenenra, di cui si conosce però solo l'inizio in una copia della XIX dinastia (durante il regno di Merenptah) e un resoconto ufficiale datato nell'anno 3 di Kamose pervenutoci su due stele frammentarie, ma che si completano a vicenda. L'inizio della Disputa, pur nella sua quasi comicità, è tuttavia emblematico di una situazione di tensione in cui si ricorreva a ogni pretesto per intervenire o per sollevare un combattimento o uno scontro: il re Apofi si lamenta con Seqenenra perché gli ippopotami disturbano il suo sonno, ma è bene tener presente che il lago citato si trova a circa 800 km dalla capitale hyksos.
(da Disputa di Apofi e Seqenenra)

#### Khamose e la riunificazione
Alla morte di Seqenenra Ta'a salì al trono suo figlio Kamose, che adottò una titolatura di certo bellicosa che prevedeva tre nomi di Horus: Colui che è stato incoronato sul suo Trono (Khay-her-nesetef), "Horus perfetto che soggioga le Due Terre" (Hornefer-Khab-Taui), Colui che nutre le Due Signore (Segefa-taui). A questi affiancò inoltre il titolo "Le Due Signore", "Colui che rinnova le fortezze" (Uhem-menu). La ripresa delle ostilità contro gli hyksos viene descritta in un testo oggi noto come Tavoletta Carnarvon:
(Dalla tavoletta Carnarvon, r. 83)
Sia la Tavoletta Carnarvon sia una stele rinvenuta a Karnak nel 1954 trattano lo stesso argomento: benché entrambe mutile, ci informano di una spedizione navale allestita da Kamose contro i possedimenti hyksos nel Medio Egitto; forse Kamose porta i combattimenti fino al XIV nomo del Basso Egitto (Mesent) e alle porte di Avaris interrompendo anche l'alleanza del re hyksos con il re di Nubia, avendo intercettato un messaggio di richiesta d'aiuto del primo al secondo.
(dalle gesta di Khamose")
Si ritiene che l'impresa di Kamose si concluse con il suo rientro a Tebe, avendo spezzato l'alleanza tra gli hyksos e la Nubia ed essendosi assicurato il controllo delle vie carovaniere. Non è dato conoscere la durata del suo regno, mentre si è a conoscenza di una successione hyksos da Apophis I ad Apophis II Aaqenienra il cui nome, tuttavia, non compare al di sotto del XVIII nomo del Basso Egitto con capitale Bubastis.
Le Due Terre non erano ancora completamente liberate e alla morte di Kamose salirà al trono Ahmose I, forse suo fratello, considerato il fondatore della XVIII dinastia, che proseguirà nell'attività bellica contro gli hyksos e nella linea politica avente come scopo la riunificazione delle Due Terre.

## Nuovo Regno (1540-1180 a.C.)
Superata la parentesi del Secondo periodo intermedio con la definitiva cacciata degli hyksos, inizia per l'Egitto uno dei periodi più floridi e, almeno apparentemente, più conosciuti della sua storia. Benché siano note gran parte delle date che lo caratterizzano, infatti, non esiste certezza delle medesime: ciò è dovuto alla differente interpretazione della data posta alla base dei calcoli archeo-storici. Il calcolo, infatti, si basa sulla data della levata eliaca della stella Sirio nell'anno nono di regno del re Amenofi I. Poiché tuttavia è ignota la località ove la rilevazione fu eseguita, vi è uno scarto di vent'anni a seconda che si sia trattato di Menfi o di Tebe (800 km più a sud); molte delle date sono perciò riportate, nei testi moderni, con doppia indicazione.
Il Nuovo Regno comprende tre dinastie: XVIII, XIX e XX, tutte caratterizzate da personaggi o episodi particolarmente significativi nella storia dell'Egitto. Nella XVIII dinastia viene consolidata l'unificazione del Paese, viene prescelta la Valle dei Re presso Tebe come sede delle sepolture reali, il Paese raggiunge la massima estensione e si verifica la breve parentesi dell'eresia amarniana; la XIX è caratterizzata dalla presenza di uno dei più celebri e longevi tra i faraoni, Ramses II; la XX, infine, vedrà susseguirsi nove Ramses, dal III all'XI, e la necessità di difendersi dalle scorrerie dei Popoli del Mare.

### XVIII dinastia (1550-1291 a.C.)

#### Ahmose I e la compiuta riunificazione del Paese
Con l'assunzione del trono da parte di Ahmose I ha inizio la XVIII dinastia. Egli era forse fratello minore di Khamose, figlio di Seqerenra Ta'o e della regina Ahhotep I, la quale assunse la coreggenza a causa della giovane età di Ahmose.
L'unificazione delle Due Terre era tutt'altro che compiuta; la mancanza di riferimenti cronologici certi sul regno di Khamose e incertezze nell'identificazione del re nelle liste manetoniane fanno sì che anche il regno di Ahmose sia di difficile inquadramento temporale: secondo calcoli astronomici basati sulla levata eliaca di Sirio, l'assunzione del trono potrebbe essere avvenuta intorno al 1560 (o nel 1551) a.C. e la fine del regno intorno al 1546 (o 1537/1527) a.C.
Intorno all'anno undicesimo di regno, Ahmose riprese le mai sopite ostilità con gli hyksos, gestite personalmente dalla regina Ahhotep, tanto che nella sua tomba venne rinvenuta una "mosca d'oro", ritenuta la massima onorificenza di tipo militare dell'antico Egitto. Le ostilità proseguirono per molti anni, fino all'occupazione egiziana di Menfi prima e Avaris poi. La vittoria definitiva risale a un periodo compreso tra l'undicesimo e il sedicesimo anno di Ahmose con la conquista della piazzaforte palestinese di Sharuhen, divenuta base operativa degli hyksos dopo l'occupazione di Avaris.
(dalla biografia di Ahmes figlio di Abana)
A causa delle lotte e della guerra non è chiara neppure la cronologia degli ultimi due re hyksos che potrebbero essere posizionati tra gli anni decimo e quindicesimo di Ahmose: Aazehra dovrebbe essere stato l'ultimo della XV dinastia, mentre Apophis III l'ultimo della XVI.
Non essendo più gli hyksos un pericolo per il nord del Paese, Ahmose poté dedicarsi più compiutamente all'azione unificatoria indirizzando i suoi interventi verso la Nubia, dove intervenne per sedare una rivolta capeggiata dal re Aata, forse successore di Negeh, già alleato degli hyksos.
(dalla biografia di Ahmes figlio di Abana)
Poco dopo, ancora in Nubia, si verificò una nuova sollevazione capeggiata da Tetian, verosimilmente un egizio che tentò di opporsi al nuovo potere tebano. Anche in questo caso, come riportato nella biografia di Ahmes figlio di Abana, l'intervento di Ahmose fu risoluto.
(dalla biografia di Ahmes figlio di Abana)
| Date (a.C.) | Principali re           |
| ----------- | ----------------------- |
| 1551 (1560) | Ahmose I                |
| 1526 (1537) | Amenofi I               |
| 1506 (1526) | Thutmose I              |
| 1493 (1512) | Thutmose II             |
| 1479 (1504) | Thutmose III            |
| 1478 (1503) | Hatshepsut              |
| 1458 (1482) | Thutmose III            |
| 1425 (1450) | Amenofi II              |
| 1401 (1425) | Thutmose IV             |
| 1390 (1417) | Amenofi III             |
| 1352 (1378) | Amenofi IV/Akhenaton    |
| 1348 (1374) | Akhenaton/Amenofi IV    |
| 1338 (1354) | Smenkhara               |
| 1336        | Tutankhaton/Tutankhamon |
| 1327        | Ay                      |
| 1323        | Horemheb                |

#### Da Amenofi I a Hatshepsut
Alla morte di Ahmose I, dopo venticinque anni di regno, gli subentrò il figlio avuto dalla regina Ahmose Nefertari: Amenofi I, che darà inizio a quella che viene definita anche la dinastia dei "Thutmosidi". L'Egitto era ormai liberato e unificato e le relazioni internazionali erano tornate ai livelli della fine del Medio Regno. Benché la XVIII dinastia sia forse la più conosciuta archeo-storicamente, esistono tuttavia difficoltà di cronologia dovute al fatto che questa si fa derivare dalla levata eliaca di Sirio così come riportato nel Papiro Ebers; ciò che non è noto, è la località ove l'osservazione sia avvenuta talché, se si trattasse di Menfi sarebbe da assumersi come data di partenza dei calcoli il 1546 a.C., mentre se la rilevazione fosse invece avvenuta a Tebe (800 km più a sud) dovrebbero sottrarsi 20 anni, collocando perciò la base di calcolo nel 1526 a.C. e l'assunzione del trono da parte di Amenofi I al 1517 a.C.
(dal papiro Ebers)
Il manifesto politico di Amenofi I appare chiaro già nella sua titolatura; egli infatti sceglierà, come nome di Horus, "Toro che soggioga i Paesi" (Kha-uaf-tau), e come titolo le Due Signore "Che incute grande terrore" (Aa-neru). Il suo, tuttavia, fu un regno abbastanza pacifico giacché la Nubia, ove Amenofi nominò un viceré nella persona di Turi, era ormai pacificata; si ha notizia, dalla biografia di Ahmes figlio di Abana e da quella di un altro militare, Pennekhbet, solo di un paio di campagne nella terra di Kush. La situazione era pacifica anche nell'area vicino-orientale, anche se qui tra i nemici dell'Egitto comincia a essere nominato il regno di Mitanni (in egizio Naharina); infine, per la gestione della frontiera occidentale con la Libia viene nominato un "Principe governatore (haty-a) delle oasi".
Dopo un regno di circa 20 anni, essendo nel frattempo morto l'erede designato al trono (il principe Amenemhat) salì al trono il discendente di un ramo collaterale, Thutmose I, che sanzionò il proprio diritto al trono sposando Ahmes, sorella del defunto re. Dal matrimonio nacquero una femmina, Hatshepsut, e un maschio, Amenemes, che però non giunse a regnare
Hatshepsut sposò un fratellastro che il padre aveva avuto dalla regina minore Mutnofret: il futuro Thutmose II. Da questa unione nacque una femmina, Neferura, che, verosimilmente, sposò poi il futuro Thutmose III, figlio di Thutmose II e della regina minore Iset. Alla morte di Thutmose II, dopo circa 14 anni di regno, salì al trono il giovanissimo Thutmose III per il quale assunse la reggenza la matrigna Hatshepsut.
(dalla biografia di Ineni)
Dopo due anni di reggenza in nome di Thutmose III, che risultava perciò ad ogni effetto re del Paese (di qui la doppia datazione riportata in tabella "R"), Hatshepsut si fece incoronare faraone con titolatura completa dei cinque nomi relegando, di fatto, il figliastro al rango di coreggente.

#### Titolatura e regno di Hatshepsut
| G5 |

| G5 |

| wsr | s | t · D28 | D28 · D28 |

| wsr | s | t · D28 | D28 · D28 |

| wsr | s | t · D28 | D28 · D28 |

| wsr | s | t · D28 | D28 · D28 |

| wsr | s | t · D28 | D28 · D28 |

| wsr | s | t · D28 | D28 · D28 |

| wsr | s | t · D28 | D28 · D28 |

| wsr | s | t · D28 | D28 · D28 |

| G16 |

| G16 |

| M13 | t | M4 | M4 | M4 |

| M13 | t | M4 | M4 | M4 |

| G8 |

| G8 |

| R8 | t · r · V13 | N28 · D36 | G43 |

| R8 | t · r · V13 | N28 · D36 | G43 |

| M23 · X1 | L2 · X1 |

| M23 · X1 | L2 · X1 |

| N5 | C10 | D28 |

| N5 | C10 | D28 |

| N5 | C10 | D28 |

| N5 | C10 | D28 |

| N5 | C10 | D28 |

| N5 | C10 | D28 |

| N5 | C10 | D28 |

| N5 | C10 | D28 |

| G39 | N5 |

| G39 | N5 |

| i | mn · n | W9 | F4 | A51 |

| i | mn · n | W9 | F4 | A51 |

| i | mn · n | W9 | F4 | A51 |

| i | mn · n | W9 | F4 | A51 |

| i | mn · n | W9 | F4 | A51 |

| i | mn · n | W9 | F4 | A51 |

| i | mn · n | W9 | F4 | A51 |

| i | mn · n | W9 | F4 | A51 |

Per rafforzare il diritto al trono, supportato comunque dai sacerdoti di Amon, Hatshepsut non esitò a mettere da parte il defunto fratello e sposo, Thutmose II, rivendicando un inesistente periodo di coreggenza con il proprio padre Thutmose I e facendo riportare, sulle mura del Tempio di Milioni di Anni fatto erigere a Deir el-Bahari, la leggenda della teogamia: Hatshepsut sarebbe stata generata non dalla regina Ahmes e Thutmose I, bensì dall'unione di Ahmes con il dio Amon.
Il regno di Hatshepsut, che durò circa 22 anni fino al 1458 a.C. (o 1482), fu sostanzialmente pacifico; si ha notizia di almeno sei spedizioni militari (a tre delle quali partecipò Thutmose III), ma si trattò fondamentalmente di vaste operazioni di sicurezza in Nubia e nell'area siro-palestinese per sedare periodici tentativi di rivolta, che si verificavano soprattutto specie al momento dell'assunzione del regno da parte di un nuovo sovrano. Il regno di Hatshepsut sarà infatti ricordato, grazie anche ai rilievi del tempio funebre di Deir el-Bahari, soprattutto per le missioni commerciali e diplomatiche, prima fra tutte, nell'anno nono di regno quella verso il Paese di Punt capeggiata dal cancelliere Nehesy. Tale missione va interpretata come deliberato ritorno alla tradizione del Medio Regno, preso a modello di buon governo, dopo la parentesi costituita dal Primo periodo intermedio.
Nello stesso solco di ritorno alla magnificenza del Medio Regno, deve intendersi la scelta di Deir el-Bahari per l'erezione del monumento più importante del regno di Hatshepsut: il suo tempio funerario (denominato: "Santo dei santi è Amon"), non a caso costruito a ridosso del complesso a suo tempo eretto da Mentuhotep II, cui architettonicamente si rifà. A lei si deve anche l'erezione di due obelischi nel Complesso templare di Karnak, alti circa 30 m.
(dal piedistallo dell'obelisco ancora eretto a Karnak)
A lei, ancora, si dovrebbe la realizzazione di un terzo monolite, oggi noto come Obelisco incompiuto di Assuan giacché ancora giace, in posizione orizzontale, nella cava da cui doveva essere estratto e ove fu abbandonato.
Sotto il profilo religioso, nel periodo di regno di Hatshepsut, anche sotto la spinta dell'appoggio fornito dai relativi sacerdoti alla regina nel momento in cui aveva deciso di assumere direttamente il trono, prende vigore e si consolida il culto di quello che, fino ad allora, era considerato un dio minore: Amon, in origine parte di un'ogdoade tebana. Tra i più fidi consiglieri della regina, oltre all'architetto Senenmut, realizzatore del tempio di Deir el-Bahari, vanno annoverati Hapuseneb, Primo profeta di Amon a Karnak, il tesoriere Djeuthy, il cancelliere Nehesi (che capeggiò la missione nel Paese di Punt), il veterano e capo maggiordomo di palazzo Amenofi (incaricato delle operazioni necessarie per l'estrazione e l'innalzamento dei due obelischi di Karnak).

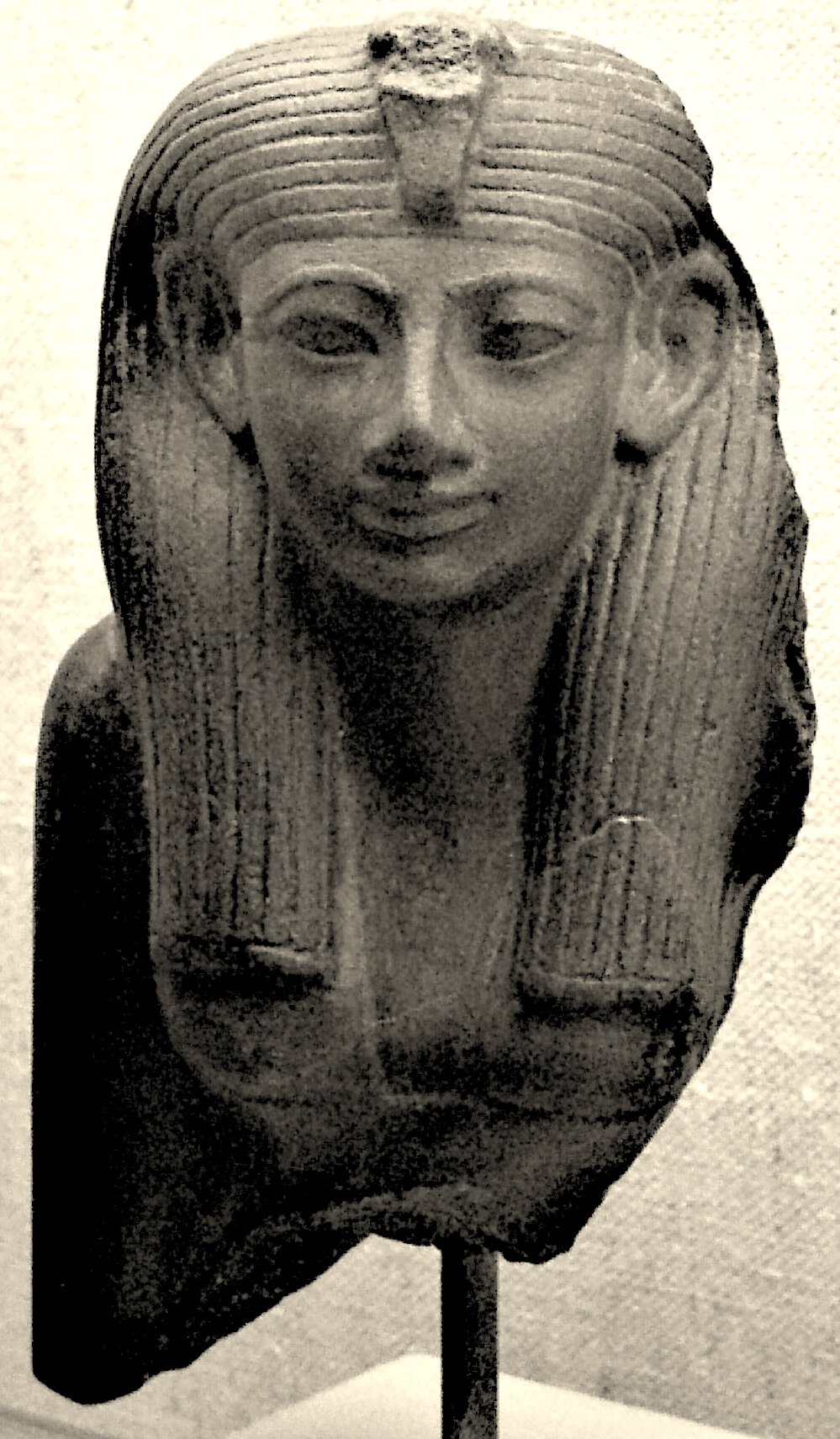
Statuetta di Hatshepsut come Grande sposa reale di Thutmose II. Museum of Fine Arts, Boston.
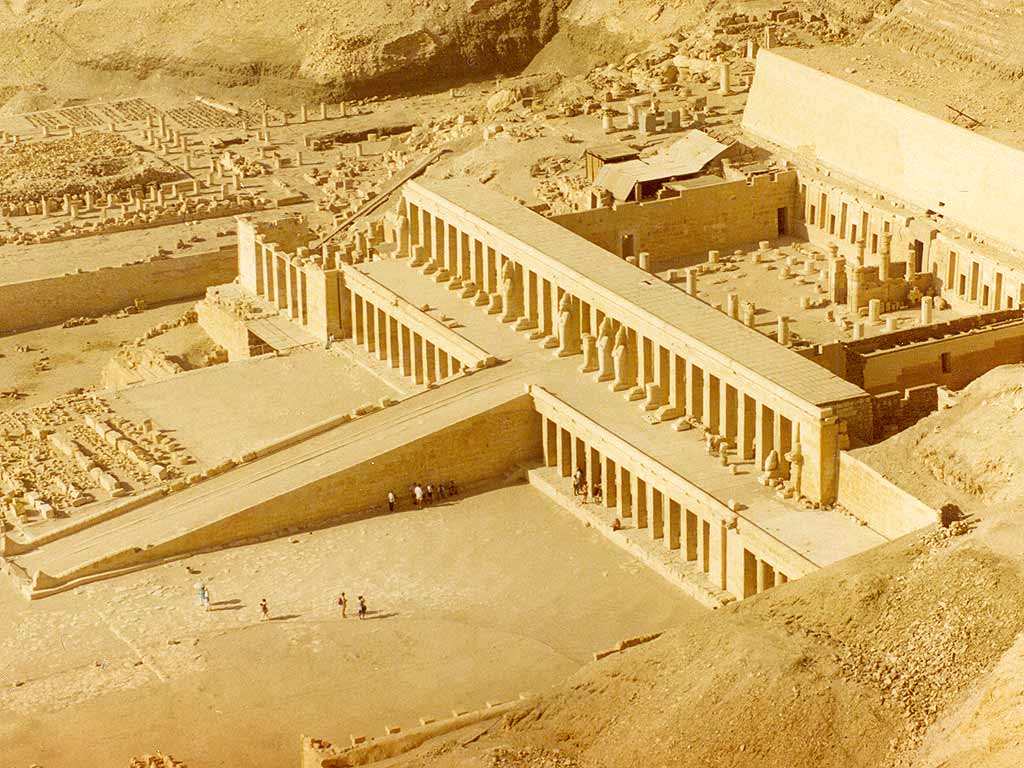
Il monumentale Tempio funerario di Hatshepsut a Deir el-Bahari.
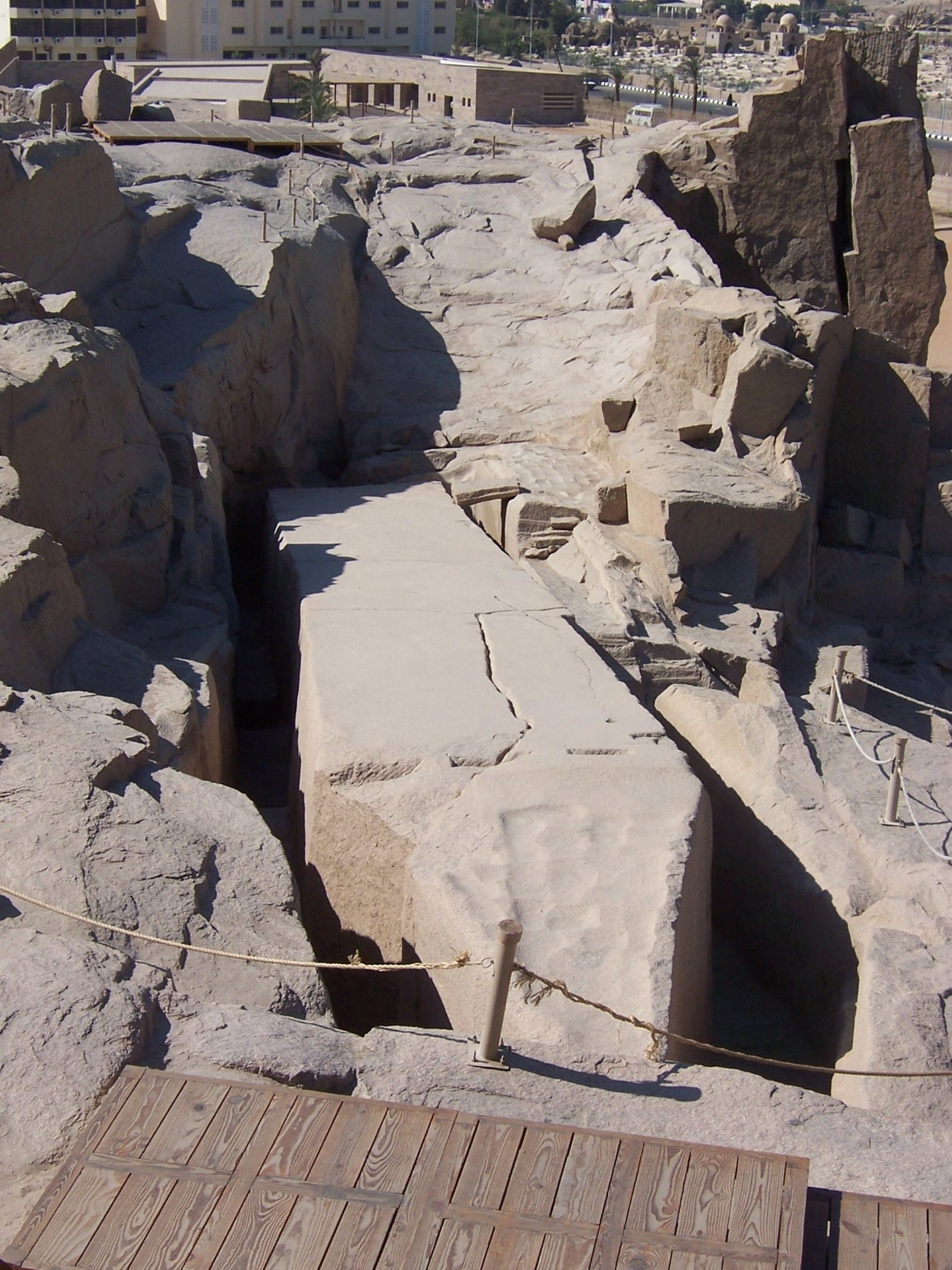
L'Obelisco incompiuto di Assuan: è visibile la crepa che costrinse i costruttori ad abbandonarlo nella cava.
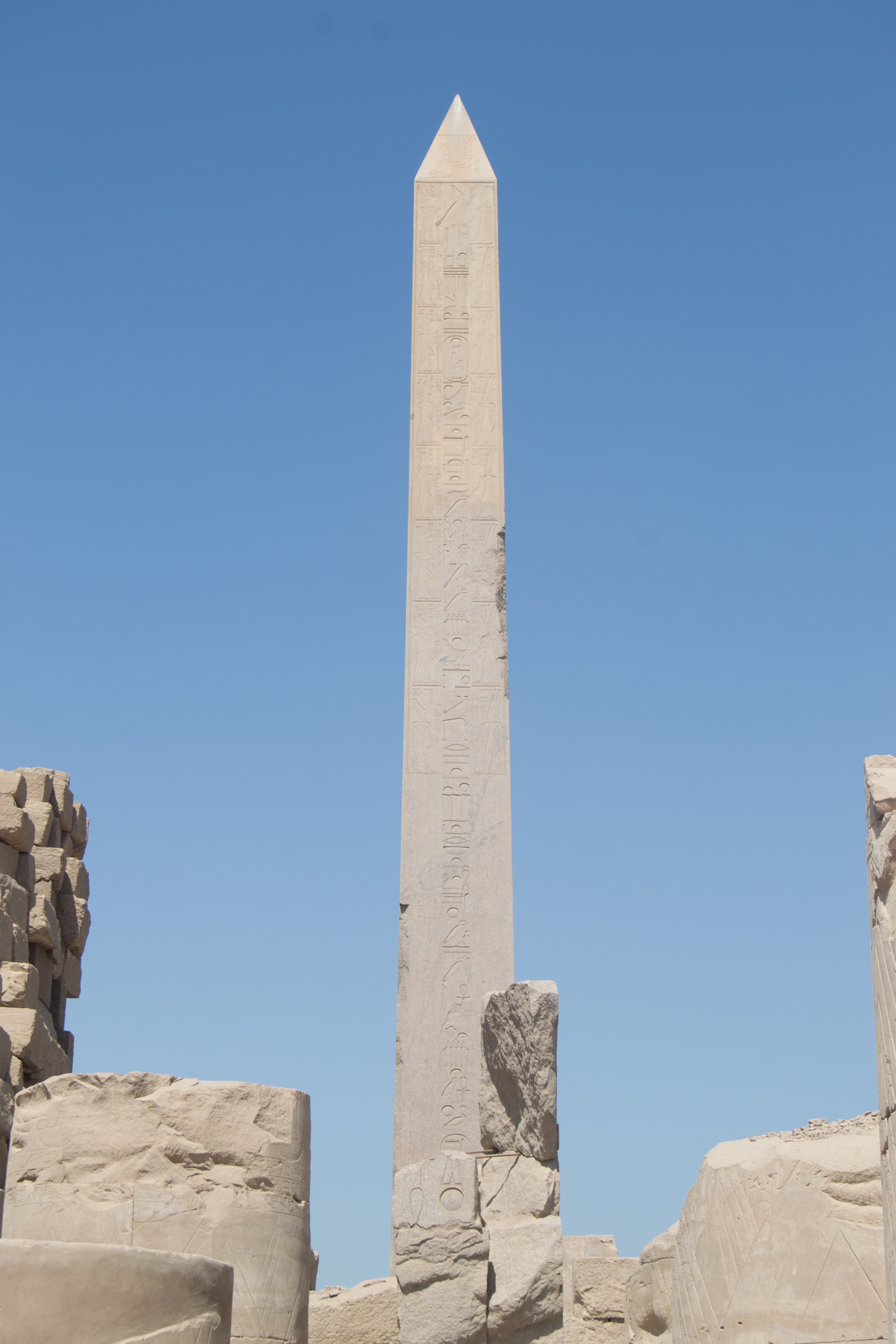
L'obelisco "nascosto", tuttora eretto a Karnak[N 81].
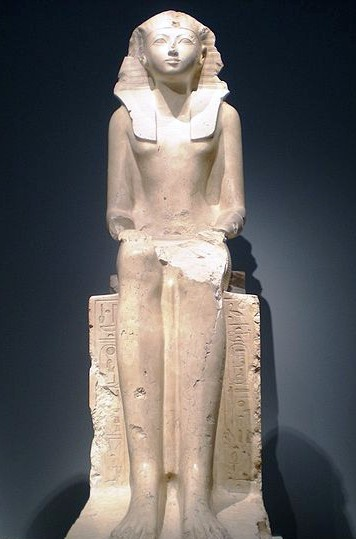
Statua calcarea di Hatshepsut. Metropolitan Museum of Art, New York.
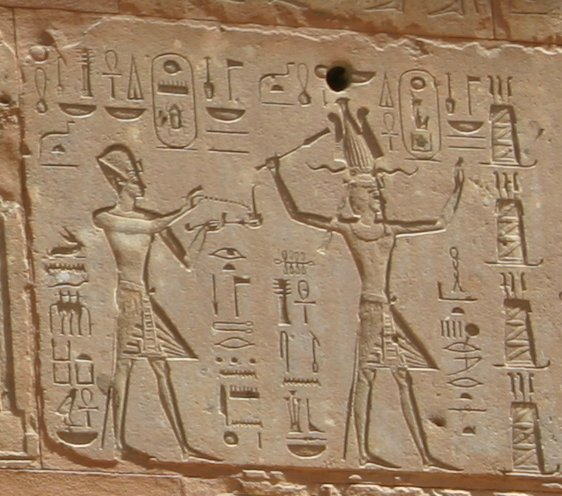
Hatshepsut, a destra, e Thutmose III, a sinistra, da un rilievo della Cappella Rossa di Karnak.
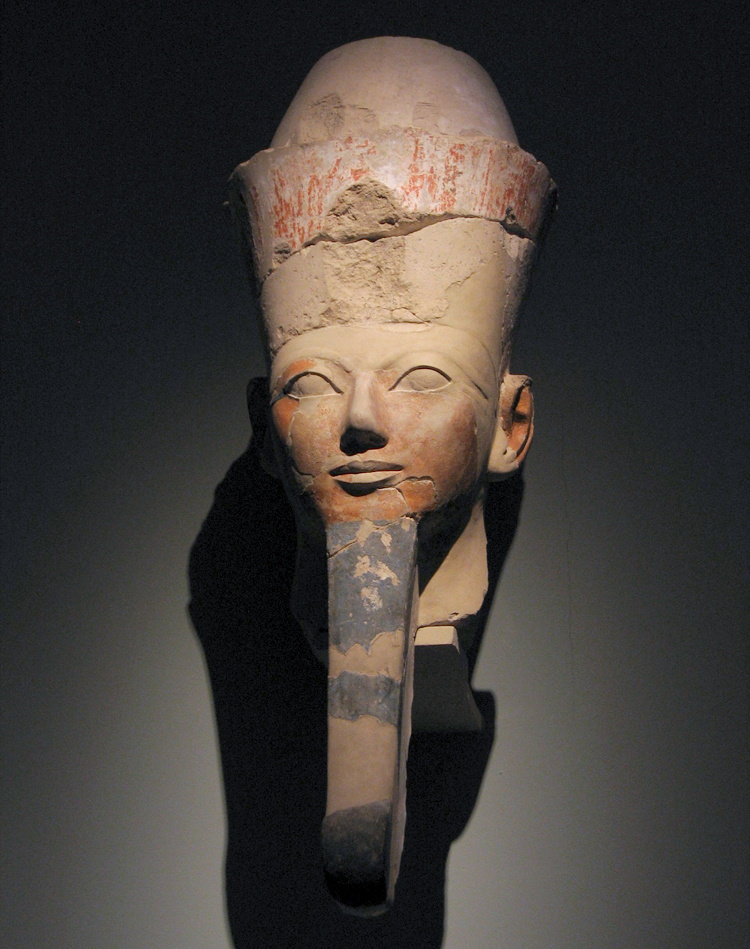
Testa di Hatshepsut nelle vesti di Osiride.

#### Thutmose III e l'Impero

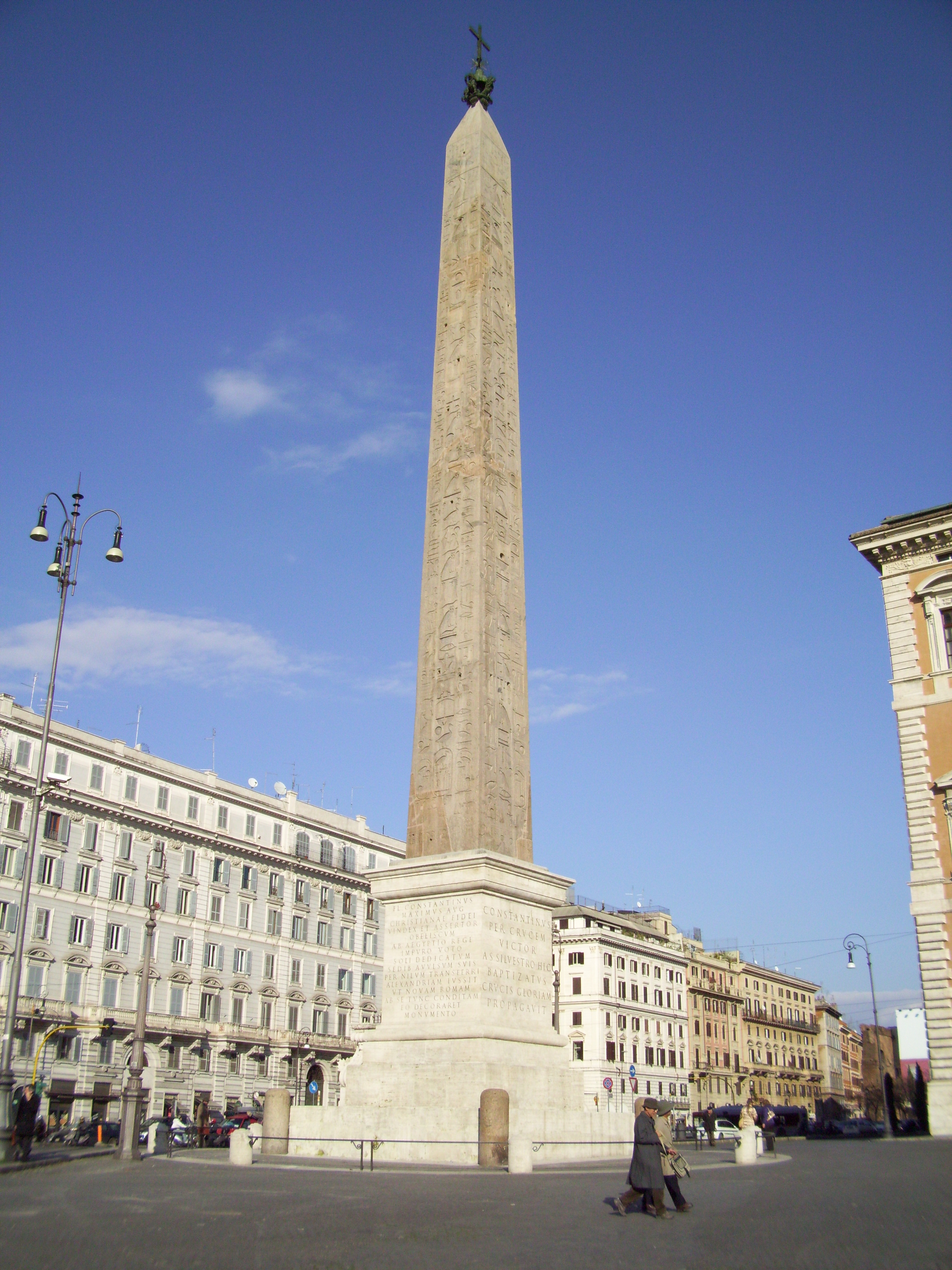
L'Obelisco Lateranense a Roma

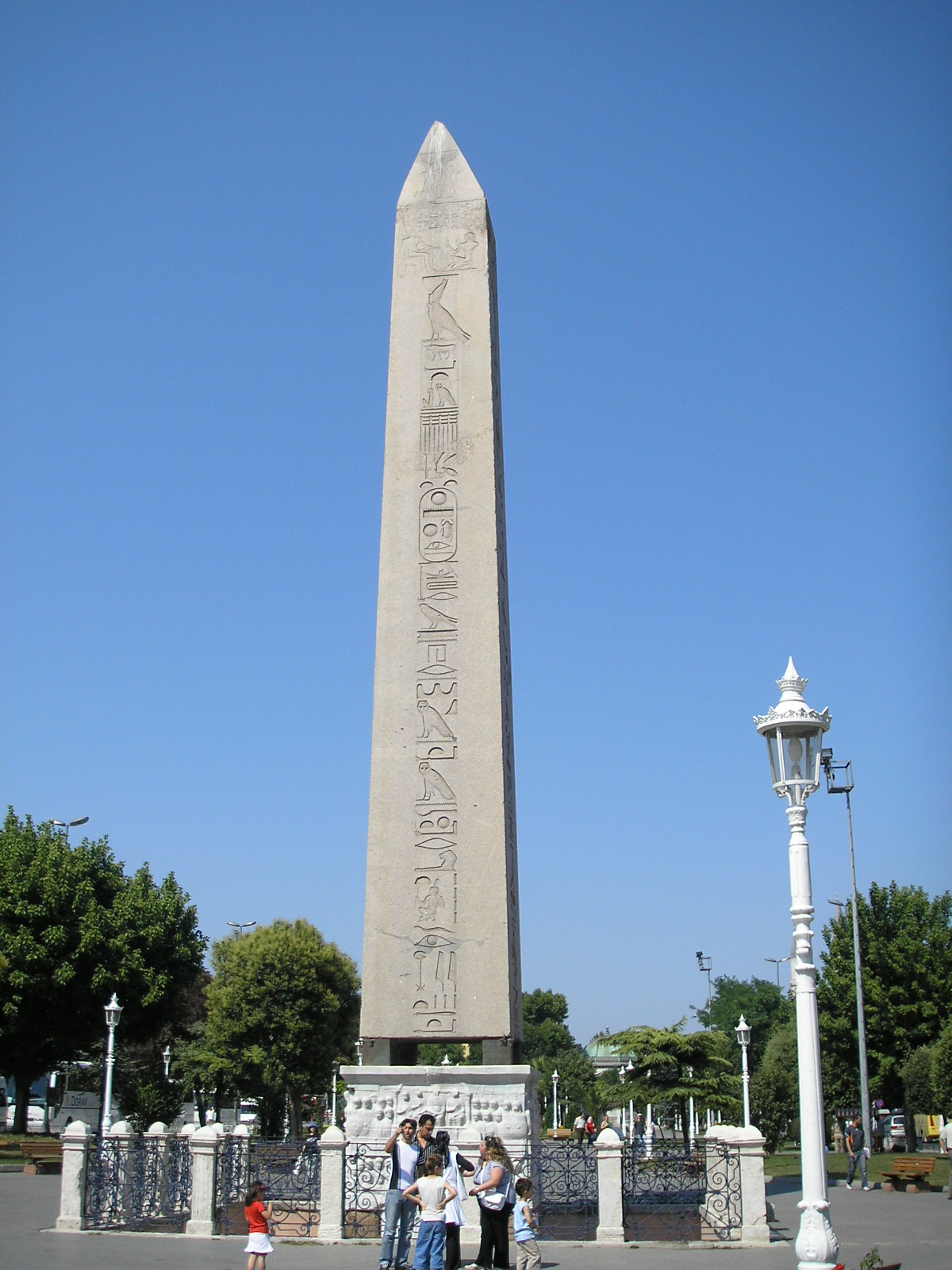
L'Obelisco di Teodosio a Istanbul

Intorno al 1458 a.C. (1482) Hatshepsut scomparve dalla scena politica dell'Egitto e il trono venne compiutamente assunto da quello che, per i ventidue anni di regno della regina, era stato il suo coreggente: il suo figliastro Thutmose III. La sepoltura della regina si trova nella Valle dei Re, tomba KV20, ma si conosce anche un'altra tomba a lei destinata precedentemente all'assunzione del trono, in Wadi Sikket Taqa el-Zaide (ad ovest della Valle dei Re) contrassegnata dalla sigla WA D.
Il primo atto del nuovo re, in linea con quanto era ormai consuetudine al cambio di titolarità, fu un intervento militare per sedare la rivolta, nell'area siro-palestinese, di una coalizione di principi asiatici capeggiati dal principe di Qadeš e protetta dal re di Mitanni. Fu questa la prima di una lunga serie di campagne militari portate a compimento da Thutmose III, di cui cinque nell'area mitannica.
Abbastanza tranquilla era invece la situazione con la Nubia da cui pervennero, documentati a far data dal trentunesimo anno di regno, regolari tributi; l'unica campagna verso il sud, nell'anno cinquantesimo di regno, sarà finalizzata a estendere l'influenza dell'Egitto fino alla Quarta cataratta del Nilo. Data l'estensione territoriale raggiunta, da questa cataratta a sud fino all'area mesopotamica di Qatna a est, l'Egitto di Thutmose III raggiunse la sua massima estensione, tanto che si è parlato di "impero egiziano": la supremazia egizia era ormai riconosciuta in tutto il Vicino Oriente e cordiali erano le relazioni anche con le isole Egee.
Durante il suo regno Thutmose III condannò all'oblio la defunta Hatshepsut, facendone scalpellare il nominativo dai rilievi e datando il proprio regno dalla fine non di quello del suo predecessore (come era consuetudine), bensì di quello di suo padre Thutmose II. Si ritiene inoltre che, originariamente, il corpo di Thutmose I, padre di Hatshepsut e nonno di Thutmose III, fosse stato sepolto nella tomba della figlia e che Thutmose III lo abbia poi successivamente fatto traslare nella KV38.
Sotto il profilo religioso ed edificatorio, Thutmose III realizzò vaste opere di ampliamento nel Complesso di Amon a Karnak, di cui si dimostrò fervente adoratore, ultimando le opere già iniziate da suo nonno Thutmose I e facendo realizzare l'Akh-Menu in cui, oltre gli annali relativi alle sue campagne militari, fece rappresentare, nel cosiddetto "orto botanico", la flora caratteristica di ognuna delle terre e delle città da lui conquistate. Sue costruzioni si trovano in Nubia, a Buhen, Sai, Faras, Kuban, Semna, Gebel Barkal, Kôm Ombo, Ermant, Tod, nel Tempio di Montu a Medamud, Esna, Dendera, Eliopoli e in altri centri minori della valle del Nilo e nel delta. Quanto agli obelischi eretti, ancora una volta si deve ritornare a quello "Incompiuto di Assuan"; tale monolite, infatti, non venne estratto a causa di una fessurazione longitudinale che ne avrebbe reso impossibile l'estrazione. Purtuttavia, si tentò di sfruttare ugualmente il lavoro già svolto, cercando di ricavarne un obelisco più piccolo (tentativo ugualmente fallito): le misure del tentativo di recupero sono pressoché simili all'obelisco di Thutmose III oggi innalzato in piazza di San Giovanni in Laterano a Roma, originariamente eretto nel tempio di Amon a Karnak.

#### Tentativo di recupero dall'"Incompiuto di Assuan" e "Lateranense"
| Obelisco (misure in m)         | base | base del pyramidion | altezza del pyramidion | altezza totale | peso in t |
| ------------------------------ | ---- | ------------------- | ---------------------- | -------------- | --------- |
| Assuan (tentativo di recupero) | 3,13 | 2,01                | 5,30                   | 32,00          | 512       |
| Lateranense                    | 2,98 | 1,88                | 4,51                   | 32,18          | 471       |

Questo particolare, unito a un'esplicita dichiarazione dello stesso Thutmose III di aver eretto per la prima volta un singolo obelisco anziché la consueta coppia, ha fatto supporre che il tentativo di recupero fosse proprio il secondo obelisco non ultimato.
Un secondo obelisco di Thutmose, ridotto in altezza di circa 13 m, si trova oggi a Istanbul nella centrale Sultanahmet Meydan (l'antico ippodromo di Costantinopoli), di fronte alla Moschea Blu, ed è noto come Obelisco di Teodosio o, in turco, Dikilitas.
Alla sua morte Thutmose venne sepolto nella Valle dei Re (KV34) ma il suo corpo venne rinvenuto nel 1881, pesantemente danneggiato, nel deposito DB320 di Deir el-Bahari.

#### Da Amenofi II ad Amenofi III
Secondo l'uso ormai invalso, poco prima (forse due anni) di morire Thutmose III associò al trono il successore designato, Amenofi II, figlio della regina Merira-Hatshepsut. Se il regno di Thutmose III fu caratterizzato da numerose e vittoriose imprese belliche, ma anche da attenzione per l'arte e la cultura in generale, quello di Amenofi II, ugualmente prospero, fu imperniato sul desiderio di mantenere lo stato politico-militare raggiunto dal predecessore e la dimensione "imperiale" dell'Egitto. Anche nel suo caso, all'assunzione del trono il primo impegno fu di carattere militare, per sedare una rivolta in area siriana capeggiata dal re di Mitanni: il problema non fu risolto con la prima campagna, quindi ne seguirono altre due (negli anni settimo e nono di regno) per arginare altre rivolte nel medesimo territorio capeggiate dal re di Karkemiš. Particolarmente importante fu la terza spedizione, che vide per l'Egitto un cospicuo bottino in materiali e prigionieri ma anche la perdita dell'area compresa tra l'Oronte e l'Eufrate; tra i prigionieri si annoverano 3.600 Apiru, popolazione in cui molti studi identificano gli ebrei.
La tomba di Amenofi II (KV35) è particolarmente interessante, giacché all'atto della scoperta risultò una sorta di deposito per mummie regali, per metterle al riparo da eventuali saccheggiatori di tombe; conteneva infatti, oltre il corpo del titolare, altre dieci mummie di cui nove certamente appartenenti ad altrettanti re, nonché almeno altri sette corpi sconosciuti o solo di ipotizzabile identificazione.
Alla morte di Amenofi II gli succedette sul trono Thutmose IV, che probabilmente fu destinato al trono per la prematura scomparsa dell'erede designato, forse un suo fratello maggiore.
(dalla stele della sfinge di Thutmose IV)
Il regno di Thutmose IV durò solo nove anni: egli venne sepolto nella Valle dei Re (KV43), ma il suo corpo venne rinvenuto nella tomba KV35 del suo predecessore.
Intorno al 1387 a.C. gli succedette Amenofi III, figlio di Thutmose IV e della regina minore Mutemuia, che salì al trono all'età di forse 12 anni e che, verosimilmente nel secondo anno di regno, sposò Tiy, fanciulla di origini non regali, figlia del funzionario Yuya originario di Akhmim e sorella di Ay, futuro successore di Tutankhamon.
Se il regno di Thutmose IV, nonostante la brevità, fu caratterizzato da uno dei punti più alti della produzione pittorica egizia, quello di Amenofi III, grazie ad aperture verso le aree asiatiche ed egee, pervenne a un grado di raffinatezza ineguagliato nella storia dell'Egitto. Si è a conoscenza di una sola campagna di guerra di Amenofi III (nell'anno quinto di regno), mentre maggior impegno venne posto nei rapporti diplomatico-commerciali con l'area asiatica e con il bacino del Mediterraneo; tracce di Amenofi III e della regina Tiy sono infatti attestate a Creta, Micene, Etolia, Anatolia, Yemen, Babilonia, Assur. Il regno di Amenofi III è degno di nota anche dal punto di vista edificatorio: suo è il tempio funerario a Kom-el-Hettan, nei pressi di Luxor e a breve distanza dalla Valle dei Re, uno dei complessi funerari più grandi di cui si abbia notizia; con i suoi oltre 350.000 m2 superava in dimensioni lo stesso complesso dedicato ad Amon a Karnak (circa 300.000 m2). Uniche vestigia ancora visibili dell'enorme complesso, denominato anche Malkata, sono i Colossi di Memnone originariamente prospicienti il pilone di accesso.
Importanti, per lo studio dell'estensione dei possedimenti egizi in tale periodo, sono cinque piedistalli di statue di Amenofi III, di cui restano solo i piedi, nella cosiddetta Corte Solare. Queste sono state catalogate con sigle da An a En e recano ovali merlati (simili a cartigli ma evidentemente rappresentanti città fortificate) sovrapposti a prigionieri con le braccia legate. Si tratta di liste di toponimi che elencano popoli sotto la giurisdizione dell'Egitto.

#### Liste di Kom el-Hettan
| Lista | Area                              | Toponimi identificati                                                                                     |
| ----- | --------------------------------- | --- |
| An    | Siria                             | Babilonia (Sangar), Mitanni (Naharina), Karkemiš, Ḫattuša, Arzawa, Assur                                  |
| Bn    | Siro-Palestina                    | città stato minori tra cui Damasco                                                                        |
| Cn    | (molto danneggiata) forse Fenicia | |
| Dn    | (area non identificata)           | Aram, Ashur, Babilonia                                                                                    |
| En    | cosiddetto Lista Egea             | Amnisos, Festo, Cidonia, Micene, Tebe beotica, Messenia, Nauplia, Kythera, Eleia, Cnosso, Amnisos, Lyktos |

A dimostrazione dell'importanza del riferimento di cui sopra, è bene precisare che mai prima o dopo Amenofi III sono stati stilati (o ritrovati) elenchi così completi e complessi delle aree in qualche modo in rapporto con l'Egitto. La differenza tra le basi e la Lista egea, comunque, porta a far ritenere che nonostante la rappresentazione sia identica (i prigionieri con le mani legate) di fatto con l'Egeo si intrattenessero rapporti di alleanza e non di sudditanza. Varie furono anche le alleanze matrimoniali di Amenofi III con i popoli vicini: nell'anno undicesimo sposò, infatti, Gilukhipa, figlia di Shuttarna II di Mitanni; successivamente, dopo un colpo di Stato durante il quale l'intervento egizio fu risolutivo per riportare sul trono mitannita il legittimo successore Tushratta, ne sposò anche la figlia Tadukhipa. Anche sul fronte babilonese l'alleanza fu sancita da matrimoni: prima con la figlia e poi con la sorella del re Kadashman-Enlil I. All'orizzonte, intanto, si profilava una nuova potenza, quella degli ittiti, che impegnerà militarmente e politicamente l'Egitto per lunghi secoli.
Intorno all'anno trentasettesimo di regno, le condizioni di salute di Amenofi III, minate già dall'anno trentaquattresimo, si aggravarono: il re consacrò 600 statue a Sekhmet (dea della guerra, ma anche delle guarigioni) e Tushratta di Mitanni, poco prima che il re sposasse Tadukhipa, gli inviò un'immagine miracolosa della dea Ištar. Amenofi III morì nell'anno trentanovesimo di regno come testimoniato da alcune giare di vino datate rinvenute nella tomba KV62 (tomba di Tutankhamon). Venne sepolto nella tomba KV22 della Valle dei Re, ma il suo corpo venne rinvenuto nella tomba KV35 del suo predecessore Amenofi II.
Se alla politica in generale, e a quella estera in particolare, prese attivamente parte la stessa regina Tiy sia durante il regno del marito sia (almeno) nei primi anni di quello del figlio Amenofi IV, a lei si dovrebbe anche l'ispirazione embrionale del nuovo dogma atoniano che, iniziato sotto Amenofi III con l'allontanamento del Palazzo reale da Karnak e dai sacerdoti di Amon, proseguirà in maniera più drastica e dirompente durante il regno del suo successore.

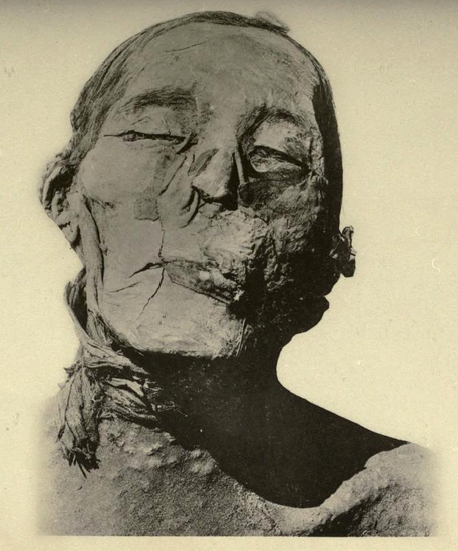
La mummia di Amenofi II in una foto di Howard Carter
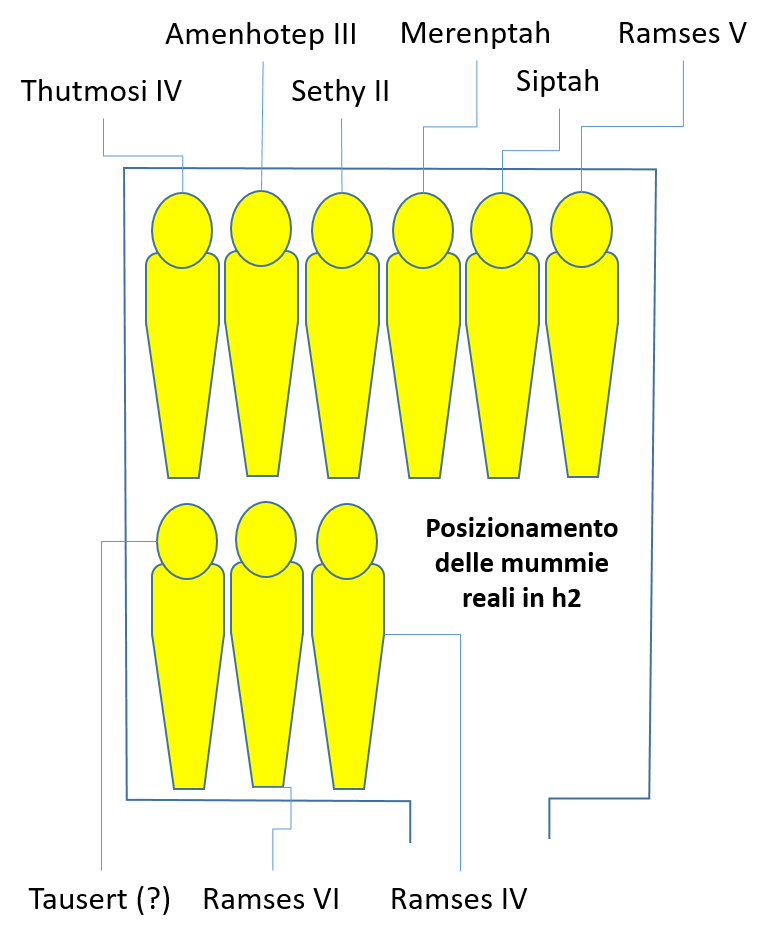
Posizionamento delle mummie reali in KV35
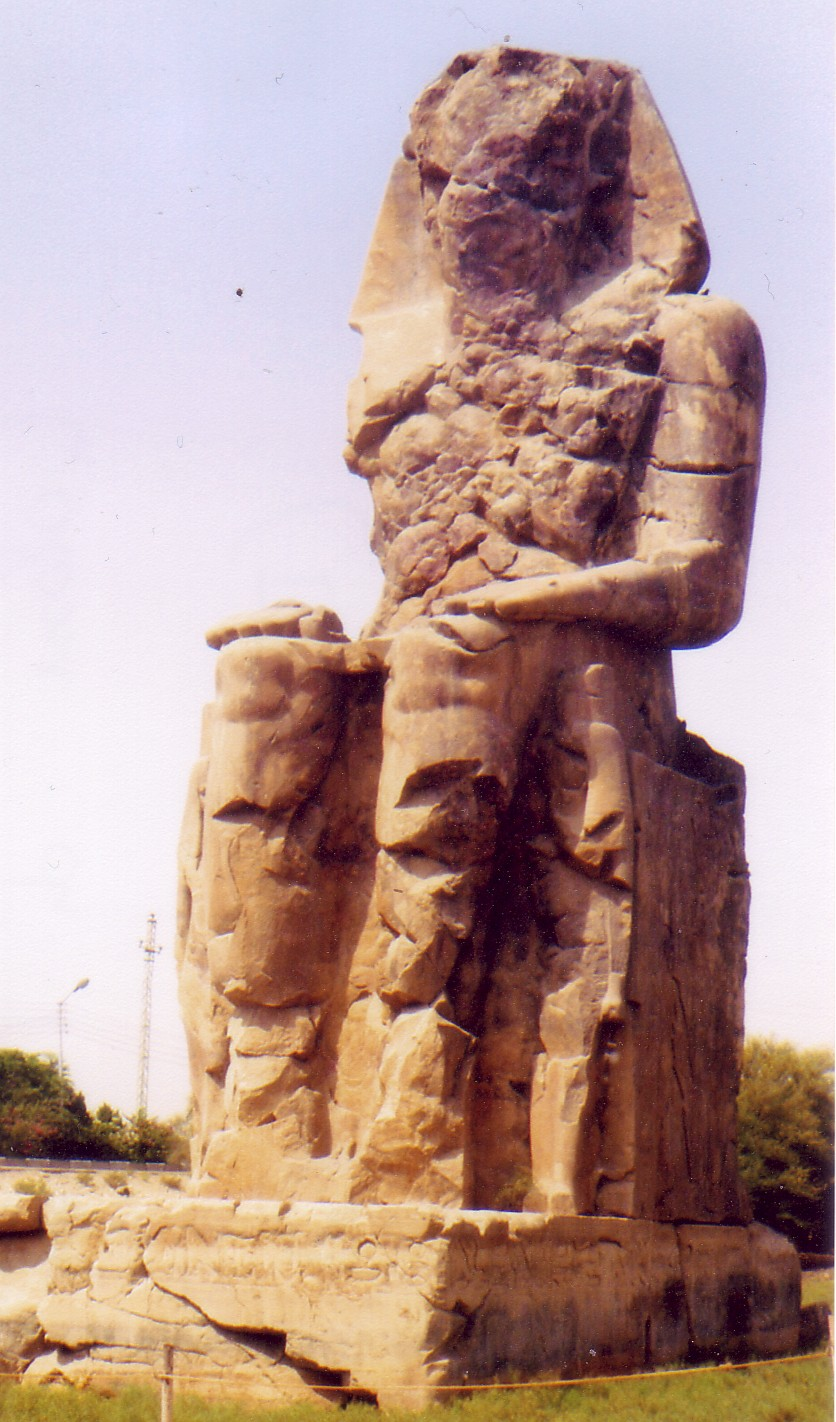
Colossi di Memnone a Kom el-Hettan: il colosso di sinistra
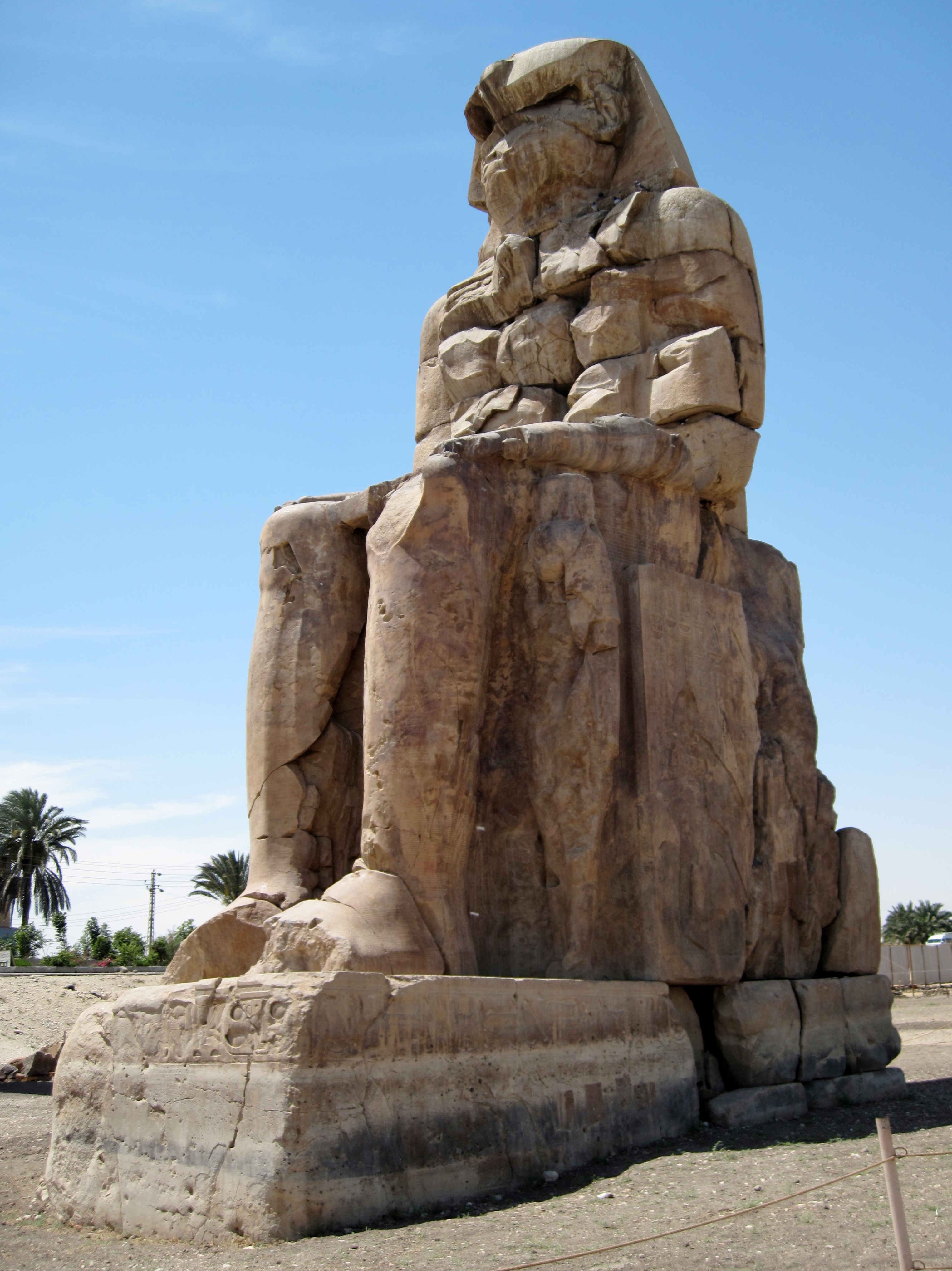
Colossi di Memnone a Kom el-Hettan: il colosso di destra
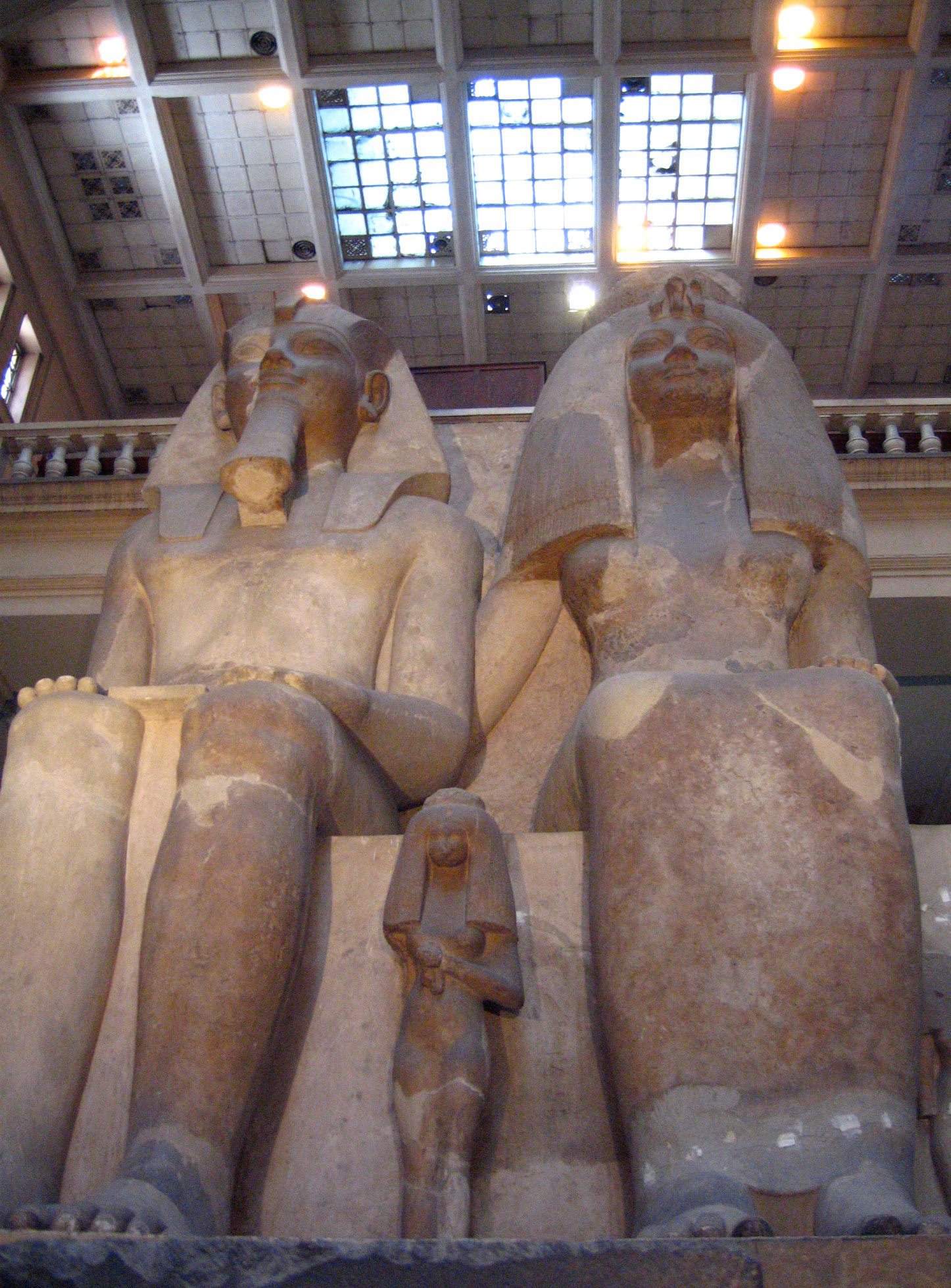
Statua colossale (altezza 7 m) di Amenofi III e della regina Tiy (Il Cairo, Museo Egizio)
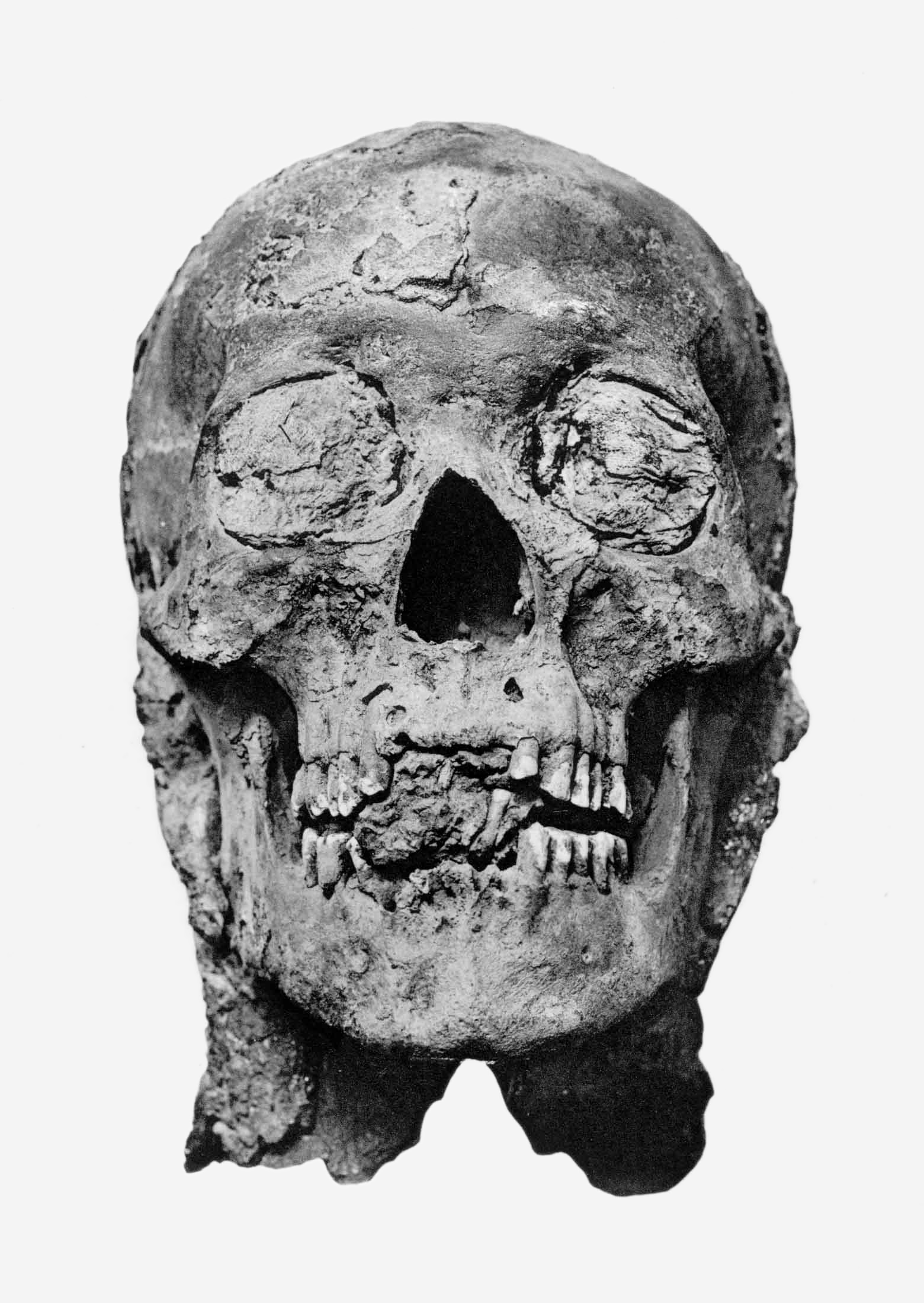
La mummia di Amenofi III in una foto di G. Elliot Smith del 1912
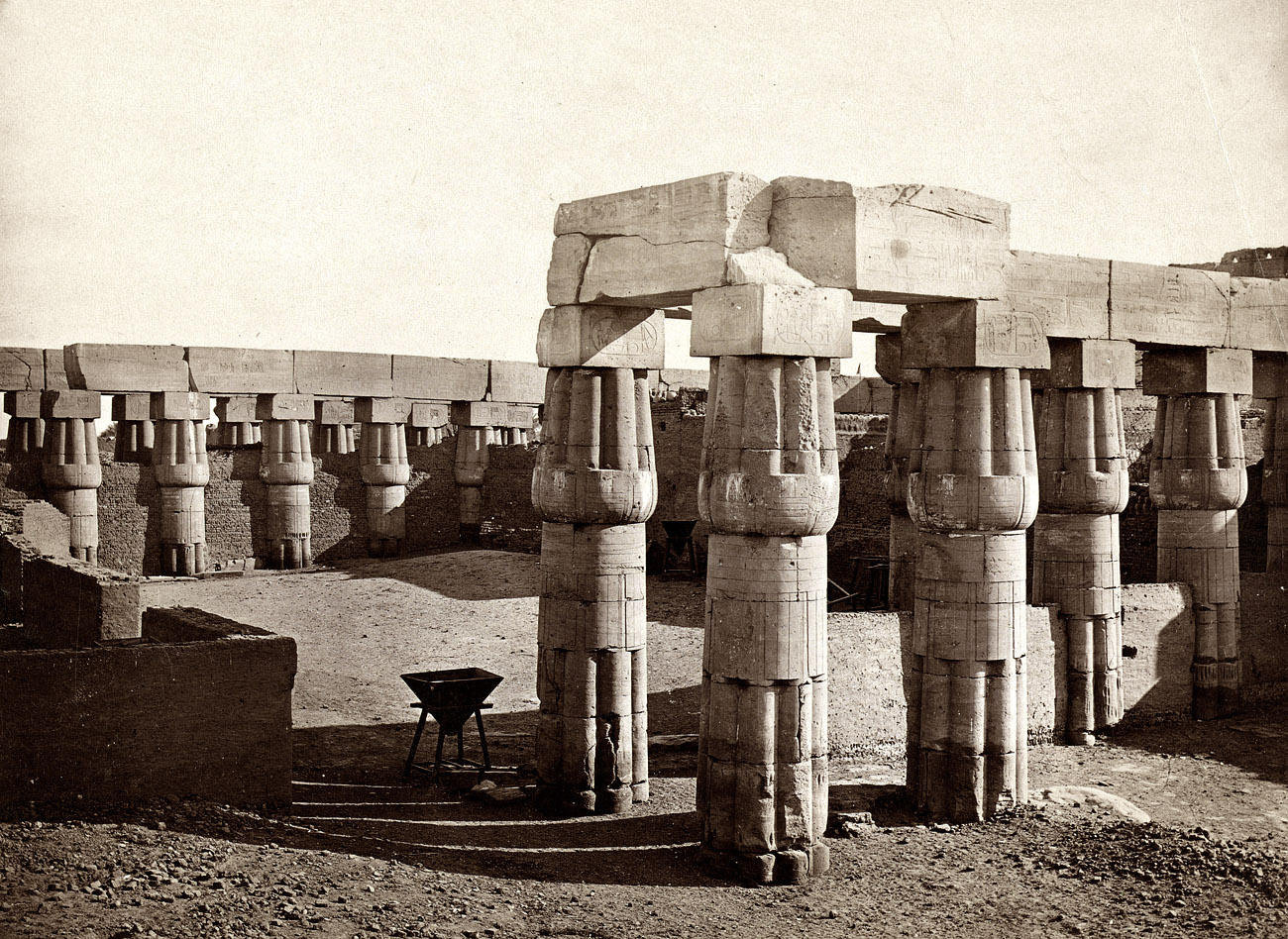
Il Cortile di Amenofi III, a Karnak, in una foto del 1858 di Francis Frith
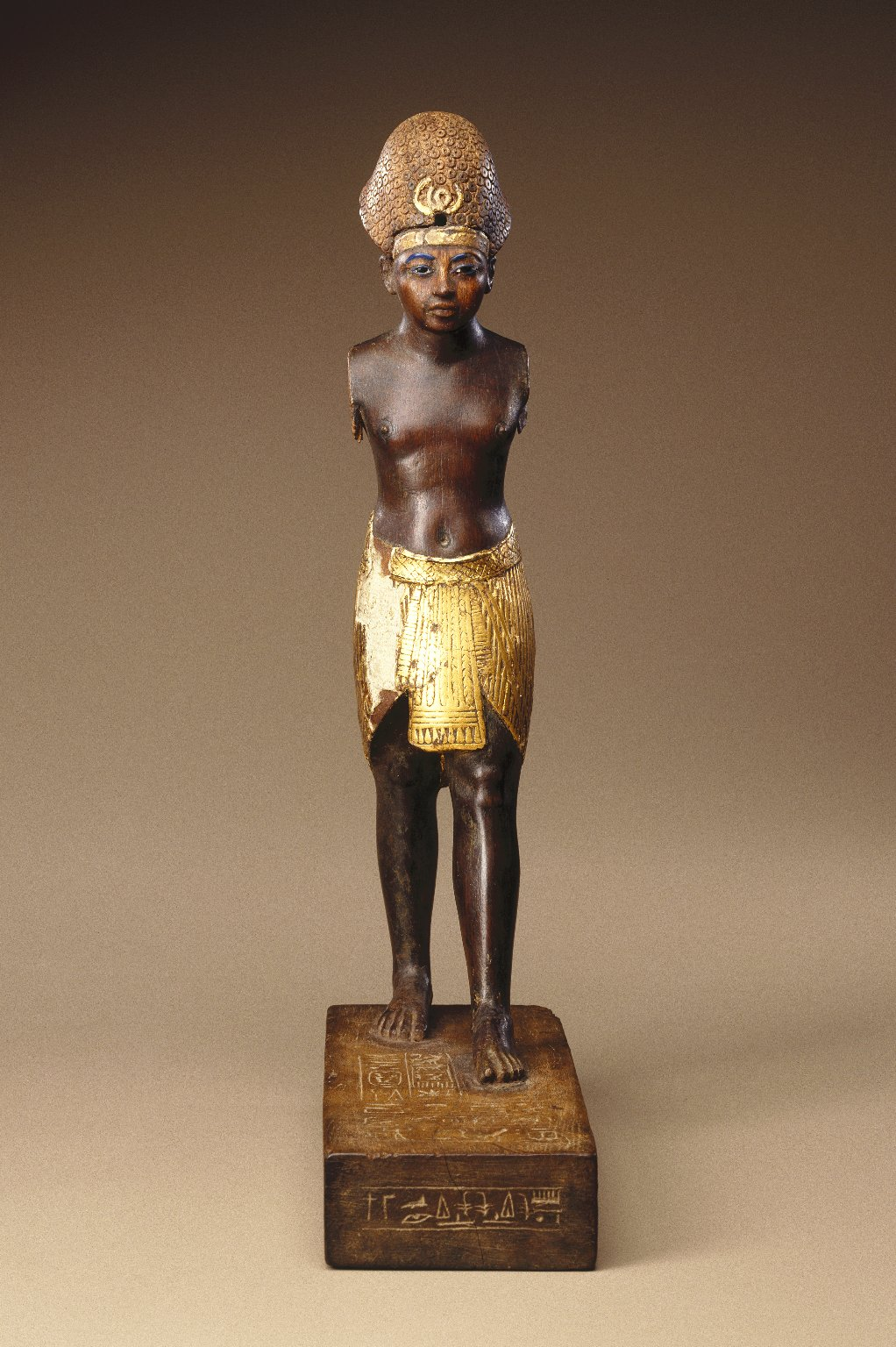
Ushabty di Amenofi III (New York, Brooklyn Museum)

#### Akhenaton: l'"eresia amarniana"
Alla morte di Amenofi III, dopo 39 anni di regno, la successione viene forse falsata dalla morte dell'erede designato (verosimilmente un Thutmose); dopo un periodo di coreggenza con il figlio salì al trono Amenofi IV che, come caratteristica immediata, assume nomi della titolatura (salvo il nome proprio) che non fanno riferimento al dio Amon e anzi si riallacciano alla religione eliopolitana di Ra e denotano una precisa volontà di allontanarsi, almeno nominalmente, da Tebe, al punto che il riferimento a tale centro viene sostituito, nel Nome di Horus d'Oro, dalla dizione "Eliopoli meridionale".
| E1 · D40 | N29 | A28 | S9 |

| E1 · D40 | N29 | A28 | S9 |

| wr · r | sw | t · n | i | i | m | i | t · p | Q1 | t · Z2 |

| wr · r | sw | t · n | i | i | m | i | t · p | Q1 | t · Z2 |

| U39 | Y1 | N28 · Z2ss | m | O28 | W24 · O49 | M27 |

| U39 | Y1 | N28 · Z2ss | m | O28 | W24 · O49 | M27 |

| ra | nfr | xpr | Z3 | ra · wa · n |

| ra | nfr | xpr | Z3 | ra · wa · n |

| i | mn · n | Htp | R8 | S38 | R19 |

| i | mn · n | Htp | R8 | S38 | R19 |

Nei primi anni di regno Amenofi IV sposò Nefertiti che, come già Tiy prima di lei, compare nelle rappresentazioni ufficiali sempre al fianco del marito, a testimoniare il legame sia nell'impegno politico sia nella vita privata che, per la prima volta nell'arte egizia, viene ora apertamente rappresentata in un canone artistico dettato direttamente dal re. La coppia generò sei figlie; essendone noti gli anni di nascita, sulla presenza e sul numero delle fanciulle nelle rappresentazioni si basa la datazione di alcuni rilievi e, conseguentemente, di alcuni eventi.
Nell'anno secondo di regno, Amenofi IV assegnò ad Aton una posizione di preminenza nel pantheon egizio sostituendone il culto, come dio dinastico, a quello di Amon. La scelta di distanziarsi dal culto di Amon e da Karnak si concretizzò inoltre nell'idea di spostare la capitale da Luxor a un altro centro che non fosse posto sotto la protezione di alcuna divinità; per tale motivo, nell'anno quarto, Amenofi e Nefertiti raggiunsero una località a circa 250 km da Luxor, ove fu costruita la nuova città di Akhetaton, nei pressi della moderna città di Amarna. Amenofi fece innalzare nell'area, delimitata da un vasto circolo naturale di alture, 14 steli confinarie per delimitare il territorio; i lavori di edificazione iniziarono nell'anno quinto di regno quando, contemporaneamente, mutò la titolatura regale e anche il suo nome, divenendo Akhenaton, ovvero "Gradito ad Aton".

#### Nomi di Amenofi IV / Akhenaton
| E1 · D40 | N29 | A28 | S9 |

| E1 · D40 | N29 | A28 | S9 |

| i | t · n · N5 | mr |

| i | t · n · N5 | mr |

| wr · r | sw | t · n | i | i | m | i | t · p | Q1 | t · Z2 |

| wr · r | sw | t · n | i | i | m | i | t · p | Q1 | t · Z2 |

| wr · r | sw | i | i | Aa15 · N27 | i | t · n · N5 |

| wr · r | sw | i | i | Aa15 · N27 | i | t · n · N5 |

| U39 | Y1 | N28 · Z2ss | m | O28 | W24 · O49 | M27 |

| U39 | Y1 | N28 · Z2ss | m | O28 | W24 · O49 | M27 |

| U39 | r · n | V10 · n | i | t · n · N5 |

| U39 | r · n | V10 · n | i | t · n · N5 |

| ra | nfr | xpr | Z3 | ra · wa · n |

| ra | nfr | xpr | Z3 | ra · wa · n |

| ra | nfr | xpr | Z3 | ra · wa · n |

| ra | nfr | xpr | Z3 | ra · wa · n |

| i | mn · n | Htp | R8 | S38 | R19 |

| i | mn · n | Htp | R8 | S38 | R19 |

| i | t · n · ra | G25 | x · n |

| i | t · n · ra | G25 | x · n |

Molto si è discusso sulla "nuova religione" dell'atonismo (anche detto "eresia amarniana", dal nome della moderna città presso Akhetaton): in passato alcuni vi avevano ravvisato una forma di monoteismo, ma si tratterebbe più precisamente di enoteismo, in cui il culto venne accentrato su una divinità specifica con preminenza sulle altre. Esso era, peraltro, una continuazione ed estremizzazione di tendenze già viste nel Medio Regno e proseguite poi nel Secondo periodo intermedio con la "solarizzazione" dei principali dei dell'Egitto, tra cui Amon, che proprio in quel periodo assunse la forma sincretica di Amon-Ra con l'intento di concentrare su Ra il momento della creazione e il mantenimento della vita.
Akhenaton scelse di inserire il nome dell'Aton nei cartigli come se si trattasse di un sovrano, facendone così un alter ego del faraone nel mondo delle divinità: come il dio regnava nei cieli, il re governava sulla terra. Aton fu perciò, a dimostrazione della coesistenza anche degli altri dei, "Ra-Horakhti apparso nell'orizzonte", Nel suo nome di Shu che è nel disco solare. Al contrario di Amon ("il Nascosto") Aton era ben visibile, una manifestazione tangibile del potere divino che poteva fare a meno anche di un clero dedicato, poiché lo stesso Akhenaton, il "bel figlio del Dio", fungeva da intermediario obbligatorio tra la terra e il cielo.
Nonostante questi apparenti rivolgimenti, e forse paradossalmente, l'innovazione atoniana non ebbe comunque grandi risvolti sul sentimento religioso della maggioranza del popolo: il trasferimento della corte ad Akhetaton non diede possibilità di comprendere appieno il nuovo culto, il quale non influenzò la tradizionale religione che il popolo stesso continuò a seguire. Le ripercussioni più tangibili si ebbero invece soprattutto in campo economico ed artistico. Nel primo caso, Akhenaton fece chiudere alcuni templi (oppure ne limitò l'attività), incamerandone i beni tra quelli della corona, eliminando così l'anello di produzione e redistribuzione del reddito costituito dalle strutture templari locali. Ciò comportò necessariamente la centralizzazione dell'attività amministrativa e il potenziamento del braccio esecutivo costituito dall'esercito. Sotto il profilo delle arti, se non vi furono grandi innovazioni in campo letterario, ve ne furono invece nei testi ufficiali, ancora legati all'egizio classico del Medio Regno, in cui venne invece imposto l'uso del linguaggio parlato.
Le innovazioni più palesi, e durature nonostante il brevissimo periodo di sviluppo, si ebbero nel campo delle arti figurative in cui si realizzò una vera riforma artistica: l'arte amarniana sostituì alla ieraticità, compostezza e idealizzazione delle precedenti rappresentazioni, specie dei sovrani, un naturalismo più sensuale che non esitava a rappresentare ed accentuare le forme del corpo anche nei loro difetti, fino a limiti che sono parsi caricaturali. Per la prima volta, inoltre, alle scene ufficiali si affiancarono rappresentazioni di vita familiare del re, della regina, delle figlie e dell'entourage reale.
Nell'anno dodicesimo di regno ad Akhetaton si svolsero festeggiamenti con la consegna di tributi da parte dei popoli sottomessi all'Egitto; in questa occasione, la regina madre Tiy raggiunse il figlio nella nuova capitale, ove rimase fino alla morte; nello stesso anno (o forse l'anno successivo) morì la secondogenita Maketaton e Nefertiti sembra aver ricoperto un ruolo di minore importanza essendo sostituita, nei rilievi delle cerimonie ufficiali, dalla figlia Meritaton. Si ritiene possa essere morta nell'anno quattordicesimo giacché non se ne ha più traccia nei rilievi.
Gli ultimi tre anni di regno di Akhenaton furono alquanto turbolenti, per via di una sorta di radicalizzazione del culto di Aton in aperto scontro con Amon, il cui tempio di Karnak venne chiuso e il cui nome venne scalpellato dai monumenti e, in alcuni casi, dai rilievi recanti il nome di predecessori che vi facevano riferimento, nella parte teofora del nome. La presenza in alcuni rilievi di un altro re accanto ad Akhetaton, Smenkhara, ha fatto supporre vi sia stato un periodo di coreggenza, ma poche o nulle tracce di tale re sono state ad oggi rinvenute; il suo corpo è stato, per lungo tempo, identificato nell'occupante della tomba KV55. Secondo un'ipotesi legata ai nomi completi di Nefertiti e di Smenkhara (Neferneferuaton Nefertiti Meri Uaen-ra per la prima e Neferneferuaton Smenkhara Meri Uaen-ra per il secondo), la scomparsa dalla scena politica della regina sarebbe da porsi in relazione con un cambio di denominazione della stessa, che avrebbe regnato con il nome di Smenkhara come coreggente di Akhetaton e, dopo la morte di lui nel diciassettesimo anno di regno, forse anche in autonomia per meno di un anno, prima che il trono passasse al giovanissimo Tutankhaton.

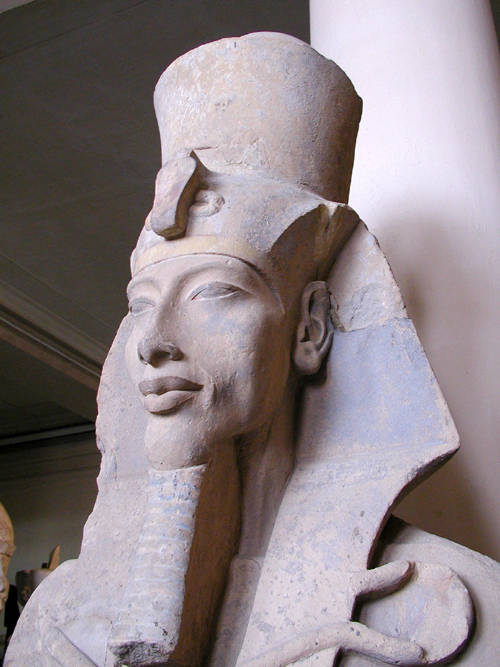
Busto colossale di Akhenaton, con tracce dei colori originari, proveniente dal Grande tempio di Aton ad Amarna. Museo egizio del Cairo.
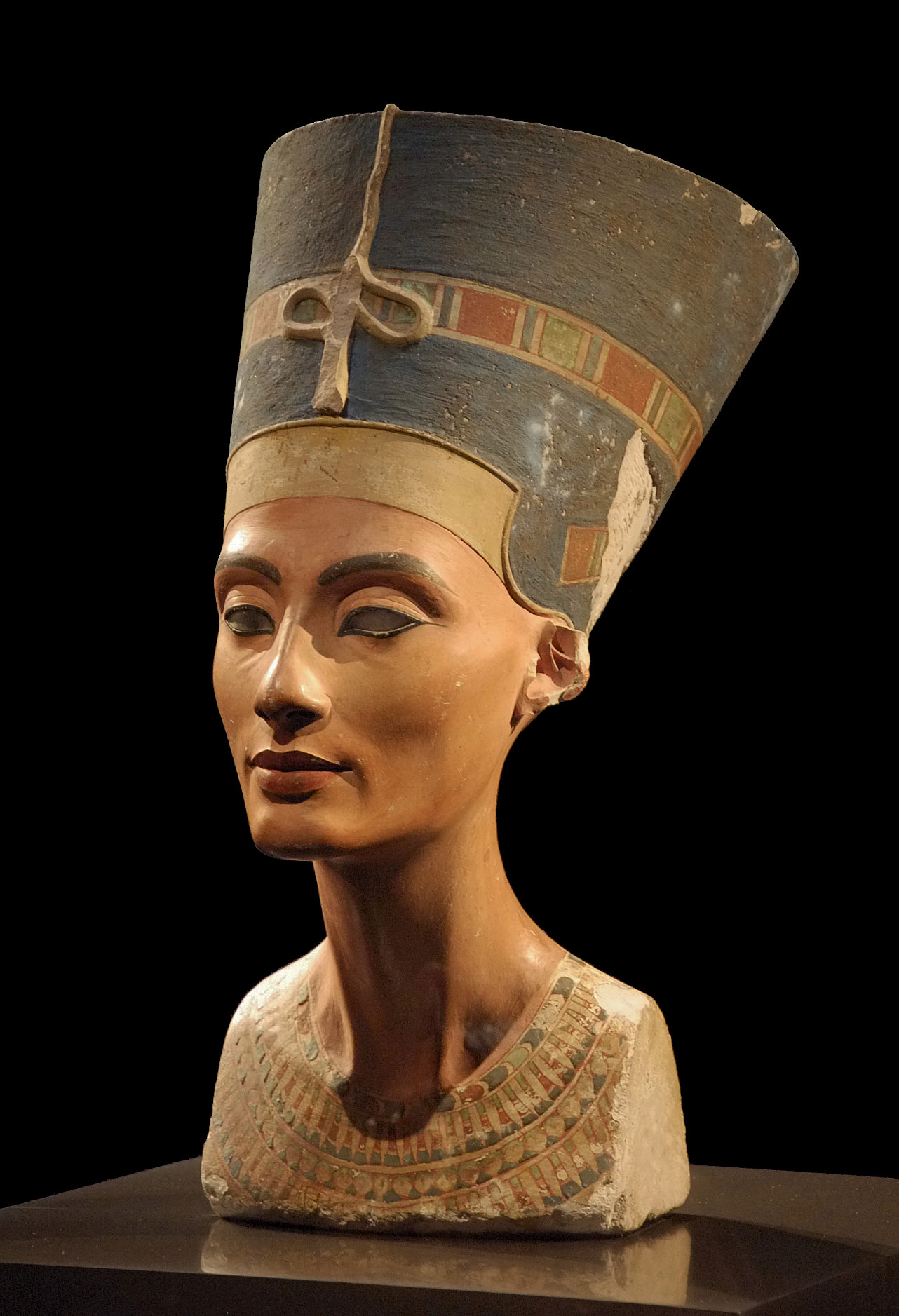
Busto di Nefertiti. Ägyptisches Museum und Papyrussammlung, Neues Museum, Berlino.
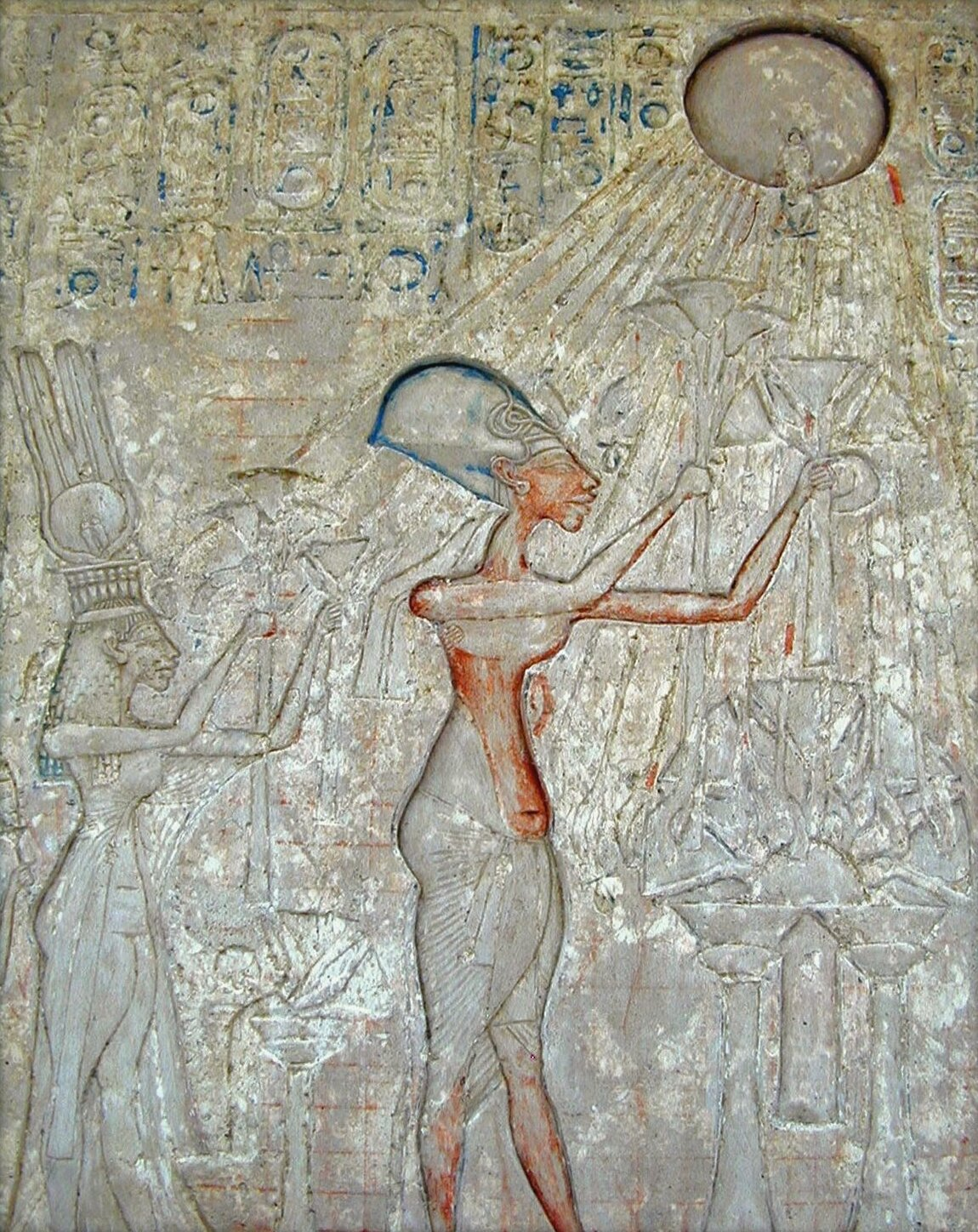
Blocco calcareo raffigurante Akhenaton e la sua famiglia intenti a venerare l'Aton. Museo egizio del Cairo.
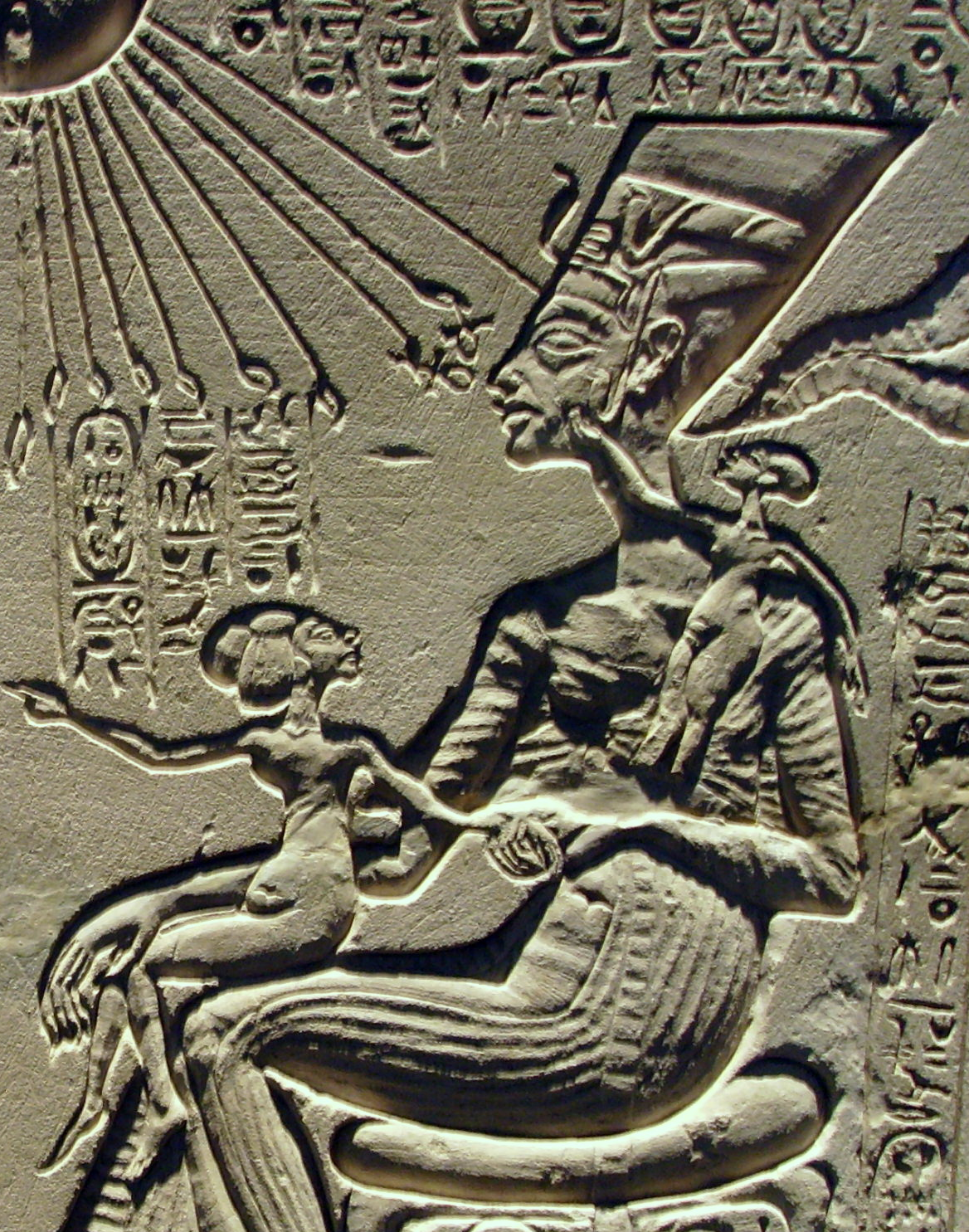
Nefertiti con le figlie Maketaton sulle ginocchia e Ankhesenpaaton al petto. Da un altare domestico ad Amarna. Museo egizio del Cairo.
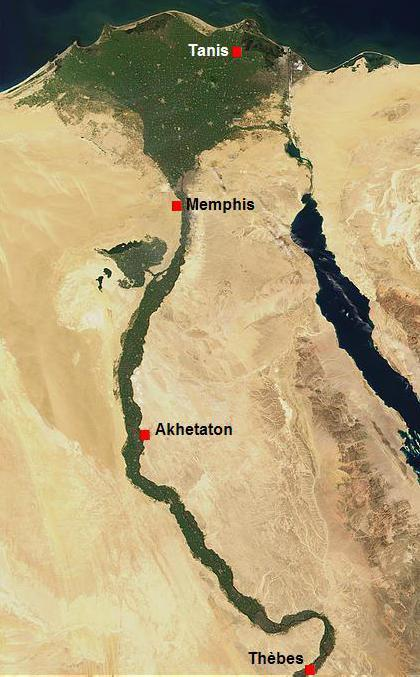
La localizzazione di Akhetaton
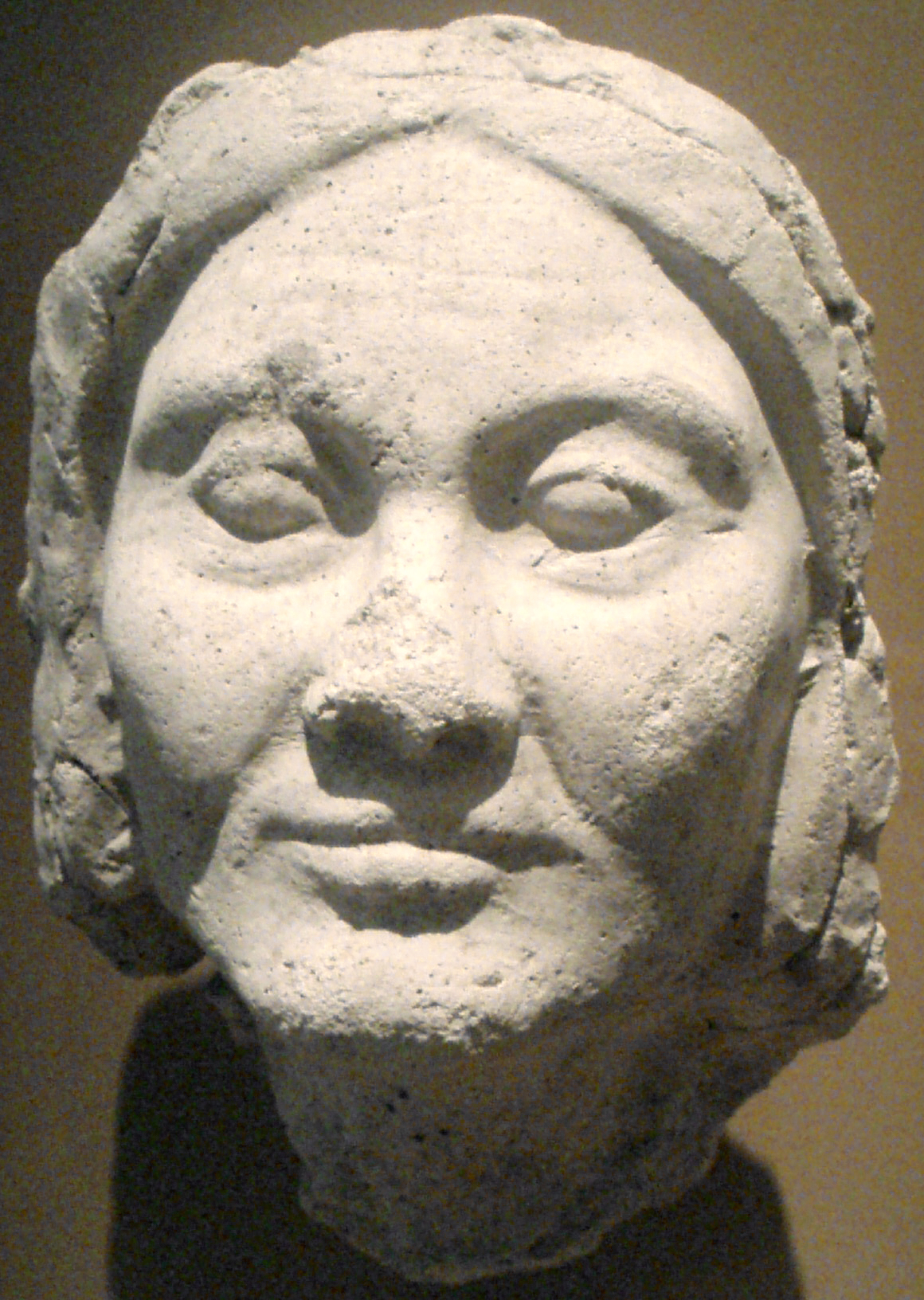
Realistica testa di un'anziana di Akhetaton, da alcuni identificata con la regina madre Tiy; dello scultore Thutmose. Ägyptisches Museum und Papyrussammlung, Neues Museum, Berlino.
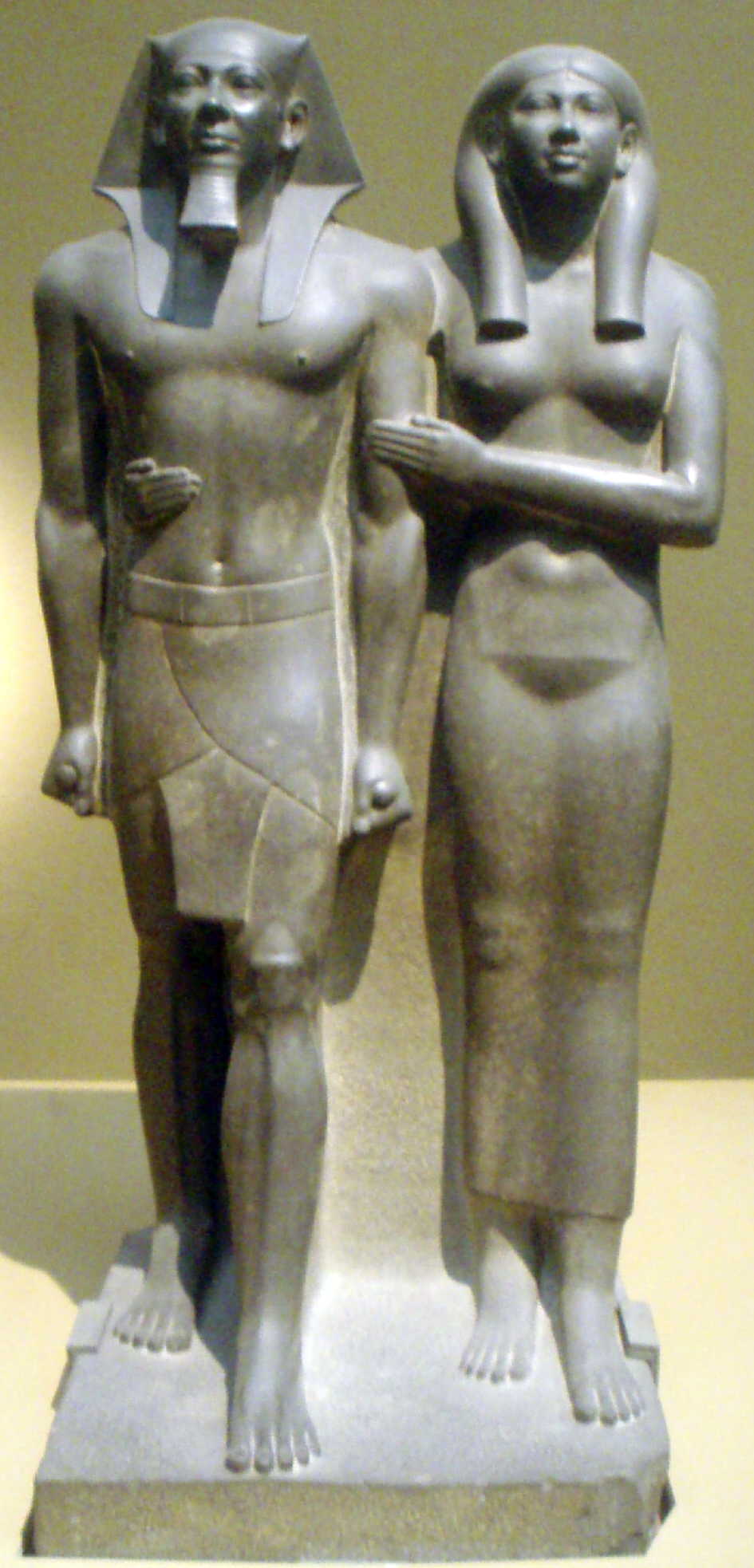
Statua di Micerino e della regina Khamerernebti II, in grovacca, rinvenuta nel tempio mortuario del faraone a Giza. Museum of Fine Arts, Boston. Si noti la palese differenza di realizzazione con l'arte amarniana.
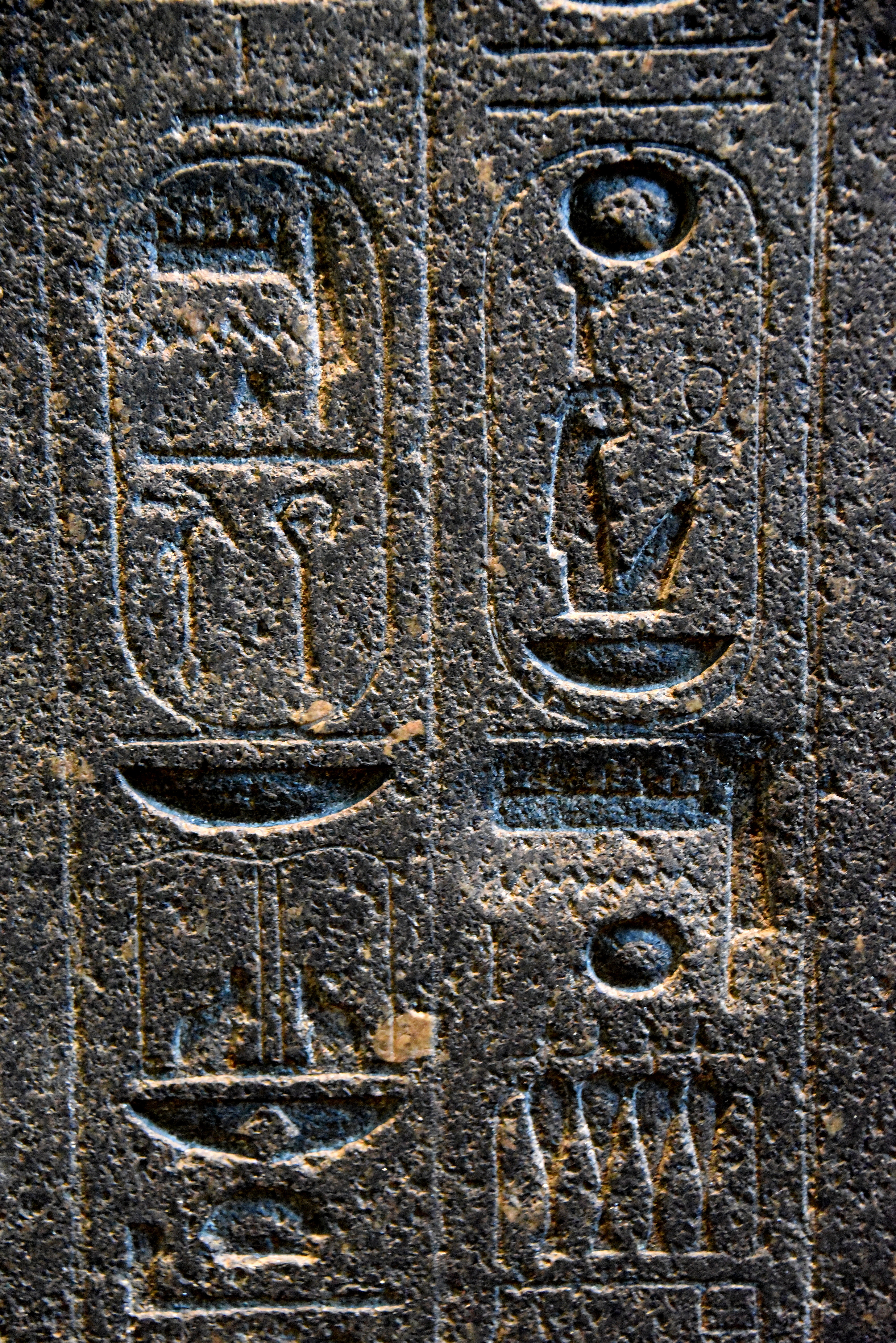
Geroglifici dietro a una statua di Amenofi III. In cima al cartiglio di sinistra e al di sotto di quello di destra si notano due zone depresse, nel punto fu cancellato il nome di Amon ("Amenhotep" e "Amato da Amon-Ra"), reinserito in seguito. British Museum, Londra.

#### Tutankhamon: la restaurazione
Alla scomparsa di Akhenaton assunse forse il trono, per un brevissimo tempo, un effimero re, Smenkhara, di cui si hanno poche tracce archeo-storiche. Ma se poche sono le tracce circa la genealogia di Smenkhara, altrettanto lo sono quelle del suo successore, il giovanissimo Tutankhaton ("Immagine vivente di Aton"), che, all'atto dell'assunzione del trono, doveva contare 9-10 anni. Nato verosimilmente ad Akhetaton, forse dall'unione tra Akhenaton con una regina minore, Kiya, o con la propria figlia Maketaton, Tutankhaton sposò nel 1º o 2º anno di regno Ankhesepaaton ("Che ella possa vivere per Aton"), terza figlia di Akhenaton e Nefertiti, nata verosimilmente nell'anno 5° o 6° di regno del padre, di 12-13 anni. Data la giovane età e la necessità di procedere non solo all'ordinaria amministrazione dello Stato, ma anche alle funzioni religiose e militari, il giovanissimo re fu affiancato da un consiglio di reggenza, costituito da Ay, "Padre Divino", Maya, sovrintendente reale e poi sovrintendente della Valle dei Re, e Horemheb, comandante dell'esercito.
Al momento dell'ascesa al trono, il giovane re assunse come Nome di Horus "Toro possente, che è l'immagine di Amon", mentre anche nel titolo Le Due Signore, Perfetto nelle leggi, che pacifica le Due Terre e nel nome di Horus d'Oro, "Che indossa le corone e soddisfa gli Dei" già si esprimeva l'ideologia pacificatoria, volta a sanare la situazione di indecisione creatasi con l'eresia amarniana. L'Egitto era infatti provato dall'esperienza atoniana sia sotto il profilo interno che nei rapporti internazionali; grave si presentava anche la situazione economica. Era quindi necessario rompere con il passato regime voluto da Akhenaton: poco dopo la salita al trono del nuovo sovrano l'intera corte abbandonò la capitale Akhetaton per spostarsi prima a Menfi e poi a Tebe. Prima di tale trasferimento, i due giovani sovrani mutarono i propri nomi rispettivamente in Tutankhamon e Ankhesenamon; per avvalorare il ritorno alle antiche pratiche e preparare la restaurazione degli antichi dei, la cerimonia di incoronazione, già svoltasi ad Akhetaton sotto il patrocinio del dio Aton, venne ripetuta a Karnak sotto l'egida di Amon.
In tale quadro di incertezza politico-religiosa si inquadra la produzione, nell'anno sesto di regno, della Stele della restaurazione da intendersi, oltre che come dichiarazione di ritorno agli antichi culti, anche, e specialmente, come azione pubblica, in qualche modo risarcitoria nei confronti del clero di Amon. Ad ogni modo, non fu abbandonata l'idea di limitare in qualche modo lo strapotere di Amon e del suo clero: è interessante notare come in tutte le iscrizioni del periodo in cui compare il nome dei dio Amon questo non viene mai indicato come Amon-Ra-sonter ("Amon-Ra re di tutti gli dei"), ma semplicemente come Amon-Ra; medesimo principio si ravisa nella presenza quasi costante di una triade divina in cui Amon veniva affiancato da Ptah e Ra, divinità in origine molto più antiche e importanti del primo.
Il breve regno di Tutankhamon si concluse senza eredi dopo circa 10 anni, con la morte del sovrano diciannovenne per cause ad oggi non ancora esattamente individuate; oltre alla restaurazione del culto amoniano e degli antichi dei dopo l'esperienza atoniana, Tutankhamon è celeberrimo per la sua tomba nella Valle dei Re, KV62, rinvenuta pressoché intatta nel 1922 dall'archeologo britannico Howard Carter.

#### La "Regina vedova" e la successione
Morto senza eredi, Tutankhamon lasciava un Paese da poco tornato alle antiche usanze e al culto degli antichi dei e non ancora politicamente consolidato sia all'interno sia nei rapporti esteri. In tale contesto si inquadrerebbe una missiva, di cui non si hanno tracce negli archivi egizi di Amarna e attestata invece dagli archivi reali ittiti di Ḫattuša, capitale dell'Impero ittita (l'odierna Boğazkale in Turchia). Dalle Gesta di Šuppiluliuma I narrate da suo figlio Mursilis II si ha infatti notizia della missiva con cui una "Regina vedova" egizia si rivolge al re ittita Šuppiluliuma perché al più presto le invii un suo figlio da far sedere sul trono d'Egitto.
(dagli Annali di Mursilis)
Dato anche lo stato di guerra tra il due Paesi, Šuppiluliuma I evidentemente non si fidò dell'offerta e inviò presso la corte egizia un suo funzionario, Hattusha-Zitish; per la seconda volta, la "Regina vedova" scrisse al re ittita, facendo accompagnare il funzionario da un proprio emissario, Hani, precisando che non intendeva sposare un servo.
(dagli Annali di Mursilis)
Convinto stavolta della veridicità della richiesta, Šuppiluliuma I inviò uno dei suoi figli, Zannanzash, che però non raggiunse mai l'Egitto poiché venne assassinato, verosimilmente da truppe egizie, alla frontiera settentrionale del Paese.
Vi è una diatriba sull'identità della "Regina vedova"; la stragrande maggioranza degli studiosi ritiene che l'individuazione più plausibile sia quella di Ankhesenamon dopo la morte di Tutankhamon; altri ritengono, invece, possa trattarsi di Nefertiti alla morte di Akhenaton. Nel caso si volesse individuare Ankhesenamon, appare chiaro che lo scambio epistolare e la visita dell'ambasciatore ittita siano dovuti avvenire nei settanta/novanta giorni durante i quali si svolsero le operazioni per il seppellimento della mummia di Tutankhamon. Ne conseguirebbe che l'assassinio del principe Zannanzash non avrebbe dato possibilità di reiterare la richiesta, e che quindi Ankhesenamon sia stata costretta a sposare un non appartenente alla famiglia regale.
Si è ipotizzato che la scelta possa essere ricaduta su Ay che, sposando Ankhesenamon, figlia di Akhetaton e vedova di Tutankhamon, sarebbe stato legittimato al trono; però Ay, già sposato con Tey fin da Amarna, avrebbe poi esautorato Ankhesenamon subito dopo l'incoronazione. Una seconda incongruenza riguarda, infine, il termine dispregiativo usato dalla "regina vedova" che fa riferimento a un "servo"; termine, che, qualora riferito ad Ay, alto funzionario e fratello della regina Tiy, sposa principale di Amenofi III, sarebbe stato ingiustificato. Si azzarda che il riferimento potesse essere rivolto a Horemheb, figlio, per quanto è dato di sapere, di un oscuro funzionario di provincia.

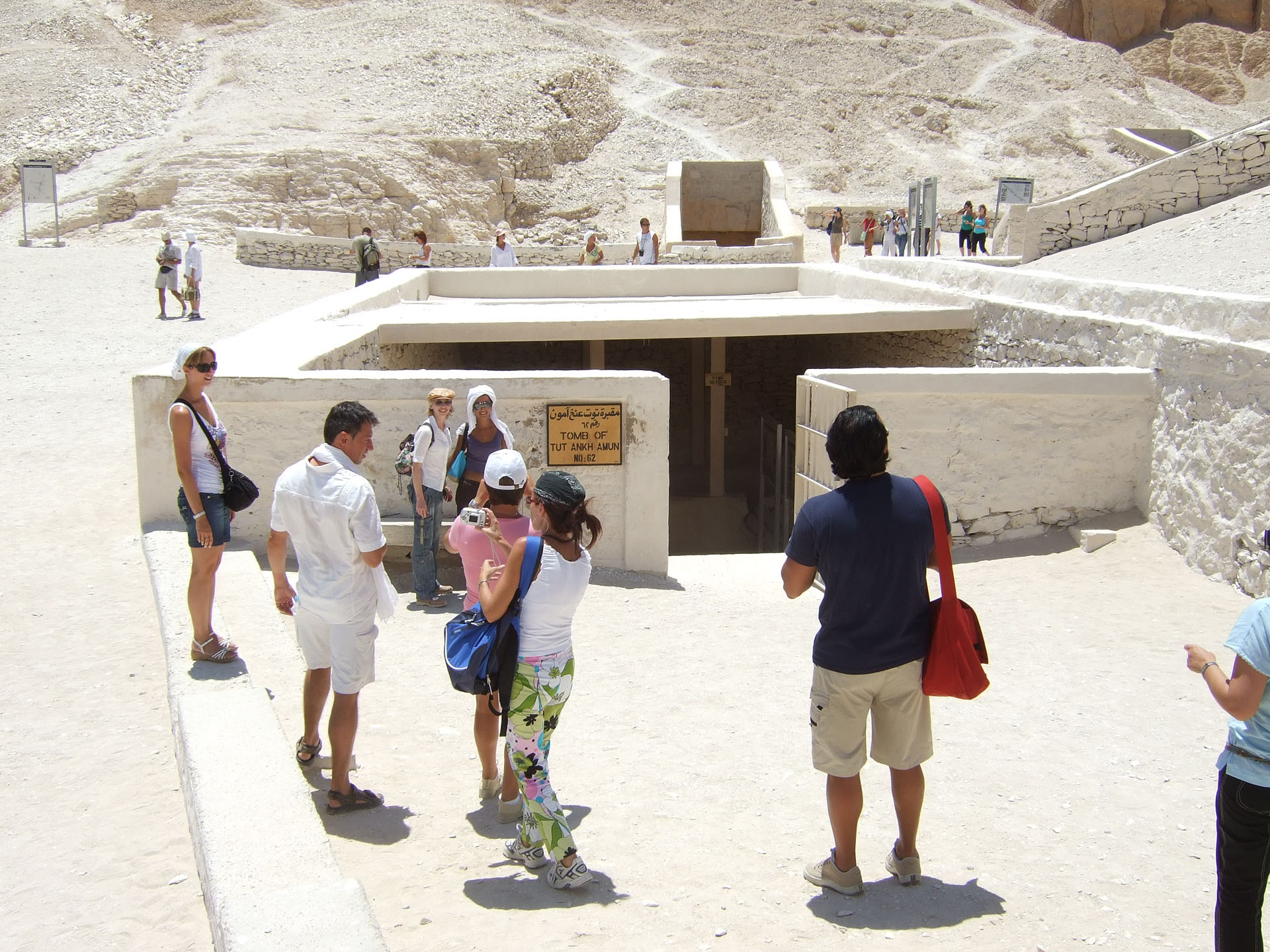
L'ingresso della Tomba di Tutankhamon nella Valle dei Re.
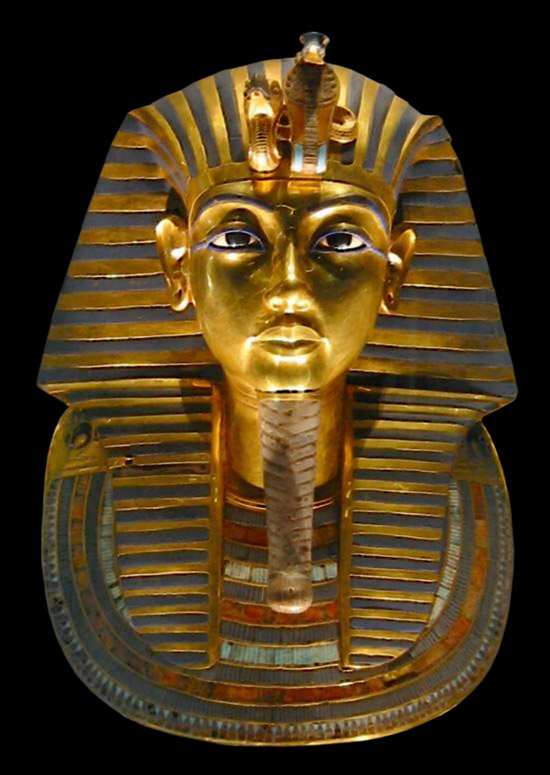
Maschera funeraria di Tutankhamon, Museo egizio del Cairo.
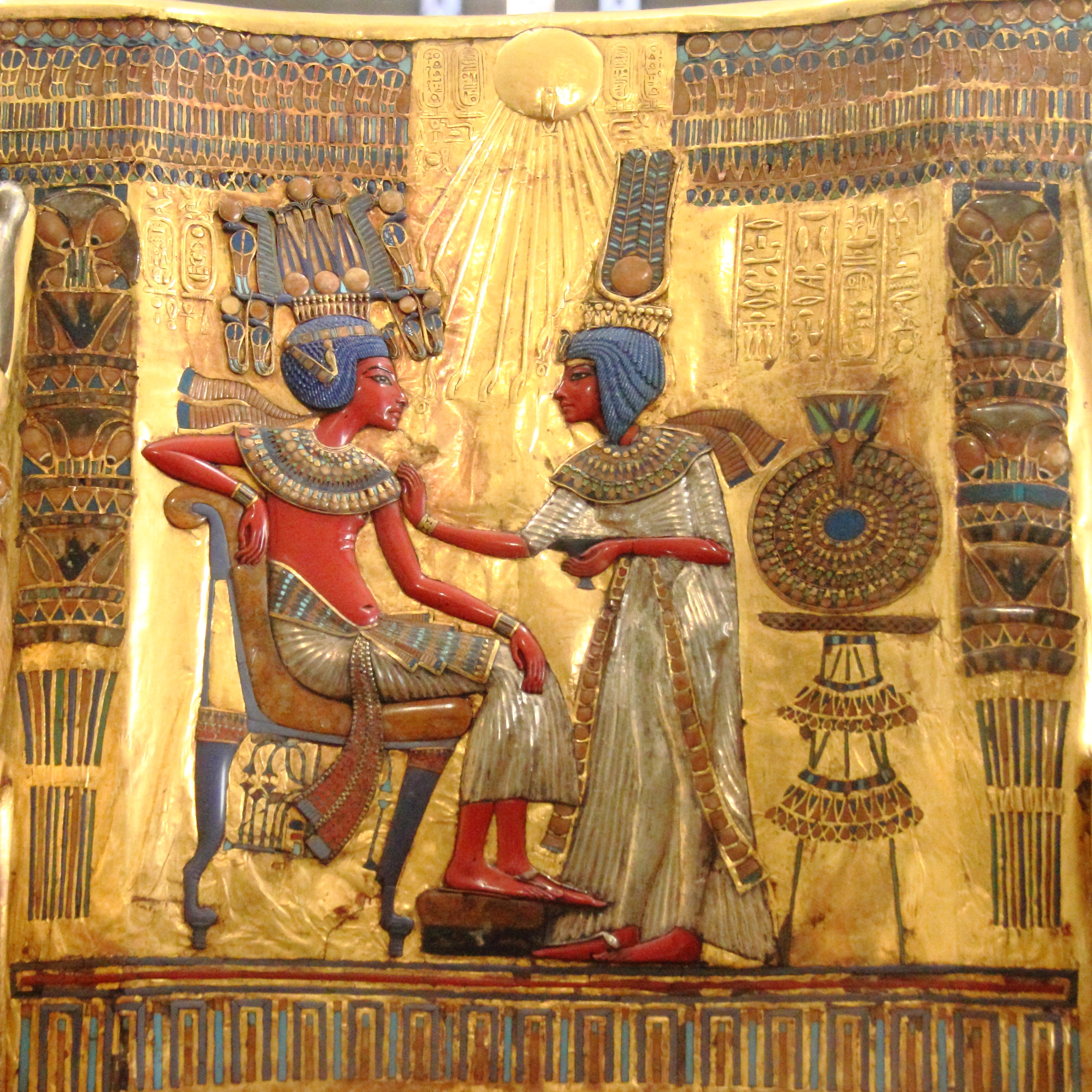
Tutankhamon e Ankhesenamon raffigurati sullo schienale di uno dei troni rinvenuti nella tomba (KV62) del giovane sovrano. Museo egizio del Cairo.
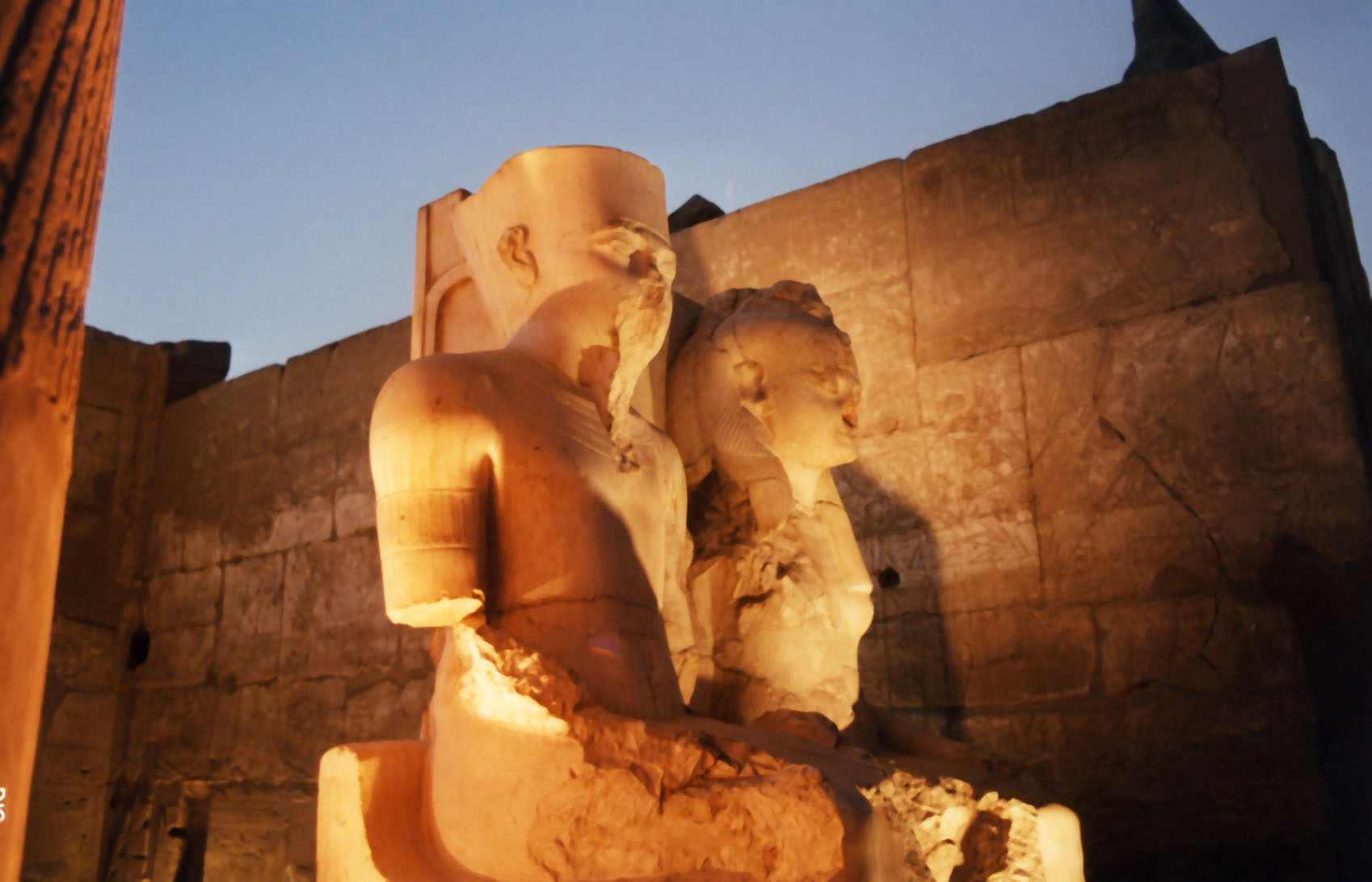
Colosso di Tutankhamon e Ankhesenamon nelle vesti degli dei Amon-Ra e Mut nel Tempio di Luxor, (usurpato successivamente da Ramses II).
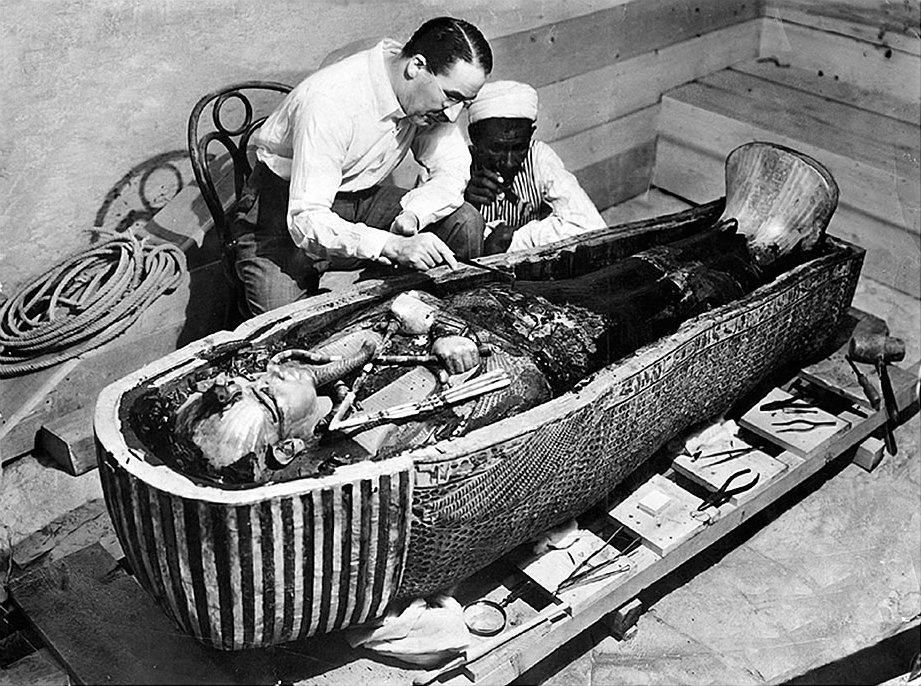
Howard Carter al lavoro sul sarcofago di Tutankhamon in una fotografia d'epoca di Harry Burton.
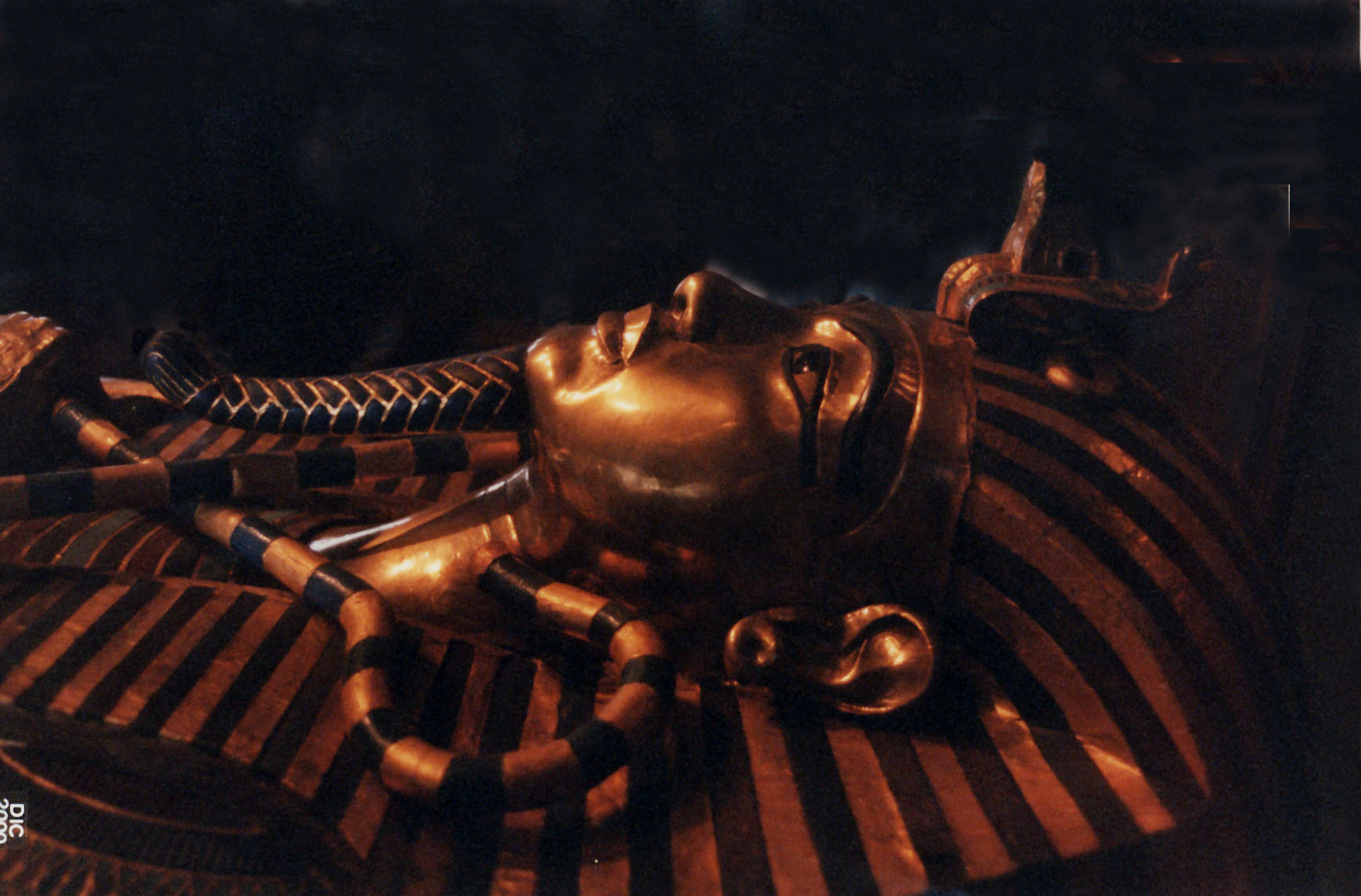
Secondo sarcofago di Tutankhamon, in legno laminato d'oro. Museo egizio del Cairo.
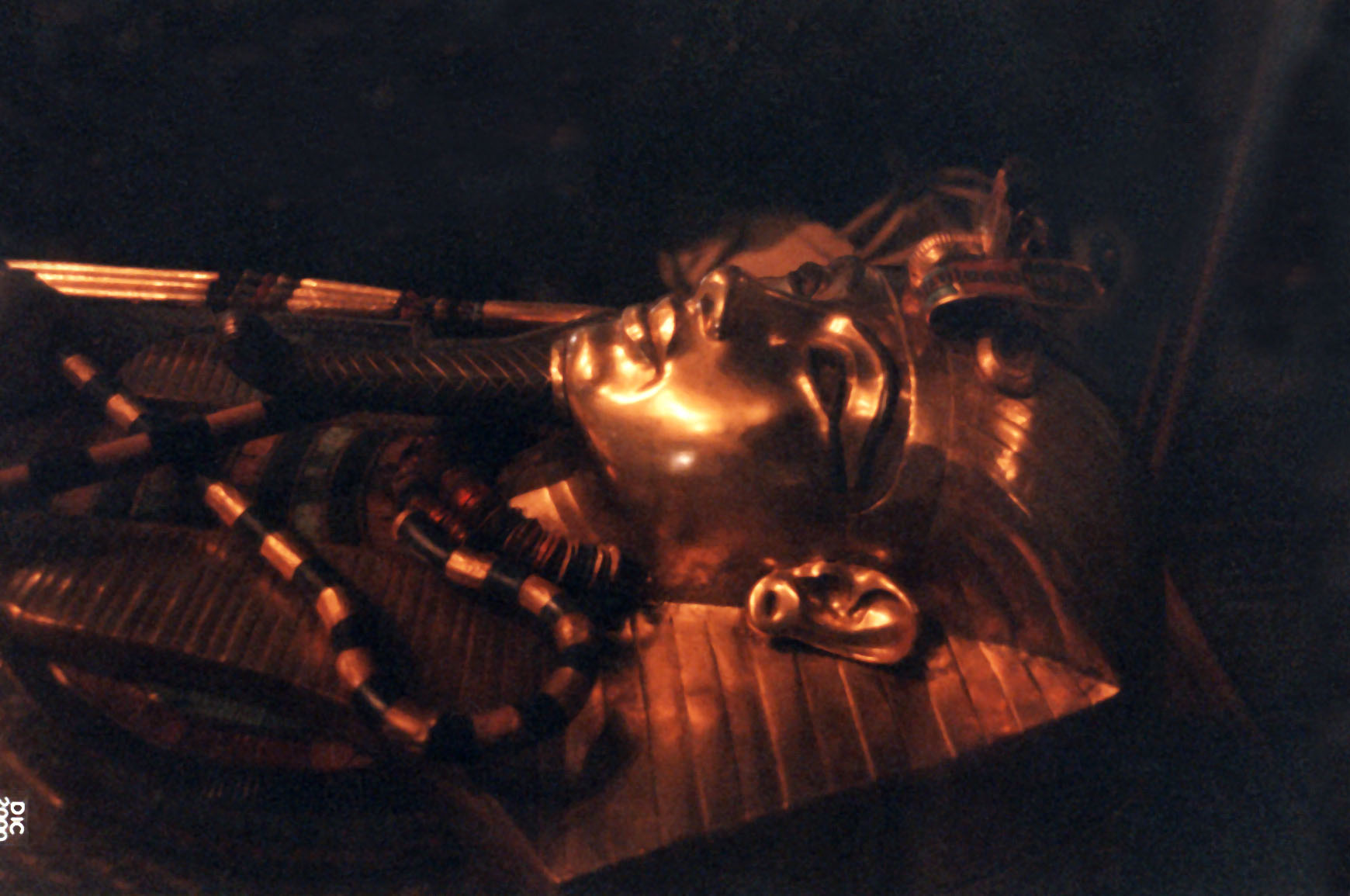
Terzo sarcofago di Tutankhamon in oro massiccio, del peso di 110 chilogrammi. Museo egizio del Cairo.
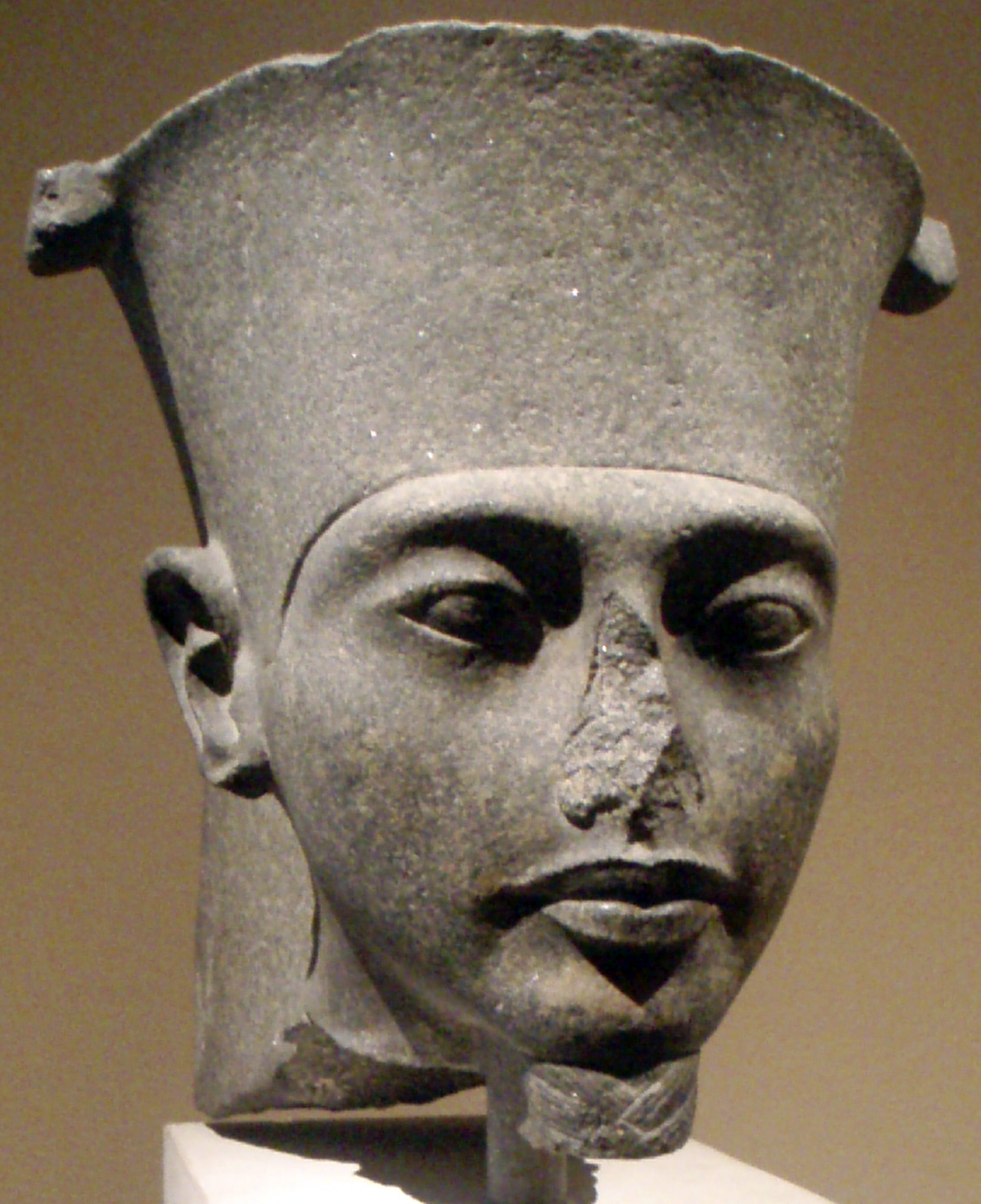
Testa di Tutankhamon rappresentato come Amon. Metropolitan Museum, New York.
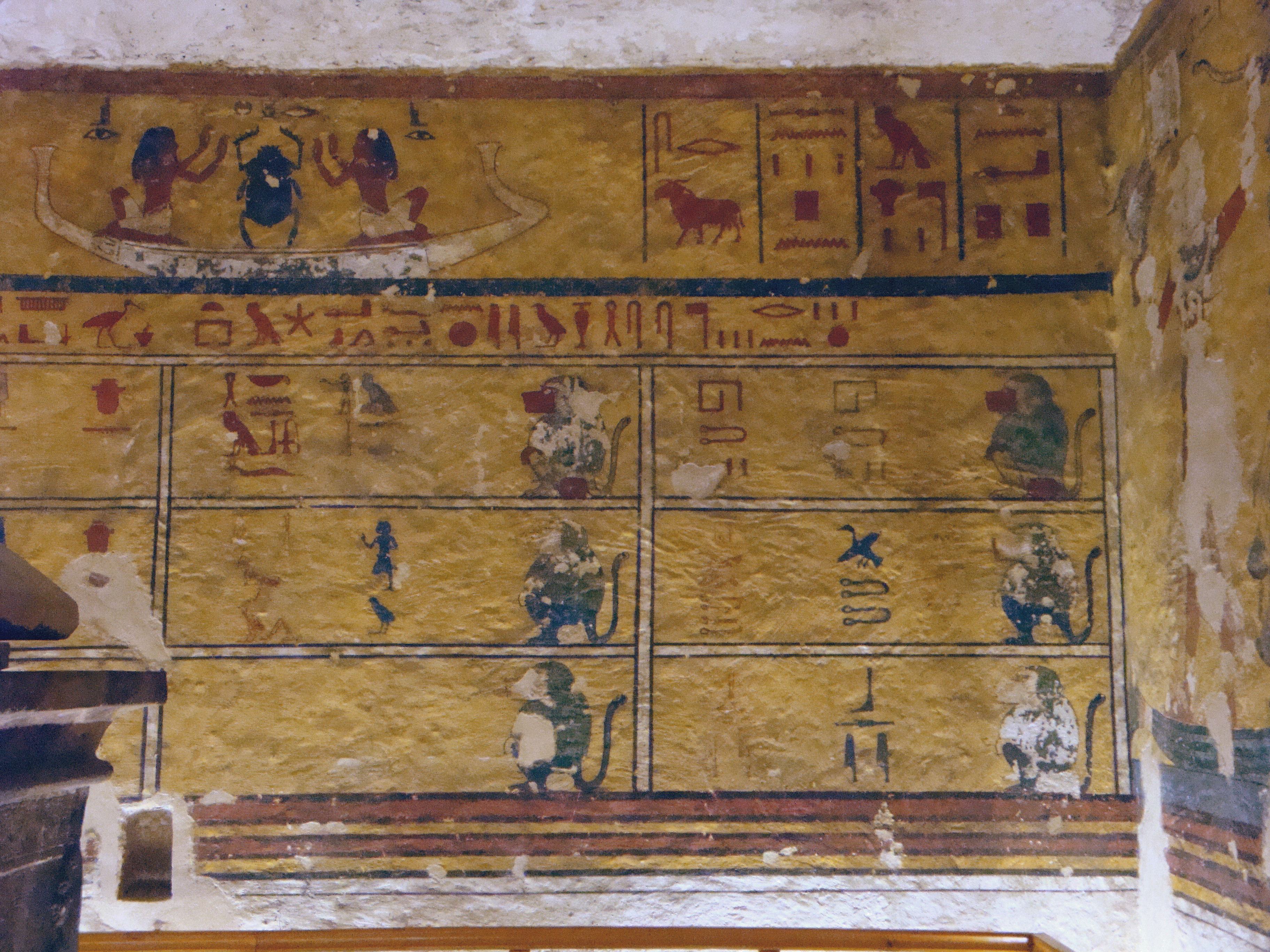
Veduta dei babbuini sacri dipinti sulle pareti della tomba KV23 di Ay nella Valle dei Re.
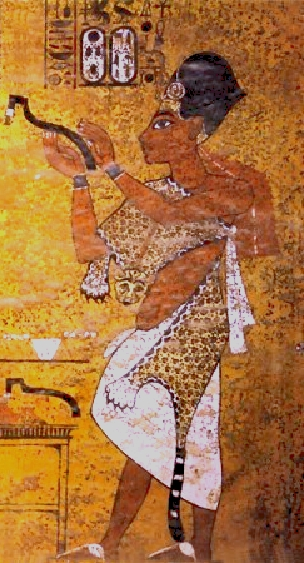
Dettaglio della pittura parietale raffigurante il nuovo faraone Ay intento a officiare la Cerimonia di apertura della bocca sulla mummia Tutankhamon (dalla tomba KV62).
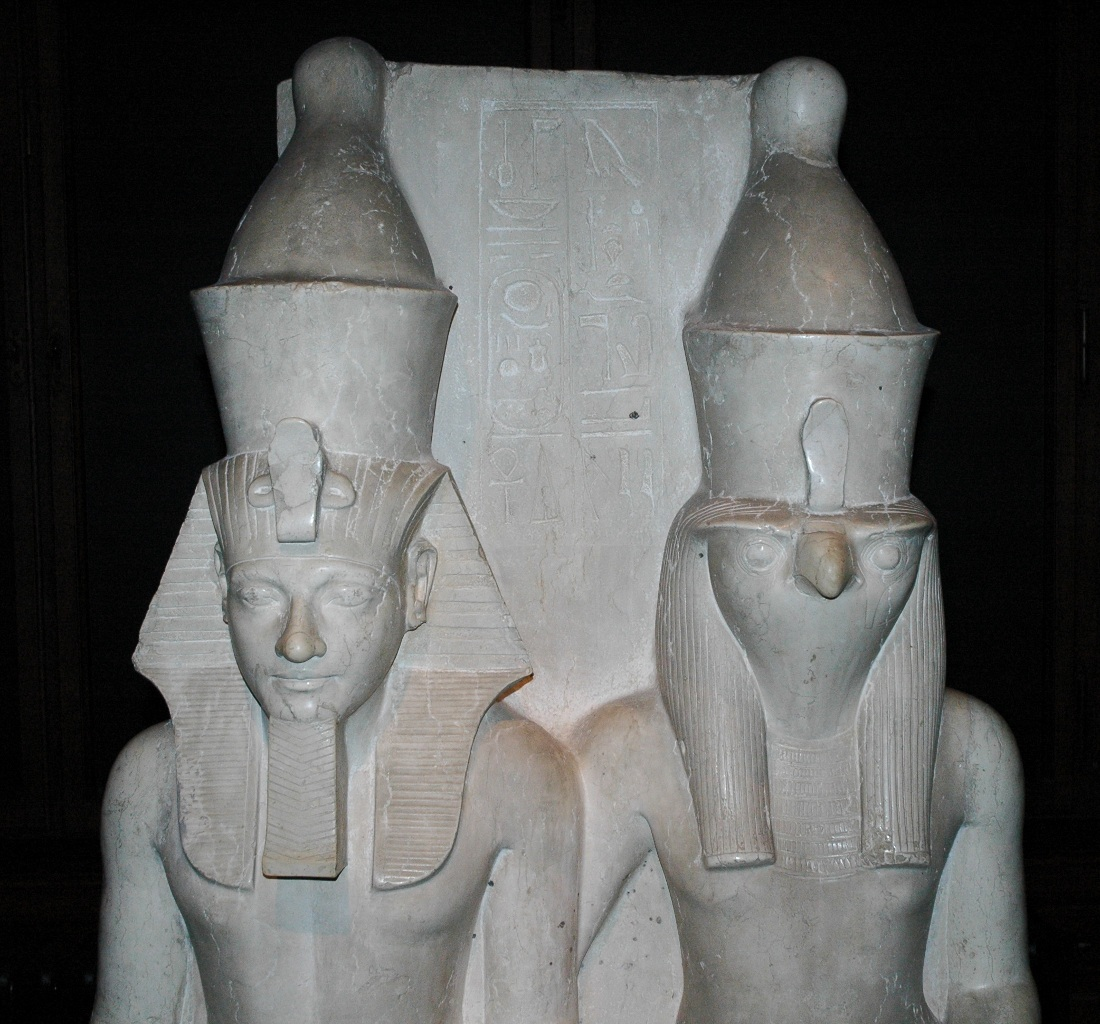
Dettaglio di una statua in calcare raffigurante Horemheb, con il copricapo nemes, affiancato dal dio Horus con la Doppia corona. Kunsthistorisches Museum, Vienna[167].
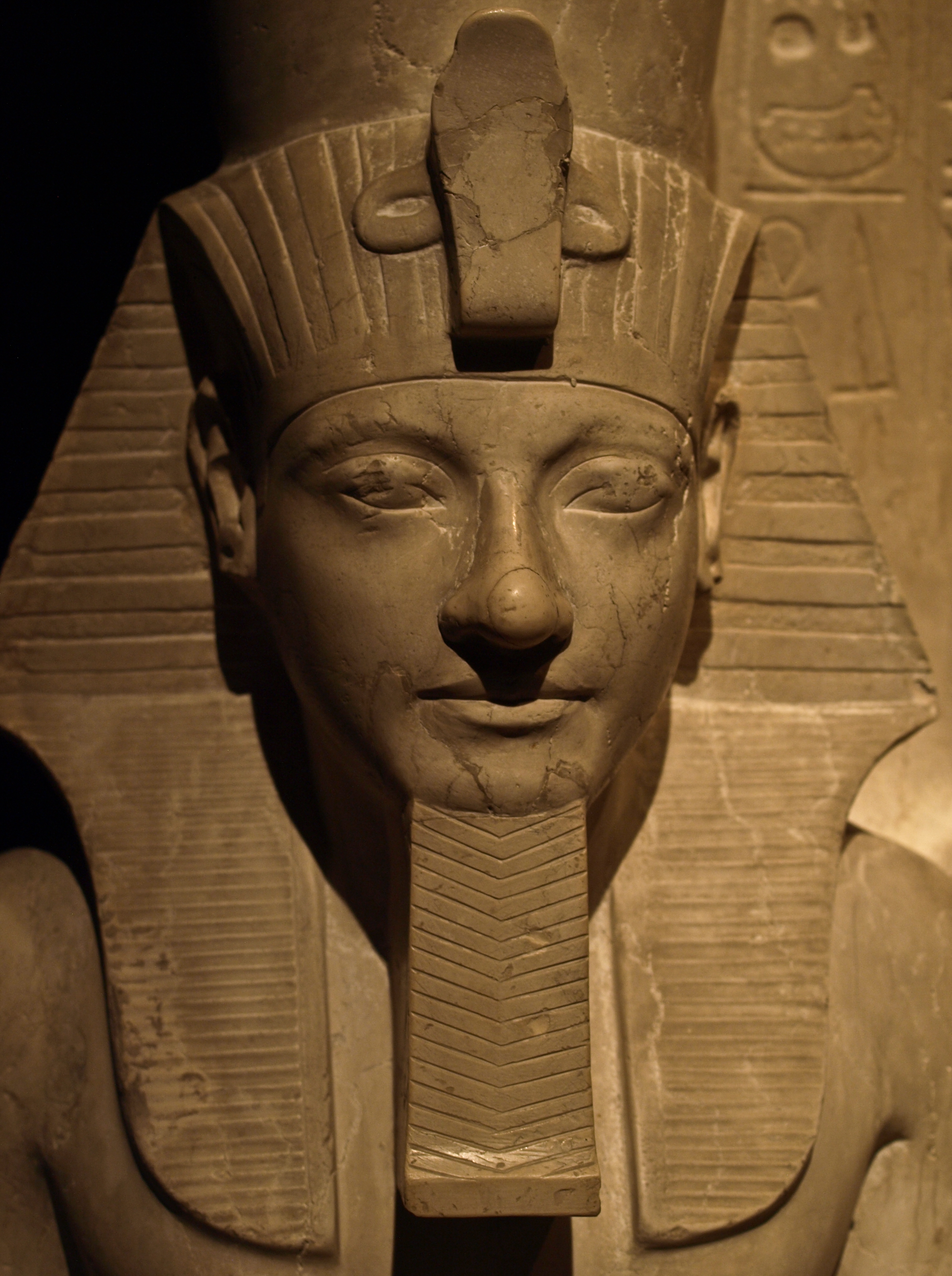
Dettaglio del viso di Horemheb, recante la barba posticcia e il copricapo nemes con l'ureo, da una scultura in pietra calcarea che lo raffigura assiso accanto al dio Horus che lo abbraccia. Kunsthistorisches Museum, Vienna
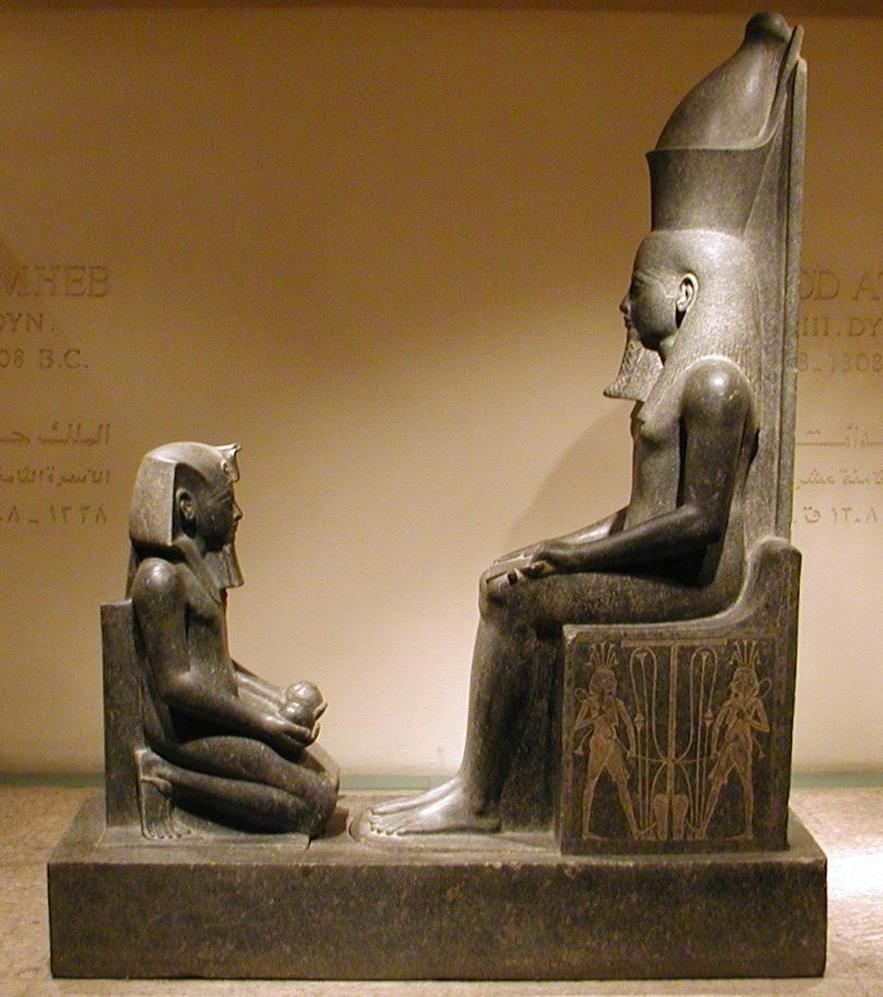
Statua raffigurante il dio Atum adorato dal faraone Horemheb, in diorite. Luxor Museum of Ancient Egyptian Art.
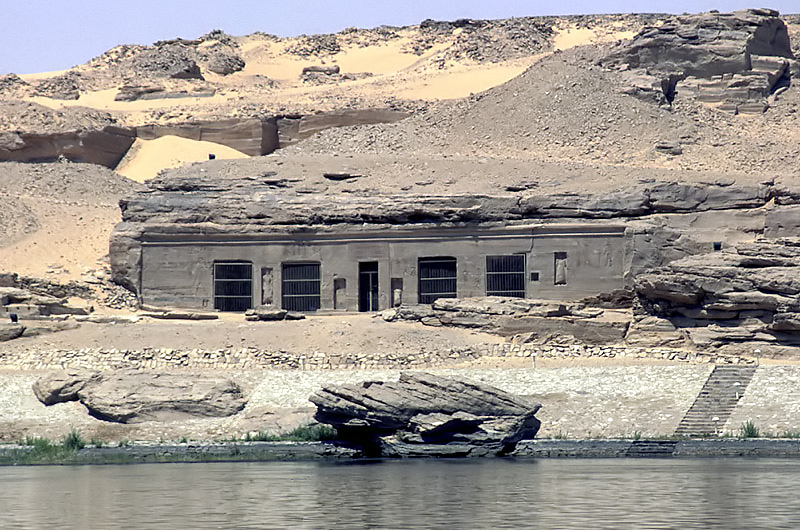
Lo speos dedicato ad Amon costruito da Horemheb nel Gebel Silsila.

#### Ay
A Tutankhamon succedette Ay che, verosimilmente, ne sposò la vedova Ankhesenamon. Si trattò di un regno alquanto breve, di quattro anni; da un lato si proseguì la politica di restaurazione dopo l'esperienza amarniana, dall'altro l'atonismo continuò a far sentire i suoi effetti (seppur grandemente stemperati). Una delle versioni più complete del Grande Inno ad Aton, composto da Akhenaton, si trovava nella tomba già predisposta per Ay ad Akhetaton; l'appartenenza di Ay a un ramo collaterale della famiglia regale consente di escludere che gli si possa addebitare uno strappo totale con la precedente ideologia, il che avverrà solo alla sua morte con il successore Horemheb, ultimo re della XVIII dinastia.
Ay venne sepolto nella tomba KV23, che si ritiene non fosse stata in origine preparata per lui, ma per un altro faraone (Akhenaton, Smenkhara o probabilmente Tutankhamon). Nell'area di Medinet Habu, inoltre, iniziò la costruzione di un grande tempio del milione di anni che venne ultimato dal suo successore Horemheb.

#### Horemheb
Considerato il vero artefice della restaurazione amoniana fu il capo dell'esercito, il generale Horemheb. Con l'incarico di portavoce del re per la politica estera Horemheb fu inviato in missione diplomatica in Nubia e guidò una campagna militare al fianco di Tutankhamon nell'area siro-palestinese a seguito di una violazione di confini degli ittiti che avevano occupato Amqa in Libano, territorio sotto protettorato egizio. Come rappresaglia gli egizi occuparono la città di Qadeš, ove fu quindi attestata la frontiera egizia verso l'area siro-palestinese.
Figlio di un oscuro funzionario di provincia, Horemheb proveniva forse da Henet Nesut, la greca Eracleopoli; benché designato già quale principe ereditario durante il regno di Tutankhamon, Horemheb giunse al trono solo dopo il regno di Ay sposandone, per legittimare il suo diritto, la figlia Mutnodjemet.
Nella scelta della titolatura regale indicò la sua fermezza nel voler raggiungere la piena restaurazione: egli scelse, infatti, come Nome di Horus Toro possente dalla sagge decisioni, come nome di Horus d'Oro Con lui gioisce la Maat e crescono le Due Terre e come titolo nebty, ovvero Le Due Signore, Grande di bellezza in Karnak a voler confermare la propria devozione al dio Amon e al suo clero grazie al quale, molto verosimilmente, era assurto al trono.

#### Titolatura di Horemheb
| G5 |

| G5 |

| E1 · D44 | O24 | s | Aa1 · r | Y1 · Z2 |

| E1 · D44 | O24 | s | Aa1 · r | Y1 · Z2 |

| E1 · D44 | O24 | s | Aa1 · r | Y1 · Z2 |

| E1 · D44 | O24 | s | Aa1 · r | Y1 · Z2 |

| E1 · D44 | O24 | s | Aa1 · r | Y1 · Z2 |

| E1 · D44 | O24 | s | Aa1 · r | Y1 · Z2 |

| E1 · D44 | O24 | s | Aa1 · r | Y1 · Z2 |

| E1 · D44 | O24 | s | Aa1 · r | Y1 · Z2 |

| G16 |

| G16 |

| G36 · r | U16 · t · Z2 | m | i | p · t | Q1 | Q1 | Q1 |

| G36 · r | U16 · t · Z2 | m | i | p · t | Q1 | Q1 | Q1 |

| G8 |

| G8 |

| O4 · r | Y1 · D2 · Z1 | C10 | s | L1 | N17 · N17 |

| O4 · r | Y1 · D2 · Z1 | C10 | s | L1 | N17 · N17 |

| M23 · X1 | L2 · X1 |

| M23 · X1 | L2 · X1 |

| N5 · D45 | L1 · Z2 | N5 | U21 · N35 |

| N5 · D45 | L1 · Z2 | N5 | U21 · N35 |

| N5 · D45 | L1 · Z2 | N5 | U21 · N35 |

| N5 · D45 | L1 · Z2 | N5 | U21 · N35 |

| N5 · D45 | L1 · Z2 | N5 | U21 · N35 |

| N5 · D45 | L1 · Z2 | N5 | U21 · N35 |

| N5 · D45 | L1 · Z2 | N5 | U21 · N35 |

| N5 · D45 | L1 · Z2 | N5 | U21 · N35 |

| G39 | N5 |

| G39 | N5 |

| M17 | Y5 · N35 · U7 | G5 | S3 | Aa13 · W3 |

| M17 | Y5 · N35 · U7 | G5 | S3 | Aa13 · W3 |

| M17 | Y5 · N35 · U7 | G5 | S3 | Aa13 · W3 |

| M17 | Y5 · N35 · U7 | G5 | S3 | Aa13 · W3 |

| M17 | Y5 · N35 · U7 | G5 | S3 | Aa13 · W3 |

| M17 | Y5 · N35 · U7 | G5 | S3 | Aa13 · W3 |

| M17 | Y5 · N35 · U7 | G5 | S3 | Aa13 · W3 |

| M17 | Y5 · N35 · U7 | G5 | S3 | Aa13 · W3 |

Drastica fu quindi l'opera di damnatio memoriae che Horemheb intraprese contro Akhenaton e i suoi immediati successori Smenkhara, Tutankhamon e Ay, tanto da dichiararsi discendente diretto di Amenofi III e inglobando nei propri anni di regno anche quelli dei predecessori (tanto che il suo regno, di fatto durato 27 anni, fu conteggiato di circa 60). Tale opera di cancellazione del passato amarniano, tuttavia, portò notevoli vantaggi in campo archeologico; a lui si deve, infatti, l'iniziale smantellamento della città di Akhetaton, nonché del tempio dedicato ad Aton fatto costruire nei pressi del tempio di Amon a Karnak. Da tali costruzioni recuperò molteplici talatat, i mattoni di piccole dimensioni utilizzati per realizzare più velocemente la città, che reimpiegò come materiale di riempimento di due piloni, il IX e il X, del tempio di Karnak dedicato ad Amon. L'enorme quantità di talatat recuperate (oltre 600.000) consentirà, negli anni 1970, di ricostruire molte parti sia del tempio di Aton sia della città, che venne ulteriormente depredata per trarne materiale di reimpiego fino al regno di Ramses II.
Il regno di Horemheb è degno di nota anche in campo edificatorio: oltre ai già citati piloni di Karnak, ne costruì anche un terzo, nonché l'ampliamento e il completamento sia del tempio del milione di anni iniziato da Ay a Medinet Habu sia di due speos, ovvero templi rupestri, dedicati ad Amon (nel Gebel Silsila) e al dio Thot (nel Gebel Adda). Nel tempio di Karnak iniziò la costruzione della sala ipostila, proseguita poi da Seti I e ultimata da Ramses II. Proseguendo un'opera iniziata sotto Tutankhamon, congiunse il tempio di Amon con quello di Mut attraverso un viale di criosfingi e si appropriò della Stele della restaurazione di Tutankhamon.
In campo legislativo e amministrativo abolì la centralizzazione voluta da Akhenaton, reintroducendo le istanze religiose locali e nominando giudici e tribunali su base regionale; ripartì il potere giuridico-amministrativo tra Alto e Basso Egitto istituendo le figure del visir di Tebe e di Menfi e ristrutturò l'esercito in due circoscrizioni del nord e del sud del Paese.
Horemheb morì nel suo ventisettesimo anno di regno effettivo e venne sepolto nella tomba KV57. Si chiudeva senza eredi maschi la XVIII dinastia; il trono passò a un altro generale, Ramses I, che darà inizio alle due dinastie dei ramessidi, la XIX e la XX.

### XIX dinastia (1291-1185 a.C.)
La XVIII dinastia si chiuse senza eredi maschi; il successore di Horemheb sarà, perciò, un altro militare: Pramessu (o Ramessu), generale originario del Delta, molto probabilmente associato al trono da Horemheb prima di morire. Fu costui Ramses I e nella titolatura espresse palesemente la volontà di proseguire nella linea tracciata dal suo predecessore: come Nome di Horus scelse, infatti, Colui che conferma la Maat sulle Due Terre e come Nome di intronizzazione scelse Menpehtyra, ovvero Stabile è la potenza di Ra, confermando il suo rapporto privilegiato con il dio di Eliopoli già insito nel suo nome proprio: Ramses, ovvero Generato da Ra. A conferma della scelta eliopolitana, e dello spostamento quindi dell'asse religioso da Tebe a Menfi e al conseguente allontanamento dal clero amoniano, venne anche il titolo Nebty (Le Due Signore) Colui che è stato incoronato re, l'eletto di Atum. Il suo regno, durato due anni, fu particolarmente breve e venne sepolto nella Valle dei Re, tomba KV16.
| Date (a.C.)        | Principali re |
| ------------------ | ------------- |
| 1291 - 1289        | Ramses I      |
| 1289 (1291) - 1278 | Seti I        |
| 1279 - 1212        | Ramses II     |
| 1212 - 1202        | Merenptah     |
| 1202 - 1199        | Amenmesse     |
| 1199 - 1193        | Seti II       |
| 1193 - 1187        | Siptah        |
| 1193 - 1185        | Tausert       |

A Ramses I succedette il figlio Seti I, che egli aveva associato forse poco dopo l'assunzione del trono e che aveva contestualmente ricoperto l'incarico di visir e comandante dell'esercito. A legittimare la sua ascesa al trono, nel tempio di Abido la cui costruzione era stata iniziata dal padre, Seti fece scolpire una lista comprendente i suoi predecessori sul trono dell'Egitto (per un totale di 76 sovrani, da Menes a Seti stesso). Pur gravitando sia politicamente sia religiosamente nell'area del Basso Egitto, Seti non sminuì il ruolo di Tebe, che mantenne lo status di capitale del Paese e, in tal senso, la scelta dei nomi della titolatura regale fu adeguatamente diplomatica: Nome di Horus Toro possente incoronato a Tebe che vivifica le Due Terre; praenomen Menmaatra seguito dall'epiteto Sovrano di Tebe e Sovrano di Eliopoli, nome proprio Seti I, seguito dalle frasi Amato da Amon e Amato da Ptah. Nel titolo nebty, inoltre, rimarcò quella che sarà una caratteristica particolare del suo regno, ovvero la proiezione del Paese verso l'estero: Colui dal forte braccio che rinnova le nascite e respinge i Nove Archi.
Sono note quattro sue campagne di guerra di cui la prima, nel suo primo anno di regno, verso l'area siro-palestinese per recuperare il possesso di alcuni pozzi che fiancheggiavano la strada che conduceva alle fortezze egizie di Beth-San, Reheb e Megiddo; durante questa campagna catturò le città di Tiro, Acri e Pella. Nella campagna successiva, nel secondo anno di regno, raggiunse Qadeš; quindi, stabilizzata la frontiera vicino-orientale, portò la terza campagna contro i libici. Si rese necessaria nell'area palestinese una quarta campagna, contro gli ittiti, con la quale l'Egitto si assicurò il controllo sulla Siria; il confine si fermò a sud di Qadeš dopo un trattato di pace stilato con il re ittita Muwatalli II.
Anche sotto il profilo edificatorio, benché marcatamente proteso verso il nord, mantenne equa distanza tra le due aree del Paese: valorizzò il dio Seth, di cui recava il nome, facendogli erigere un tempio nell'area di Avaris (l'antica capitale hyksos), proseguì i lavori iniziati da Horemheb per la sala ipostila del tempio di Amon a Karnak e fece costruire, nell'anno undicesimo, un'altra sala ipostila in Nubia nel tempio di Gebel Barkal dedicato ad Amon.
Alla sua morte, avvenuta dopo undici anni di regno, venne sepolto nella tomba KV17 della Valle dei Re, nota anche come Tomba Belzoni dal nome dell'esploratore italiano Giovanni Battista Belzoni che la scoprì nel 1817, forse la più decorata della Valle, tanto da meritare l'epiteto di Cappella Sistina egizia.

#### Ramses II
Alla morte di Seti I, nel 1304 a.C. circa, salì al trono il figlio ventenne Ramses II. Il suo regno, durato oltre 67 anni, fu probabilmente il più longevo dell'antico Egitto, ed ebbe ripercussioni tali nella storia anche di altri Paesi dell'area medio-orientale da meritargli l'appellativo di Ramses il Grande, ritenuto forse il più celebre e grande dei faraoni.

#### Titolatura di Ramses II
| G5 |

| G5 |

| E1 · D44 | C10 | mr |

| E1 · D44 | C10 | mr |

| E1 · D44 | C10 | mr |

| E1 · D44 | C10 | mr |

| E1 · D44 | C10 | mr |

| E1 · D44 | C10 | mr |

| E1 · D44 | C10 | mr |

| E1 · D44 | C10 | mr |

| G16 |

| G16 |

| G45 | f · Z7 | D44 | N25 | t · Z2 |

| G45 | f · Z7 | D44 | N25 | t · Z2 |

| G8 |

| G8 |

| wsr | s | M4 | M4 | M4 | O29 · D44 · Z2 |

| wsr | s | M4 | M4 | M4 | O29 · D44 · Z2 |

| M23 · X1 | L2 · X1 |

| M23 · X1 | L2 · X1 |

| ra | wsr | mAat | ra · stp · n |

| ra | wsr | mAat | ra · stp · n |

| ra | wsr | mAat | ra · stp · n |

| ra | wsr | mAat | ra · stp · n |

| ra | wsr | mAat | ra · stp · n |

| ra | wsr | mAat | ra · stp · n |

| ra | wsr | mAat | ra · stp · n |

| ra | wsr | mAat | ra · stp · n |

| G39 | N5 |

| G39 | N5 |

| C2 · C12 · N36 | F31 | S29 | M23 |

| C2 · C12 · N36 | F31 | S29 | M23 |

| C2 · C12 · N36 | F31 | S29 | M23 |

| C2 · C12 · N36 | F31 | S29 | M23 |

| C2 · C12 · N36 | F31 | S29 | M23 |

| C2 · C12 · N36 | F31 | S29 | M23 |

| C2 · C12 · N36 | F31 | S29 | M23 |

| C2 · C12 · N36 | F31 | S29 | M23 |

Con il titolo nebty, Protettore dell'Egitto e Dominatore dei Paesi stranieri, si manifesta l'ideologia guerriera del re che già nel secondo anno di regno dovette affrontare la minaccia costituita dalle incursioni piratesche degli Shardana, che sconfisse in una battaglia navale e che, in seguito, apprezzandone il valore, inglobò nel suo esercito facendone la sua guardia personale.

#### Lo scontro e il trattato con gli ittiti
Nell'anno quarto iniziò lo scontro che, protrattosi per lungo tempo, avrebbe caratterizzato l'intero regno di Ramses II, quello con l'Impero ittita. Una prima campagna portò l'esercito egizio prima a Tiro, quindi a Biblo e nel Regno di Amurru, che venne sottomesso. L'anno successivo Ramses organizzò una seconda campagna nell'area siro-palestinese, ancora una volta contro gli ittiti; questa volta la partenza della spedizione avvenne da Pi-Ramses, la nuova capitale appositamente fatta costruire da Ramses nei pressi dell'antica Avaris, e si diresse verso il Giordano; oltrepassato il Lago di Tiberiade e risalita la Valle della Beqa', raggiunse Qadeš nella cui pianura si svolse la battaglia più famosa del regno di Ramses e, per quanto noto, della storia egizia. Sostanzialmente lo scontro si risolse con un nulla di fatto per entrambe le parti in campo, ma Ramses la propagandò come una grande vittoria, non esitando a mettere in cattiva luce il suo stesso esercito ed esaltando le sue gesta personali.
(dal Poema di Pentaur)
.
Ne fece scolpire le fasi sui suoi monumenti più importanti: sul muro di cinta del tempio di Abido costruito dai suoi predecessori, su tre pareti del tempio di Amon a Karnak, due volte a Luxor e sul muro nord dell'interno del tempio di Abu Simbel. Ne lasciò traccia in uno scritto su papiro, il poema di Pentaur, dal nome dello scriba che lo redasse, nonché in altre redazioni su papiro (Raifé, oggi al Louvre, Sallier III e Chester Beatty II, quest'ultimo molto frammentato, al British Museum), nonché in bollettini di guerra e rappresentazioni grafiche per un totale di ben tredici versioni.
(dal Poema di Pentaur)
Anche nei resoconti di questa battaglia vengono menzionati espressamente gli Shardana.
(dal Poema di Pentaur)
Altre campagne nell'area siro-palestinese, dove nel frattempo gli ittiti avevano dato vita a una coalizione anti-egiziana, furono portate da Ramses II nell'anno settimo, nell'ottavo e nel nono, durante la quale gli egizi superarono i monti della Galilea e occuparono Acri garantendosi la fedeltà di Tiro, Sidone, Biblo, Irqata, Dapur e Tunip. La situazione così creatasi suscitò disordini nell'Impero ittita, con colpi di stato che videro alternarsi sul trono vari rappresentanti della famiglia reale e di rami collaterali della stessa; infine, nell'anno diciottesimo di regno, il re ittita fuggiasco Uri-Teshub, precedentemente salito al trono con il nome di Muršili III, si rifugiò in Egitto per sfuggire a Hattušili III che ne chiese l'estradizione, negata dall'Egitto che, anzi, iniziò nuove campagne di guerra che si protrassero per altri tre anni.
Nell'anno ventunesimo di regno di Ramses, orientativamente nel 1259 a.C., si giunse al trattato di Qadeš tra egizi e ittiti, generalmente ritenuto il più antico trattato internazionale di cui si abbia conoscenza; l'accordo era volto anche a contrastare una nuova comune minaccia in ascesa, ovvero la potenza dell'Assiria. Trascrizioni del trattato sono state rinvenute in entrambi i paesi: in Egitto su due stele, una a Karnak e l'altra nel Ramesseum, in Turchia, nella capitale ittita Ḫattuša. Tra le altre clausole, particolarmente importanti appaiono quelle che regolano le alleanze tra le due entità sovrane nonché l'istituto giudiziario dell'estradizione, che viene sottoposto a particolari vincoli per reati politici o d'opinione, come avviene ancora nei trattati moderni,
(estratti dalla copia del trattato del Ramesseum)
Dopo tale trattato, i rapporti tra le due grandi potenze dell'epoca si stabilizzarono al punto che, nell'anno trentatreesimo di Ramses II, questi sposò una principessa ittita; una seconda principessa, quale sposa di Ramses, raggiungerà l'Egitto nell'anno quarantaquattresimo del suo regno; nell'anno trentaseiesimo si ha notizia di una visita diplomatica in Egitto dell'erede al trono ittita, il futuro Tudhaliya IV, seguito, nell'anno quarantesimo, da una visita dello stesso re Hattušili III.

#### Attività edificatoria
Giacché la situazione politico-militare alle altre frontiere era tranquilla Ramses II poté dedicarsi a consolidare la restaurazione iniziata con Tutankhamon e proseguita con Horemheb e i suoi immediati successori, eliminando ogni traccia superstite dell'esperienza amarniana e facendo demolire sistematicamente la città di Akhetaton utilizzandone il materiale per ingrandire la vicina Ermopoli. In Nubia, onde rafforzare il proprio potere, fece costruire sette templi nell'area compresa tra la seconda e la terza cateratta; nel trentesimo anno di regno fece realizzare un tempio rupestre a Derr (nei pressi di Amada), la Casa di Ramses-Meriamon nella Casa di Ra, dedicato a Ra e ad Amon-Ra di Karnak.
Altre costruzioni, con intento sia politico sia religioso, furono da lui erette in Uadi es-Sebua, Amara (al confine con il Sudan). L'estensione dell'Egitto, dalla quinta cateratta alla Siria settentrionale, ben può giustificare l'epiteto di "impero" assegnatogli dagli storiografi e giustifica la necessità di spostamento della capitale da Tebe a una città appositamente fatta costruire sul Delta, Pi-Ramses. La scelta di tale città come capitale (durata, con ampliamenti successivi, fino alla XXII dinastia), oltre a motivazioni di ordine strategico-politico, confermava la decisione di allontanare la Corte del clero tebano di Amon, rafforzando al contempo i legami che univano la famiglia reale a Eliopoli e Menfi.

#### Morte e problemi di successione
Come attestato peraltro dalla mummia, Ramses morì a quasi novant'anni di età, dopo oltre 67 di regno; fu sepolto in KV7.
Ramses lasciava un Egitto all'apogeo del potere, ma la sua successione si presentò alquanto complessa giacché, benché gli fossero accreditati più di 100 figli, nel corso dei decenni erano successivamente mancati i principi designati a succedergli; salì così al trono il tredicesimo figlio, Merenptah, di oltre 60 anni.

#### Da Merenptah a Tausert
Tredicesimo figlio di Ramses e della regina Isinofret, Merenptah salì al trono intorno ai 60 anni e regnò per circa 10, generando Seti-Merenptah, il futuro Seti II. L'impero, ormai stabilizzato, non creò particolari problemi politici interni al nuovo sovrano che, pur mantenendo la capitale a Pi-Ramses, in campo edilizio provvide ad accrescere l'importanza di Menfi ampliando il tempio dedicato a Ptah, di cui recava il nome, e facendovi costruire un suo palazzo reale e un tempio a lui dedicato; nell'area di Tebe, fece erigere un altro tempio dedicato al suo culto utilizzando materiali ricavati dal Tempio funerario di Amenofi III.
In politica estera Merenptah proseguì nella linea tracciata dal predecessore ed è noto, sulla scorta del trattato di pace firmato nell'anno ventunesimo di Ramses II, un invio di grano in un periodo di carestia nel paese ittita che, tuttavia, il faraone non supportò militarmente in occasione di un'aggressione da parte della nascente potenza assira capeggiata dal re Tukulti-Ninurta I. Nell'anno quinto di regno (1208-1209 a.C. circa), Merenptah inviò spedizioni punitive nell'area libica e nell'area siro-palestinese contro Askalon e Gezer, fatti narrati in una stele nota come Stele d'Israele giacché tra i paesi menzionati in geroglifico, risulta la dizione Ysrỉr affiancata dal determinativo che indica una popolazione, e non un territorio o una città, interpretata come riferimento alla popolazione nomade di Israele. Quanto alla spedizione in Libia e contro i Popoli del Mare dell'anno quinto, si trattò dapprima di una situazione di stallo che venne poi recuperata con la grande vittoria, decantata nella stele di cui sopra, che avrebbe portato all'uccisione di 6.000 nemici, e alla cattura di oltre 9.000 prigionieri.
Alla morte di Merenptah, dopo circa dieci anni di regno (sepoltura nella tomba KV8 della Valle dei Re), si ripropose, ancora come ripercussione del lunghissimo regno di Ramses II, il problema della successione. Le uniche tracce degli ultimi 15 anni della XIX dinastia appaiono nebulose, tanto che non è certa neppure la successione dei vari re sul trono; se ne hanno poche tracce, principalmente derivanti da resoconti risalenti ai regni di Sethnakht e Ramses IV della XX dinastia: si presume ci sia stato uno scontro tra rami collaterali della famiglia regnante con l'assunzione del trono da parte di Amenmesse, secondo alcuni figlio di Merenptah, ma più probabilmente figlio di una figlia di Ramses II (e perciò nipote di Merenptah). Costui viene tuttavia considerato un usurpatore che avrebbe regnato solo 5 anni, e se ne avrebbero perciò poche tracce; un'altra prova sarebbe il fatto che, avendo egli usurpato molti monumenti preesistenti, il suo nome venne a sua volta scalpellato dal successore Seti II figlio di Merenptah. Intorno alla figura di Amenmesse, sulla sua tomba KV10, ma ancor più sulle fasi conclusive della XIX dinastia e sull'evoluzione della situazione politica in Egitto, molti studi sono stati eseguiti in particolare negli anni 1990 a cura dell'Università di Memphis specie a cura dell'egittologo Otto John Schaden.
Alla morte di Amenmesse salì al trono Seti II che, complicando ancora le possibilità di successione all'interno della XIX dinastia, contrasse tre matrimoni: sposò Takhat (ma la posizione di quest'ultima nella famiglia reale è in dubbio); Tausert, che avrebbe generato Seti-Merenptah (forse morto prima del padre) e una terza regina, Shoteraja, madre di Ramses-Siptah che salì al trono in giovanissima età e, per questo, venne affiancato dalla matrigna, Tausert a sua volta coadiuvata dal cancelliere Bay. Morto in giovane età (forse diciottenne) Siptah (tomba KV47), Tausert si autoproclamò re assegnandosi il completo protocollo reale: Nome di Horus Toro possente amata da Maat (Kha-nekhet Merimaat); titolo nebty (Le Due Signore) Fondatore dell'Egitto, che vince le terre straniere, nome di incoronazione Figlia di Ra, amata da Amon (Satra Meriamon); titolo Sa-Ra (figlio di Ra) La potente, scelta da Mut (Tausert Seteptenmut). Si ritiene che Tausert abbia regnato per altri due anni autonomamente venendo sepolta nella tomba KV14 della Valle dei Re, tomba che sarà poi usurpata dal suo successore Sethnakht, primo faraone della XX dinastia.
A rendere ancora più complessa la situazione che si andava delineando con il cambio di dinastia, è bene tener presente che, dopo oltre un secolo, Merenptah aveva riassegnato al Primo Profeta di Amon a Karnak il titolo di Capo dei profeti di tutti gli dei dell'Egitto ripristinando così, di fatto, una situazione di sudditanza verso il clero amoniano che Amenofi III prima, in maniera alquanto blanda, e Akhenaton poi, in maniera più traumatica, avevano in qualche modo cercato di allontanare e che, nel prosieguo della storia egizia, porterà a ulteriori frazionamenti territoriali e ad un nuovo smembramento dell'unitarietà del Paese.

#### I faraoni dell'Esodo
Benché nella letteratura egizia a noi giunta non esistano tracce dell'Esodo biblico né siano state rilevate tracce archeo-storiche certe a conferma dell'evento, altrettanto vasta e approfondita è stata nel tempo la ricerca del periodo storico in cui sarebbe avvenuto l'episodio stesso, giungendo in taluni casi, di contro, a negarne l'esistenza.
Per tentare una datazione, particolare attenzione è stata posta sul racconto biblico delle dieci piaghe d'Egitto e segnatamente sulle tenebre (Es10,21-29) che si ritiene possano essere derivate dall'eruzione minoica dell'isola greca di Thera (Santorini). La datazione archeo-storica posiziona l'eruzione intorno al 1520 a.C., mentre la datazione 14C sposta la data indietro di 100 anni, nel 1627-1600 a.C. Tale seconda data è stata confermata dalla dendrocronologia di piante e alberi dell'isola e, in particolare, da una pianta di olivo sepolta viva, in posizione verticale, nella tefra di Santorini: la pianta ha proseguito nella sua crescita nonostante la copertura di pomice e cenere confermando (al 95%) la datazione del 1627-1600 a.C.
Prendendo tali date come possibili indicatori, si potrebbero individuare i faraoni dell'Esodo come regnanti nel Secondo periodo intermedio (1790-1540 a.C., dinastie da XIII a XVII), nel caso del 1627-1600 a.C., o nel Nuovo Regno (1540-1080 a.C., dinastie da XVIII a XX), nel caso del 1520 a.C.
Oltre a questi studi più recenti, per lungo tempo si è tradizionalmente identificato il faraone dell'esodo nello stesso Rasmes II, anche per il preciso riferimento (1,1-15,21) ai lavori posti in essere da Israele per la costruzione delle città-deposito di Pitom (da Pi-Atum, città di Atum) e Ramses (identificata con Pi-Ramses, città di Ramses, la nuova capitale costruita sul Delta); maggior credito ottenne, tuttavia, agli inizi del '900, l'individuazione di Merenptah, anche a causa della presunta morte del suo primogenito (Es12,29-30) e, specialmente, per la presenza di tracce di sale rinvenute sulla sua mummia, messe in relazione con un suo possibile annegamento nel Mar Rosso, e non con l'usuale immersione del corpo nel natron prevista per la mummificazione.

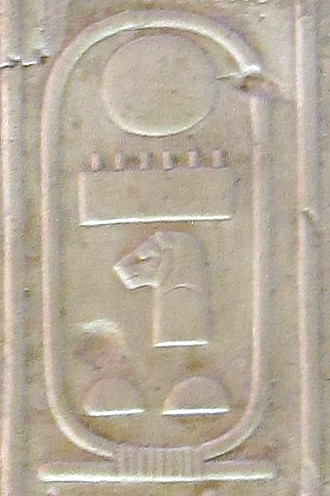
Cartiglio con il nome regale -Menpehtira- di Ramses I nella Lista di Abido (Tempio funerario di Seti I)
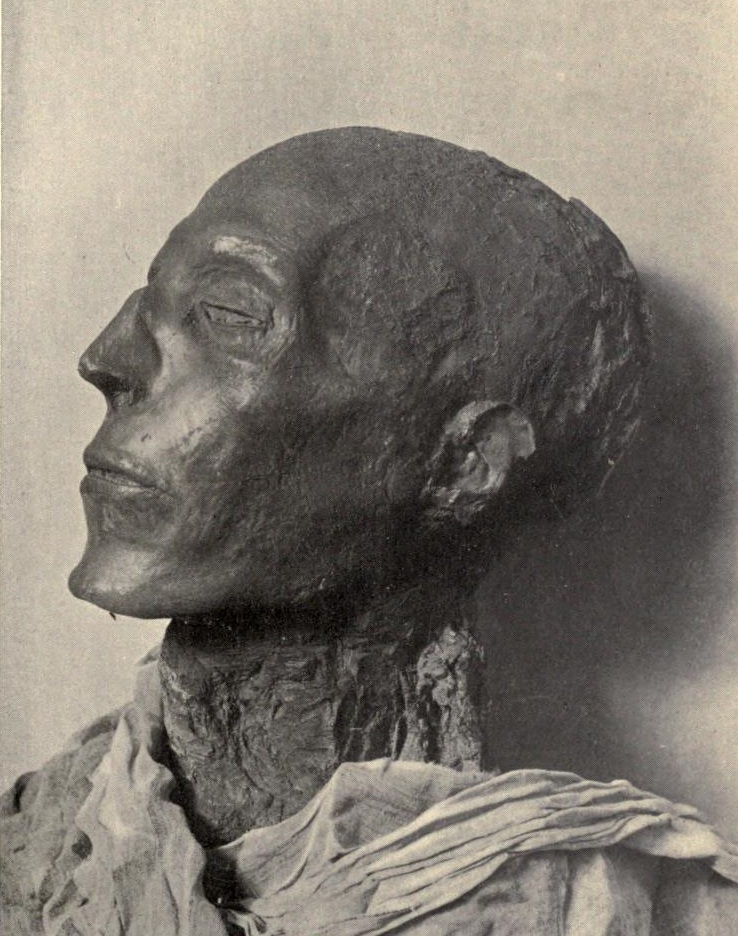
Testa della mummia di Seti I (fotografia di Émile Brugsch)
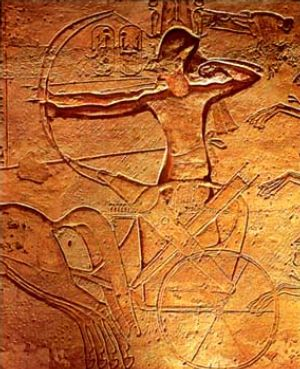
Ramses nella battaglia di Qadeš, dai rilievi del Tempio Grande di Abu Simbel
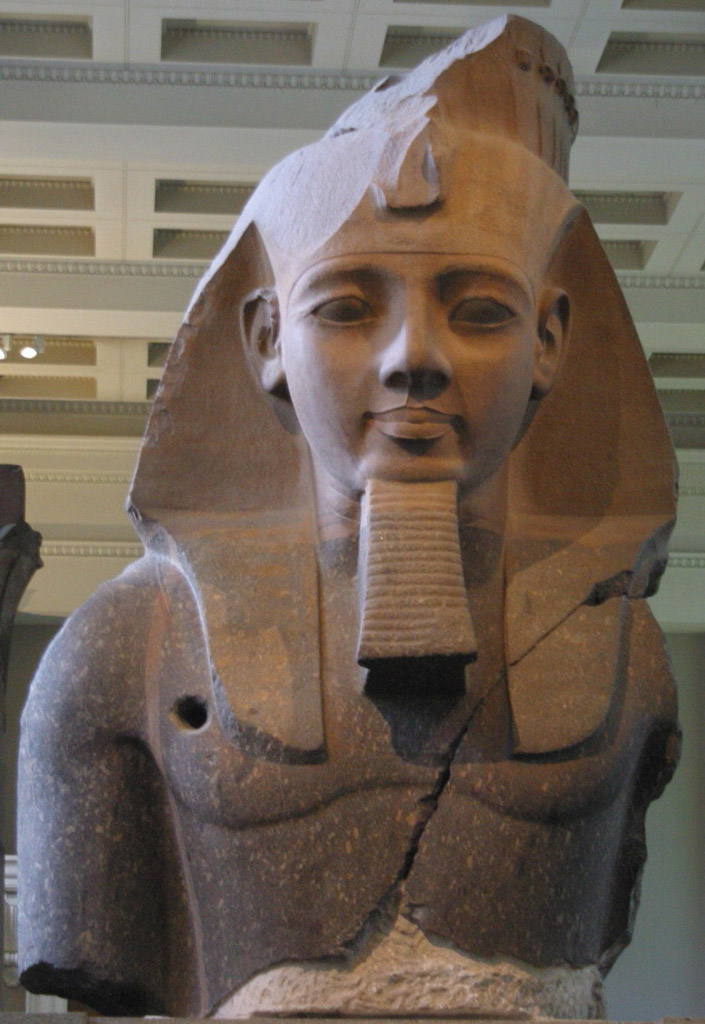
Frammento di un colosso di Ramses II, soprannominato Giovane Memnone. (British Museum)
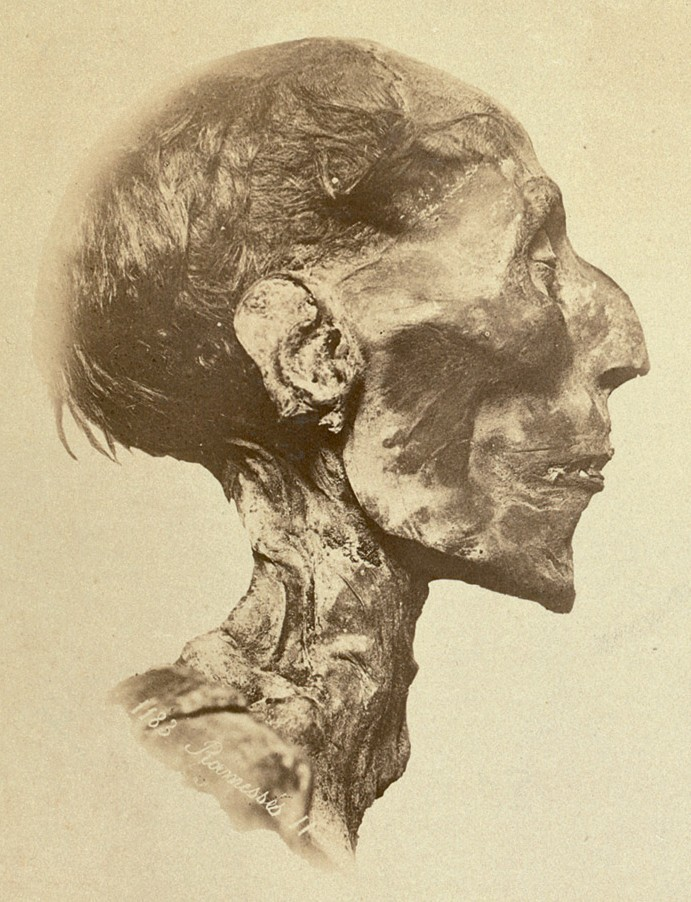
Profilo della mummia di Ramses II, in una fotografia del 1889
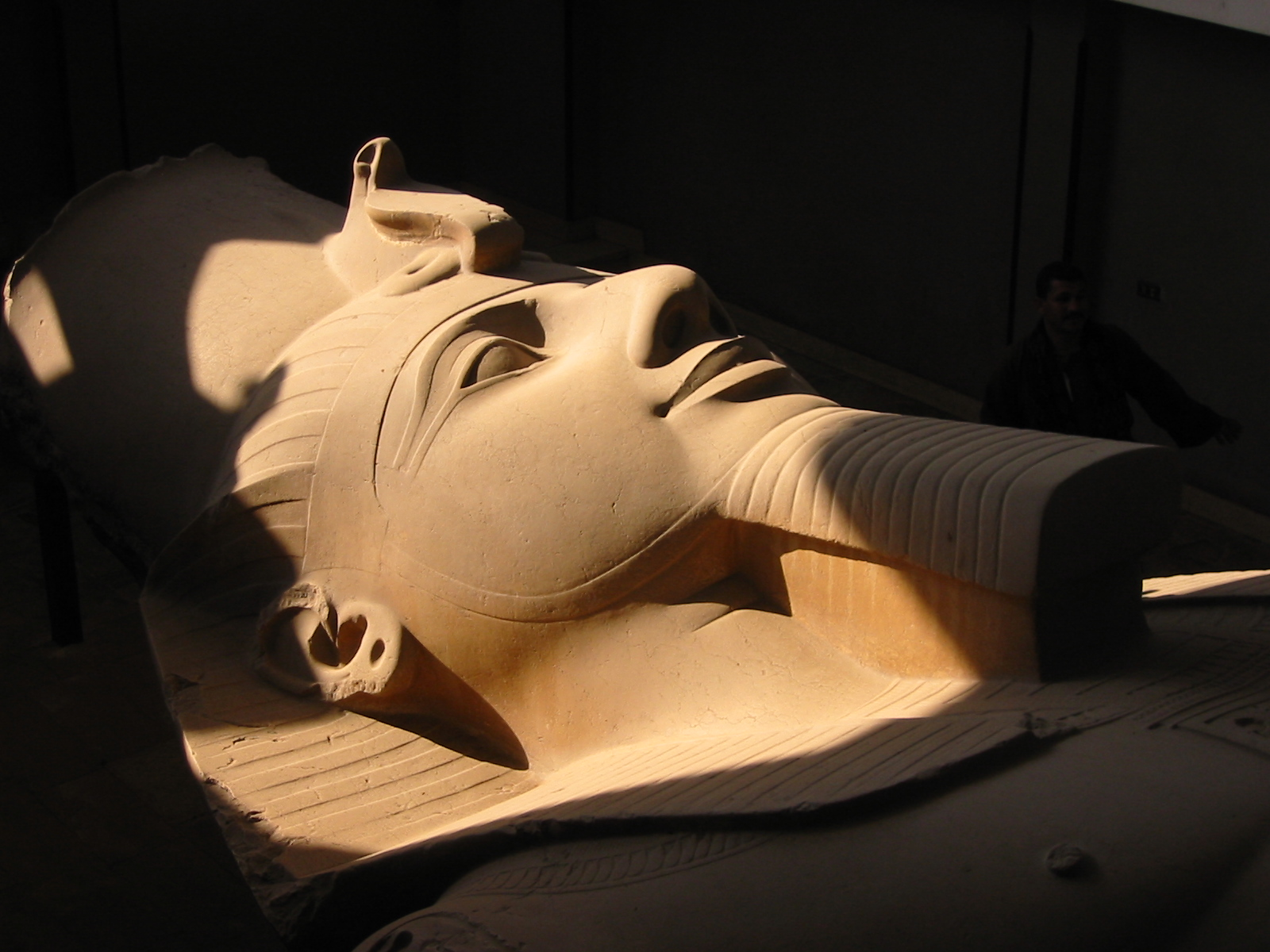
Ramses II in un suo colosso a Menfi
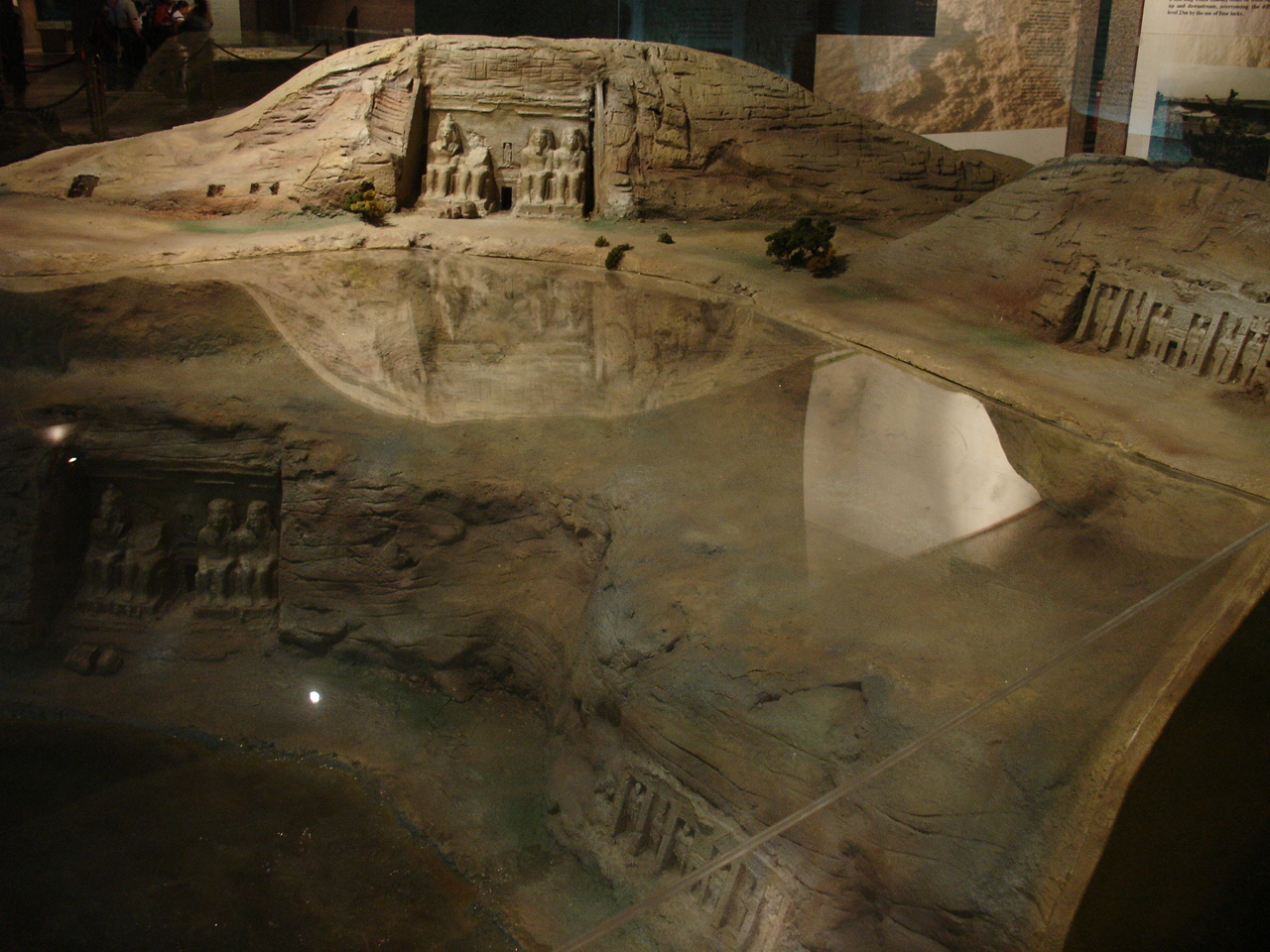
Modello dimostrativo delle posizioni dei templi di Abu Simbel, prima e dopo lo spostamento
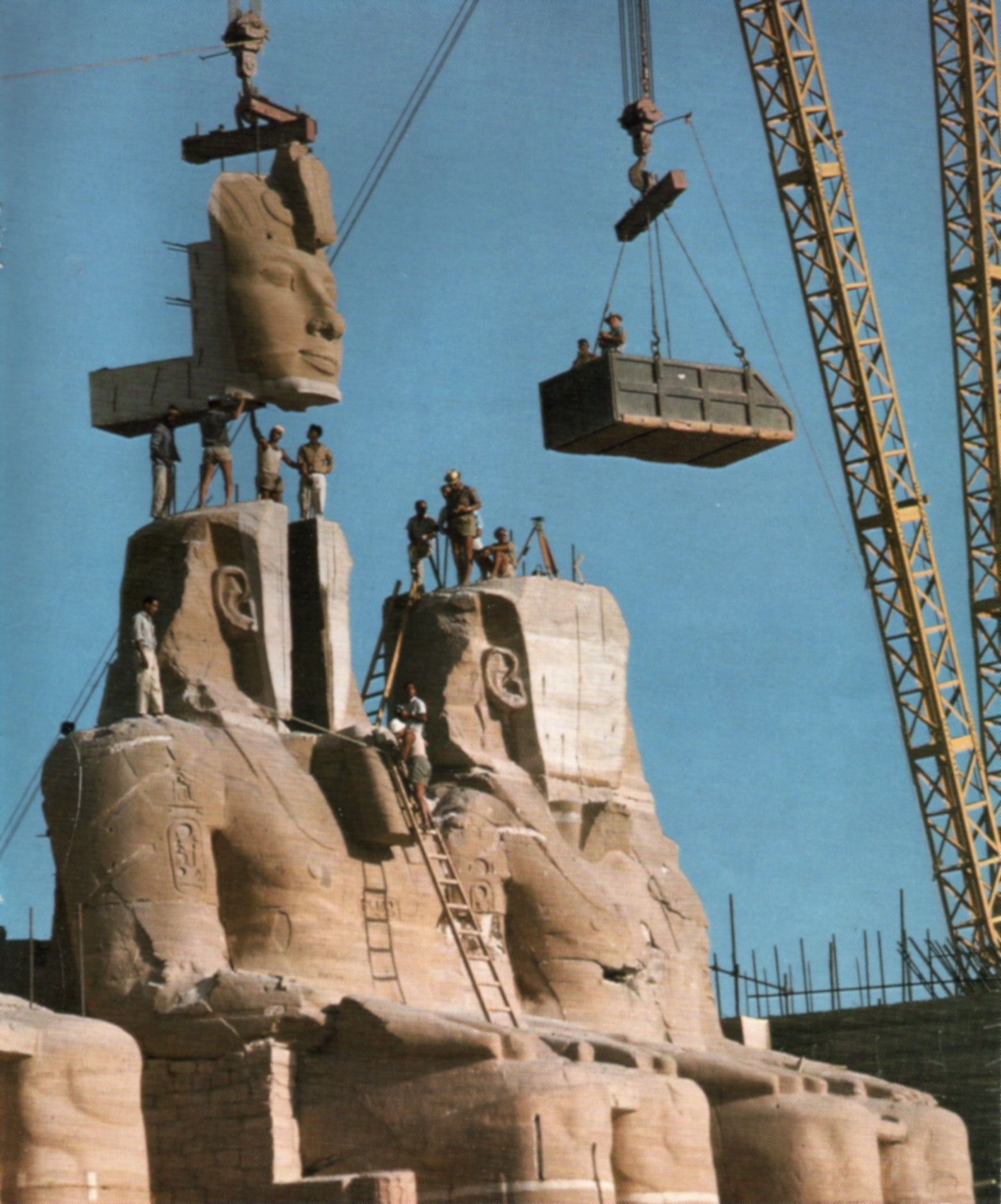
Fase dei lavori di spostamento del tempio di Abu Simbel
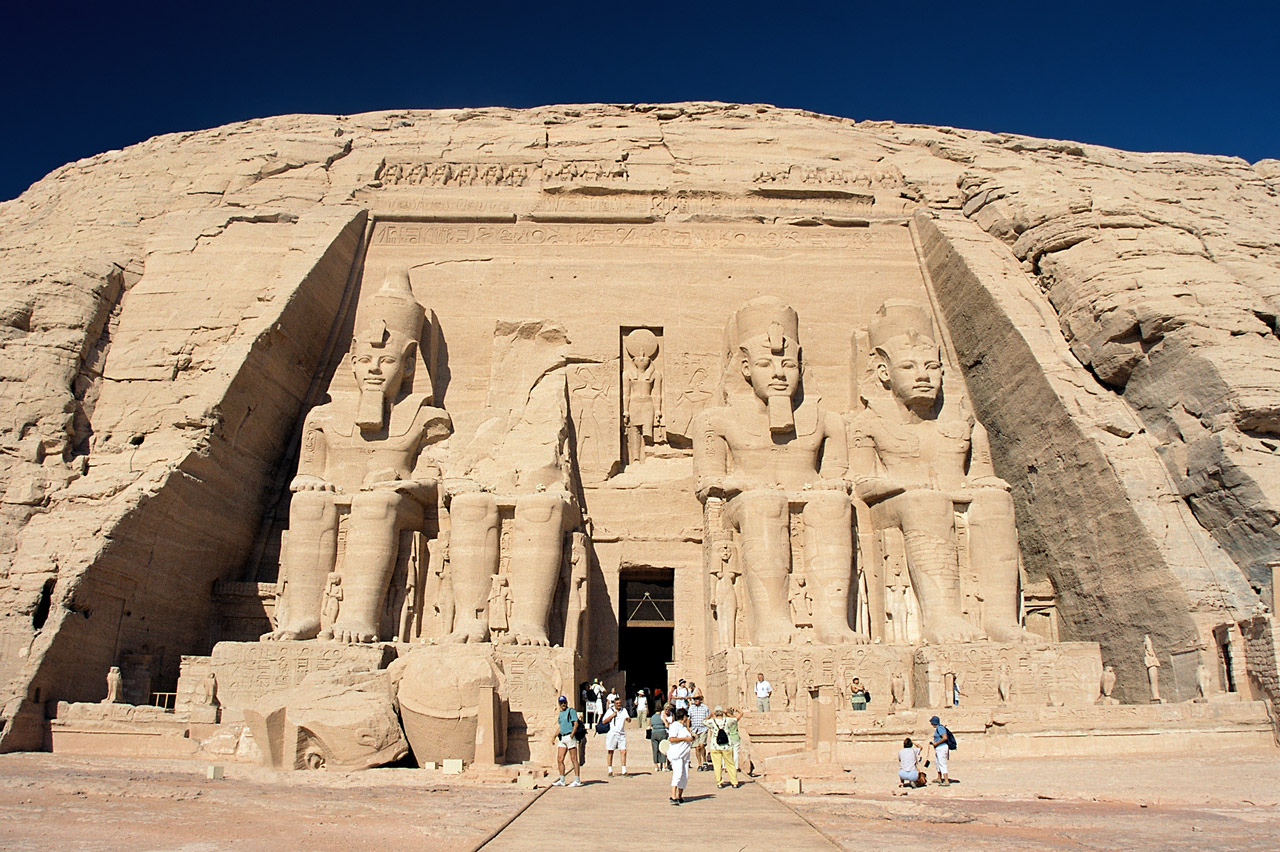
Il Tempio Grande di Abu Simbel dedicato a Ramses II
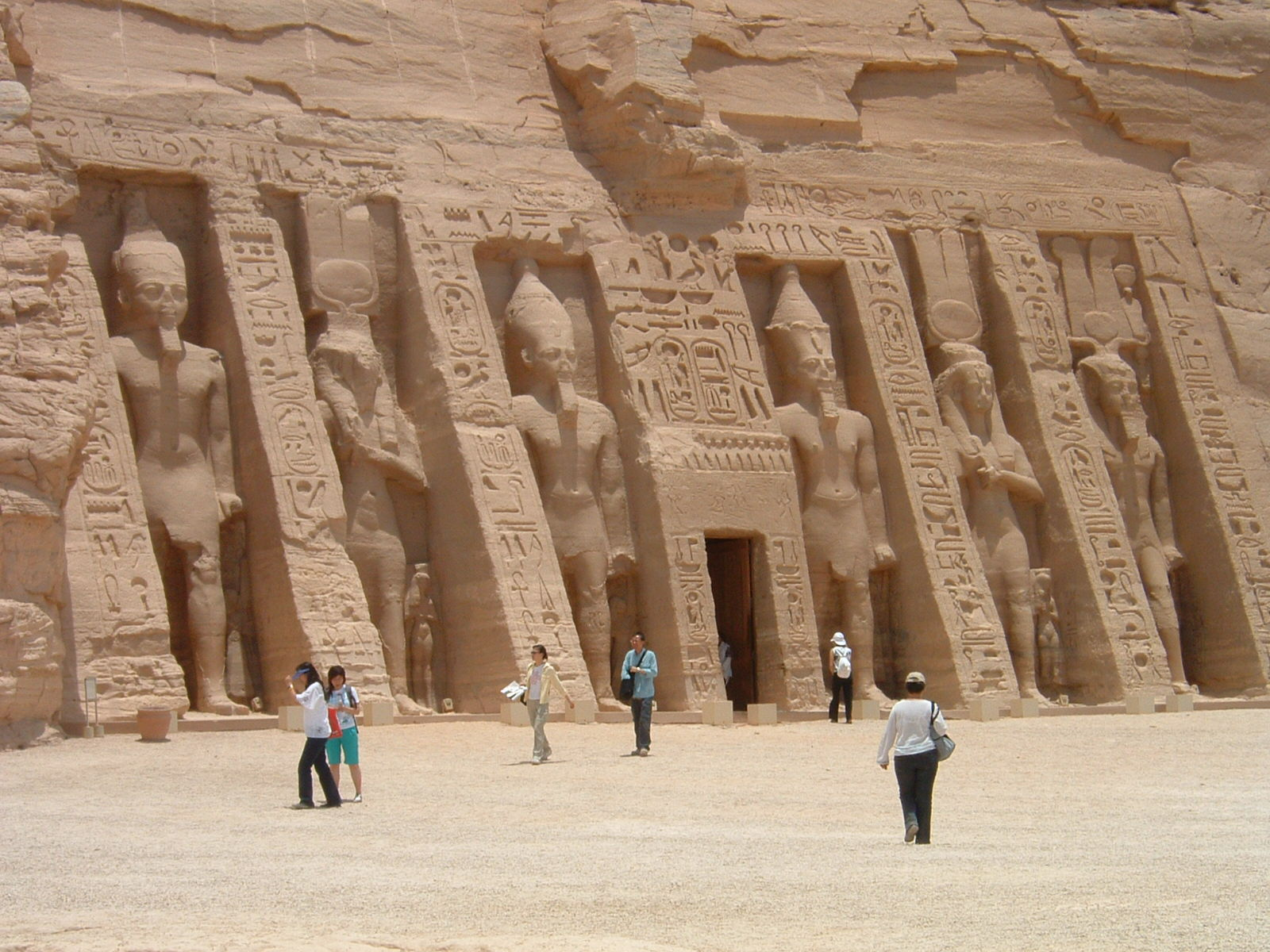
Il Tempio Piccolo di Abu Simbel, dedicato alla regina Nefertari
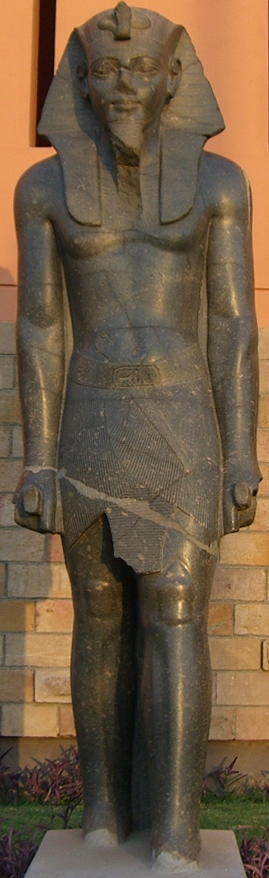
Statua di Merenptah da Luxor
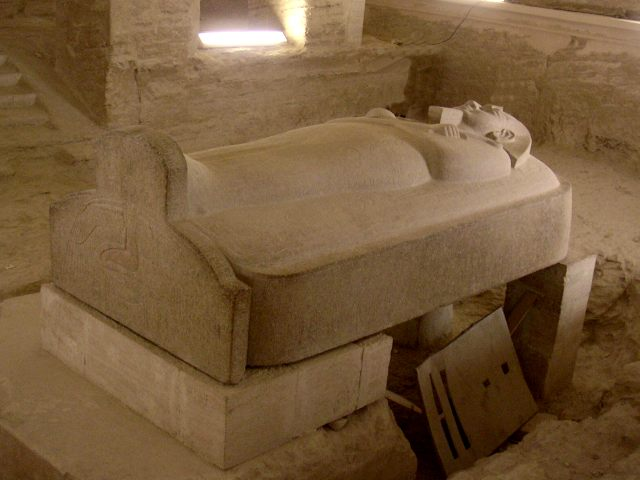
Sarcofago di Merenptah, tomba KV8, Valle dei Re
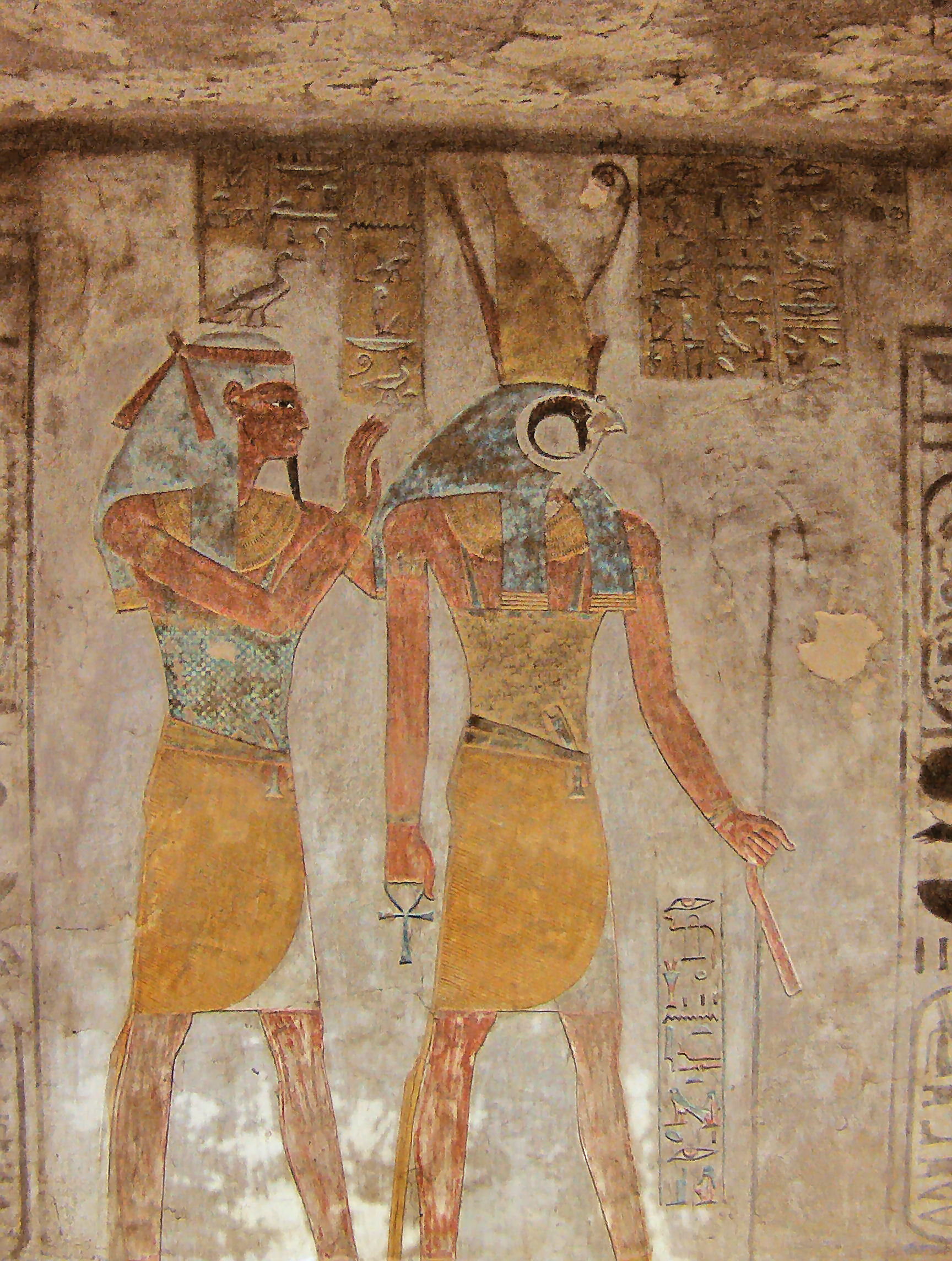
Rilievo di Horus e Geb nella tomba KV14 di Tausert, poi usurpata da Sethnakht
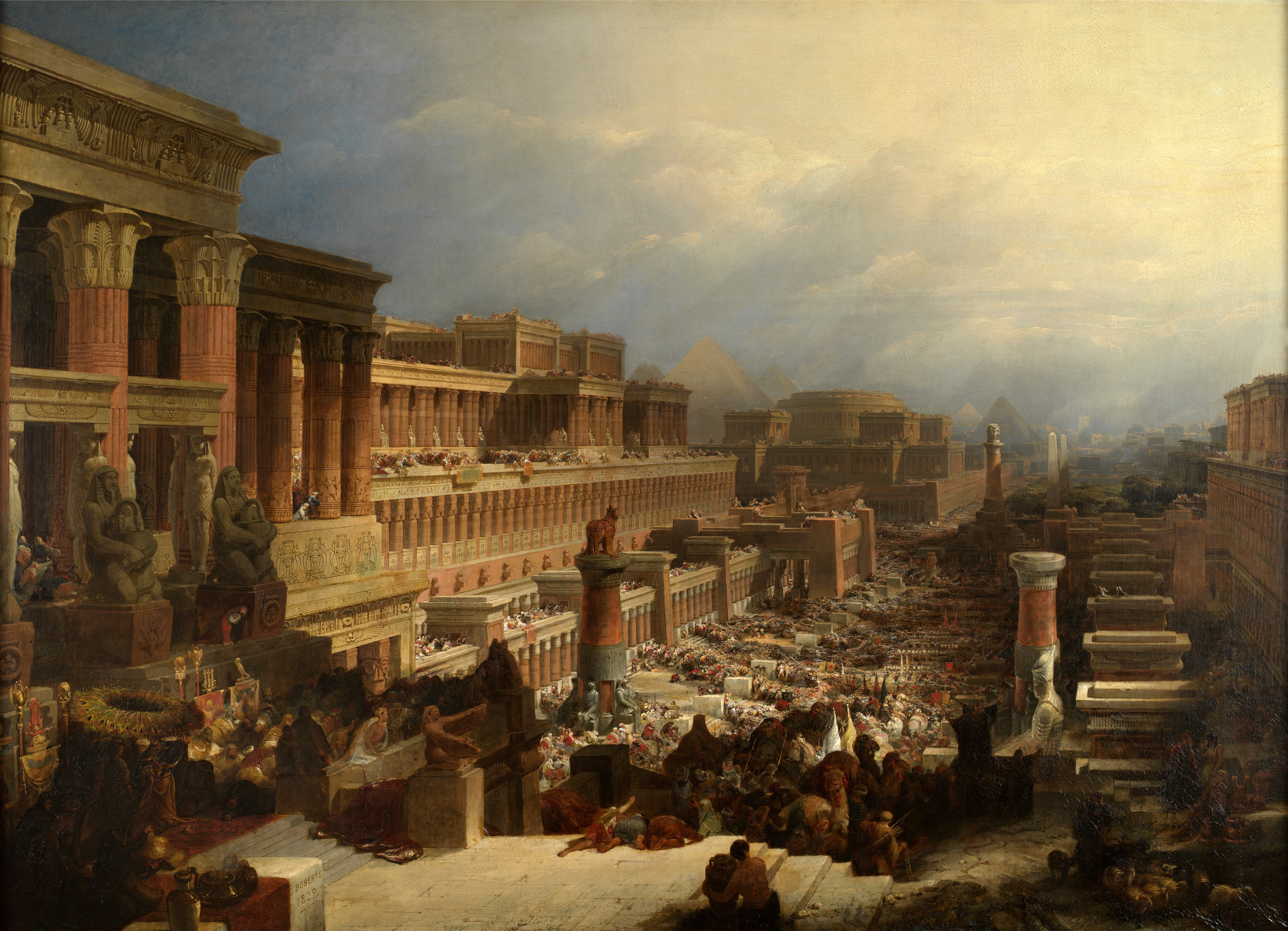
Gli Israeliti lasciano l'Egitto, dipinto di David Roberts, 1828, Birmingham Museum and Art Gallery

### XX dinastia (1188 - 1069 a.C.)
Gli ultimi quindici anni della XIX dinastia sono noti solo da testimonianze risalenti ai regni di Sethnakht e Ramses IV, in base alle quali non è certa neppure la successione dei vari faraoni. Ultimo sovrano della XIX dinastia fu la regina Tausert, alla quale si oppose Sethnakht, molto verosimilmente in una guerra civile. Quest'ultimo molto probabilmente regnò in concorrenza alla regina e, alla morte di lei, ne decretò la damnatio memoriae, rilevabile nella sovrapposizione di cartigli operata all'interno della tomba KV14, che usurpò per sé stesso. Si ritiene, inoltre, che Sethnakht abbia fatto traslare il corpo di Seti II da KV14 (ove era ospitato) a KV15, distruggendo nel processo i resti di Tausert.
Iniziava in tal modo la XX dinastia, la seconda ramesside e l'ultima del Nuovo Regno.
| Date (a.C.) | Principali re |
| ----------- | ------------- |
| 1188 - 1186 | Sethnakht     |
| 1186 - 1154 | Ramses III    |
| 1154 - 1148 | Ramses IV     |
| 1148 - 1144 | Ramses V      |
| 1144 - 1136 | Ramses VI     |
| 1136 - 1128 | Ramses VII    |
| 1128 - 1125 | Ramses VIII   |
| 1125 - 1107 | Ramses IX     |
| 1107 - 1098 | Ramses X      |
| 1098 - 1069 | Ramses XI     |

#### Ramses III e i Popoli del Mare
Figlio di Sethnakht e considerato l'ultimo grande re del Nuovo Regno, Ramses III salì al trono intorno al 1186 a.C. elevando a suo modello politico il predecessore Ramses II e spingendo la volontà di assimilazione dalla titolatura reale alla costruzione di un tempio sul modello del Ramesseo.

#### Titolatura di Ramses III
| G5 |

| G5 |

| E1 · D43 | O29 | M23 | i | i | t · Z2s |

| E1 · D43 | O29 | M23 | i | i | t · Z2s |

| E1 · D43 | O29 | M23 | i | i | t · Z2s |

| E1 · D43 | O29 | M23 | i | i | t · Z2s |

| E1 · D43 | O29 | M23 | i | i | t · Z2s |

| E1 · D43 | O29 | M23 | i | i | t · Z2s |

| E1 · D43 | O29 | M23 | i | i | t · Z2s |

| E1 · D43 | O29 | M23 | i | i | t · Z2s |

| G16 |

| G16 |

| G36 · r | O23 | Z3 | W19 | A52 |

| G36 · r | O23 | Z3 | W19 | A52 |

| G8 |

| G8 |

| wsr | M4 | M4 | M4 | W19 | C17 |

| wsr | M4 | M4 | M4 | W19 | C17 |

| M23 · X1 | L2 · X1 |

| M23 · X1 | L2 · X1 |

| N5 | wsr | C10 | N36 | i | m&n |

| N5 | wsr | C10 | N36 | i | m&n |

| N5 | wsr | C10 | N36 | i | m&n |

| N5 | wsr | C10 | N36 | i | m&n |

| N5 | wsr | C10 | N36 | i | m&n |

| N5 | wsr | C10 | N36 | i | m&n |

| N5 | wsr | C10 | N36 | i | m&n |

| N5 | wsr | C10 | N36 | i | m&n |

| G39 | N5 |

| G39 | N5 |

| C2 | F31 | O34 · O34 | S38 | X7 | O28 |

| C2 | F31 | O34 · O34 | S38 | X7 | O28 |

| C2 | F31 | O34 · O34 | S38 | X7 | O28 |

| C2 | F31 | O34 · O34 | S38 | X7 | O28 |

| C2 | F31 | O34 · O34 | S38 | X7 | O28 |

| C2 | F31 | O34 · O34 | S38 | X7 | O28 |

| C2 | F31 | O34 · O34 | S38 | X7 | O28 |

| C2 | F31 | O34 · O34 | S38 | X7 | O28 |

Anche Ramses III nel suo anno quinto, come già Merenptah nell'anno quinto, dovette affrontare i libici che premevano sul confine occidentale del Delta; li sconfisse e, come già Ramses II con gli Shardana, ne incorporò le truppe nel suo esercito sperando di garantire maggiore stabilità alla frontiera occidentale. Tale idea era però costretta a non essere risolutiva giacché, nell'anno undicesimo, una nuova ondata libica si riversò sull'Egitto, anche se gli invasori vennero di nuovo sconfitti, stavolta pesantemente: i prigionieri vennero marchiati a fuoco, i loro beni confiscati e assegnati al clero di Amon, le loro famiglie deportate in schiavitù in Egitto, gli uomini impiegati come mercenari nel Fayyum. Si ricreò in tal modo, tuttavia, la situazione già verificatasi con gli hyksos alla fine del Medio Regno: le popolazioni così deportate, cui si aggiungeranno nei decenni altri coloni giunti dalle terre libiche, con il passar del tempo assumeranno caratteri egittizzanti pur mantenendo una loro identità ben distinta; ciò portera il Paese verso la nuova situazione di disordine e di caos interno che sfocerà, al termine della XX dinastia, nel Terzo periodo intermedio.
Tra le due guerre libiche, nell'anno ottavo, Ramses III aveva dovuto affrontare i Popoli del Mare che, alleatisi con i Filistei, premevano sul confine orientale del Delta. Lo scontro finale di questa prima guerra, che vide la vittoria degli egizi, si ebbe sul mare ed è narrato sulle pareti del tempio funerario che Ramses III si fece costruire a Demy (l'attuale Medinet Habu), strutturato sul modello del Ramesseum.
Pur non eguagliando il suo modello in campo edilizio, oltre che a Medinet Habu, Ramses III intervenne nel tempio di Luxor e a Karnak dove iniziò la costruzione di un tempio dedicato a Khonsu. Suoi interventi edilizi si ebbero anche a Pi-Ramses, Eliopoli, Menfi, Atribi, Ermopoli, Assiut, This, Abido, Copto, Naqada, in Nubia e in Siria.

#### Lo sciopero degli operai e la congiura dell'harem
(dal Papiro dello sciopero di Torino)
Il regno di Ramses III fu attraversato da momenti di disordine dovuti, in special modo, alla corruzione della classe amministrativa; così nell'anno ventinovesimo del suo regno si verificò il primo sciopero della storia di cui si abbia notizia, il cui evolversi è narrato nel Papiro dello sciopero di Torino con veri e propri sit-in ante litteram, posti in essere dagli operai del villaggio operaio di Deir el-Medina dediti ai lavori di scavo e manutenzione delle tombe della Valle dei Re, che venivano pagati con notevole ritardo o non venivano pagati affatto.
Oltre che in campo edilizio, Ramses III emulò il suo modello Ramses II, anche nella longevità e nei problemi di successione. Vivrà infatti circa 65 anni e gli premoriranno tutti gli eredi al trono figli della regina Iside, figlia di Habagilat (forse di origine siriana): Pareheruenemef (tomba QV42); Khaemuaset (tomba QV44); Amonherkhepshef (tomba QV55) e un Ramses di cui non si hanno ulteriori notizie. Alla scomparsa della grande sposa reale Iside, tuttavia, nessun'altra regina verrà elevata a tale rango e ciò comporterà difficoltà concrete nell'individuazione dell'erede designato talché, nell'anno trentaduesimo di regno, maturò in seno all'harem reale, e segnatamente a cura della regina minore Tiy, una congiura per assassinare il re e porre sul trono suo figlio Pentauret.
Gli atti del procedimento intentato contro i cospiratori - 28 tra donne dell'harem, militari (tra cui un comandante delle truppe di Kush e un generale) e funzionari di corte tra cui un maggiordomo e il siniscalco - ci sono pervenuti in varie stesure, la più completa delle quali è riportata anch'essa nel Papiro giuridico di Torino, nonché nei papiri Lee e Rollin. È interessante notare che, durante il procedimento, i nomi stessi dei congiurati vengono a volte travisati con pseudonimi infamanti destinati a stigmatizzare per l'eternità il loro misfatto: così, ad esempio, il capo dipartimento Pay-Bak-Amon (Servo di Amon) viene indicato come Pay-Bak-Kamen (Servo cieco), mentre il sovrintendente dell'harem, Pa, viene indicato come Pa-Nuk, ove nuk è un nomignolo dispregiativo per indicare il malvagio serpente Apopi. Quasi tutti i nomi vengono preceduti, inoltre, dall'epiteto grande nemico. Durante il processo, inoltre anche cinque giudici su dodici vennero arrestati per collusione.
Il fatto che il testo del procedimento sia scritto in prima persona, come fosse Ramses III a narrare, ha fatto a lungo credere che il complotto non avesse avuto successo, finché nel 2012 un'équipe guidata da Albert Zink dell'Istituto per lo studio delle mummie e composta da egittologi, esperti in biologia molecolare e paleopatologia ha sottoposto la mummia di Ramses III a esami. Le analisi, e in particolare la TAC condotta sulla mummia, hanno rivelato che la gola del faraone (morto a 65 anni) presenta una profonda ferita probabilmente causata da un coltello molto affilato. All'interno della ferita venne inserito un amuleto, l'occhio di Horus, molto probabilmente con intento apotropaico, dai sacerdoti e dagli imbalsamatori.
Anche la morte di Ramses III non fu scevra da problematiche connesse allo scavo della sua tomba nella Valle dei Re; si ritiene che originariamente per lui fosse stata predisposta la KV3 che recava in origine tracce di cartigli a lui intestati ma venne poi verosimilmente adeguata come sepoltura per un principe. Per la sepoltura di Ramses III, forse a causa dell'inattesa scomparsa a seguito del complotto ai suoi danni, venne quindi adattata la KV11 originariamente scavata per Sethnakht e i cui lavori erano stati interrotti per l'imprevista invasione della vicina tomba di Amenemes, KV10. Trasferito successivamente nella cosiddetta cachette di Deir el-Bahari (DB320), il corpo fu rinvenuto nel 1881 dall'egittologo Émile Brugsch.

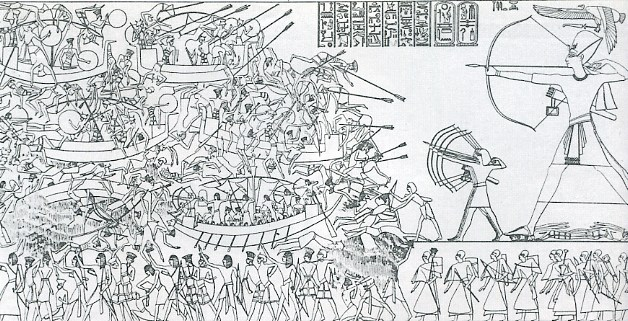
La battaglia di Ramses III contro i Popoli del mare (dalle decorazioni del tempio di Medinet Habu)
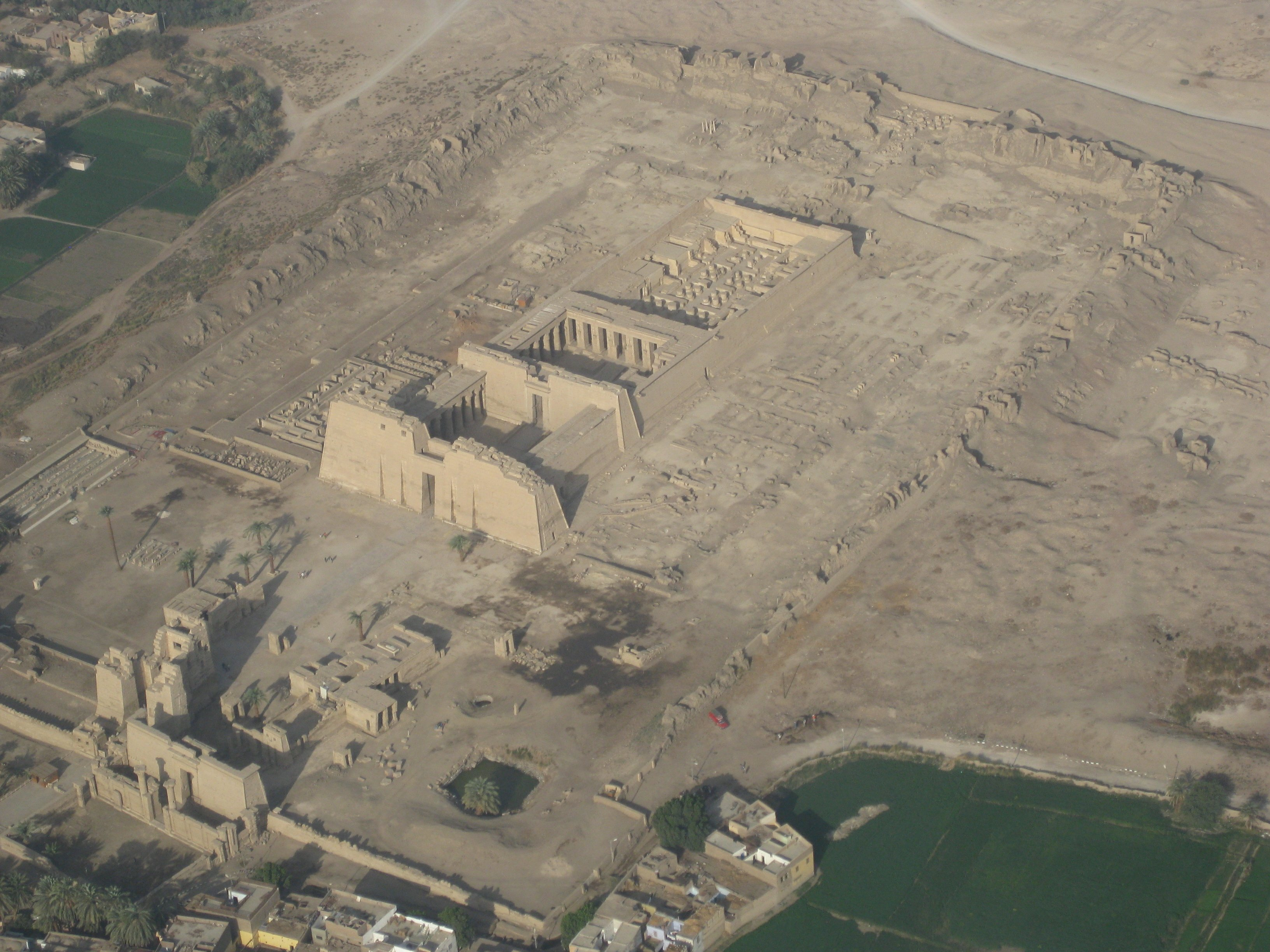
Il tempio di Medinet Habu in una ripresa aerea
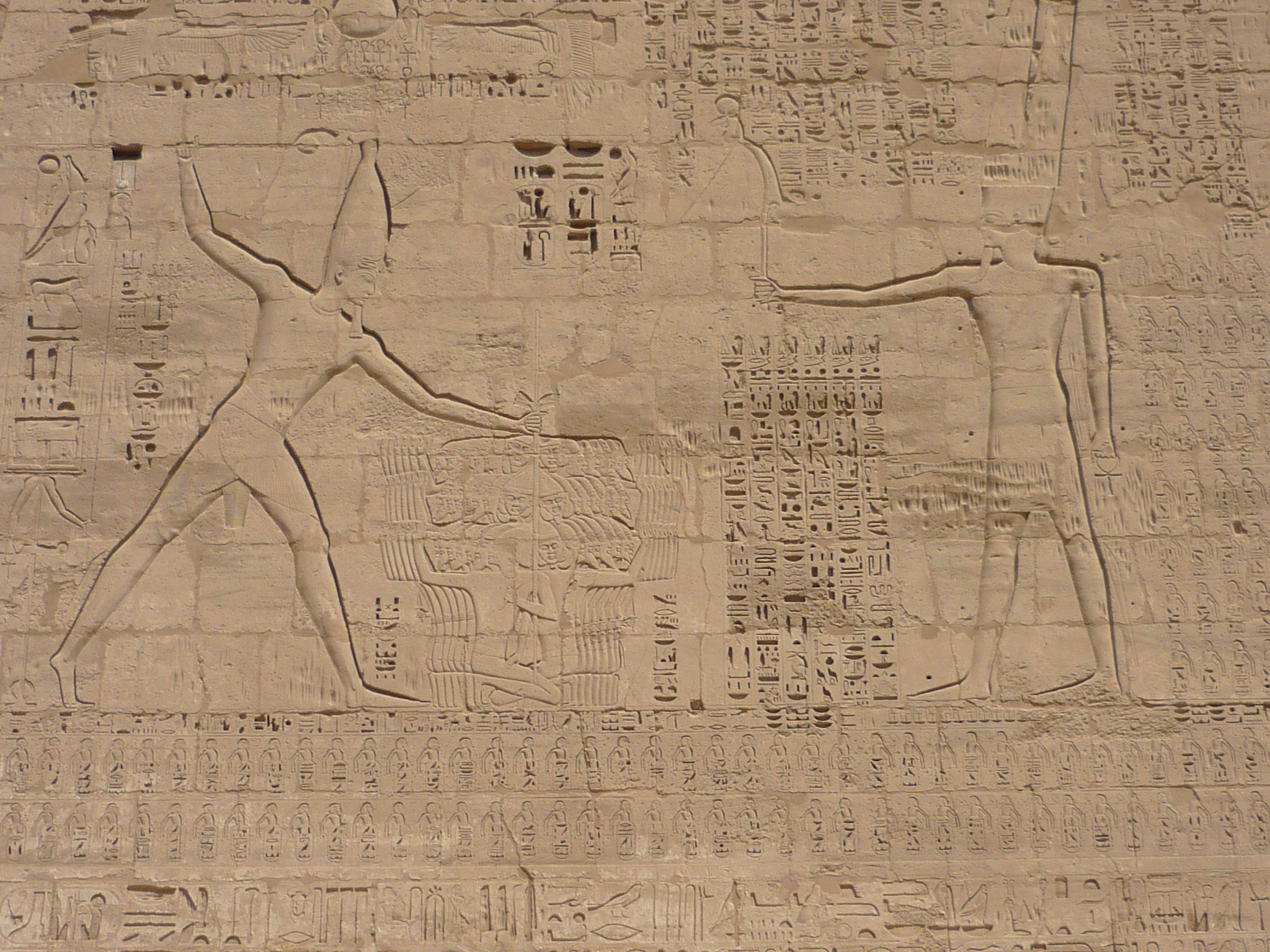
Rilievo dal tempio di Medinet Habu: Ramses III sconfigge i nemici con l'aiuto di Amon
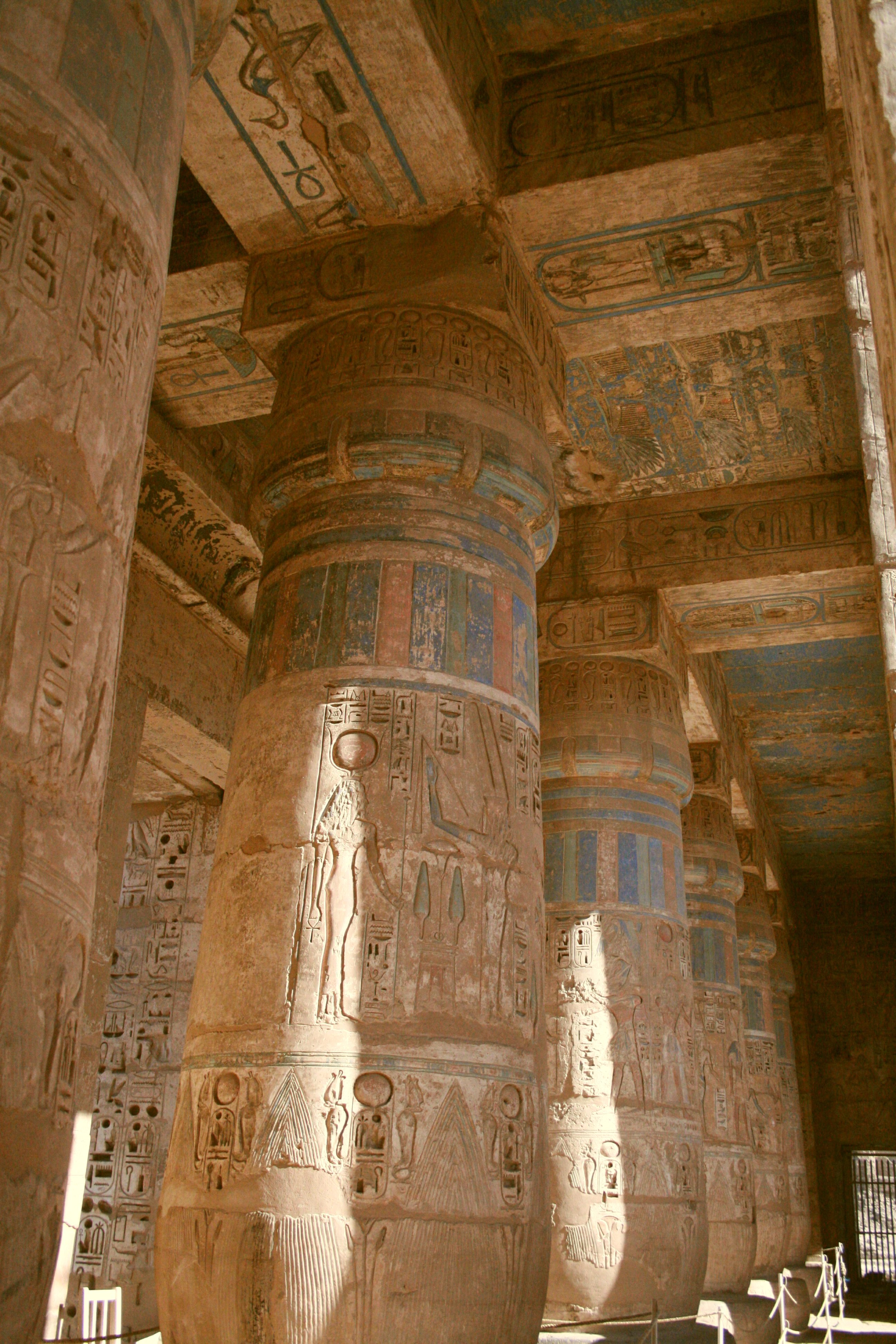
Medinet Habu: colonne e decorazioni del peristilio
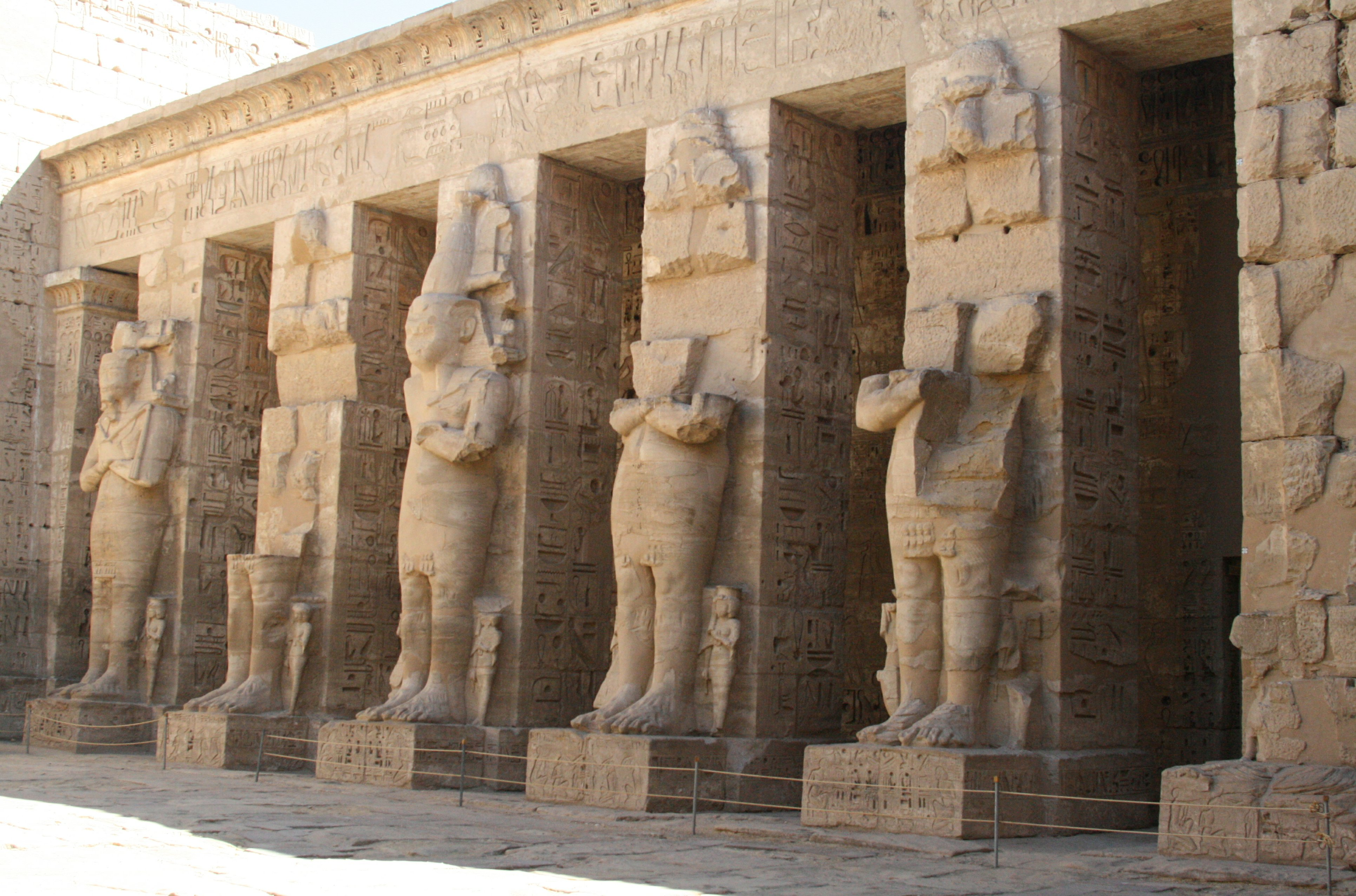
Medinet Habu: Colonne osiriache rappresentanti Ramses III
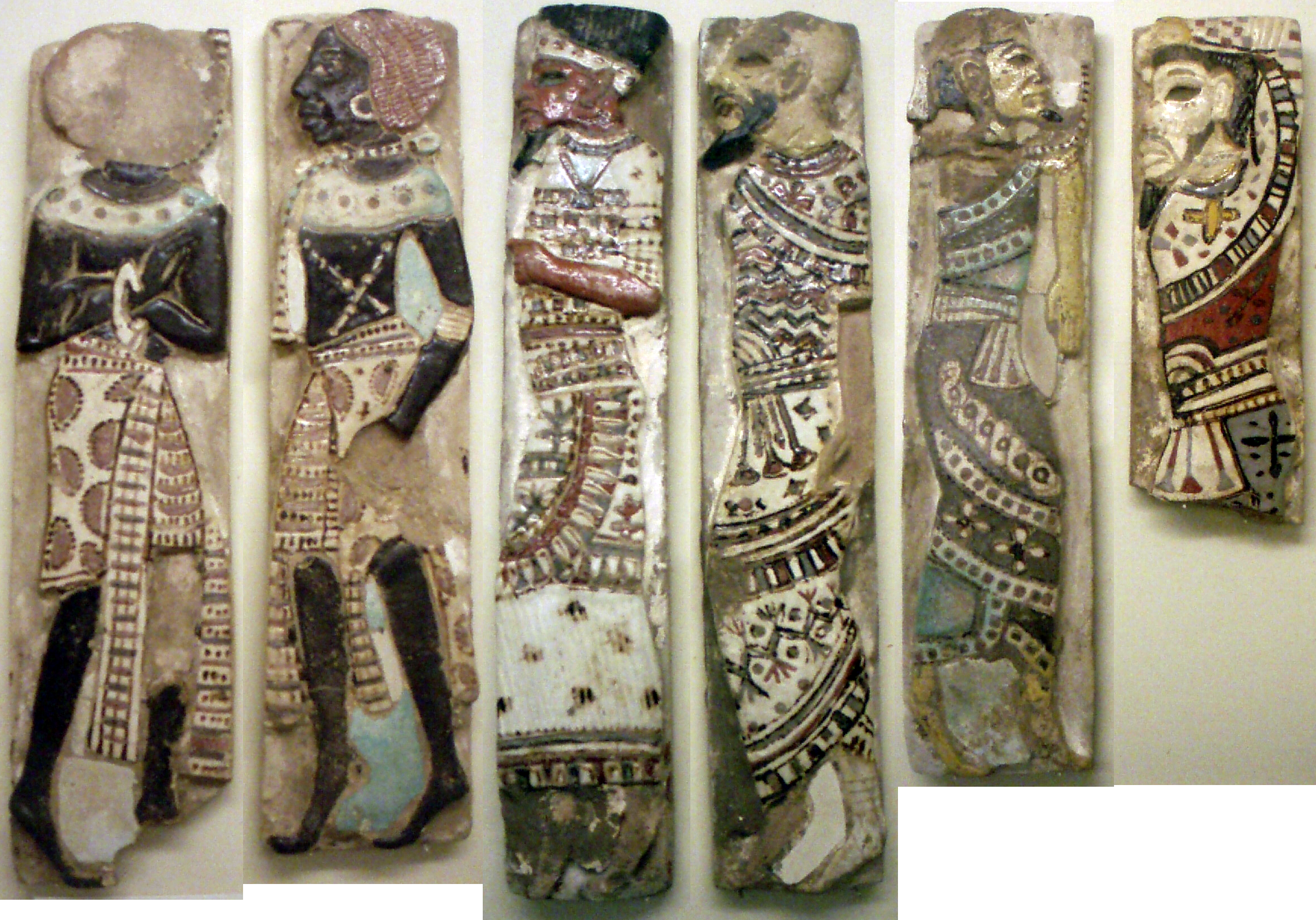
Medinet Habu: decorazioni in faience e paste vitree rinvenute nel tempio rappresentanti i nemici tradizionali dell'Egitto
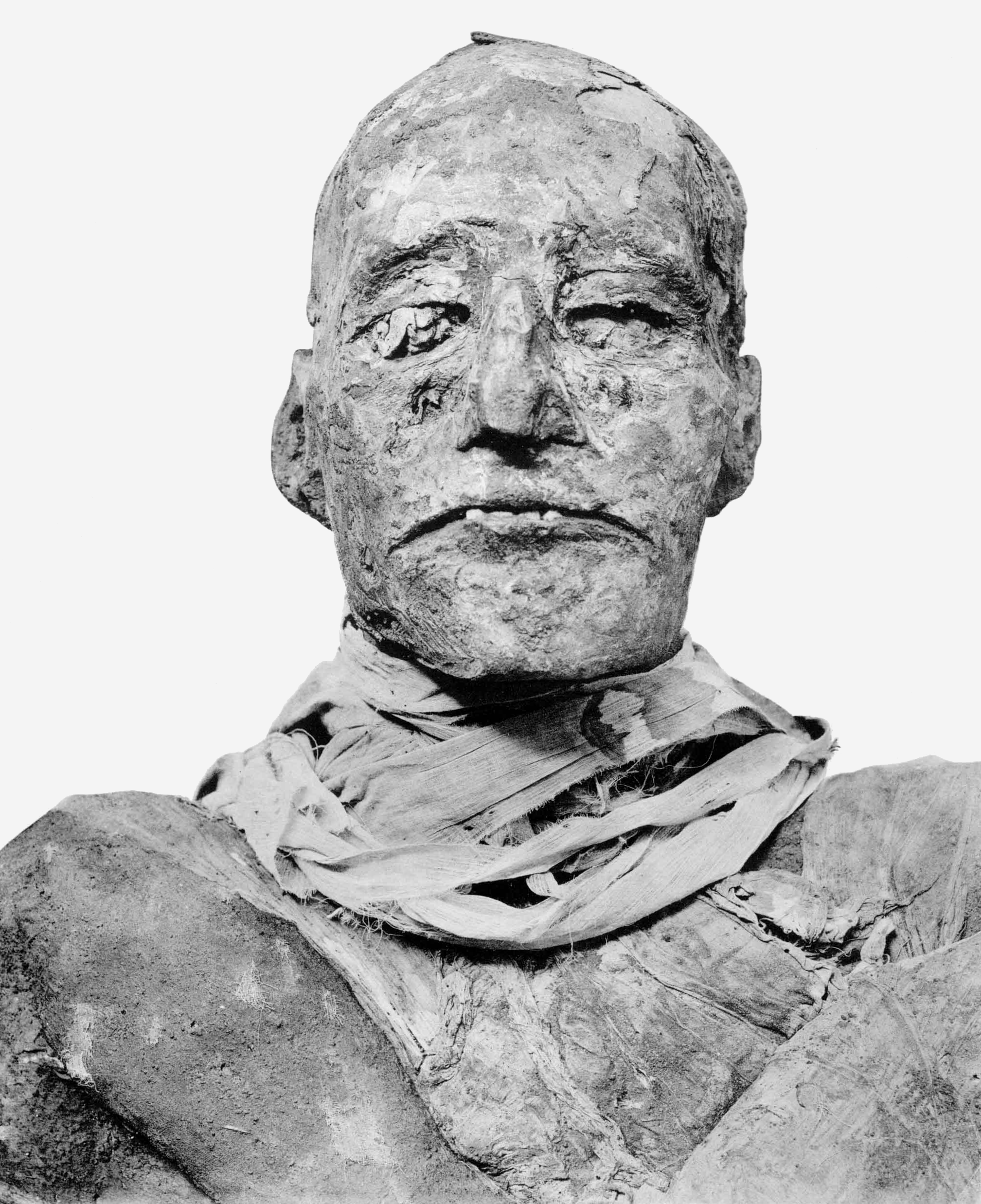
La testa della mummia di Ramses III (foto del 1912 di G. Elliott Smith) in cui si nota la vistosa fasciatura alla gola
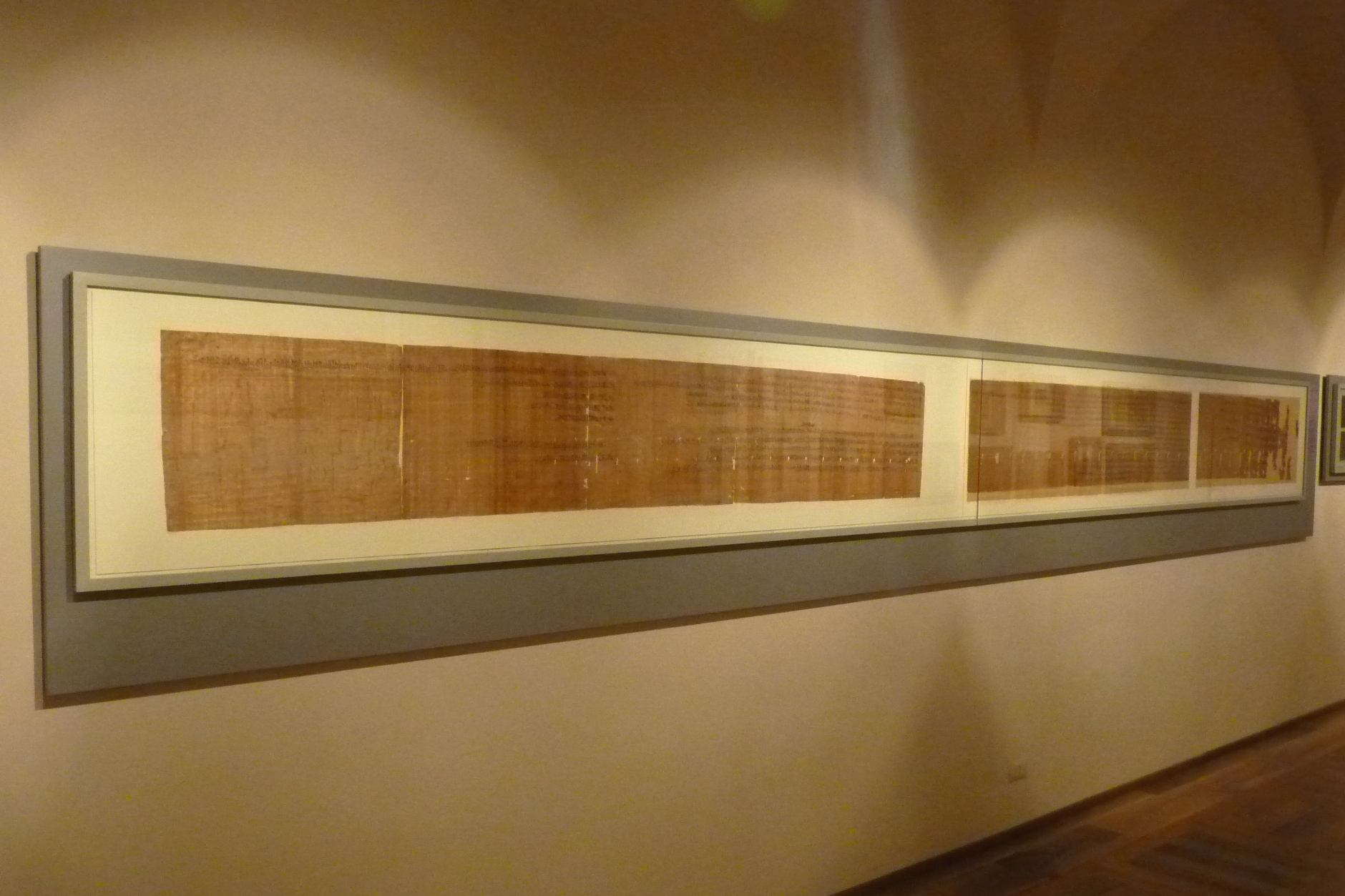
Il Papiro Giuridico di Torino

#### Da Ramses IV a Ramses X
Alla morte di Ramses III dopo trentadue anni di regno, intorno al 1154 a.C., si iniziò una disputa per il potere tra la sua discendenza diretta e rami paralleli della famiglia facenti capo a fratelli e nipoti, che si protrarrà per poco meno di un secolo, fino alla fine della XX dinastia. Nell'immediatezza salì al trono forse un suo figlio quarantenne, Ramses IV, che processò i congiurati e iniziò la costruzione di un enorme tempio funerario nell'area di Deir el-Bahari. La morte, dopo sei anni di regno, non consentì che tale progetto fosse portato a conclusione, anche se il suo nome venne iscritto in vari monumenti del Paese e suoi scarabei iscritti sono stati rinvenuti nell'area palestinese. Sua fu, inoltre, la decisione di potenziare la comunità operaia di Deir el-Medina, che portò a 120 uomini per un complessivo, comprese le famiglia, di circa 1200 unità.
Alla sua morte, intorno al 1148 a.C., assunse il trono suo figlio Ramses V-Amonherkhepeshef che riaprì le cave di Gebel el-Silsila e le miniere del Sinai. A lui (ma l'attribuzione è incerta e viene invece assegnato a suo padre Ramses IV) si deve il papiro 1887, oggi al Museo egizio di Torino, che fa riferimento a uno scandalo finanziario in cui erano implicati sacerdoti di Elefantina e che è sintomatico della situazione di considerevole corruzione del periodo: Pen-Anqet, detto Sed, capo dei sacerdoti del tempio di Khnum a Elefantina, e alcuni altri sacerdoti suoi complici, vendettero i bovini sacri al dio.
(dal Papiro degli scandali di Elefantina)
Successivamente a tale furto sacrilego, il sacerdote violentò due donne sposate durante un viaggio a Tebe.
(dal Papiro degli scandali di Elefantina)
Ancora, si appropriò di oggetti di valore proprietà del tempio, giungendo a malmenare, tagliare le orecchie, cavare gli occhi, sostituire i collaboratori che non approvavano tale comportamento. Non si è a conoscenza dell'esito del procedimento.
Morto Ramses V (verosimilmente di vaiolo) dopo soli quattro anni di regno, gli succedette Ramses VI-Amonherkhepeshef II, probabilmente figlio di Ramses III e, quindi, zio del suo predecessore. Al contrario di Ramses IV, egli riportò la forza lavoro di Deir el-Medina a 60 uomini, usurpò la tomba KV9, che il suo predecessore si era fatto allestire nella Valle dei Re, e fece iscrivere il suo nome, che non figurava, nell'elenco dei figli di Ramses III nel tempio di Medinet Habu. Si assiste, di fatto, a una sorta di faida interna alla famiglia cui corrisponde un collaterale aumento di potere dei sacerdoti di Amon non solo a Tebe, ma anche nel resto del Paese. Fu l'ultimo sovrano del Nuovo Regno il cui nome sarà rinvenuto nell'area sinaitica.
Dopo otto anni di regno, nel 1136 a.C. circa, gli succedette suo figlio Ramses VII, sotto di cui la situazione economica dell'Egitto peggiorò. Poche sono le tracce di Ramses VII a Menfi, Karnak, Elkab, Tell el-Yahudiyeh, prima della sua morte dopo circa otto anni di regno. Gli succedette Ramses VIII-Sutekhherkhepeshef, uno dei figli superstiti di Ramses III, che regnò, però, solo un anno.
All'ottavo Ramses succedette Ramses IX, che regnò diciotto anni e che ebbe così tempo per avviare notevoli attività edilizie specie a Eliopoli confermando la proiezione della famiglia verso il nord del Paese, ma non facendo venir meno il proprio appoggio al clero tebano di Amon. Qui, anzi, iniziò un'azione di risalita del potere da parte del Primo Profeta Ramsesnakht che, mediante matrimoni tra i membri della propria famiglia, intrecciò legami tali da comprendere il Secondo, Terzo e Quarto profeta di Amon, il Sindaco di Tebe e altri funzionari e notabili della città il che gli consentì, in breve tempo, di acquisire un potere tale da poter tramandare la carica al proprio figlio Nesamon che, nell'anno decimo di Ramses IX, la trasferì al proprio fratello Amenofi. Durante il sedicesimo anno di regno di Ramses IX, si verificò la prima delle grandi ruberie nella Valle dei Re come risulta dai diari di lavoro del villaggio operaio di Deir el-Medina e da papiri giuridici relativi ai procedimenti penali contro i responsabili. È questo il periodo in cui si procede, peraltro, a ispezioni delle tombe della Valle e alla traslazione di alcuni sovrani per sottrarli allo scempio dovuto alle incursioni ladresche.
Alla morte di Ramses IX sale al trono Ramses X-Amonherkhepeshef, la cui durata di regno è incerta (gli si attribuiscono dai tre ai nove anni di regno), che fu l'ultimo re egizio di cui è attestata la sovranità sulla Nubia.

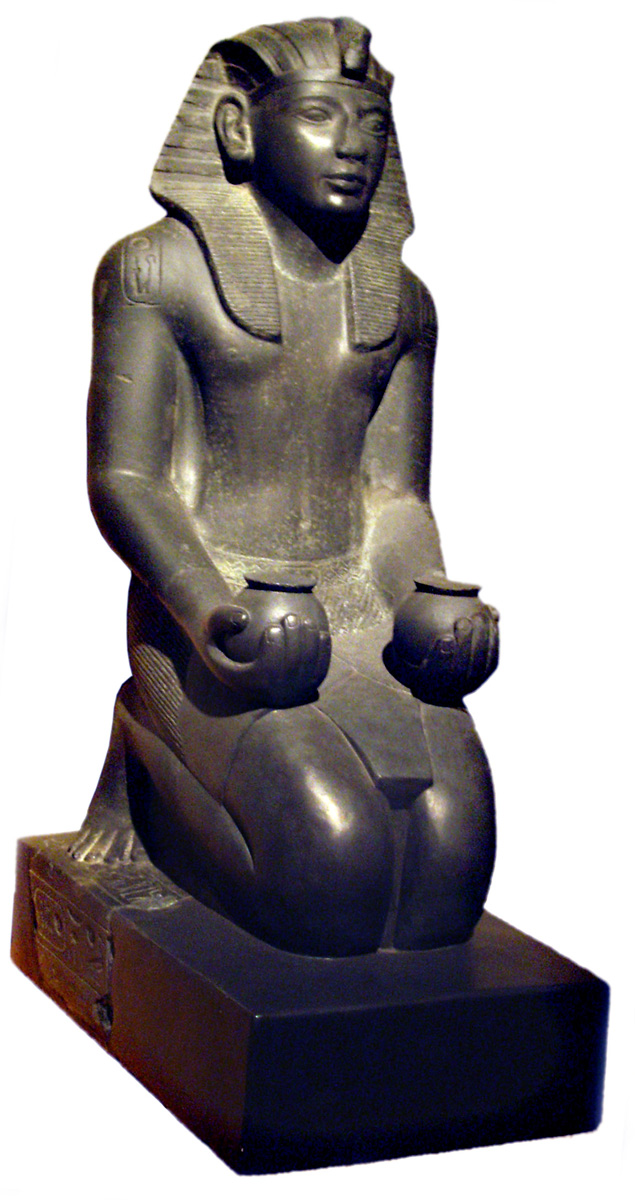
Offertorio agli dei di Ramses IV (Londra, British Museum)
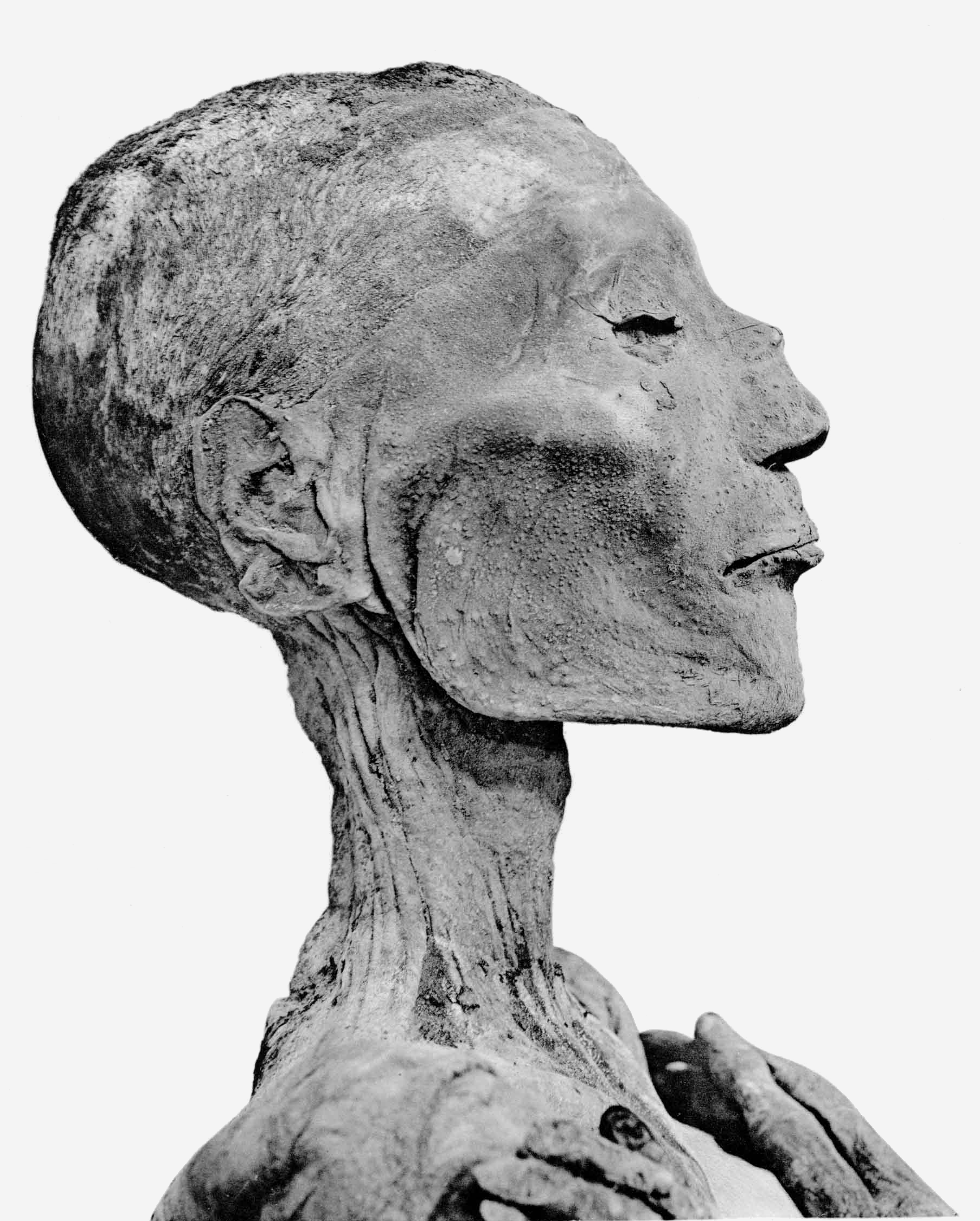
Testa della mummia di Ramses V (fotografia di G. Elliott Smith del 1912) con i segni evidenti del vaiolo, causa di morte
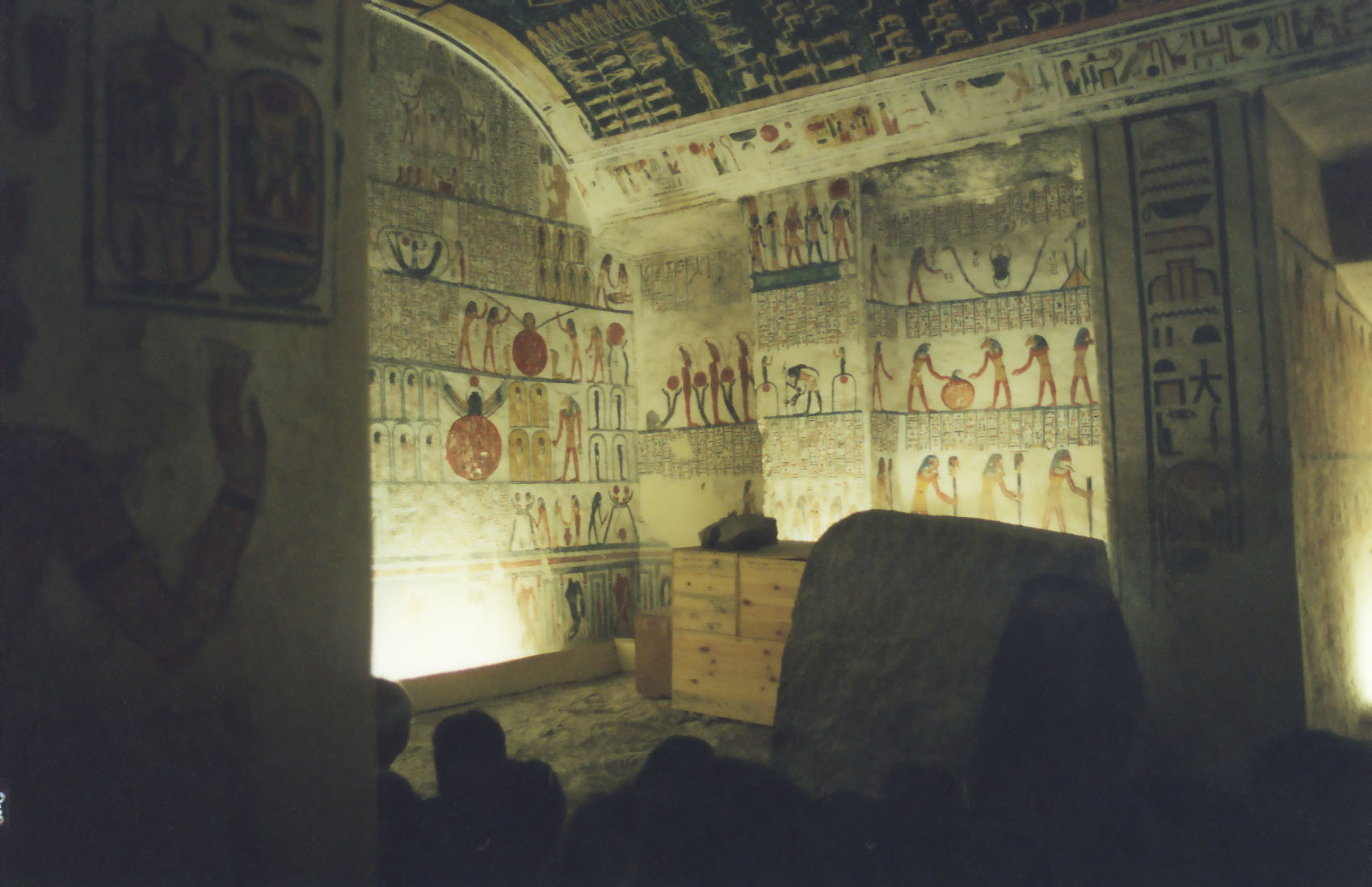
Interno della KV9, tomba di Ramses VI nella Valle dei Re
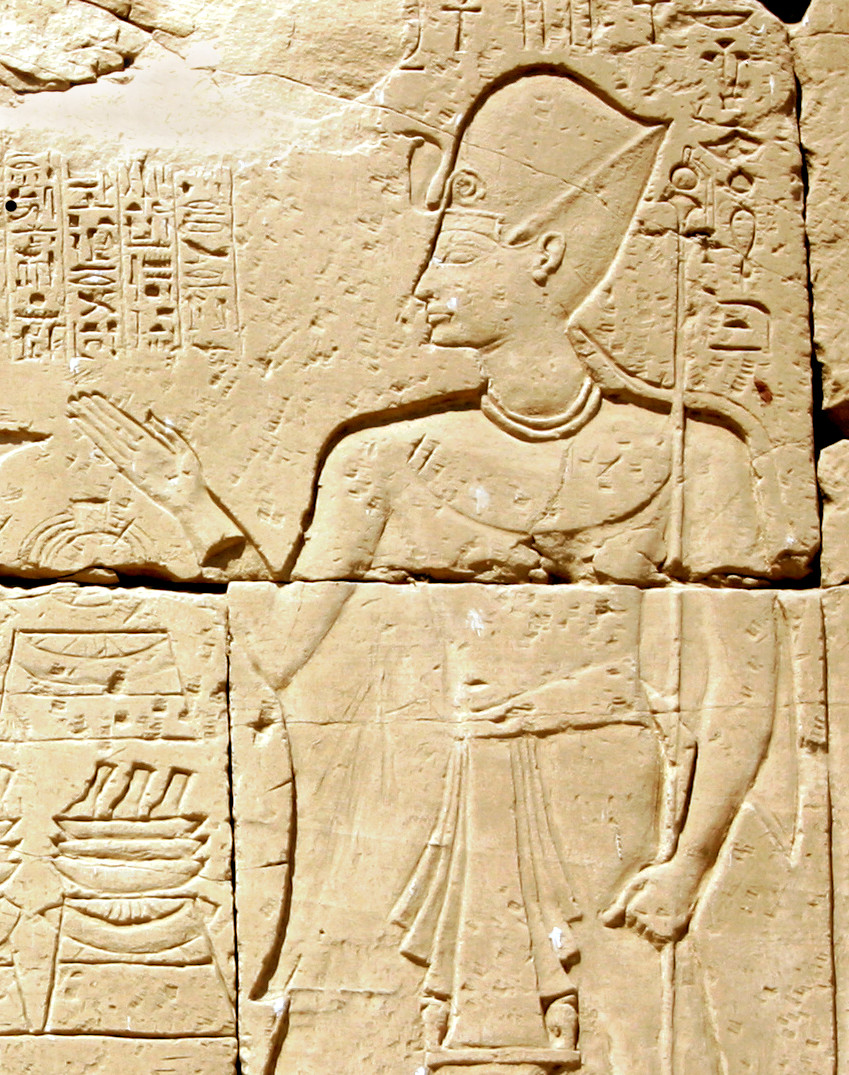
Karnak: Ramses IX
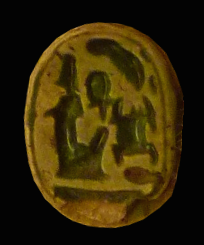
Scarabeo con il cartiglio di Ramses X
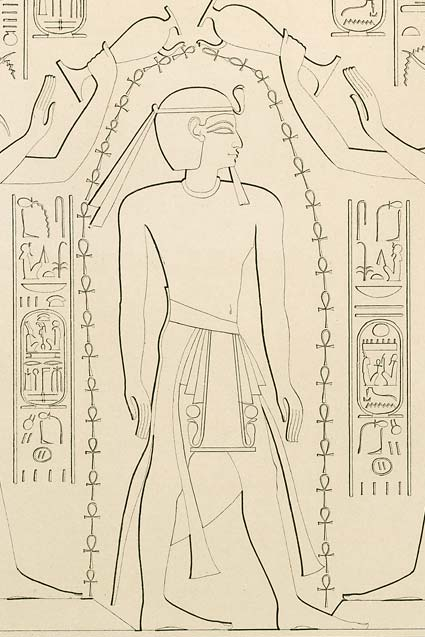
Ramses XI da un rilievo del tempio di Khonsu a Karnak, in un disegno di Karl Richard Lepsius

#### Ramses XI e l'ascesa dei sacerdoti di Amon
Suo successore fu Ramses XI con un regno di ventisette anni di cui, però, solo diciannove di potere effettivo. La situazione economica del Paese, unita al clima di insicurezza generale, rendeva ormai particolarmente critica la politica interna, con disordini e saccheggi ricorrenti anche a seguito di una forte carestia nel nord. A tale situazione si affiancavano le agitazioni del clero amoniano, che sempre più si arrogava prerogative regali tendenti a elevare il primo profeta a livello dello stesso faraone. Anche a seguito di nuove ruberie nella Valle dei Re, di cui in qualche modo era supervisore proprio il primo profeta di Amon, Ramses XI rimosse dal suo incarico Amenofi, il quale scatenò una vera guerra civile che costrinse il viceré di Nubia, Panehesy, a intervenire a Tebe e a nord fino al diciassettesimo nomo dell'Alto Egitto. Nell'anno diciannovesimo di Ramses XI, la carica di Primo Profeta di Amon venne assunta da Herihor, uomo dalla forte personalità, forse di origine libica, che registrò la sua ascesa politica sulle pareti stesse del tempio di Khonsu a Karnak ove giunse ad assegnarsi una titolatura che, per quanto non completa come quella dei re, era comunque sintomatica di un vero e proprio strapotere in contrasto a quello declinante del faraone.
Nel complesso, all'epoca il potere in Egitto si basò, almeno dapprincipio, sull'equilibrio fra tre uomini: Ramses XI, che di fatto non aveva più alcun potere tanto che, alla sua morte (intorno al 1069 a.C.), per lui non era pronta neppure una tomba nella Valle dei Re; Smendes, un funzionario amministrativo che gestiva il nord del Paese sostanzialmente agli ordini del clero di Amon e che molto probabilmente aveva sposato una figlia di Ramses XI; Herihor, primo profeta di Amon che cumulava in sé cariche spirituali e temporali tra cui il comando dell'esercito dell'Alto Egitto e della Nubia. Tale ultima carica provocò la rivolta del viceré Nehesy e la secessione della Nubia, riducendo il controllo dell'Egitto all'area compresa tra Assuan e il Mediterraneo.
Alla morte di Ramses XI, si ricreò la frattura tra Basso e Alto Egitto: a nord, Smendes I fondò una nuova dinastia, la XXI, che scelse come capitale Tanis non esitando a smantellare Pi-Ramses per abbellire la nuova corte; a sud, i sacerdoti di Amon si elevarono al rango reale fondando una vera e propria teocrazia che vedeva il potere di Amon come unico depositario della storia e del mito egizi, grazie anche alle immense ricchezze accumulate proprio sotto la dinastia che si stava concludendo.

## Terzo periodo intermedio (1080-672 a.C.)
Con la fine, alquanto traumatica, della XX dinastia si delinea una situazione di frazionamento del Paese che riecheggia quelle del Primo e Secondo periodo intermedio: se nel Primo causa principale del frazionamento fu da imputarsi al potere sempre maggiore acquisito dai nomarchi in una situazione di tipo feudale e nel Secondo l'ascesa degli hyksos diede ancora adito alla nascita di più entità politiche autonome, nel Terzo periodo intermedio l'elemento scatenante di rottura sarà costituito dalla presenza e dal rinnovato potere del clero tebano di Amon, il cui patrimonio economico giungerà a eguagliare, se non superare, quello dell'intero Paese.
Nel nord del Paese Smendes I si era proclamato re rifacendosi, tuttavia, alle dinastie ramessidi quanto meno nella scelta del nome di Horus: Toro possente amato da Ra, il cui braccio Amon ha reso forte perché esalti la Maat. Mentre sono improbabili legami di parentela con il Primo Profeta di Amon Herihor (nel frattempo sostituito nell'incarico dal genero Piankh, cui appare tuttavia legato politicamente), sembra certo che la sua legittimazione al trono derivasse dall'aver sposato una figlia di Ramses XI. Benché dichiaratosi re della parte settentrionale dell'Egitto, Smendes venne tuttavia incoronato a Tebe ove fece eseguire consistenti lavori edilizi nel tempio di Amon a Karnak, e in quello di Luxor. A Smendes si deve la ristrutturazione e l'ingrandimento della capitale Tanis, anche se tenne corte pure a Menfi; i lavori edilizi a Tebe hanno fatto supporre che tale città sia stata scelta come sede reale provvisoria proprio durante i lavori di riattamento di Tanis, ove Smendes si fece seppellire dopo la sua morte, nell'anno venticinquesimo di regno.

### XXI dinastia (1075-945 a.C.)
La situazione particolare, creatasi con la nascita del regno settentrionale, e lo strapotere clericale a sud, comporta la compilazione di una cronologia dei regnanti più complessa, in cui ai re si affiancano i primi profeti di Amon, in alcuni casi divenuti re a tutti gli effetti.
| Date (a.C.) | Principali re           | Primi profeti di Amon              |
| ----------- | ----------------------- | ---------------------------------- |
| 1098 - 1069 | Ramses XI (XX dinastia) | Amenofi                            |
| 1080        | Ramses XI (XX dinastia) | Herihor (forse di origine libica)  |
| 1074 - 1070 | Ramses XI (XX dinastia) | Piankh (forse genero di Herihor)   |
| 1070 - 1055 |                         | Pinedjem I (figlio di Piankh)      |
| 1069 - 1043 | Smendes I               | Pinedjem I                         |
| 1054 - 1032 | Pinedjem I              |                                    |
| 1054 - 1046 | Pinedjem I              | Masaharta (figlio di Pinedjem I)   |
| 1043 - 1039 | Amenemnesut             | Menkheperra (figlio di Pinedjem I) |
| 1045 - 992  |                         | Menkheperra                        |
| 1040 - 993  | Psusennes I             |                                    |
| 993 - 984   | Amenemope               |                                    |
| 992 - 990   |                         | Smendes                            |
| 990 - 969   |                         | Pinedjem II                        |
| 984 - 978   | Osorkon il Vecchio      |                                    |
| 978 - 959   | Siamon                  |                                    |
| 969 - 945   |                         | Psusennes                          |
| 959 - 945   | Psusennes II            | Psusennes II                       |

Anche la trattazione a livello testuale di tale periodo si presenta particolarmente complessa giacché non chiare sono, sia storicamente che interpretativamente, le posizioni reciproche dei due attori principali: la casa regnante e il clero tebano e questo comporta il dover trattare l'argomento su più piani paralleli e, talvolta, coincidenti o sovrapposti.
Intorno al 1070 a.C., ancora regnante Ramses XI, il ruolo di Primo Profeta di Amon, ma anche di Comandante dell'esercito dell'Alto Egitto, era passato da Herihor a Piankh, forse suo genero, che tentò senza successo di riconquistare la Nubia dopo la secessione di Panehesy. Piankh venne sostituito nei ruoli sopra indicati dal figlio Pinedjem I che riconobbe la sovranità di Smendes I fino all'anno sedicesimo, quando assunse una titolatura reale praticamente completa che prevedeva il nome proprio inserito nel cartiglio e recava, nel nome di Horus, l'indicazione chiara della provenienza divina del suo potere: Toro possente incoronato in Tebe e amato da Amon. Pinedjem I, tuttavia, pur assumendo tutte le caratteristiche reali e lasciando l'incarico di Primo Profeta al figlio Masaharta e successivamente a un altro figlio, Menkheperra, non si proclamò mai re continuando a riconoscere il potere di Smendes almeno fino a quando costui regnò nel nord.
Tale strano comportamento trova ragion d'essere nella complessa situazione religiosa e politica venutasi a creare dalla XVIII dinastia in poi con una sorta di allontanamento della famiglia regnante dal potere temporale. In tale situazione si era inserito il clero amoniano, e segnatamente Herihor, che individuò la famiglia reale come equivalente terreno della famiglia divina allontanandola ancor più dal potere temporale che acquisì per se stesso e per la carica sacerdotale, e militare, che ricopriva: in sostanza, il clero tebano sosteneva il potere del faraone che era, però, sottomesso alla volontà di Amon.

#### Titolatura di Pinedjem I (Primo Profeta di Amon)
| G5 |

| G5 |

| E1 · D43 | i | mn · n · N36 |

| E1 · D43 | i | mn · n · N36 |

| E1 · D43 | i | mn · n · N36 |

| E1 · D43 | i | mn · n · N36 |

| E1 · D43 | i | mn · n · N36 |

| E1 · D43 | i | mn · n · N36 |

| E1 · D43 | i | mn · n · N36 |

| E1 · D43 | i | mn · n · N36 |

| G16 |

| G16 |

|  |

| G8 |

| G8 |

|  |

| M23 · X1 | L2 · X1 |

| M23 · X1 | L2 · X1 |

| N5 | L1 | N28 | C12 | U21 · n |

| N5 | L1 | N28 | C12 | U21 · n |

| N5 | L1 | N28 | C12 | U21 · n |

| N5 | L1 | N28 | C12 | U21 · n |

| N5 | L1 | N28 | C12 | U21 · n |

| N5 | L1 | N28 | C12 | U21 · n |

| N5 | L1 | N28 | C12 | U21 · n |

| N5 | L1 | N28 | C12 | U21 · n |

| G39 | N5 |

| G39 | N5 |

| i | mn · n | mr | G40 | M29 | Z4 |

| i | mn · n | mr | G40 | M29 | Z4 |

| i | mn · n | mr | G40 | M29 | Z4 |

| i | mn · n | mr | G40 | M29 | Z4 |

| i | mn · n | mr | G40 | M29 | Z4 |

| i | mn · n | mr | G40 | M29 | Z4 |

| i | mn · n | mr | G40 | M29 | Z4 |

| i | mn · n | mr | G40 | M29 | Z4 |

Per convalidare in qualche modo la sua posizione, Pinedjem I sposò Henuttay, di sangue reale (forse figlia o sorella di Smendes). Da questa ebbe tre figli maschi: Masaharta e Menkheperra, successori e Primi Profeti di Amon a loro volta, Psusennes I, che diverrà faraone, e una femmina, Maatkhara che riunirà in sé le due cariche di Divina Sposa di Amon e di Superiora delle Recluse di Amon con il titolo di Divina Adoratrice di Amon con la prerogativa di adottare chi avrebbe dovuto succederle nella carica. Alla morte di Smendes salì al trono, con titolatura completa, il figlio di Pinedjem, Psusennes. I Nel periodo di interregno tra Smendes e Psusennes I, l'Egitto sarebbe di fatto stato diviso tra il primo profeta di Amon e il faraone, con il primo che avrebbe manifestato la volontà di Amon delegando il potere al secondo.
Al contempo il primo profeta di Amon Menkeheperra, figlio di Pinidjem, si trovò a dover fronteggiare le ultime scintille della guerra civile nell'area tebana, a seguito della quale esiliò alcuni oppositori nelle oasi in area libica salvo poi amnistiarli a seguito di un oracolo di Amon e su richiesta del potere reale che, in cambio, concesse sempre più vantaggi e ricchezze alle grandi famiglie del clero tebano, indignate dal fatto che la discendenza libica di Herihor stava acquisendo sempre maggiori prerogative.

#### Titolatura di Psusennes I
Nella sua titolatura reale, un vero e proprio manifesto di intenti politico-religiosi, Psusennes I realizzò la sintesi dei due poteri, temporale e divino. Per consolidare ancor più i legami con il clero di Amon, oltre a grandi lavori nei templi di Karnak e di Luxor, Psusennes diede in sposa la propria figlia, Asetemkheb, a Menkheperra Primo Profeta, e assunse direttamente il pontificato di Amon a Tanis, facendovi erigere un tempio consacrato alla triade tebana: Amon, Mut e Khonsu.
| G5 |

| G5 |

| E1 · D43 | m | D37 · D37 | i | mn · n | wsr | f · F39 · Z7 | s | N28 · D36 | m | R19 | t · O49 |

| E1 · D43 | m | D37 · D37 | i | mn · n | wsr | f · F39 · Z7 | s | N28 · D36 | m | R19 | t · O49 |

| E1 · D43 | m | D37 · D37 | i | mn · n | wsr | f · F39 · Z7 | s | N28 · D36 | m | R19 | t · O49 |

| E1 · D43 | m | D37 · D37 | i | mn · n | wsr | f · F39 · Z7 | s | N28 · D36 | m | R19 | t · O49 |

| E1 · D43 | m | D37 · D37 | i | mn · n | wsr | f · F39 · Z7 | s | N28 · D36 | m | R19 | t · O49 |

| E1 · D43 | m | D37 · D37 | i | mn · n | wsr | f · F39 · Z7 | s | N28 · D36 | m | R19 | t · O49 |

| E1 · D43 | m | D37 · D37 | i | mn · n | wsr | f · F39 · Z7 | s | N28 · D36 | m | R19 | t · O49 |

| E1 · D43 | m | D37 · D37 | i | mn · n | wsr | f · F39 · Z7 | s | N28 · D36 | m | R19 | t · O49 |

| G16 |

| G16 |

| G36 · r | mn · n | W24 | W24 | W24 | m | i | p · t | Q1 | Z2 · O49 |

| G36 · r | mn · n | W24 | W24 | W24 | m | i | p · t | Q1 | Z2 · O49 |

| nb | F9 | F9 | G45 | f · N19 |

| nb | F9 | F9 | G45 | f · N19 |

| N21 | N21 | V29 · t | M23 | N5 | m | W19 | p · t · N1 |

| N21 | N21 | V29 · t | M23 | N5 | m | W19 | p · t · N1 |

| G8 |

| G8 |

| F36 | L1 · Z2 | D46 · r | D43 · T10 | t · Z2 | Z2 · Z2 |

| F36 | L1 · Z2 | D46 · r | D43 · T10 | t · Z2 | Z2 · Z2 |

| V15 · D46 | m | m&f | S42 · m | N19 · N18 | N21 · N21 | nb · Z2 |

| V15 · D46 | m | m&f | S42 · m | N19 · N18 | N21 · N21 | nb · Z2 |

| M23 · X1 | L2 · X1 |

| M23 · X1 | L2 · X1 |

| N5 | O29 | L1 | C12 | U21 · n |

| N5 | O29 | L1 | C12 | U21 · n |

| N5 | O29 | L1 | C12 | U21 · n |

| N5 | O29 | L1 | C12 | U21 · n |

| N5 | O29 | L1 | C12 | U21 · n |

| N5 | O29 | L1 | C12 | U21 · n |

| N5 | O29 | L1 | C12 | U21 · n |

| N5 | O29 | L1 | C12 | U21 · n |

| G39 | N5 |

| G39 | N5 |

| i | mn · n | U7 | G40 | N14 · N28 · n | O29 |

| i | mn · n | U7 | G40 | N14 · N28 · n | O29 |

| i | mn · n | U7 | G40 | N14 · N28 · n | O29 |

| i | mn · n | U7 | G40 | N14 · N28 · n | O29 |

| i | mn · n | U7 | G40 | N14 · N28 · n | O29 |

| i | mn · n | U7 | G40 | N14 · N28 · n | O29 |

| i | mn · n | U7 | G40 | N14 · N28 · n | O29 |

| i | mn · n | U7 | G40 | N14 · N28 · n | O29 |

Il duplice passaggio di poteri, sacerdotale e regale, avvenne quasi contemporaneamente: a Menkheperra succedette infatti, nella carica di Primo Profeta di Amon, suo figlio Smendes II forse già anziano al momento dell'assunzione della carica che lasciò, dopo soli due anni, al fratello Pinedjem II; contestualmente, alla morte di Psusennes I, dopo 47 anni di regno, gli succedette Amenemope, forse suo figlio. A quest'ultimo, che regnò forse meno di dieci anni, subentrò Aakheperra Setepenra Osorkon, noto come Osorkon il Vecchio, del cui regno non si hanno notizie tanto che si è anche dubitato della sua esistenza.

#### Siamon, Israele e l'avvento delle dinastie straniere
Osorkon regnò forse 6 anni e gli succedette Siamon, considerato tra i più illustri regnanti della XXI dinastia (benché fu sotto il suo regno che si verificò l'ultimo grande saccheggio delle tombe tebane). A Siamon sono ascrivibili: il raddoppio del tempio di Amon a Tanis e lavori di ampliamento del tempio di Horus a Mesen; costruzioni a Eliopoli, forse a Pi-Ramses; la costruzione di un tempio dedicato ad Amon a Menfi; l'elevazione del clero menfita di Ptah e altre operazioni specie nel Basso Egitto, talché rari sono suoi riferimenti nell'area tebana. Si dedicò a una politica estera, da tempo rarefatta, più attiva; il periodo di circa dieci anni sino alla metà del suo regno, corrispose al momento della federazione delle tribù intorno all'antico regno di Gerusalemme, ad opera di re David, nella guerra contro i Filistei. Dapprincipio l'Egitto non prese parte direttamente alla contesa, anche se accolse Hadad, principe ereditario di Edom, dopo che il suo regno era stato occupato da David; Hadad sposò una principessa egizia e suo figlio fu allevato in Egitto. (alla morte del quale ne rientrò in possesso). Alla morte di David, cui successe Salomone, Hadad riprese possesso di Edom, mentre Siamon saccheggiò e occupò la città-stato cananea di Gezer, verosimilmente per motivi di ordine commerciale. Alla fine, comunque, fu instaurata un'alleanza tra l'Egitto e Israele, suggellata dal matrimonio di Salomone con una principessa egizia.
Se non sono chiari i legami familiari tra Amenemope, Osorkon il Vecchio e Siamon, altrettanto oscuri sono quelli con il suo successore Psusennes II, forse il medesimo Psusennes succeduto a Pinedjem II nella carica di Primo Profeta di Amon. Poco si sa del suo regno, ma alla sua morte, dopo circa 14 anni, si verificò il passaggio dalle dinastie egizie a quelle straniere, e segnatamente libiche, discendenti dei mercenari e delle popolazioni deportate durante il regno di Ramses III che si erano ormai insediate (come già era avvenuto con gli hyksos durante il Secondo periodo intermedio) ed egittizzate, raggiungendo livelli sociali anche elevati. La nuova dinastia, la XXII, si apriva infatti nel 945 a.C. con l'avvento di Sheshonq I, di probabili origini libiche, già generale comandante dell'esercito egizio, consigliere del re e suo genero avendone sposato la figlia Maatkhara.

### XXII dinastia (945-754 a.C.)
L'origine libica del primo sovrano della XXII dinastia, Sheshonq I, appare confermata dagli annali del tempio di Amon a Karnak dove viene indicato, evidentemente con intento dispregiativo, come Gran capo dei ma(shauash). Come i suoi predecessori anch'egli porrà il proprio figlio Iput a capo del clero tebano di Amon, nominandolo inoltre capo dell'esercito e governatore dell'Alto Egitto e così riunendo in una sola figura il potere temporale e quello divino; per rafforzare tale potere, Sheshonq nominerà Gedptahiuefankh (forse un altro suo figlio) terzo profeta di Amon e riserverà la carica di Quarto Profeta a Nesy, capo di una tribù libica alleata. Per garantirsi, tuttavia, contro eventuali mire del clero tebano, nominò un altro suo figlio, Nimlot, comandante militare delle truppe stanziate a Eracleopoli, nel Medio Egitto, nodo strategico tra le due aree del Paese.
Sotto il profilo della politica estera, Shehshonq riallacciò contatti con Biblo, mentre quelli con Israele si deteriorarono quando, durante la rivolta di Geroboamo contro Salomone, accolse il primo presso la propria corte fino alla morte del secondo, intorno al 930 a.C. Alla morte di Salomone, Geroboamo rientrò nella sua terra fondando il Regno di Israele che si separò da quello di Giuda, con capitale Gerusalemme, che restò sotto il governo del successore di Salomone, Roboamo. Animato da mire espansionistiche verso l'area siro-palestinese e adottando a pretesto incursioni beduine ai confini con l'Egitto, nel 925 a.C. Sheshonq marciò su Gerusalemme e la pose sotto assedio, fino alla capitolazione e alla consegna del tesoro di Salomone. Geroboamo, intuita la manovra, si diede alla fuga oltre il Giordano inseguito da Sheshonq fino a Beit She'an: della vittoriosa impresa sui due regni di Giuda e Israele, Sheshonq lasciò traccia in una stele commemorativa a Megiddo e sulle mura del tempio di Amon, a Karnak, nei pressi degli annali di Thutmose III.
| Date (a.C.) | Principali re | Primi profeti di Amon          |
| ----------- | ------------- | ------------------------------ |
| 945 - 924   | Sheshonq I    | Iuput (figlio di Sheshonq I)   |
| 924 - 889   | Osorkon I     | Sheshonq (figlio di Osorkon I) |
| 890 - 889   | Sheshonq II   | Smendes                        |
| 889 - 874   | Takelot I     | Iuwlot e Horus-sa-Iset         |
| 874 - 850   | Osorkon II    | Nimlot                         |
| 870 - 860   | Horus-sa-Iset |                                |
| 850 - 825   | Takelot II    | Osorkon                        |
| 825 - 773   | Sheshonq III  |                                |

Alla morte di Sheshonq I nel 924 a.C., gli succedette il figlio Osorkon I che proseguì nell'arricchimento delle proprietà divine di Karnak, Menfi, Eliopoli, Ermopoli, Bubasti (sua città natale), fece erigere monumenti a Copto e Abido, ultimò il tempio di Iside ad Atfih (la greca Aphroditopolis), rinforzò le posizioni difensive di Eracleopoli iniziate dal padre e insediò un accampamento militare sulla strada verso il Fayyum per presidiare quelle rotte commerciali. Onde garantirsi ulteriore sicurezza da eventuali mire espansionistiche del clero tebano, sostituì il Primo Profeta Iuput, suo fratello, con suo figlio Sheshonq. Nell'anno 890 a.C., peraltro, Osorkon I associò al trono Sheshonq (il futuro Sheshonq II) legato, attraverso la madre Maatkhara, direttamente a Psusennes I, ultimo re della XXI dinastia, e perciò in grado di affermare con ancora maggior peso il diritto della dinastia regnante. Sheshonq II, tuttavia, premorì al padre e non regnò mai autonomamente; alla morte di Osorkon I, un anno dopo la morte del figlio designato, si insediò sul trono Takelot I, figlio di una sposa secondaria, di cui si hanno scarse notizie. Si ritiene tuttavia che solo la guarnigione di Eracleopoli abbia evitato che Iuwlot, fratello di Takelot, estendesse l'autorità del Primo profeta ancora più a nord.
Al contempo, tuttavia, le spinte feudali e separatistiche del clero di Amon giunsero a compimento con i regni paralleli di Osorkon II e Hor-sa-Iset. Osorkon II, infatti, salito al trono dopo Takelot nell'874 a.C., consentì di assumere il titolo di Primo Profeta, succedendo ereditariamente al padre Sheshonq II, al cugino Hor-sa-Iset che, a partire dal quarto anno di regno di Osorkon II, si proclamò re con titolatura completa tra cui il nome di Horus Toro Possente incoronato a Tebe, in aperto contrasto con lo stesso nome di Horus scelto da Osorkon II Incoronato da Ra per essere re delle Due Terre. Se il regno meridionale di Horus-sa-Iset, comunque, non otteneva maggiori vantaggi rispetto al semplice essere Primo Profeta di Amon, di fatto limitava i poteri del regno settentrionale di Osorkon II che, alla morte di Horus-sa-Iset nell'860 a.C., elesse a Primo profeta di Amon Nimlot, già comandante della guarnigione di Eracleopoli; contestualmente nominò Primo profeta di Amon a Tanis il figlio Hornakht e Primo Profeta di Ptah a Menfi l'altro figlio Sheshonq.
In politica estera Osorkon II si trovò a dover fronteggiare la nascente potenza assira, che già sotto il re Assurnasirpal II aveva ottenuto consistenti vittorie nell'area siro-palestinese. Suo figlio, Salmanassar III, re dal 859 all'824 a.C. e perciò contemporaneo di Osorkon II e Takelot II, aveva inoltre tentato di conquistare l'intera Siria del nord spingendo i regni di Israele, Damasco e Hamath a costituire un'alleanza anti-assira, cui parteciparono con l'invio di truppe anche Byblos e l'Egitto. Da questo momento e per circa un ventennio l'Egitto avviò una politica di appoggio ai regni dell'area siro-palestinese, ultimo baluardo contro una possibile invasione del Paese da parte degli assiri.
Alla morte di Osorkon II salì al trono Takelot II, di cui si hanno scarse tracce e notizie. Il Primo profeta di Amon a Karnak, Nimlot, fratellastro del faraone, gli aveva dato in sposa la propria figlia Karoaama Merytamut e aveva riunito sotto la sua autorità Eracleopoli assegnando il comando della guarnigione, di cui era stato comandante, al proprio figlio Ptahugiankhef. Per i primi dieci anni di regno di Takelot II i rapporti tra le due entità furono pacifici, ma nell'anno undicesimo si giunse alla ribellione dell'area tebana, a seguito della morte di Nimlot e con l'avvicendamento alla carica di Primo profeta. I candidati erano due figli di Nimlot, Ptahugiankhef e un altro Takelot, e Horus-sa-Iset, nipote e omonimo del predecessore di Nimlot. Inaspettatamente, però, Takelot II scelse come Primo Profeta il proprio figlio Osorkon, scatenando una rivolta capeggiata da Horus-sa-Iset, mentre Ptahugiankhef accettava la scelta e veniva confermato nel comando della guarnigione di Eracleopoli. Domata la rivolta tebana, il primo profeta Osorkon cercò di accattivarsi le simpatie del clero con ulteriori donazioni e privilegi che tuttavia non bastarono a evitare, quattro anni dopo (ovvero nell'anno quindicesimo di Takelot), lo scoppio di un'altra guerra civile. Il dissidio durò quasi dieci anni, finché nell'anno ventiquattresimo di Takelot non si ebbe una riconciliazione, anch'essa destinata a breve durata: la contesa riprese due anni dopo, con la perdita di aree d'influenza nell'Alto Egitto da parte della casa regnante e il volontario allontanamento di Osorkon da Tebe per tornare alla capitale reale di Tanis.
La successione a Takelot II non fu meno traumatica: al trono salì infatti, non seguendo le consuetudini che avrebbero voluto sul trono Osorkon, il fratello del defunto sovrano, Sheshonq III. Ciò scatenò nell'ambito della famiglia reale una scissione tra il regnante Sheshonq III e il fratello Petubasti che fondò una dinastia parallela, la XXIII, con base a Taremu (la greca Leontopoli, nel Delta) e incoronandosi come Petubasti I.

#### XXII-XXIII dinastia (dal 825 al 754 a.C.)
| Date (a.C.) | XXII dinastia | XXIII dinastia |
| ----------- | ------------- | -------------- |
| 825 - 773   | Sheshonq III  |                |
| 818 - 793   | Sheshonq III  | Petubasti I    |
| 787 - 757   | Sheshonq III  | Osorkon III    |
| 767 - 730   | Sheshonq V    | Takelot III    |
| 773 - 767   | Pimay         | Osorkon III    |
| 764 - 757   | Pimay         | Takelot III    |
| 757 - 754   | Sheshonq V    | Rudamon        |

### Dalla XXII alla XXVI dinastia
La situazione creatasi con la scissione tra Sheshonq III e Petubasti I era inedita: non si trattava di una contesa tra Alto e Basso Egitto, bensì limitata all'area del Delta. Il clero amoniano si schierò ben presto con Sheshonq III il cui fratellastro, Osorkon, aveva intanto ripreso il titolo e il potere di Primo profeta di Amon.
La situazione del Delta, in tale periodo, si presenta abbastanza confusa archeo-storicamente. Sheshonq III regnò per 53 anni fino al 773 a.C. Intanto, a Leontopoli, Petubasti I era morto nel 793 a.C. venendo sostituito sul trono da Sheshonq IV, re effimero la cui stessa esistenza è stata posta storicamente in forse e, quindi, da Osorkon III (XXIII dinastia), parallelo a Sheshonq III (XXII dinastia), per circa tredici anni. Dopo un periodo di coreggenza durato circa sei anni con il proprio figlio Takelot III (che però gli sopravvivrà forse per un solo anno), Osorkon III morì sostituito sul trono da Rudamon, mentre sul trono della parallela XXII regnava, dopo l'effimero regno di Pimay, Sheshonq V.
Mentre nel nord del Paese nasceva, con capitale a Sais, un'effimera XXIV dinastia che annovera solo due sovrani, Tefnakht e Bocchoris, si profilavano intanto dal sud del Paese, approfittando della situazione di incertezza e disordini, le mire espansionistiche del re di Napata Pi(ankh)y.

#### Dinastie da XXII a XXVI (825 - 525 a.C.)
La condizione confusa del Terzo periodo intermedio, come peraltro quella degli altri periodi indicati con lo stesso nome, vede coesistere più dinastie che contribuiscono al frazionamento territoriale e alla fine dell'unitarietà che aveva caratterizzato l'Egitto nei periodi più definiti: ciò è la prefigurazione del substrato politico-sociale su cui si innesteranno le dominazioni straniere sull'Egitto da parte di potenze emergenti. Per avere un quadro il più possibile chiaro della situazione politica si rimanda alla tabella sinottica che segue.
| Date (a.C.) | XXII dinastia | XXIII dinastia | XXIV dinastia | XXV dinastia | XXVI dinastia  |
| ----------- | ------------- | -------------- | ------------- | ------------ | -------------- |
| 825 - 773   | Sheshonq III  |                |               |              |                |
| 818 - 793   |               | Petubasti I    |               |              |                |
| 787 - 757   |               | Osorkon III    |               |              |                |
| 773 - 767   | Pimay         |                |               |              |                |
| 764 - 757   |               | Takelot III    |               |              |                |
| 767 - 730   | Sheshonq V    |                |               |              |                |
| 757 - 754   |               | Rudamon        |               |              |                |
| 747 - 716   |               |                |               | Pi(ankh)y    |                |
| 727 - 720   |               |                | Tefnakht      |              |                |
| 720 - 715   |               |                | Boccori       |              |                |
| 716 - 702   |               |                |               | Shabaka      |                |
| 702 - 690   |               |                |               | Shabataka    |                |
| 690 - 664   |               |                |               | Taharqa      |                |
| 672 - 664   |               |                |               |              | Necao I        |
| 664 - 656   |               |                |               | Tanutamani   | Psammetico I   |
| 610 - 595   |               |                |               |              | Necao II       |
| 595 - 589   |               |                |               |              | Psammetico II  |
| 589 - 570   |               |                |               |              | Apries         |
| 570 - 526   |               |                |               |              | Amasis         |
| 526 - 525   |               |                |               |              | Psammetico III |

### XXV dinastia (kushita: 744 - 656 a.C.)
A seguito dell'allontanamento della Nubia dall'impero ramesside si era creato, al confine meridionale a partire dall'VIII secolo a.C., il regno di Kush, indipendente e con un proprio sviluppo distinto da quello dell'Egitto, cui comunque era legato anche per l'esistenza a Gebel Barkal, nei pressi della quarta cateratta del Nilo, di un importante complesso templare dedicato ad Amon, attorno al quale si era costituita la dinastia locale che, in breve, diverrà la XXV dinastia. Ben presto il regno kushita occupò la Bassa Nubia e il re Kashta raggiunse Elefantina (ove eresse una stele commemorativa) forse spingendosi fino all'area tebana.
Primo re riconosciuto della XXV dinastia fu, tuttavia, Pi(ankh)y (Piye, o anche Pi) che dal 747 a.C. proseguì nelle conquiste territoriali in Alto Egitto, prendendo sotto protettorato Tebe e insediandovi quale Divina Sposa di Amon la propria sorella Amenardis I: la carica soppiantò, di fatto, quella di Primo profeta di Amon, conferendole un potere simile a quello regale sull'area tebana.
Per far fronte all'invasione di Pi(ankh)y al sud, il re Tefnakht della XXIV dinastia creò una coalizione che comprendeva Eracleopoli ed Ermopoli, ma lo scontro vide la vittoria di Pi(ankh)y che narrò la vicenda in una stele monumentale fatta erigere nel tempio di Amon a Gebel Barkal.
(dalla Stele della Vittoria)
(dalla Stele della Vittoria, sottomissione del re Pefciauibastet di Eracleopoli)
L'avanzata kushita portò Pi(ankh)y sempre più a nord: ottenne la resa della fortezza voluta da Osorkon II per controllare le carovaniere verso il Fayyum, ricevette atto di sottomissione da Meidum e Lisht e sottopose ad assedio Menfi, ove si erano asserragliati gli alleati. Alla caduta della città anche altri alleati si sottomisero e Pi(ankh)y si recò al Eliopoli per rinnovare, nel tempio di Ra, la sua cerimonia di incoronazione sull'intero Paese.

#### Titolatura di Pi(ankh)y
| G5 |

| G5 |

| F36 | N19 |

| F36 | N19 |

| F36 | N19 |

| F36 | N19 |

| F36 | N19 |

| F36 | N19 |

| F36 | N19 |

| F36 | N19 |

| G16 |

| G16 |

| F31 | U25 |

| F31 | U25 |

| G8 |

| G8 |

| O34 · I1 | N29 · N35 | W24 | w | A1 | Z3 |

| O34 · I1 | N29 · N35 | W24 | w | A1 | Z3 |

| M23 · X1 | L2 · X1 |

| M23 · X1 | L2 · X1 |

| N5 | mn | L1 |

| N5 | mn | L1 |

| N5 | mn | L1 |

| N5 | mn | L1 |

| N5 | mn | L1 |

| N5 | mn | L1 |

| N5 | mn | L1 |

| N5 | mn | L1 |

| G39 | N5 |

| G39 | N5 |

| p | i | i |

| p | i | i |

| p | i | i |

| p | i | i |

| p | i | i |

| p | i | i |

| p | i | i |

| p | i | i |

Unico re non sconfitto personalmente, perché fuggito da Menfi durante l'assedio, fu Tefnakht che però inviò al nuovo sovrano d'Egitto una missiva diplomatica che fu, successivamente, alla base di una situazione di status quo che durerà nel tempo.
(dalla Stele della Vittoria, missiva di Tefnakht.)
Stranamente, nonostante la vittoria schiacciante riportata sui regni del nord, Pi(ankh)y decise di mantenere come capitale Napata, in posizione strategicamente molto decentrata e con concrete difficoltà di gestione su un Paese che si sviluppava per migliaia di chilometri a nord; si ritiene che tale scelta derivasse sia dal preferire, per ovvie ragioni, la città e la regione native; sia perché il frazionamento dell'Egitto, che ebbe cura di mantenere, gli garantiva la possibilità di governare con relativa semplicità anche da grande distanza; sia, infine, perché suo interesse precipuo era il mantenere sotto il proprio potere l'area meridionale fino a Ermopoli ed Eracleopoli in cui più diffusamente si dispiegavano i rapporti commerciali della Nubia.
(dalla Stele dal tempio di Amon a Gebel Barkal)
Sotto il profilo della tradizione, Pi(ankh)y ampliò e abbellì la sua capitale, ma soprattutto ingrandì il tempio di Amon a Gebel Barkal facendolo diventare una replica di quello di Karnak che provvide a sua volta ad abbellire e ingrandire come del resto faranno i suoi successori kushiti. Ancora nel quadro delle tradizioni risalenti agli antichi re, Pi(ankh)y si fece erigere una piramide nella necropoli di El-Khurru accanto alla quale, come negli antichi complessi piramidali delle prime dinastie, fece costruire piramidi secondarie in cui furono sepolte cinque sue spose e due delle sue figlie.
La scelta di una capitale tanto lontana dagli antichi centri del potere ove, peraltro, regnavano ancora sovrani che si fregiavano della titolatura completa, come Tefnakht da Sais (XXIV dinastia), consentì a quest'ultimo di riacquistare posizioni e consolidare la propria egemonia sui regni vicini di Leontopolis e Tanis. Dopo un regno di 8 anni, Tefnakht passò lo scettro al figlio Bakenrenef (il Boccori manetoniano) del quale si hanno scarse notizie; attestazioni del suo nome a Menfi fanno supporre che questa fosse stata la capitale da lui scelta per il suo regno, durato forse solo 5 anni prima che il successore di Pi(ankh)y, Shabaka, nel 715 a.C., riunificasse nuovamente le Due Terre sotto un unico potere.

#### Da Shabaka a Taharqa
Alla morte di Pi(ankh)y nel 716 a.C., dopo un regno di circa 31 anni, gli succedette il fratello Shabaka che nel 715 a.C. raggiunse Menfi, ove restaurò la tomba dei tori Apis di Saqqara, pose fine al regno di Boccori (secondo e ultimo re della XXIV dinastia) e si assicurò il dominio sulle oasi e sul deserto occidentale riprendendo il dominio anche del nord del Paese. Shabaka proseguì nel solco della tradizione tracciato da Pi(ankh)y rifacendosi in campo artistico a stili e canoni risalenti alle prime dinastie e facendo copiare su pietra da intellettuali al servizio della corona un antico Documento di teologia menfita risalente all'epoca di re Unis (V dinastia). Suoi sono interventi di restauro ed edificazione di templi a Menfi, Athribis, Abido, Esna, Dendera, Edfu, ma soprattutto nel complesso di Amon a Karnak ove, nei pressi dell'Akh-Menu di Thutmose III, fece erigere il cosiddetto Tesoro di Shabaka. A Medinet Habu ampliò il recinto del tempio risalente alla XVIII dinastia, mentre a Karnak ripristinò la figura del Primo profeta di Amon nominandovi suo figlio Horemakhet che ebbe competenza sul potere spirituale, essendo quello temporale nelle mani della sorella Amenardis I, Divina Adoratrice.
In politica estera Shabaka allacciò contatti con la sempre più pressante potenza assira alla quale restituì, verosimilmente per non rischiare un confronto diretto con Sargon II, un tale Iamani, re della città filistea di Ashdod, che si era ribellato a Sargon rifugiandosi, poi, in Egitto; forse a seguito di tale azione l'Egitto siglò un accordo diplomatico (di cui non si hanno tracce) con l'Assiria.
Dopo quindici anni di regno, nel 702 a.C., alla sua morte forse senza eredi diretti, salì al trono Shabataka, figlio di Pi(ankh)y, probabilmente dopo una coreggenza di due anni. Questi proseguì i lavori intrapresi dallo zio e predecessore a Menfi, Luxor e Karnak e indirizzò la sua politica verso i modelli ramessidi, verosimilmente in nome di una pretesa volontà di affermazione del potere reale all'interno e all'estero. Al contrario di Shabaka, che aveva ottenuto con l'accordo diplomatico circa quindici anni di tregua con l'Assiria, Shabataka adottò una politica più aggressiva; in occasione di un tentativo di sollevazione anti-assiro contro Sennacherib da parte di Lule re di Sidone, Sidka re di Askalon ed Ezechia re di Giuda, si alleò a quest'ultimo inviando un corpo di spedizione capeggiato dal fratello Taharqa. Le forze alleate ribelli subirono però una pesante sconfitta nei pressi di Elteqeh; l'esercito assiro pose sotto assedio Gerusalemme ed Ezechia si sottomise immediatamente.
Nel suo discorso per la sottomissione di Ezechia, Sennacherib volle rimarcare esplicitamente quanto malfermo fosse ormai il potere dell'Egitto.
(Bibbia, Libro dei Re, II Re, stralcio dai versi 18-21.)

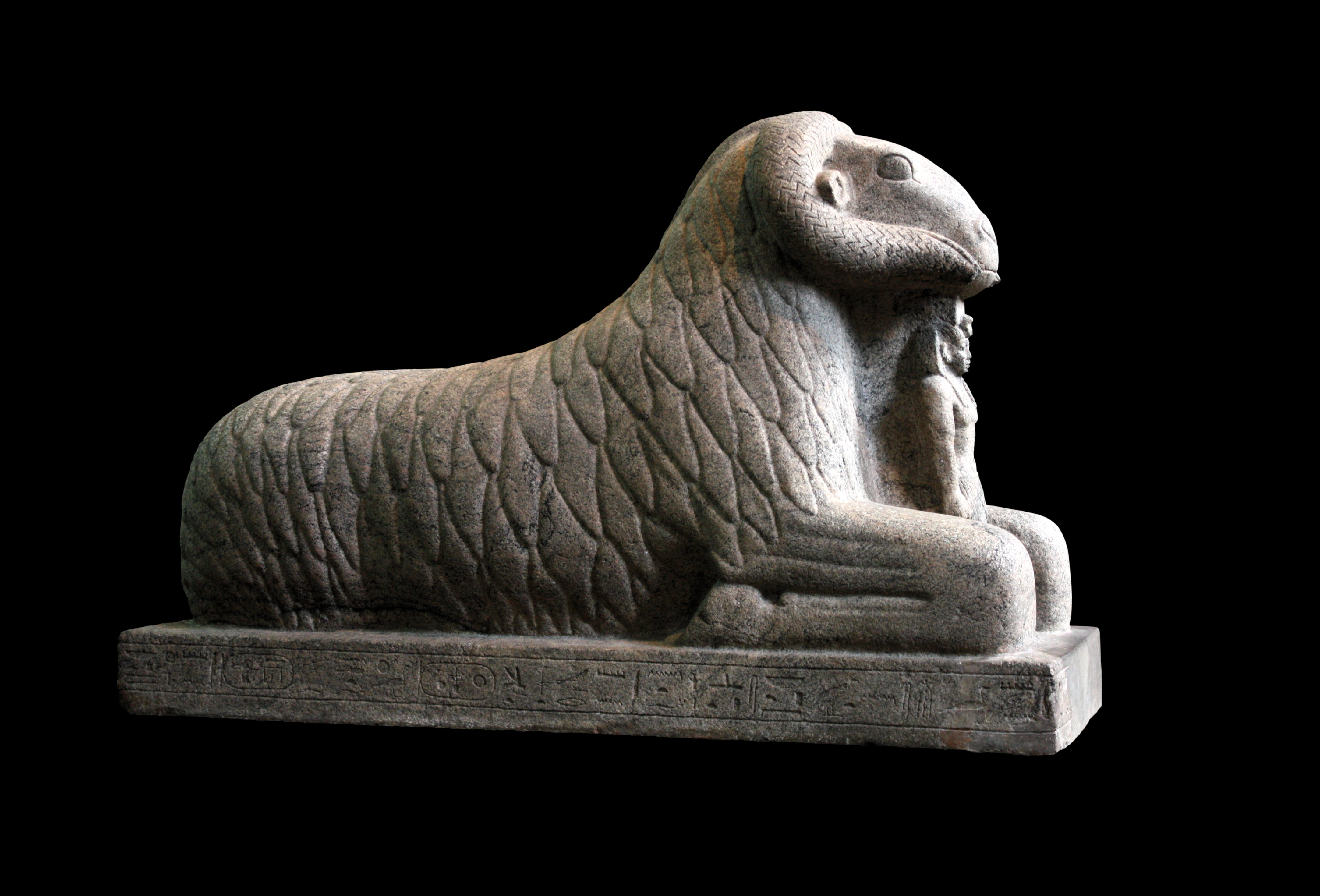
Statua di Amon come ariete che protegge re Taharqa, British Museum, Londra.

Taharqa tentò un controffensiva, ma fu costretto a ritirarsi in Egitto dinanzi allo strapotere dell'esercito assiro, che fu però costretto a rinunciare all'inseguimento per rientrare in patria e sedare altre rivolte sviluppatesi nell'area babilonese.
Nel 690 a.C., alla morte di Shabataka, salì al trono suo fratello Taharqa, che nel 684 a.C. restaurò e ampliò il tempio di Amon a Kawa, risalente alla XVIII dinastia. A suo modello artistico prese l'Antico Regno e fece trasferire in Nubia artigiani e artisti menfiti perché vi riproducessero rilievi copiati dai grandi templi funerari degli antichi re, come Sahura e Niuserra, della V dinastia, e Pepi, della VI. Sotto il profilo edilizio, Taharqa ampliò il tempio di Amon-Ra a Napata e ve ne fece costruire uno nuovo dedicato ad Amon; sue costruzioni si elevarono a Meroe, Semna, Buhen, senza dimenticare l'area tebana ove ampliò i templi di Medinet Habu, restaurò e ampliò il tempio di Amon a Karnak e procedendo a lavori anche presso il tempio di Luxor.

#### Taharqa, l'invasione assira e Tanutamani
Nel 677 / 676 a.C. il regno di Sidone si ribellò agli assiri di re Esarhaddon che, dopo averlo sconfitto, ne deportò la popolazione in Assiria e fece del regno una provincia, fondando una nuova capitale, Kar-Esarhaddon. Dal 676 al 674 a.C. Esarhaddon dovette fronteggiare altri tentativi di sollevazione da parte di sciti, cimmeri, medi e altri, che si ritiene fomentate e sovvenzionate dallo stesso Taharqa. Nel 674 a.C., diciassettesimo del regno di Taharqa, assicuratasi la neutralità delle tribù del Mar Morto, Esarhaddon si scontrò con gli egizi venendo messo in fuga; solo tre anni più tardi, nel 671 a.C., gli esiti si capovolsero ed Esarhaddon sconfisse Taharqa occupando Menfi e catturando il principe ereditario e alcuni membri della famiglia reale.
(J.B. Pritchard, Ancient Near Eastern Texts (ANET) relating to the Old Testament, Princeton-New Jersey, 1969, p. 293.)
Taharqa fu perciò costretto a ripiegare al sud, mentre Esarhaddon favorì i regnanti rivali del nord, specie di Sais, prima di far rientro in Assiria. Una volta sgombero il campo dalle forze occupanti, Taharqa sobillò rivolte nel nord dell'Egitto costringendo Assurbanipal, nel frattempo subentrato al padre, a intervenire nuovamente nel 670 a.C. con un corpo di spedizione che sconfisse Taharqa a nord di Menfi. Taharqa fu nuovamente costretto a ripiegare verso sud, a Tebe, inseguito dall'esercito assiro, rinforzato da contingenti provenienti dalla Fenicia, dalla Siria, da Cipro, nonché da truppe egizie dei regni del nord. L'esercito assiro avanzò in profondità nella Tebaide, ricevendo l'omaggio dell'Alto Egitto e di alti funzionari (anche kushiti) ed estendendo il proprio dominio fino ad Assuan, mentre Taharqa riparava a Napata. Affidato il governo agli alleati locali, l'esercito assiro rientrò nel proprio Paese, ma Assurbanipal fu costretto nuovamente a intervenire nel 665 a.C., poiché i sovrani del Delta si erano, nel frattempo, nuovamente alleati con Taharqa. Giustiziati tutti i re e i funzionari considerati traditori, fatte deportare a Ninive le relative famiglie, Assurbanipal lasciò in vita solo il re di Sais, Necao I, ed elevò al rango di re di Athribis, nel Delta, il di lui figlio Psammetico. Nasceva così, di fatto, la XXVI dinastia.
Nel contempo, morto Taharqa nel 664 a.C., salì al trono il cugino Tanutamani che intraprese un tentativo di riconquista del Paese. Incoronato a Napata, riconosciuto come sovrano da Amon, si rifece alla politica di Pi(ankh)y raggiungendo prima Elefantina, ove offrì sacrifici al dio Khnum, poi Karnak, ove sacrificò ad Amon-Ra, e dirigendosi quindi verso Menfi che pose sotto assedio e prese schiacciando i ribelli del nord. Assurbanipal, tuttavia, inviò immediatamente un corpo di spedizione nel 664/663 a.C. che sconfisse Tanutamani costringendolo a ripiegare su Tebe e quindi su Napata quando gli assiri occuparono anche la città di Amon. Tebe venne saccheggiata dalle truppe assire, bruciata, devastata e depredata di tutti i tesori accumulati in millenni di storia, ponendo al contempo fine alla XXV dinastia kushitica. Tanutamani regnò ancora su Napata alcuni anni, fino al 656 a.C., giacché gli assiri non osavano avventurarsi oltre Assuan.
Contestualmente la XXVI dinastia, appoggiata dall'Assiria, ampliava il suo territorio nel Delta, riunendo Sais e Athribis su cui si insediò Psammetico I, successore di Necao I.

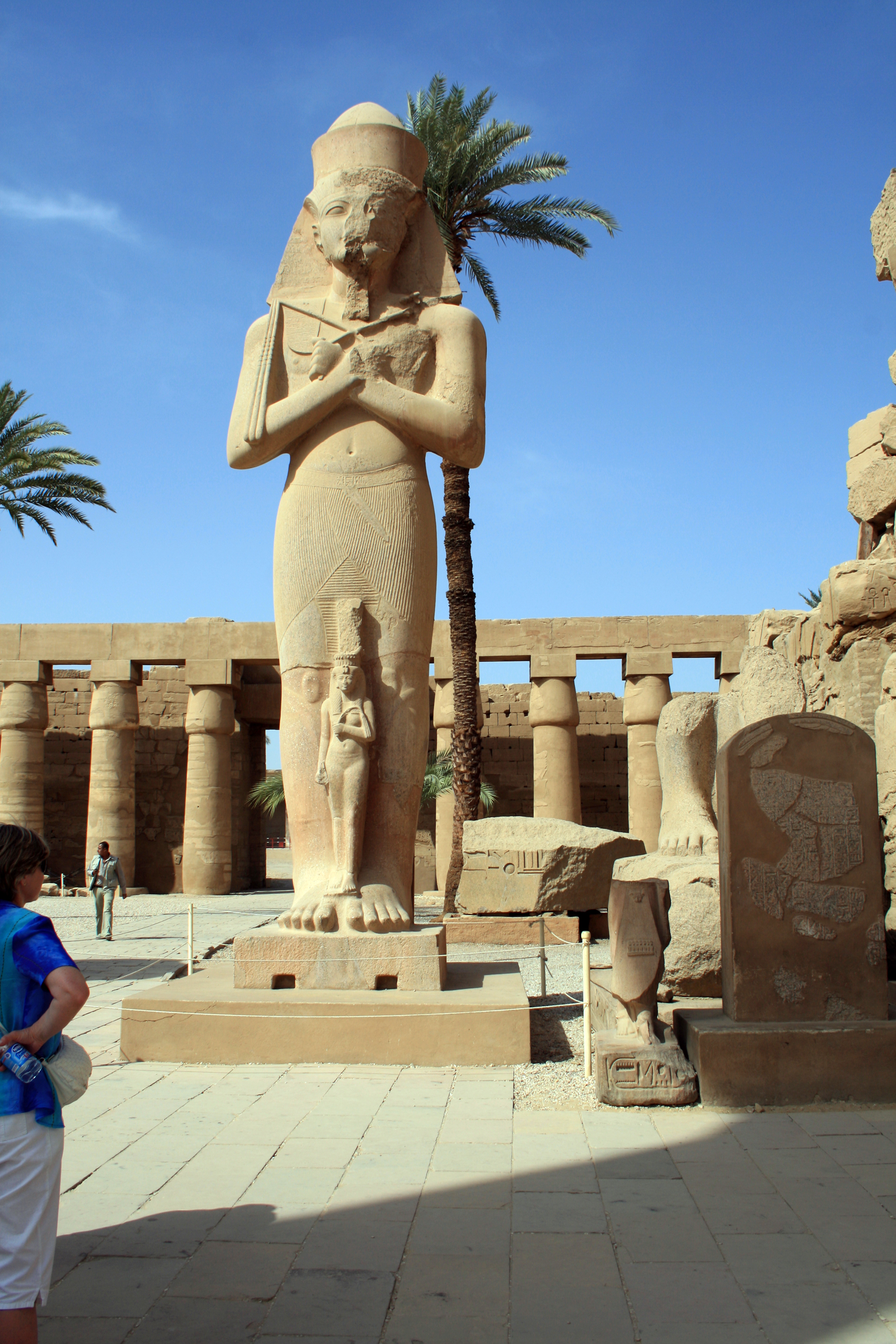
Statua colossale di Pinedjem, Primo Profeta di Amon (Karnak, tempio di Amon)
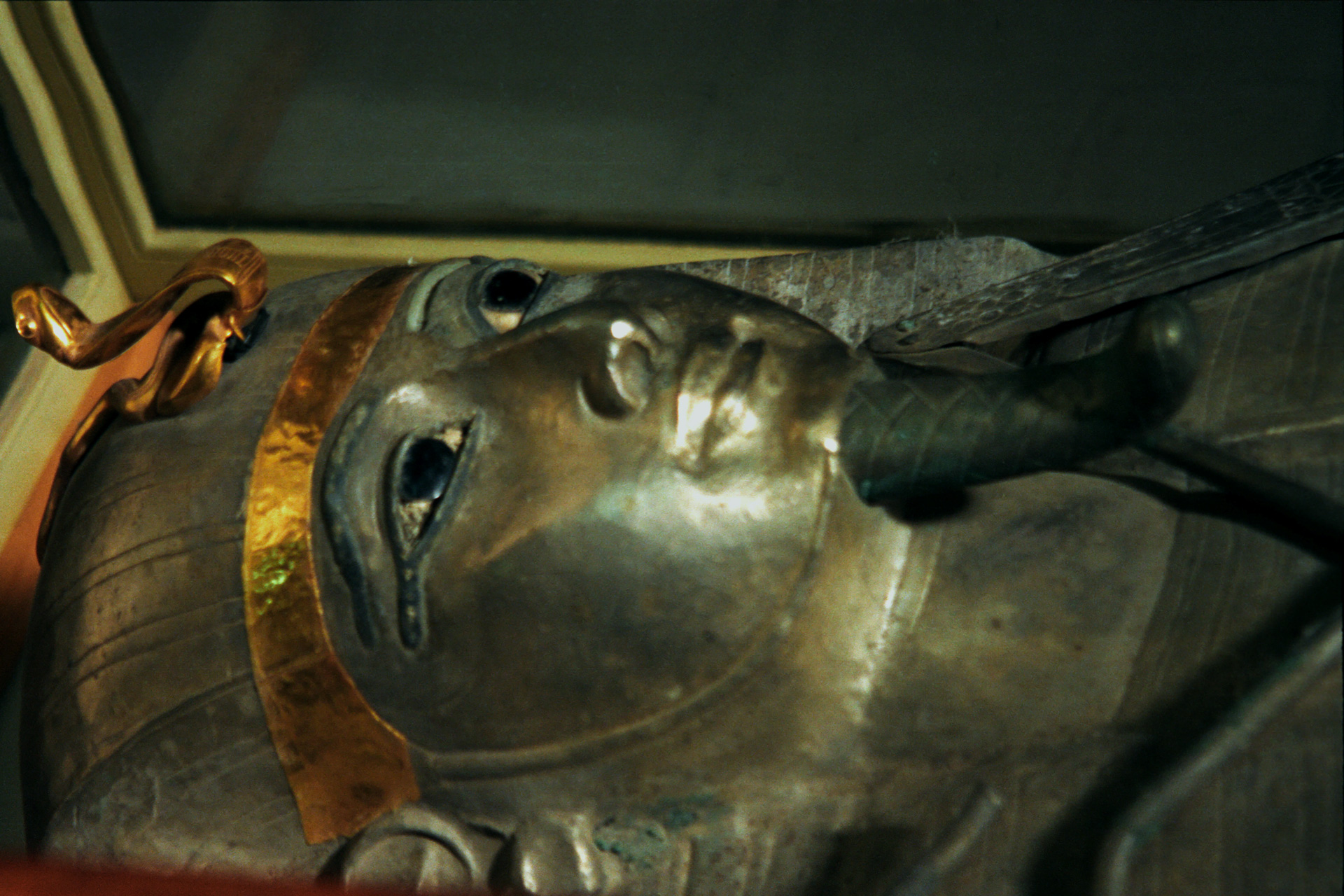
Dettaglio del raro sarcofago in argento di Psusennes I (XXI dinastia) (Cairo, Museo egizio)
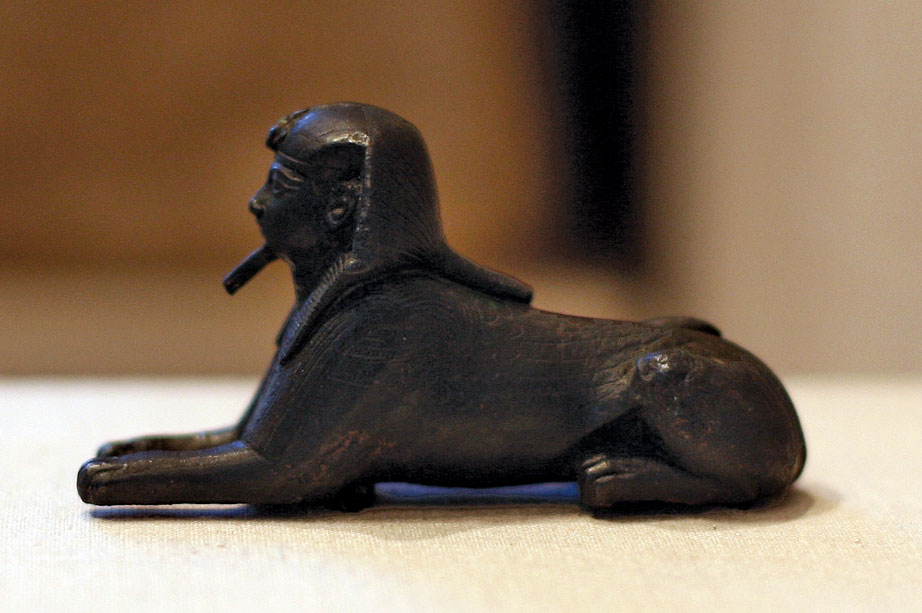
Sfinge di Sheshonq I (XXII dinastia) (New York, Brooklyn Museum)
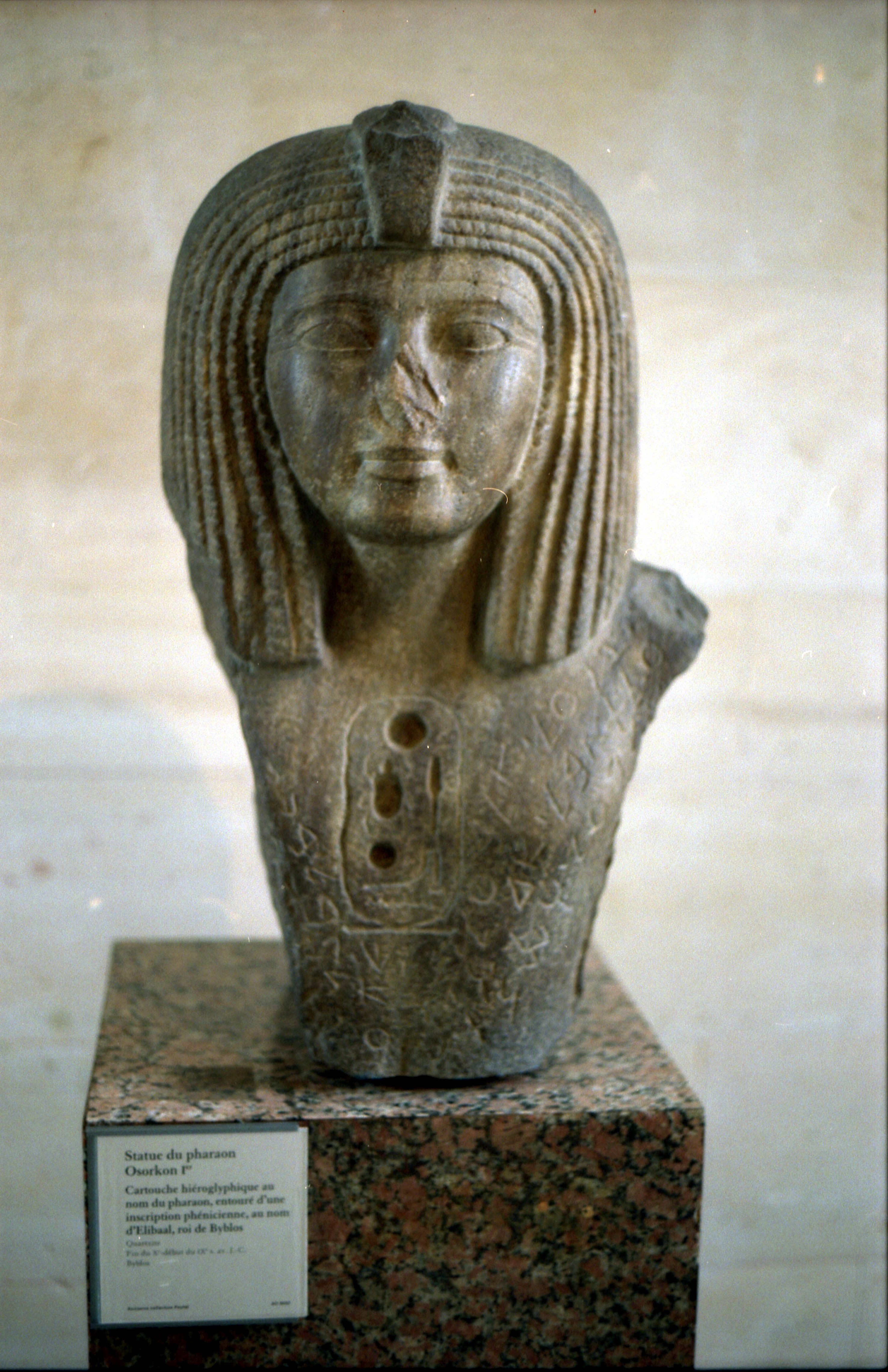
Busto di Osorkon I (XXII dinastia) (Parigi, Louvre)
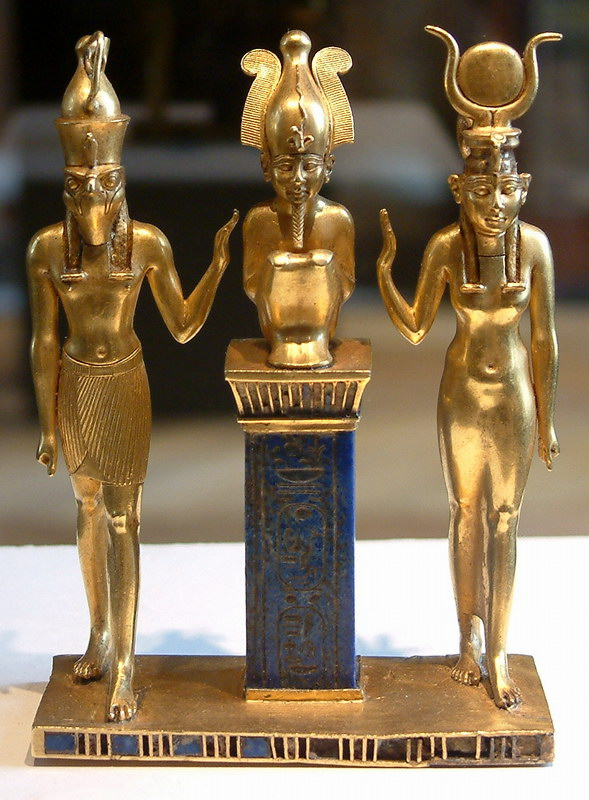
Triade divina: Horus, Osiride, Iside, in un pendente con i cartigli di Osorkon II (XXII dinastia) (Parigi, Louvre)
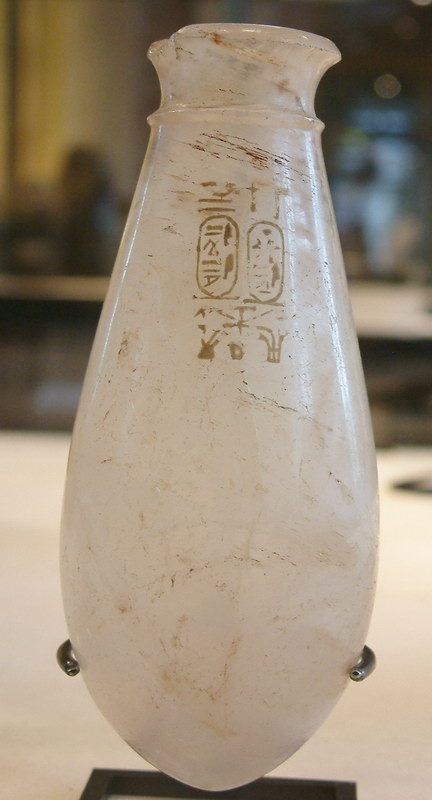
Vasetto in alabastro con i cartigli di Rudamon (XXIII dinastia) (Parigi, Louvre)
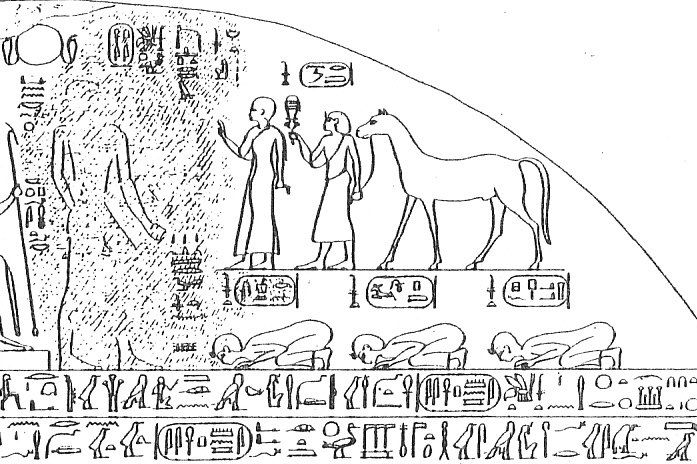
Resa grafica di un particolare della Stele della Vittoria di Pi(ankh)y (XXV dinastia) nel tempio di Amon a Gebel Barkal
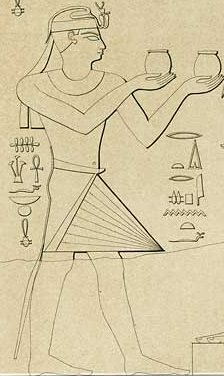
Resa grafica di un rilievo di Shabaka (XXV dinastia) (Karnak)
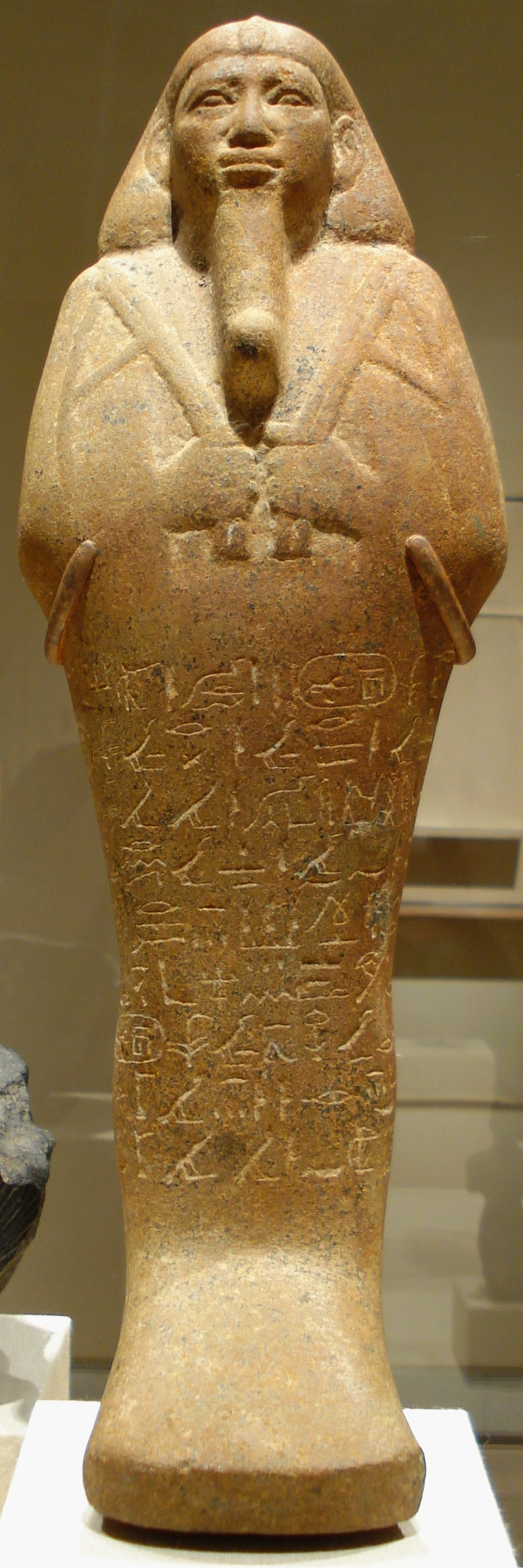
Ushabti di Taharqa (XXV dinastia)
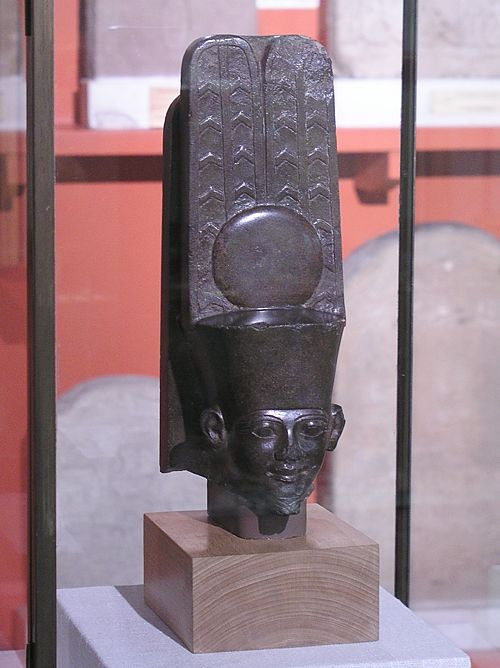
Testa di Tanutamani in forma di Amon
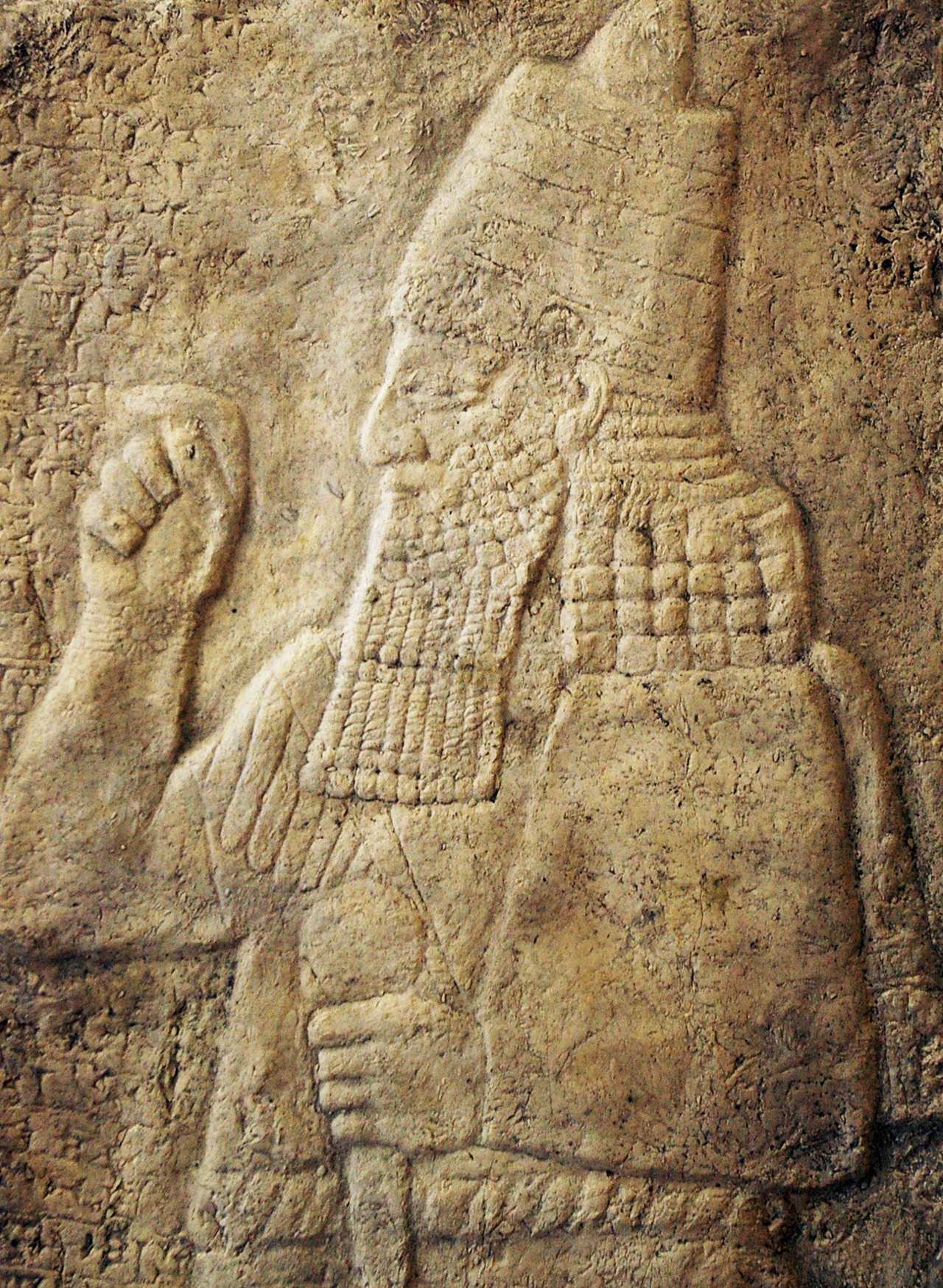
Sennacherib
rilievo di Assurbanipal da Ninive (Londra, British Museum)

## Periodo tardo (672 - 343 a.C.)
Con il sacco di Tebe e l'occupazione dell'Egitto da parte della potenza assira, il Paese e la civiltà che in esso era sorta e prosperata iniziano un'inarrestabile fase di declino. Una parvenza di governo autoctono si avrà ancora con la XXVI dinastia che, benché storicamente e convenzionalmente inserita nel Periodo tardo, di fatto è ancora, almeno in parte, connessa all'incertezza del Terzo periodo intermedio.

### XXVI dinastia (672-525 a.C.)
Gli assiri, che usualmente preferivano rientrare nel proprio Paese lasciando sul trono dei territori vinti governanti locali a loro legati, alla morte di Necao I riconobbero il suo successore Psammetico I governante dell'intero Egitto, con l'unico obbligo di sedare ogni eventuale tentativo di rivolta. Dal suo canto, Psammetico I dapprima occupò le signorie di Sebbennytos e Busiris, nell'area libica, quindi ottenne, nel 657 a.C., la sottomissione di altri re del nord e l'alleanza di Samtutenakht, principe di Eracleopoli che, l'anno successivo, collaborò affinché il re occupasse senza combattimenti la Tebaide. Nello stesso 656 a.C. Samtutenakht fornì un'imponente scorta navale alla figlia del faraone, Nitokris, onde consentirle di raggiungere il tempio di Amon a Karnak, ove venne adottata come Divina Adoratrice del dio dalle somme sacerdotesse in carica, Shepenupet II e Amenardis I. Le assegnarono anche una ricca dote in Alto Egitto, così riconoscendo, sia pure indirettamente, il potere di Psammetico come fece invece ufficialmente anche il Primo Profeta di Amon, Montuemhat.
Poiché tuttavia alcuni re del nord non accettarono di sottomettersi rifugiandosi in area libica, per contrastarli ed evitare incursioni Psammetico arruolò nuove truppe ricorrendo, per la prima volta nella storia dell'Egitto, a una coscrizione obbligatoria cui affiancò l'assunzione di truppe mercenarie provenienti dalla Libia stessa, dalla Nubia e anche dal bacino mediterraneo: fenici, siriani, ebrei, greci, carii. Le truppe vennero dislocate ai confini libici occidentali, nubiani al sud (ad Elefantina al confine con Napata) e orientali verso la Siria. Aveva così inizio l'apertura dell'Egitto agli influssi esterni, sempre crescenti durante i 56 anni di regno di Psammetico con l'arrivo di mercanti greci e l'esportazione di beni locali come il grano, cereali in genere, lino, papiro; sul ramo bolbitinico del Delta furono aperti i primi empori milesi. Nonostante tale apertura, tuttavia, la politica di Psammetico I tendeva alla rivalorizzazione nazionalista delle fonti risalenti all'Antico e al Medio Regno, soprattutto in campo religioso giungendo così, nonostante la piena accettazione della presenza straniera, a emanare un decreto di messa al bando degli dei stranieri. Sempre in campo religioso, nell'anno cinquantaduesimo di regno fece notevolmente ampliare la necropoli dei tori Apis (incarnazione di Ra) a Saqqara, ove ai cosiddetti piccoli sotterranei fatti costruire da Ramses II fece aggiungere i grandi sotterranei per uno sviluppo lineare complessivo di oltre 350 m. Sempre nel quadro del ritorno agli antichi culti delle ipostasi animali, nei pressi della necropoli dei tori Apis, in epoca successiva (570-526 a.C.), il faraone Amasis farà realizzare l'Anubeion e il Bubasteion, rispettivamente riservati alla sepoltura degli sciacalli e dei gatti sacri.
| Date (a.C.) | Principali re  |
| ----------- | -------------- |
| 672 - 664   | Necao I        |
| 664 - 610   | Psammetico I   |
| 610 - 595   | Necao II       |
| 595 - 589   | Psammetico II  |
| 589 - 570   | Apries         |
| 570 - 526   | Amasis         |
| 526 - 525   | Psammetico III |

Notevole rinascita si ebbe anche in campo letterario, con il ritorno all'egizio classico del Medio Regno e l'utilizzo del demotico nei soli scritti non letterari, oltre che in campo politico-economico: Psammetico trasferì la capitale a Menfi e in un primo momento non intervenne nell'Alto Egitto, riservando la sua attività all'area saitica e del Basso Egitto; solo successivamente il faraone assunse progressive misure che gli permisero di insediare in area tebana suoi fidati funzionari saiti.
In linea di massima, il periodo saitico della XXVI dinastia fu indubbiamente contraddistinto sia da prosperità e splendore interni sia da una nuova riaffermazione nel campo della politica estera, anche se ciò fu dovuto forse, più che a meriti propri, a circostanze esterne. Dopo il suo ritorno dalla spedizione egizia, infatti, il re assiro Assurbanipal si era trovato a dover fronteggiare una situazione di difficile gestione sia interna sia alle frontiere. Di ciò giovò l'Egitto giacché nel 653 a.C., approfittando dello scontro tra Assiri e Elamiti, Psammetico riuscì a scacciare le guarnigioni assire rimaste a presidiare il Paese, fin oltre Ashdod, in Palestina. Alla morte di Assurbanipal, nel 627 a.C., i suoi figli si disputarono il potere; del disordine conseguente approfittò il re di Caldea Nabopolassar (Nabû-apal-usur), che occupò Uruk nel 626 e si proclamò re di Babilonia nel 616. Contemporaneamente, nel 629/627 a.C., gli sciti calarono sull'Assiria e avanzarono verso l'Egitto, venendo però fermati da Psammetico all'altezza di Ashdon; tale episodio fece comprendere al faraone la gravità di una totale caduta dell'Assiria e perciò lo spinse ad allearsi con gli assiri contro Nabopolassar.

#### Necao II, Nabopolassar e Nabucodonosor II
Nel 610 a.C., alla morte di Psammetico I, gli succedette il figlio Necao II che proseguì nella politica di alleanza con quanto restava della potenza assira. Quando medi e babilonesi si impadronirono di Harran nel 609/608 a.C., Necao II attraversò l'Eufrate e, pur non riuscendo a riprendere Harran, tuttavia si impadronì della Palestina sconfiggendo a Megiddo il re di Giuda, Giosia. Necao intervenne quindi negli affari interni del regno di Israele, destituendo Ioacaz, figlio di Giosia, e sostituendolo con il di lui figlio Elyaqim, che regnò con il nome di Ioiakim e versò tributo a Necao per circa quattro anni. Nel corso della campagna, le forze egizie raggiunsero Karkemiš, ove si attestarono.
Nabopolassar, dal suo canto, inviò in Siria nel 605 a.C. il figlio, Nabucodonosor II (Nabû-kudurri-uṣur), che si impadronì di Karkemiš e inseguì le truppe egizie fino a Hamath, a sud di Aleppo, dove le annientò. Tuttavia Nabucodonosor non proseguì oltre, poiché era morto il padre Nabopolassar e dovette rientrare a Babilonia per affermare il suo diritto al trono. Rientrato in area siriana nel 604 a.C., a riscuotere tributi da Damasco, Tiro, Sidone e Gerusalemme, Nabucodonsor si scontrò con Necao II, che riuscì solo a riprendere Gaza, nel 601 a.C.
Dopo tale esperienza la politica estera di Necao si indirizzò più compiutamente sul mondo greco, con ampie aperture verso i coloni giunti al seguito dei mercenari; non solo incoraggiò infatti i loro insediamenti mediante concessione di terre e benefici, ma preconizzò la nascita di una flotta marittima all'altezza delle coeve marinerie del Mediterraneo e che fosse attiva anche nel Mar Rosso. A tal fine pose mano a un progetto decisamente ambizioso: lo scavo di un canale navigabile che unisse il Mar Rosso con il Mediterraneo nello Wadi Tumilat, un antico affluente del Nilo lungo circa 50 km, ormai in secca già all'epoca e sfruttato come via carovaniera. Il canale si sarebbe dovuto estendere dal ramo Pelusio del Nilo fino ai Laghi Amari; da qui un altro canale avrebbe raggiunto il Golfo di Suez sul Mar Rosso. Per l'impresa Necao II fece costruire appositamente anche una città, Per-Temu, e impiegò oltre 120.000 uomini, ma l'opera non venne completata. A Necao riuscì però almeno la realizzazione della flotta marittima che, sebbene non a livello delle altre marinerie mediterranee, purtuttavia ebbe il merito di compiere la circumnavigazione dell'Africa per la prima volta nella storia, grazie anche all'apporto di marinai fenici.

#### Da Psammetico II a Psammetico III
Alla morte di Necao II nel 595 a.C. gli succedette il figlio Psammetico II, il cui regno durò solo 6 anni. In questo periodo si interessò anch'egli di politica estera: anziché per seguire le orme paterne in quanto a contatti con il Mediterraneo preferì influenzare nuovamente la politica della vicina Giudea. Qui, dopo il saccheggio di Gerusalemme del 597 a.C. da parte di Nabucodonosor II, regnava, posto sul trono dal re babilonese, Sedecia, che Psammetico II ebbe cura di sobillare contro Nabucodonsor fino a giungere a un concilio anti-babilonese nel 594 a.C. che nel 591 a.C. sfociò nell'aperta rivolta di Giudea e Fenicia.
Morto nel 589 a.C. Psammetico II gli succedette il figlio Kaaibra Apries, che si trovò immediatamente a dover affrontare i problemi derivanti dalla rivolta di Sedecias alla quale l'Egitto prese attivamente parte. Nabucodonosor intervenne in Fenicia, prendendo Sidone e assediando Tiro, che resistette fino al 573 a.C. grazie ai rifornimenti che Apries fece pervenire via mare, sfruttando la flotta fatta costruire da Necao II. Meno positivi furono i risultati per le forze di terra che, intervenute a favore di Sedecia, vennero sconfitte e dovettero ritirarsi nel 587 a.C. Nabucodonosor occupava nuovamente Gerusalemme, catturando a Gerico lo stesso re Sedecia e deportando gran parte della popolazione a Babilonia. La ribellione, tuttavia, non si sedò del tutto e i partigiani del sacerdote Geremia assassinarono il governatore babilonese fuggendo poi, con il loro capo, in Egitto.
Apries, intanto, si trovò a dover fronteggiare una precaria situazione interna con la rivolta della guarnigione di Elefantina, sedata dal generale Neshor. Poco dopo, nel 570 a.C., il principe Adikran di Cirene chiese aiuto all'alleato egizio per difendersi da incursioni doriche; Apries inviò in supporto truppe mercenarie, dette machimoi che però vennero sconfitte; al ritorno dalla campagna libica scoppiò una vera e propria guerra civile tra i machimoi e i mercenari greci e carii che erano stanziati nel Paese. Durante tale precaria situazione politica, i machimoi proclamarono re il generale Amasis che si era particolarmente distinto in una campagna che aveva visto opporsi il faraone Apries, nel 592 a.C., alle mire espansionistiche e di rivalsa degli ultimi eredi della dinastia kushita in Nubia. Nello scontro con Apries, che inevitabilmente seguì tale proclamazione di Amasis e che avvenne nel 570 a.C. a Momenfis, il secondo ebbe la meglio e Apries fu ucciso; nel 568 a.C., Nabucodonsor cercò di approfittare dell'instabilità dell'Egitto per tentare una seconda invasione, ma fu bloccato da Amasis.
Benché proclamato re dai machimoi e da loro sostenuto, Amasis non trascurò sistemazione delle numerose comunità greche sparse nell'Egitto settentrionale; in tal senso riuscì a convincerle, mediante la concessione di importanti privilegi economici e commerciali, a concentrarsi in un'unica località, Naucratis, alla quale riconobbe il particolare status di emporio commerciale autonomo, con luoghi di culto propri; tale apertura farà sì che l'area del Delta, e l'Egitto in generale, raggiungano un livello di prosperità economica preminente nel panorama delle potenze commerciali del Mediterraneo. In politica estera Amasis mantenne ottimi rapporti con la Grecia, stipulò trattati di alleanza con Creso re di Lidia e Policrate tiranno di Samo, ammorbidendo anche i rapporti, precedentemente tesi, con Babilonia. Militarmente, si scontrò con alcune città di Cipro: il successo arrisogli nello scontro gli consentì di mettere al proprio servizio la potente flotta cipriota.
Nel 546 a.C., tuttavia, l'abile politica di alleanze di Amasis era destinata a soccombere dinanzi all'avanzata sempre più preponderante della potenza persiana: nel 546 a.C., infatti, Ciro II di Persia invase la Lidia e sette anni dopo, nel 539 a.C., fu la volta di Babilonia; solo la morte di Ciro, nel 529 a.C., ritarderà, di poco, l'invasione dell'Egitto. Alla morte di Amasis nel 526 a.C., gli subentrerà Psammetico III; l'anno successivo, nel 525 a.C., Cambise II di Persia, successore di Ciro, marciò sull'Egitto sconfiggendo Psammetico sul ramo Pelusio del Delta. Il faraone si rifugiò a Menfi, ma la città venne catturata e Psammetico deportato a Susa.
È il 525 a.C. e l'Egitto diviene una satrapia, ovvero una provincia, dell'Impero achemenide.

### XXVII dinastia (1ª dominazione persiana: 525 - 404 a.C.)
Se è vero che la sconfitta di Pelusio, favorita dalla defezione di alcuni alleati e dagli appoggi delle popolazioni beduine del Sinai, segnò per l'antica civiltà egizia la perdita dell'autonomia, è altrettanto vero che Cambise II poté contare sull'accoglienza favorevole anche di minoranze locali, come la comunità giudaica di Elefantina, e di membri dell'alta aristocrazia egizia, come Udjahorresnet, archiatra e sacerdote di Sais. Questi, sulla statua che lo rappresenta nota come Naoforo vaticano, elogia Cambise come grande re dell'Egitto e rivendica il merito di aver elaborato la titolatura faraonica (sia pure ridotta a tre soli nomi) assunta dal re persiano come primo re della XXVII dinastia: Mestyu-ra Khamebet.
(dall'iscrizione del Naoforo Vaticano)

#### Titolatura di Cambise II quale re dell'Egitto
| G5 |

| G5 |

| F36 | N16 · N16 |

| F36 | N16 · N16 |

| F36 | N16 · N16 |

| F36 | N16 · N16 |

| F36 | N16 · N16 |

| F36 | N16 · N16 |

| F36 | N16 · N16 |

| F36 | N16 · N16 |

| G16 |

| G16 |

|  |

| G8 |

| G8 |

|  |

| M23 · X1 | L2 · X1 |

| M23 · X1 | L2 · X1 |

| N5 | F31 | w | U33 |

| N5 | F31 | w | U33 |

| N5 | F31 | w | U33 |

| N5 | F31 | w | U33 |

| N5 | F31 | w | U33 |

| N5 | F31 | w | U33 |

| N5 | F31 | w | U33 |

| N5 | F31 | w | U33 |

| G39 | N5 |

| G39 | N5 |

| k | m | D58 | i | V13 · t |

| k | m | D58 | i | V13 · t |

| k | m | D58 | i | V13 · t |

| k | m | D58 | i | V13 · t |

| k | m | D58 | i | V13 · t |

| k | m | D58 | i | V13 · t |

| k | m | D58 | i | V13 · t |

| k | m | D58 | i | V13 · t |

Nel 522 a.C. Cambise affidò la satrapia d'Egitto ad Ariande dovendo tornare in patria per contrastare una rivolta fomentata dal pretendente al trono Gaumata. Scrittori successivi, come Erodoto o Ctesia di Cnido, tacciarono Cambise e più in generale i re persiani di crudeltà gratuite, brutalità e sacrilegio. Tuttavia oggi gli storici tendono a ridimensionare tali affermazioni, forse dettate dalla tradizionale inimicizia tra greci e persiani: è infatti che nell'anno sesto di Cambise si tenne il funerale solenne di un bue Api; come testimoniato dall'iscrizione del Naoforo vaticano, furono restituiti privilegi a complessi templari; la stessa spedizione di Cambise verso l'oasi di Siwa, nel corso della quale il re perse un'intera armata, era molto verosimilmente dettata dal sentito bisogno, come poi sarà anche di Alessandro Magno, di essere riconosciuto come vero re dell'Egitto dall'oracolo di Amon ivi esistente. La cattiva fama dell'amministrazione persiana in Egitto è verosimilmente da imputarsi alla gestione del satrapo Ariande che, destituito da una rivolta, venne poi reinsediato da Dario I, impostosi sul trono di Persia nel 522 a.C., che successivamente, tuttavia, lo fece condannare a morte per tradimento, nominando quindi satrapo d'Egitto Ferendate.
Sotto il profilo politico e infrastrutturale i re persiani, ritenendo l'Egitto la più ricca delle satrapie, valorizzarono i centri di studio egizi e restituirono ai templi le loro antiche prerogative.
(dall'iscrizione del Naoforo Vaticano)
Dario I fece inoltre costruire un tempio dedicato a Seth a Hibis nell'oasi di Kharga, ordinò lavori di restauro a Busiris e a El-Khab, fece riaprire le cave dello Uadi Hammamat, addirittura tentò la redazione di un autentico codice legislativo egizio; a questo scopo, prima del dicembre del 518 a.C., chiese ad Ariande di inviargli saggi, scribi, guerrieri, sacerdoti, in grado di erudirlo sulle leggi locali.
(da Encyclopaedia Iranica, voce Aryandes)
Tale atteggiamento appare confermare che le intenzioni dei re persiani (almeno durante questa prima dominazione) fossero quelle di valorizzare il Paese all'interno del loro impero e non, come riportato dagli scritti posteriori di autori greci, di depotenziarlo.
| Date (a.C.) | Principali re             |
| ----------- | ------------------------- |
| 525 - 522   | Cambise (Kambūjia)        |
| 522 - 486   | Dario I (Dārayavahuš)     |
| 486 - 465   | Serse (Xšaya-ṛšā)         |
| 465 - 424   | Artaserse (Artakhšassa)   |
| 424 - 405   | Dario II (Oco)            |
| 405 - 359   | Artaserse II (Artaxšaçrā) |

Date le premesse, il periodo della prima dominazione persiana si avviava a essere, per l'Egitto, un momento di profonda prosperità e ordine, ma le vicende internazionali portarono ad altre conseguenze. Nel 490 a.C. i greci sconfissero l'esercito persiano nella battaglia di Maratona e Dario fu costretto a concentrare tutte le attenzioni sul fronte greco; l'Egitto ne approfittò e nel 486 a.C. scoppiò una rivolta anti-persiana nel Delta. Essendo nel frattempo morto Dario, gli succedette sul trono di Persia Serse, che intervenne stroncando duramente la rivolta e ponendo a capo della satrapia il proprio fratello Achemene, il quale amministrò il Paese con tale durezza che ancora secoli dopo il nome di Serse verrà ricordato nei testi egizi con appellativi di riprovazione.
Nel 480 a.C. Achemene comandò per conto del fratello la flotta egizia, forte di circa 200 navi, nella battaglia di Salamina che si concluse con la disfatta persiana. Seguì, nel 465 a.C., l'assassinio di Serse cui succedette per alcuni mesi Artabano, a sua volta ucciso e sostituito, nello stesso 465 a.C., da Artaserse I.

### XXVIII dinastia (404-399 a.C.)
Approfittando della confusione in Persia, Inaros, figlio dell'ultimo Psammetico, riuscì a riunire le forze nazionaliste del Delta e, affiancato dal principe Amirteo, discendente dei re saiti, si impadronì del Basso Egitto, assicurandosi l'alleanza di Atene che inviò una squadra navale per contrastare i persiani. Lo scontro navale, nel corso del quale trovò la morte Achemene, ebbe luogo a Papremi; sconfitta la flotta persiana, gli insorti raggiunsero e occuparono Menfi. Dopo alterne vicende, i persiani primeggiarono catturando Inaros che venne giustiziato nel 454 a.C. Nuovo satrapo fu Arsame, il quale, onde evitare il nuovo riacutizzarsi di spinte nazionaliste, confermò nei loro incarichi i figli di Inaros. Contestualmente greci e persiani giunsero a un trattato di pace che portò un periodo di tranquillità nell'Egitto; i funzionari persiani, inoltre, sempre più acquisirono usi e costumi locali giungendo a egittizzare i propri nomi.
Nel 424 a.C., alla morte di Artaserse I, il potere venne assunto da Dario II, appoggiato in special modo dalla comunità giudea di Elefantina. Tale particolare appoggio politico riaccese tuttavia le mai sopite spinte nazionaliste e, nell'anno diciassettesimo di Dario II, venne distrutto il tempio giudaico di Elefantina. Contestualmente, Sparta rinfocolò le spinte di ribellione nell'area saitica tanto che, nel 404 a.C., alla morte di Dario II, Amirteo, nipote dell'omonimo principe alleato di Inaros, si autoproclamò re fondando la XXVIII dinastia (della quale è l'unico sovrano). Approfittando della difficile situazione persiana, che vedeva opporsi in una lotta fratricida Artaserse II e Ciro II, in breve tempo Amirteo venne riconosciuto re fino ad Assuan.
La XXVIII dinastia, ovvero il regno di Amirteo (404 - 399 a.C.), assieme alle ultime dinastie autoctone (la XXIX e la XXX) costituirà, per un sessantennio (dal 404 al 343 a.C.), l'ultimo periodo d'indipendenza dell'antico Egitto.

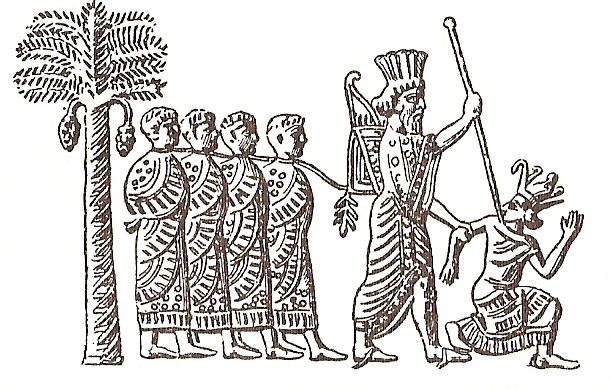
Cambise II cattura il faraone Psammetico III (da un sigillo persiano del VI secolo a.C.)
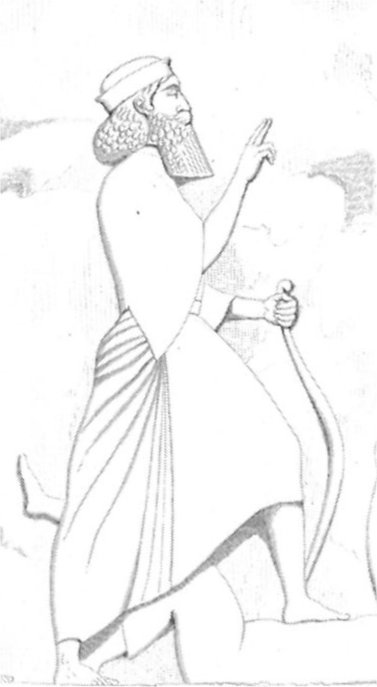
resa grafica dalle Iscrizioni di Bisotun di Dario I
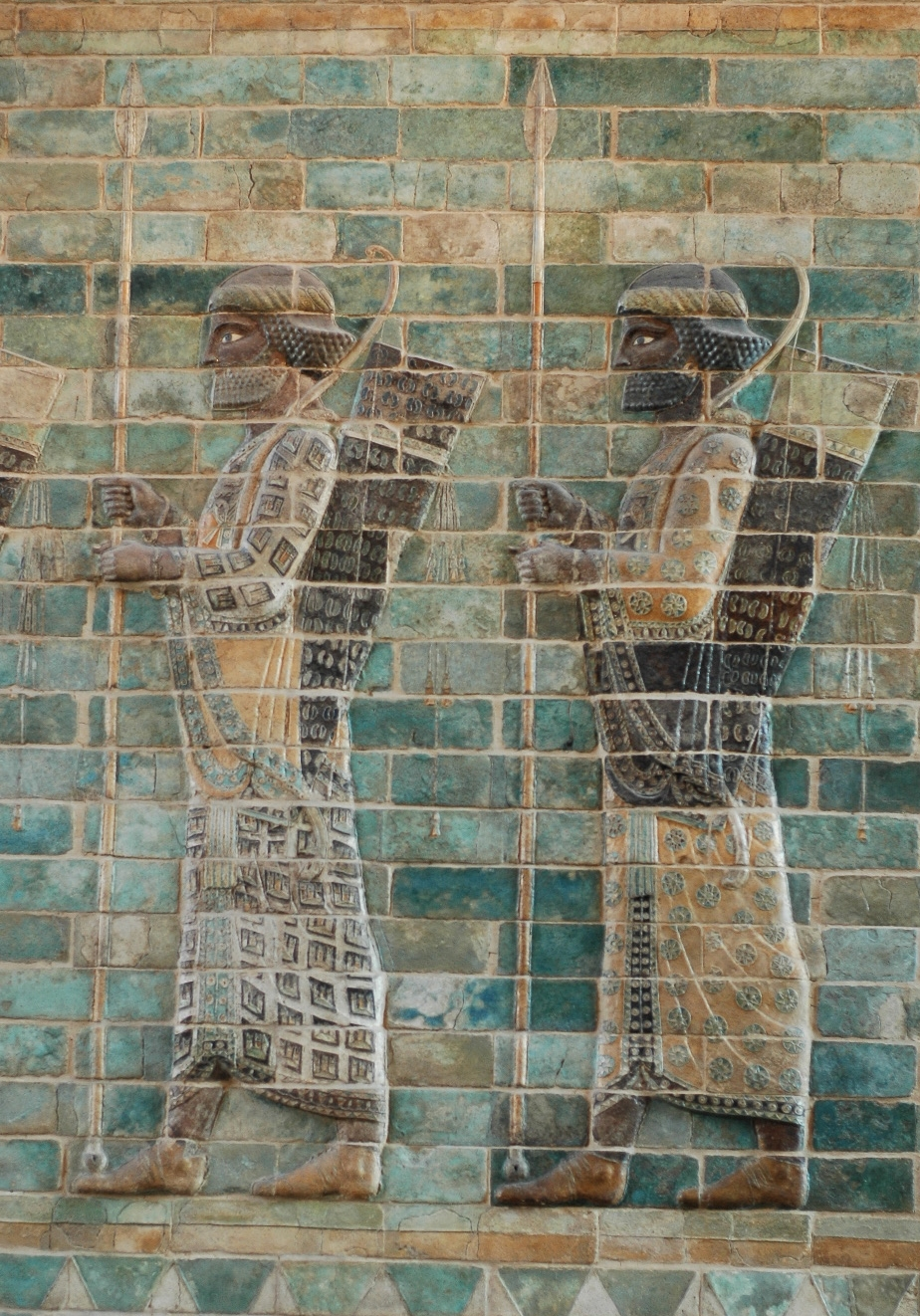
Arcieri persiani da un rilievo del palazzo di Dario (Parigi, Museo del Louvre)
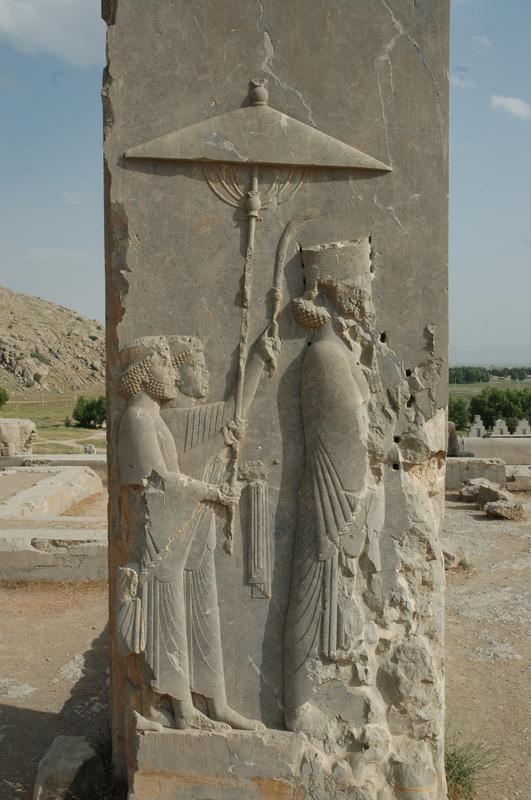
Rilievo di Serse dalla porta del palazzo reale di Persepolis (Iran)
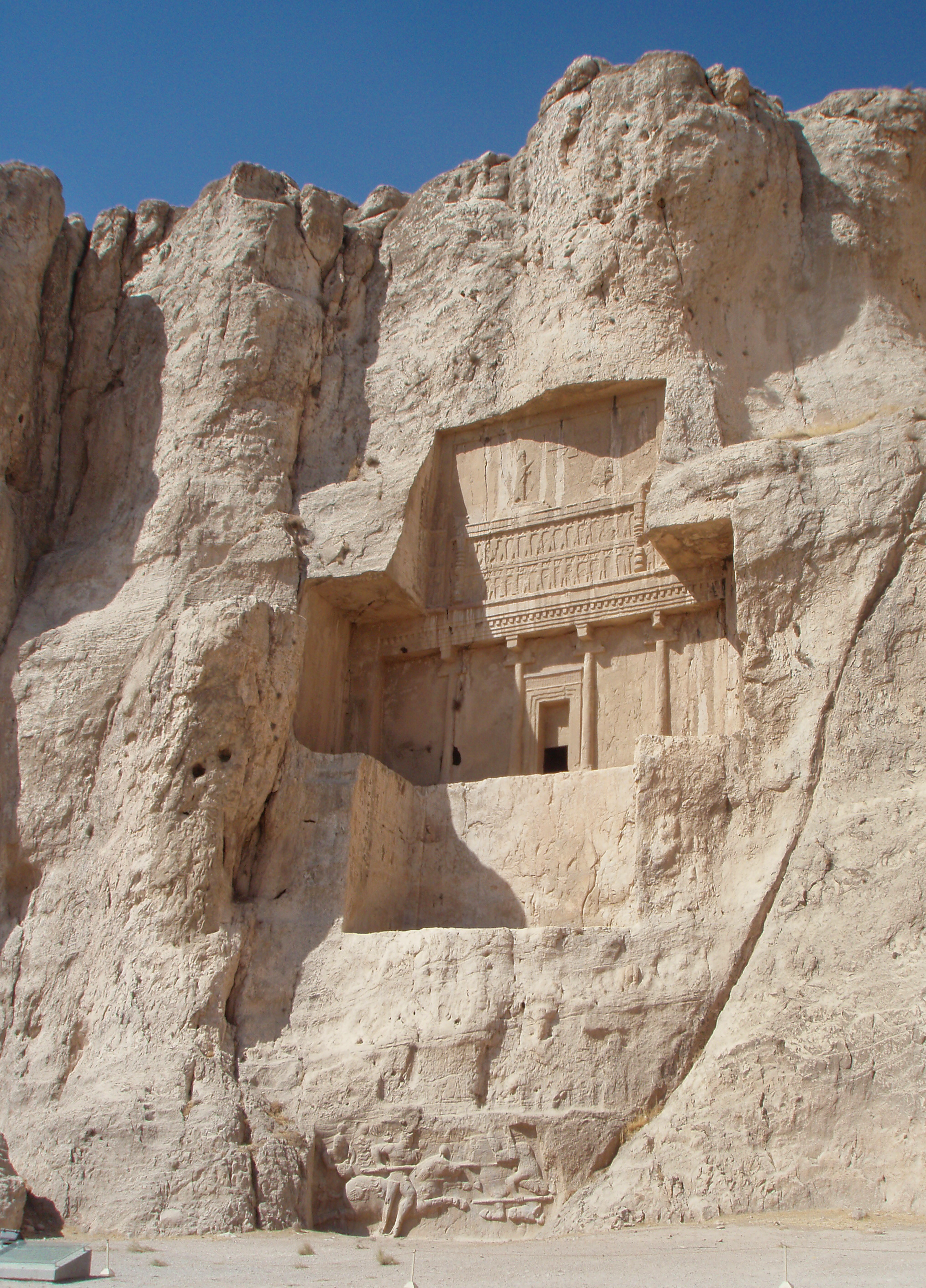
Tomba di Artaserse I a Naqsh-e Rustam
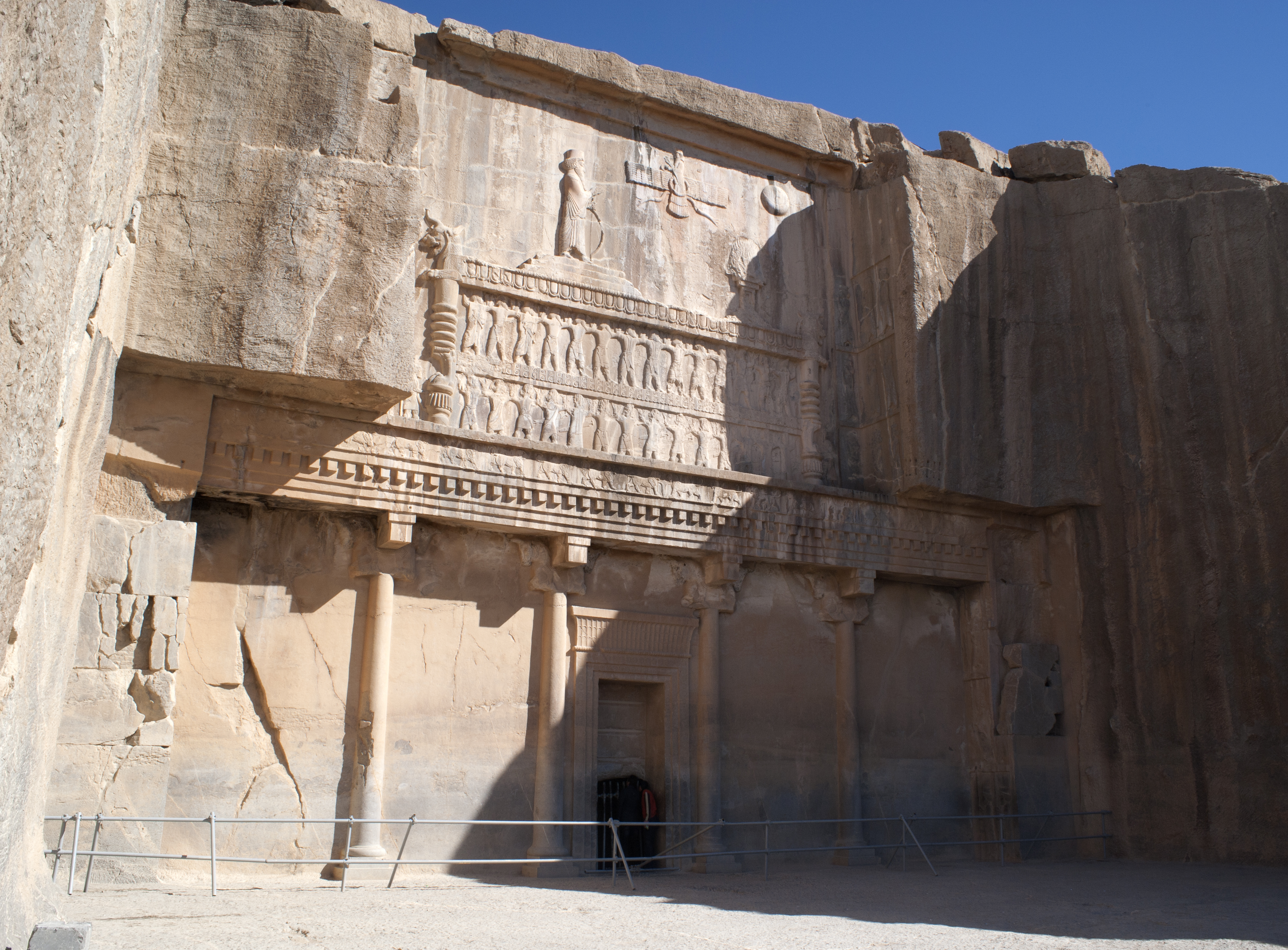
Tomba di Artaserse a Persepolis (Iran)

### XXIX dinastia (399 - 380 a.C.)
Molto sfumato è, storicamente e archeologicamente, l'evolversi della XXVIII dinastia e il destino del suo unico faraone Amirteo; è noto che nel 399 a.C. nacque la XXIX dinastia e subentrò al trono Neferite I, ma anche di questo personaggio, forse originario di Mendes, si hanno scarse tracce e solo un unico testo in aramaico (oggi al Brooklyn Museum, papiro n.ro 13) lascia intendere che vi fu una lotta aperta per il trono. Nepherites I, pur facendosi incoronare per ovvi motivi politici a Menfi e a Sais, trasferì la capitale a Mendes, sua città natale, e individuò come modello di re a cui rifarsi Psammetico I della XXVI dinastia, assumendone lo stesso nome di Horus: Grande di cuore.
| Date (a.C.)   | Principali re |
| ------------- | ------------- |
| 399 - 393     | Neferite I    |
| 393 (?)       | Psammuthis    |
| 393 (?) - 380 | Hakor         |
| 380           | Neferite II   |

Benché Manetone assegni a Neferite I sei anni di regno non esistono evidenze archeologiche che vadano oltre il quarto; alla sua morte, nel 394/393 a.C., si accese la rivalità tra due fazioni contrapposte. La Cronaca demotica, unico documento che consenta, sia pure in maniera contorta, di risalire a una cronistoria del periodo, riferisce che il potere venne raggiunto dal figlio di Neferite I, Hernebkha Muthis, dopo pochi mesi detronizzato e sostituito da Psammuthis (Pa-sheri-en-Mut, ovvero il figlio di Mut) considerato però un usurpatore. Questi, a sua volta, venne sostituito da Hakor che, a riprova dell'irregolarità del regno di Psammuthis, ne cancellò il regno e si dichiarò successore diretto di Nepherites I.
Ad Hakor succederà, nel 380 a.C. Neferite II, che tuttavia regnerà solo per alcuni mesi venendo soppiantato, dopo poco meno di vent'anni complessivi di regno della XXIX dinastia, da Nectanebo I fondatore dell'ultima dinastia autoctona, la XXX.

### XXX dinastia (380 - 343 a.C.)
Il periodo di disordine durante la XXIX non doveva essersi tuttavia concluso con l'avvento della XXX dinastia: Nectanebo I, infatti, non solo non considerò il breve regno di Nepherites II, ma dichiarò usurpatore anche il proprio predecessore Achoris, ricollegandosi quindi direttamente a Nepherites I. Scarse sono le notizie che possano consentire di inquadrare tale successione; l'ipotesi più accreditata è che si trattasse di due principi aventi uguali diritti al trono, forse parenti tra loro.
| Date (a.C.)     | Principali re |
| --------------- | ------------- |
| 380 (393) - 362 | Nectanebo I   |
| 362 - 360       | Teos          |
| 360 - 343       | Nectanebo II  |

Il regno di Nectanebo I durò 14 anni, durante i quali riuscì a imporre un certo rinnovamento nel Paese riscontrabile sia nella consistente attività edilizia (in primis a Karnak e a Luxor, ma anche a Medinet Habu, El-khab, Tod, Elefantina, nel Tempio di Montu a Medamud e in quello di Seth a Kharga) sia in campo internazionale: suoi cartigli e oggetti risalenti al suo regno sono stati rinvenuti anche in area fenicia. La posizione internazionale dell'Egitto era tuttavia precaria, giacché anche per le città greche (nonostante le precedenti, reciproche collaborazioni anti-persiane) il Paese ormai non era più uno Stato autonomo, bensì una satrapia achemenide ribelle. Nel 380 a.C., dopo un rovesciamento delle antiche alleanze, approfittando della contesa interna all'Egitto per l'assunzione del potere, i persiani (sostenuti ora dai greci) ripresero a premere sui confini egizi, anche se riuscirono a concretizzare un'azione solo nel 373 a.C.; in questa occasione, la flotta greca giunse per prima e, dopo brevi combattimenti, si aprì la strada verso Menfi penetrando nel Delta non dal ramo pelusico, come previsto, bensì dal mendesico orientale. La diffidenza reciproca tra il greco Ificrate e il persiano Farnabazo II costrinse però la forza di invasione a una lunga sosta, di cui approfittò Nectanebo I che, miglior conoscitore dei luoghi e approfittando della piena nilotica, attaccò le forze greco-persiane sconfiggendole e facendole ritirare. Dalla sconfitta derivò la rottura tra Ificrate (che rientrò velocemente ad Atene, temendo una rappresaglia, sottraendo così la sua consistente componente marittima) e Farnabazo.
L'Impero achemenide avrebbe potuto agevolmente ritentare l'occupazione, ma la sua stessa eccessiva estensione e il sistema delle satrapie mostravano ormai tutti i loro limiti, accentuati dall'età avanzata di Artaserse: la Cappadocia si ribellò, unitamente alla Frigia, nel 368 a.C.; a tali aree ben presto si unirono Caria,Fenicia e Armenia. Con un nuovo rovesciamento, Atene e Sparta appoggiarono ora le satrapie ribelli, come d'altronde fece anche l'Egitto (pure finanziariamente), riavvicinandosi ai greci.
Nel 365 a.C. Nectanebo I associò al trono il figlio Teos che prese parte attiva alla rivolta contro l'impero, dapprima come comandante dell'esercito in nome del padre, quindi come re dopo aver assunto autonomamente il potere dal 363 a.C. Nel 361 a.C. Teos tentò di conquistare l'area siro-palestinese, potendo contare sull'appoggio di Agesilao II, l'ottantenne re di Sparta alla guida di un contingente di mille opliti, e dell'ammiraglio ateniese Cabria, comandante della flotta greca. Dal suo canto, Teos mise in campo un contingente di circa 80.000 machimoi.
Per finanziare la guerra e pagare i mercenari greci, Teos impose pesanti provvedimenti fiscali divenendo notevolmente impopolare; nel 360 a.C. il re si pose personalmente a capo della spedizione terrestre dirigendosi verso la Fenicia, coperto a mare dalla flotta di Cabria; la reggenza in patria venne affidata al fratello Ciachepimu, mentre comandante dei machimoi era il figlio di costui, Nectanebo. La campagna stava arridendo alle armi egizie, ma Ciachepimu, approfittando del malcontento esistente, fece proclamare re dall'esercito il figlio Nectanebo II, spalleggiato peraltro da Agesilao mentre la flotta di Cabria faceva rientro in patria.
A seguito della defezione greca e dell'usurpazione di suo nipote Teos si rifugiò presso il suo ex avversario Artaserse II, mentre a sua volta Nectanebo II era costretto a sospendere la campagna siro-palestinese e rientrare velocemente in Egitto per contrastare il principe di Mendes che si era nel frattempo dichiarato discendente della XXIX dinastia e perciò stesso avente diritto al trono. Nello scontro che ne seguì, grazie all'ingegno strategico di Agesilao, Nectanebo II ottenne la vittoria (autunno del 360 a.C.).

#### Nectanebo II e la fine della XXX dinastia
Come il suo omonimo predecessore, Nectanebo II si dimostrò particolarmente attento all'aspetto religioso del Paese, che era ormai forse l'unico aspetto socio-culturale ancora legato alle antiche tradizioni. Si è a conoscenza di suoi interventi in pressoché tutti i templi dell'Egitto; oltre cento sono le testimonianze di cui si ha contezza oggi. Quasi contestualmente al suo avvento al trono, poco prima della morte di Artaserse II, l'erede al trono di Persia, il futuro Artaserse III, nel 359 a.C. organizzò una spedizione per riconquistare le aree siro-palestinesi, ma la morte del padre lo costrinse a rientrare in patria per legittimare il suo diritto al trono; le continue rivolte nelle satrapie in Asia Minore lo tennero lontano dall'Egitto sino al 352 a.C.
Nell'inverno del 351/350 a.C. Artaserse III tentò la riconquista dell'Egitto venendo però pesantemente sconfitto dall'esercito di Nectanebo II. Tale fu l'impatto della sconfitta che, ancora una volta, anche Fenicia, Cipro, Cilicia e Giudea si ribellarono alla Persia, appoggiate da città greche e Regno di Macedonia. Nectanebo II avrebbe potuto forse assumere facilmente la preminenza e il comando delle provincie ribelli, ma si limitò a fornire 4.000 mercenari greci a Sidone assediata dall'esercito di Artaserse III nel 346 a.C. La vittoria arrise alle forze ribelli, ma fu l'unica: nel 344 a.C. Cipro si sottomise, Sidone venne nuovamente assediata e presa. Artaserse reclutò mercenari greci al comando di due dei migliori strateghi del tempo, Bagoas e Mentore di Rodi, che marciarono sull'Egitto nel 343 a.C.
Nectanebo II poteva schierare 100.000 uomini, di cui 40.000 mercenari greci e libici. Il nemico, tuttavia, disponeva di mercenari che avevano precedentemente già combattuto per gli egizi e che perciò erano perfettamente a conoscenza delle difese dell'area del Delta; inoltre il periodo dell'anno, lontano dalle inondazioni, non consentì alle forze egizie di contare sugli allagamenti che erano stati alla base della vittoria di Nectanebo I trent'anni prima.
Le colonne dell'esercito persiano, sfruttando le conoscenze dei mercenari e della popolazione locale (costretta naturalmente con la forza a fungere da guida), penetrarono facilmente nel Delta e presero Pelusio, Bubastis e altre importanti piazzeforti dell'area, marciando quindi su Menfi da cui Nectanebo II fu costretto a fuggire verso il sud, dapprima a Edfu e poi, forse, in Nubia presso il re di Napata, Nastasen.
La sconfitta e la fuga di Nectanebo II segnarono la fine dell'indipendenza egizia: i persiani conquistatori fecero radere al suolo le fortificazioni delle città principali, saccheggiarono i templi di tutti i tesori e i documenti sacri, costringendo quindi i sacerdoti a pagare alti riscatti per riottenerli. Un barlume nazionalistico si ebbe nel periodo 338-335 a.C. con l'effimero re Khababash, che si sarebbe dichiarato successore di Nectanebo II e di cui non si ha che una vaga notizia ricavabile da una stele a lui intestata, oggi al Museo Egizio di Berlino.

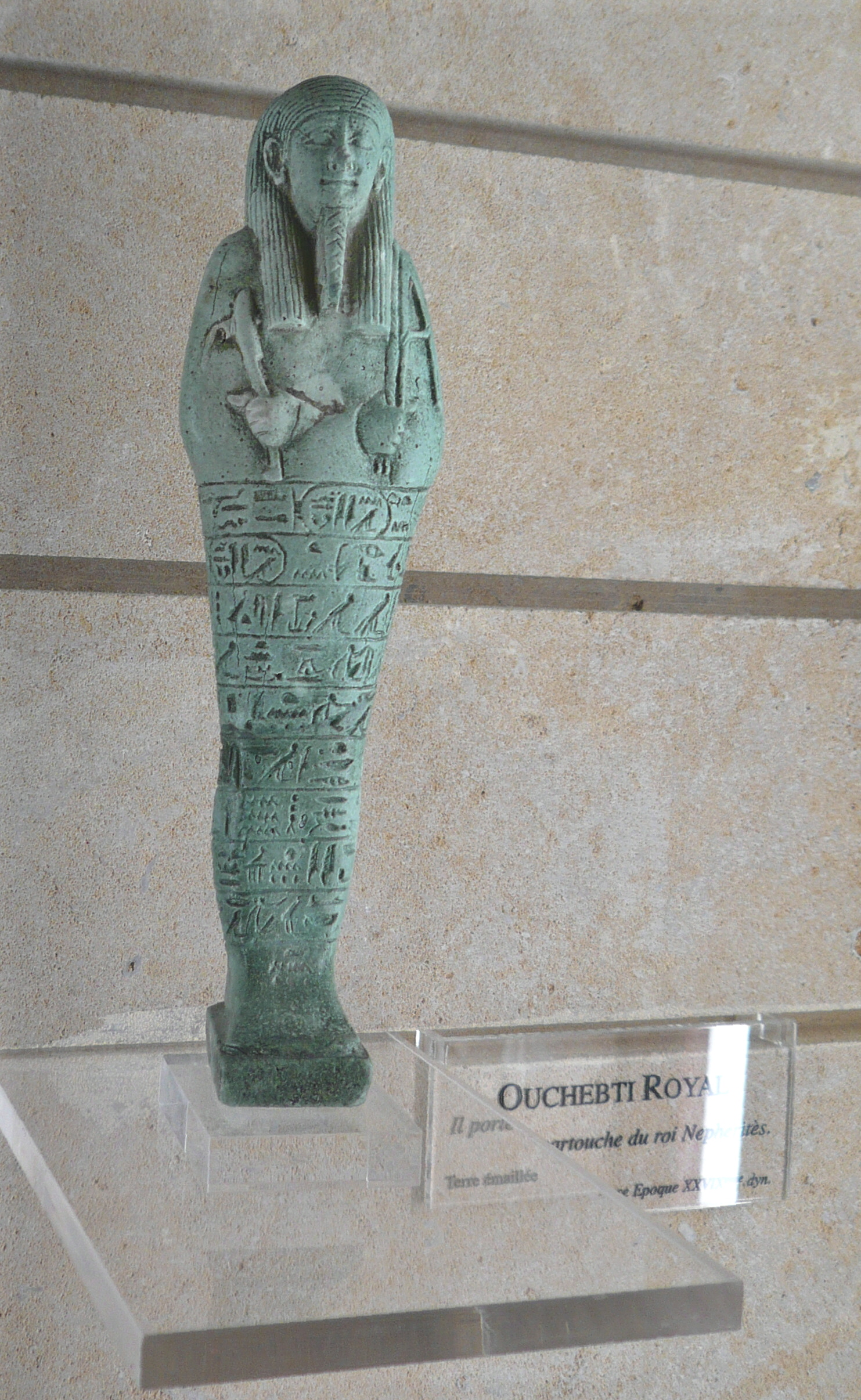
Ushabty di Nepherites I (XXIX dinastia), Marsiglia, Musée d'archéologie méditerranéenne.
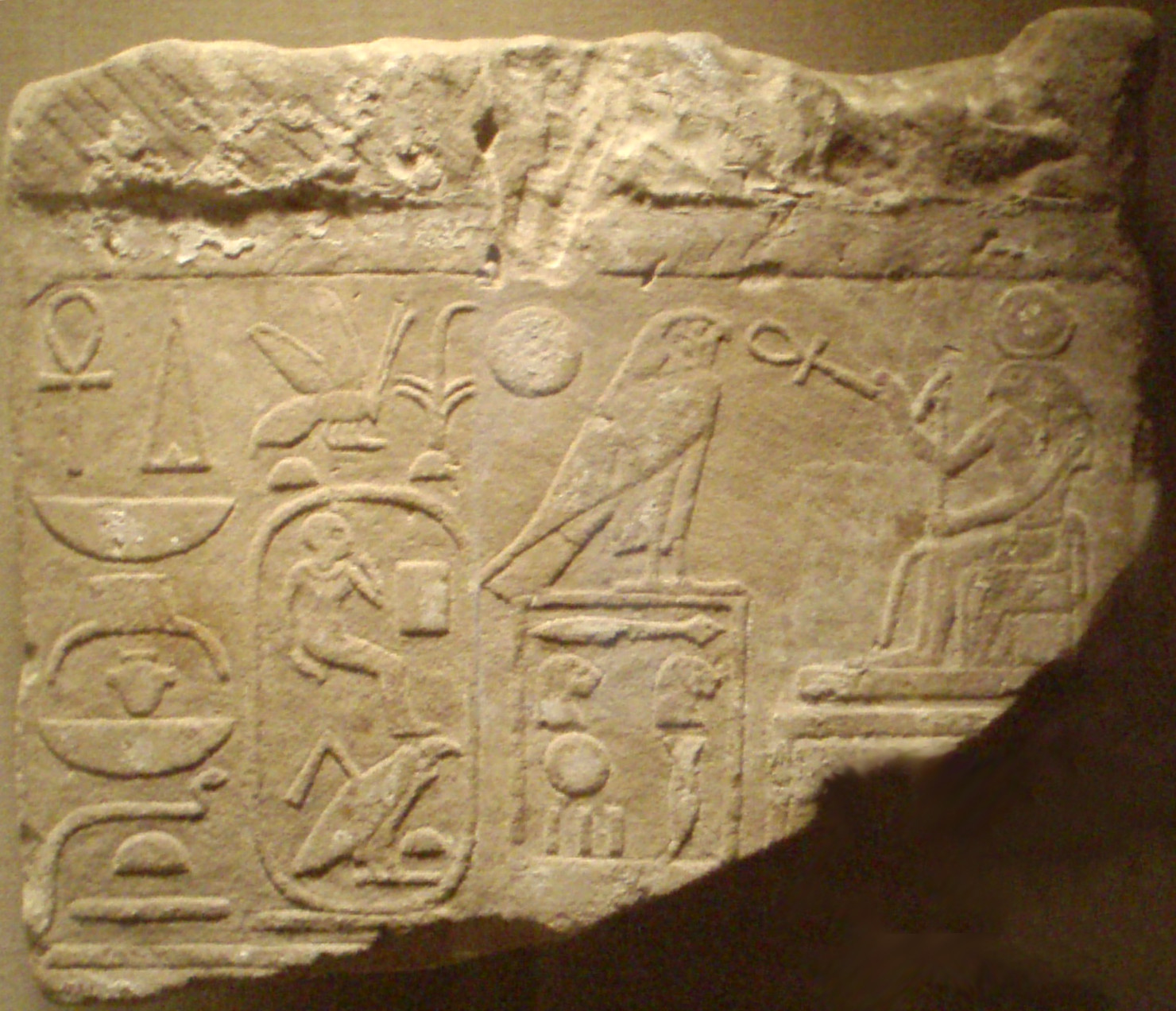
Rilievo con parte della titolatura di Psammuthis (XXIX dinastia), New York, Metropolitan Museum.
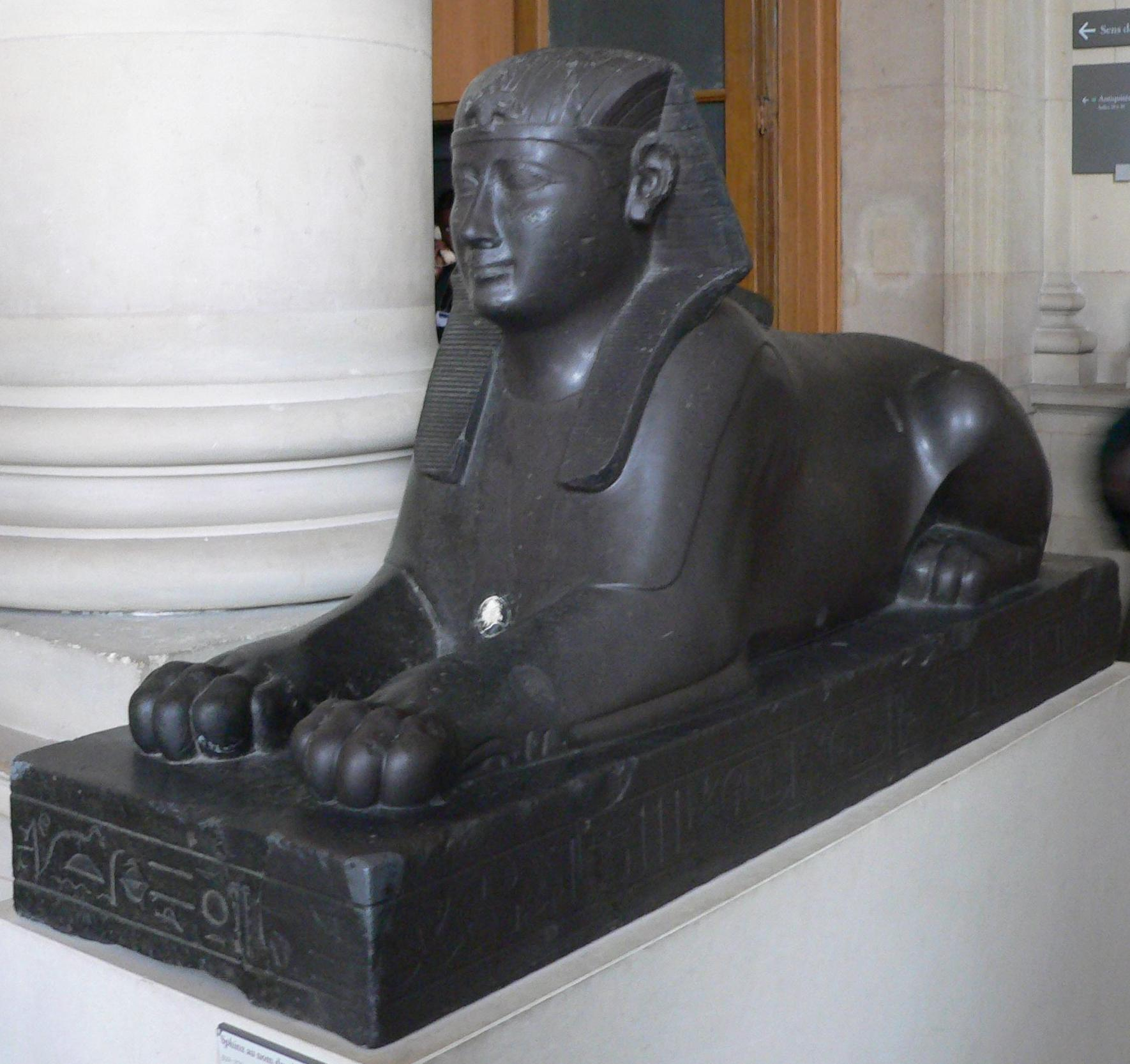
Sfinge di Achoris (XXIX dinastia) in basalto, Parigi, Museo del Louvre.
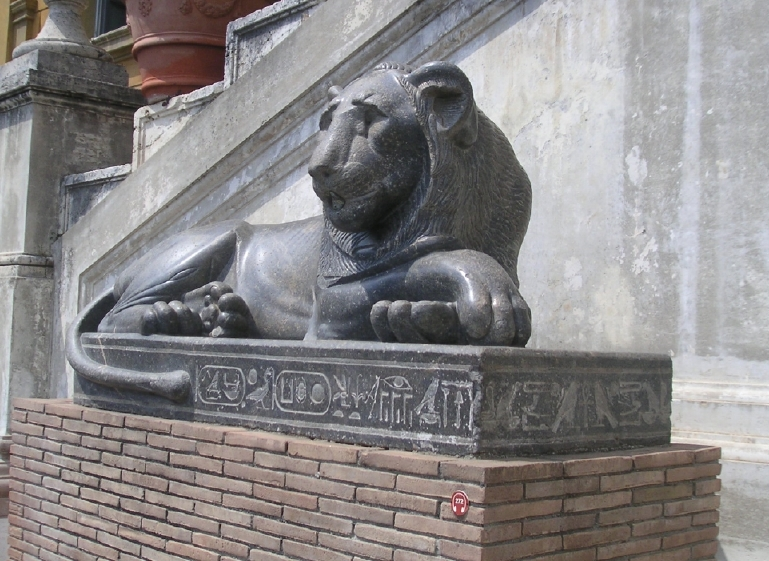
Statua iscritta con il nome di Nectanebo I (XXX dinastia), Roma, Musei Vaticani, cortile della Pigna.
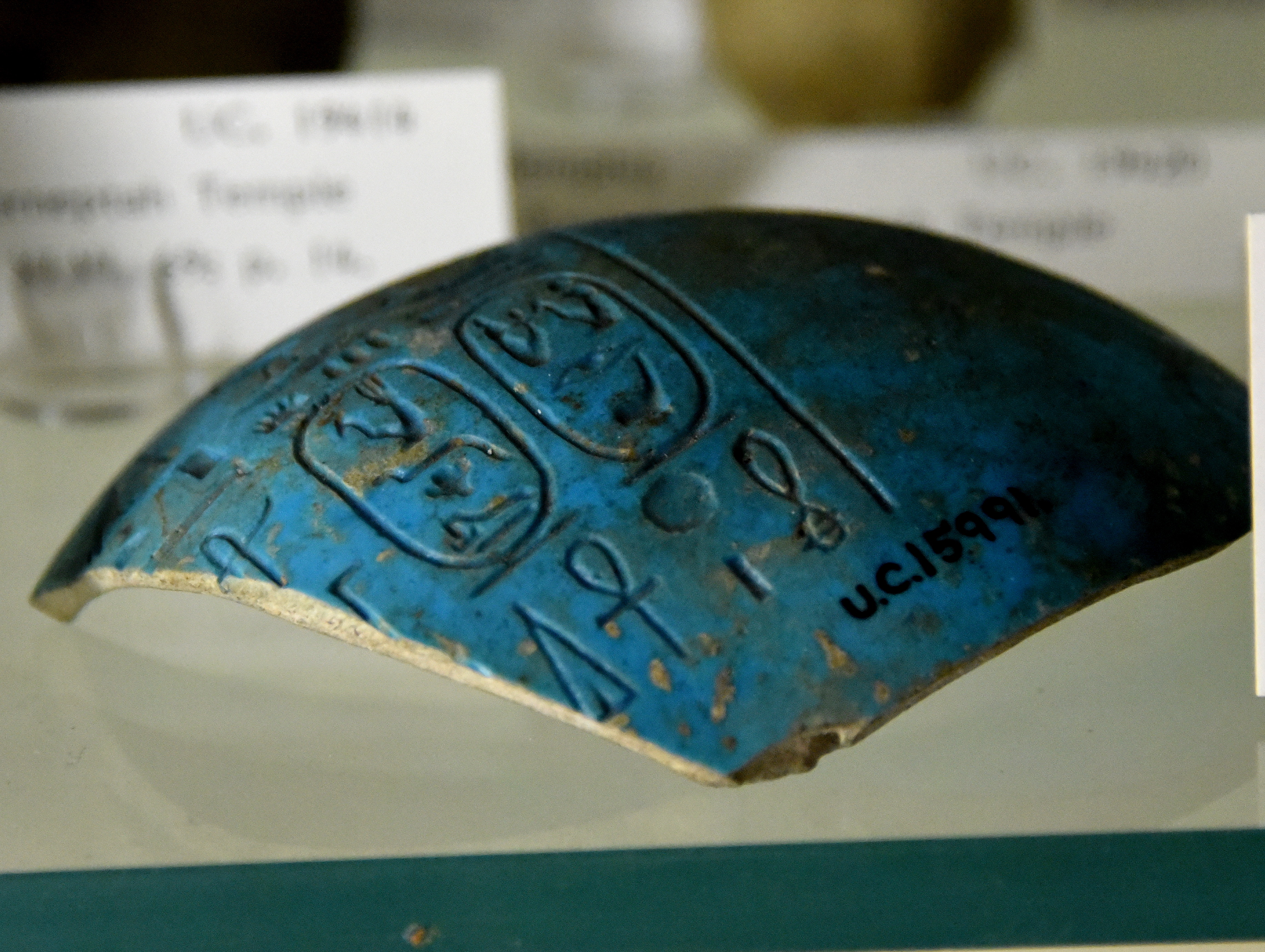
Frammento in faience recante il cartiglio di Teos (XXX dinastia), Londra, The Petrie Museum of Egyptian Archaeology.
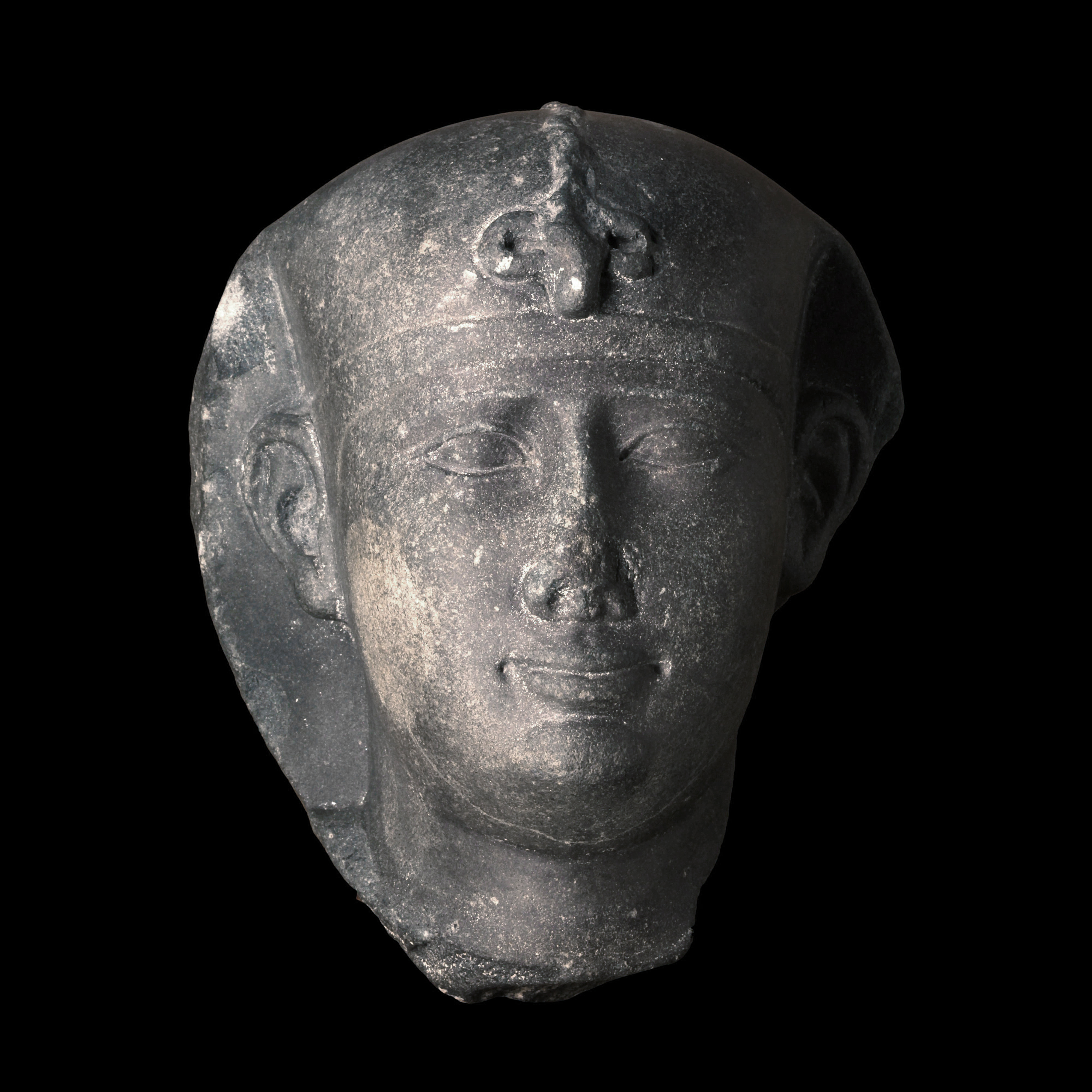
Testa in grovacca di Nectanebo II (XXX dinastia), Lione, Museo di Belle Arti

## Ledinastie di comodo(343 - 30 a.C.)
Con la XXX dinastia, l'ultima autoctona, si conclude l'elenco manetoniano; non ha però ancora fine la storia dell'antico Egitto, che vedrà susseguirsi sul trono sovrani di altri popoli che, considerando anche le vaste risorse e la ricca storia del Paese, non disdegneranno di assumere il nome di faraone e la relativa titolatura.
Benché la storiografia e la cronologia egizia si interrompano con la XXX, si è soliti far riferimento a tali successive dinastie indicandole, solo a titolo di comodità, con numeri ancora progressivi. Avremo così la XXXI, costituita da re persiani della 2ª dominazione (342-332 a.C.), la XXXII macedone (332-305 a.C.), che vede tra i faraoni Alessandro Magno, e soprattutto, di gran lunga più longeva delle prime due, la XXXIII (305-30 a.C.), tolemaica o lagide.

### XXXI dinastia (2ª dominazione persiana: 343 - 332 a.C.)
Artaserse III divenne faraone d'Egitto nel 343 a.C. circa anche grazie alle capacità strategiche di Bagoas e di Mentore di Rodi, ma fu proprio il primo di questi, Bagoas, che nel 338 a.C. fece avvelenare il re e i suoi figli, lasciandone in vita solo il più giovane, Arsete, considerato il più influenzabile, che salì al trono nello stesso anno con il nome di Artaserse IV di Persia. Poco tempo dopo l'insediamento del nuovo re sul trono di Persia e d'Egitto, Filippo II di Macedonia vinceva la battaglia di Cheronea (338 a.C.), aggregando così attorno a sé una considerevole forza in grado di contrastare l'egemonia persiana.
| Date (a.C.) | Principali re                  |
| ----------- | ------------------------------ |
| 343 - 338   | Artaserse III Oco (Artaxšaçrā) |
| 338 - 335   | Artaserse IV (Arses)           |
| 337 - 335   | Khababash                      |
| 335 - 332   | Dario III Codomano             |

Proprio a tale periodo di squilibrio dell'Impero achemenide si dovrebbe il tentativo dell'effimero Khababash, dichiaratosi successore di Nectanebo II, di riprendere da Sais il governo dell'Egitto. Nel 336 a.C., però, Bagoas avvelenò anche Artaserse IV ponendo sul trono Dario III Codomano, appartenente a un ramo minore della famiglia degli Achemenidi. Tra i primi atti del nuovo re, l'avvelenamento di Bagoas prima di rivolgere la sua attenzione alle mire espansionistiche di Alessandro III di Macedonia, successore di suo padre Filippo, deciso a sconfiggere definitivamente l'Impero persiano.
Nel novembre del 333 a.C., dopo aver battuto le satrapie ribelli, Alessandro sconfisse Dario III nella battaglia di Isso, costringendolo alla fuga. L'anno seguente, nel 332 a.C., il satrapo d'Egitto Mazakes consegnò il Paese, senza combattere, ad Alessandro Magno che, per convalidare il suo diritto al trono, si recò presso l'oracolo di Amon, nell'Oasi di Siwa.

### XXXII dinastia (macedone: 332 - 310 a.C.)
L'avvento di Alessandro Magno e dei macedoni segnò, di fatto, la fine dell'autonomia politica dell'Egitto che, benché ancora attivo in campo internazionale, lo era ormai semplicemente come provincia di un più vasto impero che fattivamente differenziava la realtà macedone da quella del bacino Mediterraneo e la stessa cultura locale, benché attrattiva per il mondo ellenistico, era accettata quasi come pittoresca, ma modellata, di fatto, sugli stili e i canoni della potenza egemone.
| Nome                | periodo di regno    |
| ------------------- | ------------------- |
| Alessandro Magno    | 332 a.C. - 323 a.C. |
| Filippo III Arrideo | 323 a.C. - 317 a.C. |
| Alessandro IV       | 317 a.C. - 310 a.C. |

#### Titolatura faraonica di Alessandro Magno
| G5 |

| G5 |

| G20 | V31 · I6 · O49 |

| G20 | V31 · I6 · O49 |

| G20 | V31 · I6 · O49 |

| G20 | V31 · I6 · O49 |

| G20 | V31 · I6 · O49 |

| G20 | V31 · I6 · O49 |

| G20 | V31 · I6 · O49 |

| G20 | V31 · I6 · O49 |

| G16 |

| G16 |

| G8 |

| G8 |

| M23 · X1 | L2 · X1 |

| M23 · X1 | L2 · X1 |

| C12 | C2 | U21 · n · N36 |

| C12 | C2 | U21 · n · N36 |

| C12 | C2 | U21 · n · N36 |

| C12 | C2 | U21 · n · N36 |

| C12 | C2 | U21 · n · N36 |

| C12 | C2 | U21 · n · N36 |

| C12 | C2 | U21 · n · N36 |

| C12 | C2 | U21 · n · N36 |

| G39 | N5 |

| G39 | N5 |

| G1 | E23 · V31 · O34 | i | n · D46 | r · O34 |

| G1 | E23 · V31 · O34 | i | n · D46 | r · O34 |

| G1 | E23 · V31 · O34 | i | n · D46 | r · O34 |

| G1 | E23 · V31 · O34 | i | n · D46 | r · O34 |

| G1 | E23 · V31 · O34 | i | n · D46 | r · O34 |

| G1 | E23 · V31 · O34 | i | n · D46 | r · O34 |

| G1 | E23 · V31 · O34 | i | n · D46 | r · O34 |

| G1 | E23 · V31 · O34 | i | n · D46 | r · O34 |

### XXXIII dinastia (tolemaica o lagide: 305 - 30 a.C.)
Chiesto sul letto di morte ad Alessandro chi dovesse essere il suo successore, questi rispose indistintamente. Alcuni interpretarono la risposta come Eracle, nel qual caso il riferimento sarebbe stato al figlio di Alessandro e Barsine, altri interpretarono la risposta con kratisto, ovvero il migliore. La successione perciò si spaccò tra due partiti contrapposti, quello che voleva fosse stato indicato Alessandro IV (figlio di Alessandro e Rossane), neonato, e Filippo III Arrideo (fratellastro di Alessandro Magno), infermo di mente. L'esercito perciò elesse un reggente nella figura di Perdicca che però, date le dimensioni dell'impero, pensò di ripartire le responsabilità di governo distribuendo le diverse provincie, nel 320 a.C., ad altrettanti generali. A seguito della cosiddetta Spartizione di Babilonia, l'Egitto venne assegnato a Tolomeo I Sotere che, nel 305 a.C., alla morte di Alessandro IV, si proclamò re dando così inizio alla dinastia che da lui prese il nome: tolemaica.
| Date (a.C.)                             | Principali re                   |
| --------------------------------------- | ------------------------------- |
| 305 - 282                               | Tolomeo I Sotere (o Lagide)     |
| 285 - 246                               | Tolomeo II Filadelfo            |
| 246 - 222                               | Tolomeo III Evergete            |
| 222 - 205                               | Tolomeo IV Filopatore           |
| 205 - 180                               | Tolomeo V Epifane               |
| 180 - 164 163 - 145                     | Tolomeo VI Filometore           |
| 145                                     | Tolomeo VII Neo Filopatore      |
| 170 - 169 169 - 163 145 - 131 127 - 116 | Tolomeo VIII Evergete Fiscone   |
| 145 131 - 127 124 - 116                 | Cleopatra II Filometore Soteira |
| 127 - 101                               | Cleopatra III                   |
| 116 - 110 109 - 107 88 - 80             | Tolomeo IX Sotere Latiro        |
| 110 - 109 107 - 88                      | Tolomeo X Alessandro            |
| 80                                      | Cleopatra Berenice III          |
| 80                                      | Tolomeo XI Alessandro           |
| 80 - 58 55 - 51                         | Tolomeo XII Neo Dioniso Aulete  |
| 58 - 57                                 | Cleopatra VI Trifena            |
| 58 - 55                                 | Cleopatra Berenice IV           |
| 51 - 30                                 | Cleopatra VII Teo Filopatore    |
| 51 - 47                                 | Tolomeo XIII Teo Filopatore     |
| 48 - 47                                 | Arsinoe IV                      |
| 47 - 44                                 | Tolomeo XIV                     |
| 44 - 30                                 | Tolomeo XV Cesarione            |

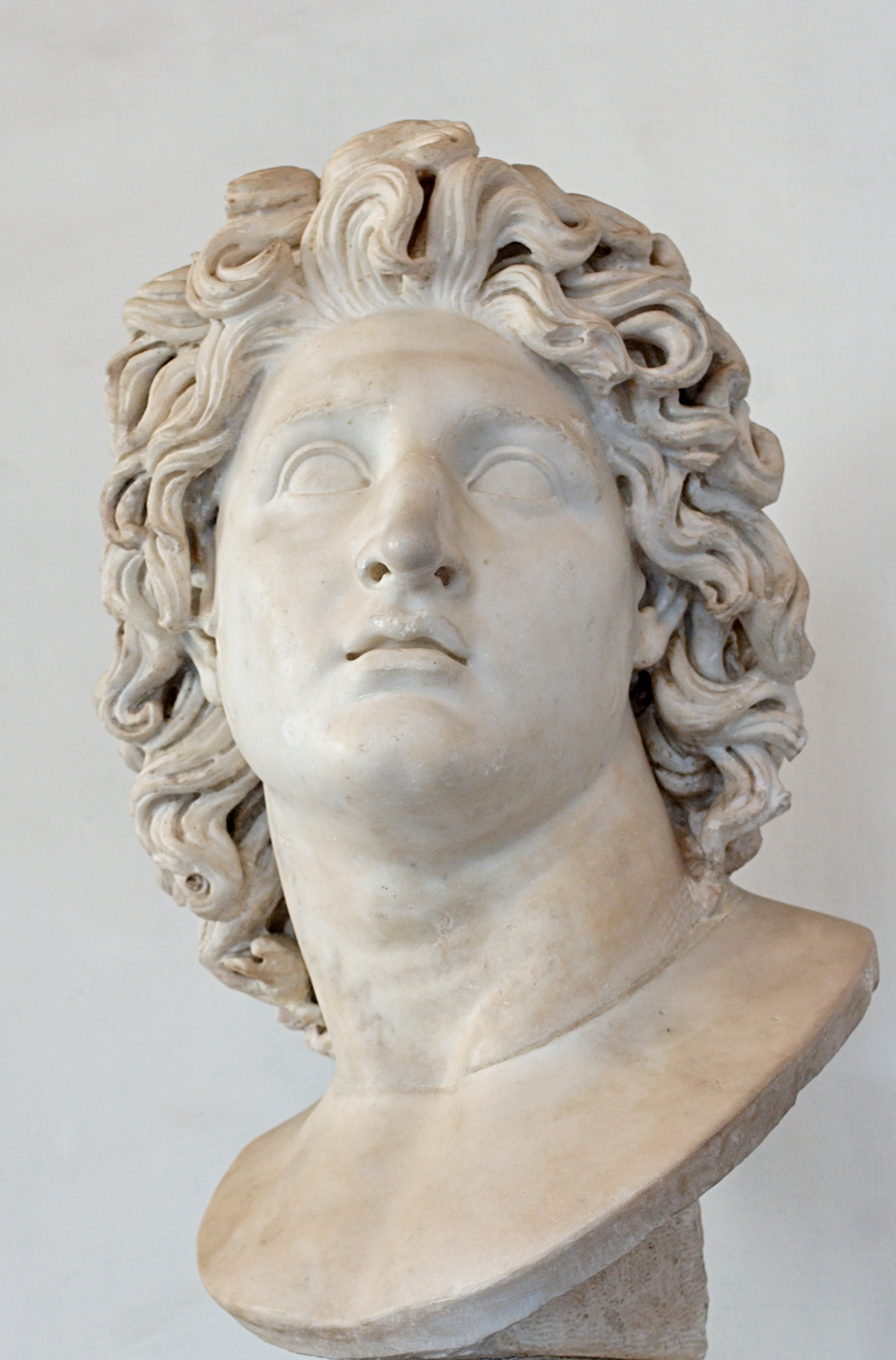
Busto di Alessandro Magno, come Helios (Roma, Musei Capitolini)
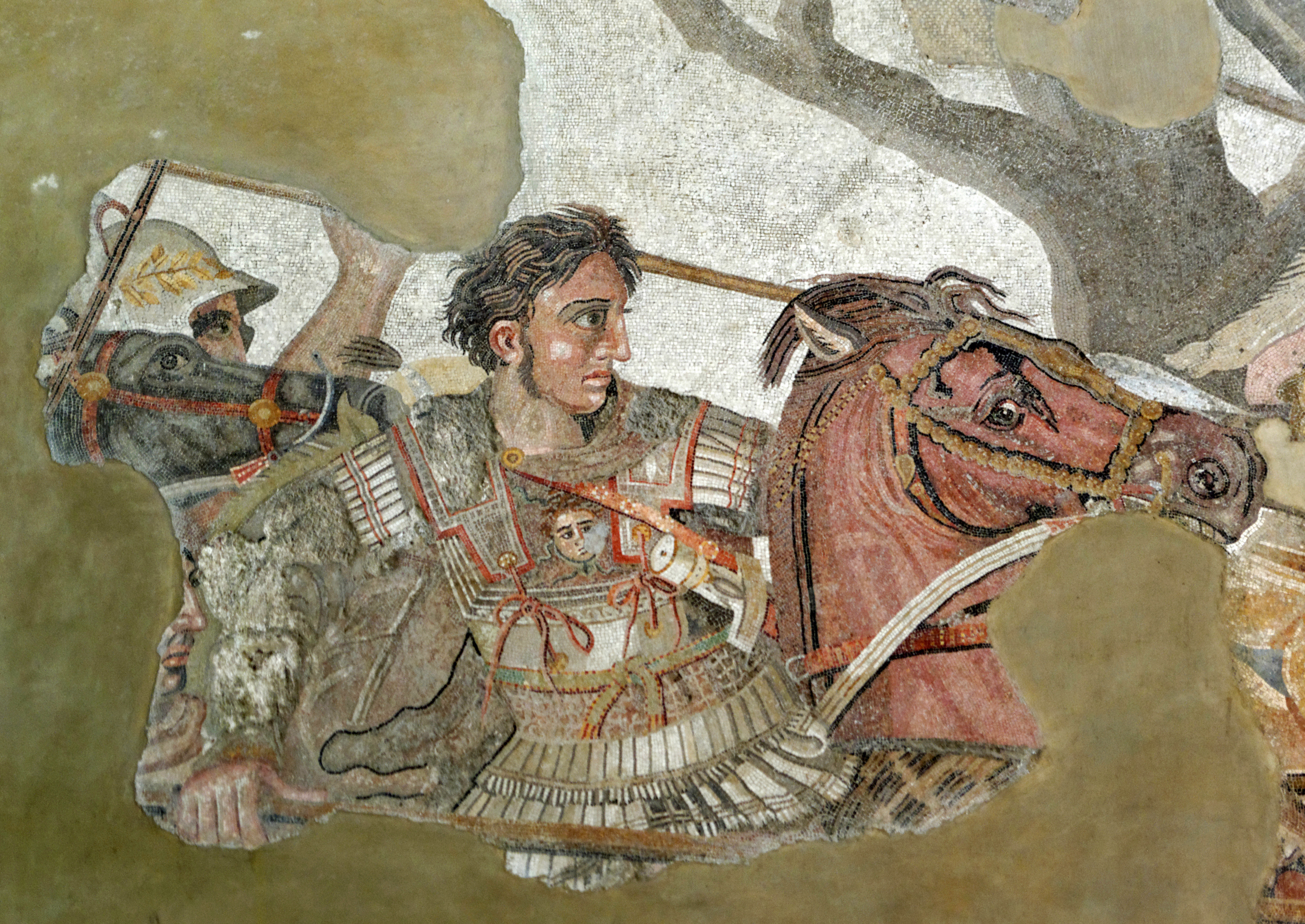
Alessandro alla Battaglia di Isso (particolare), mosaico pompeiano dalla Casa del Fauno (Napoli, Museo Nazionale Archeologico)
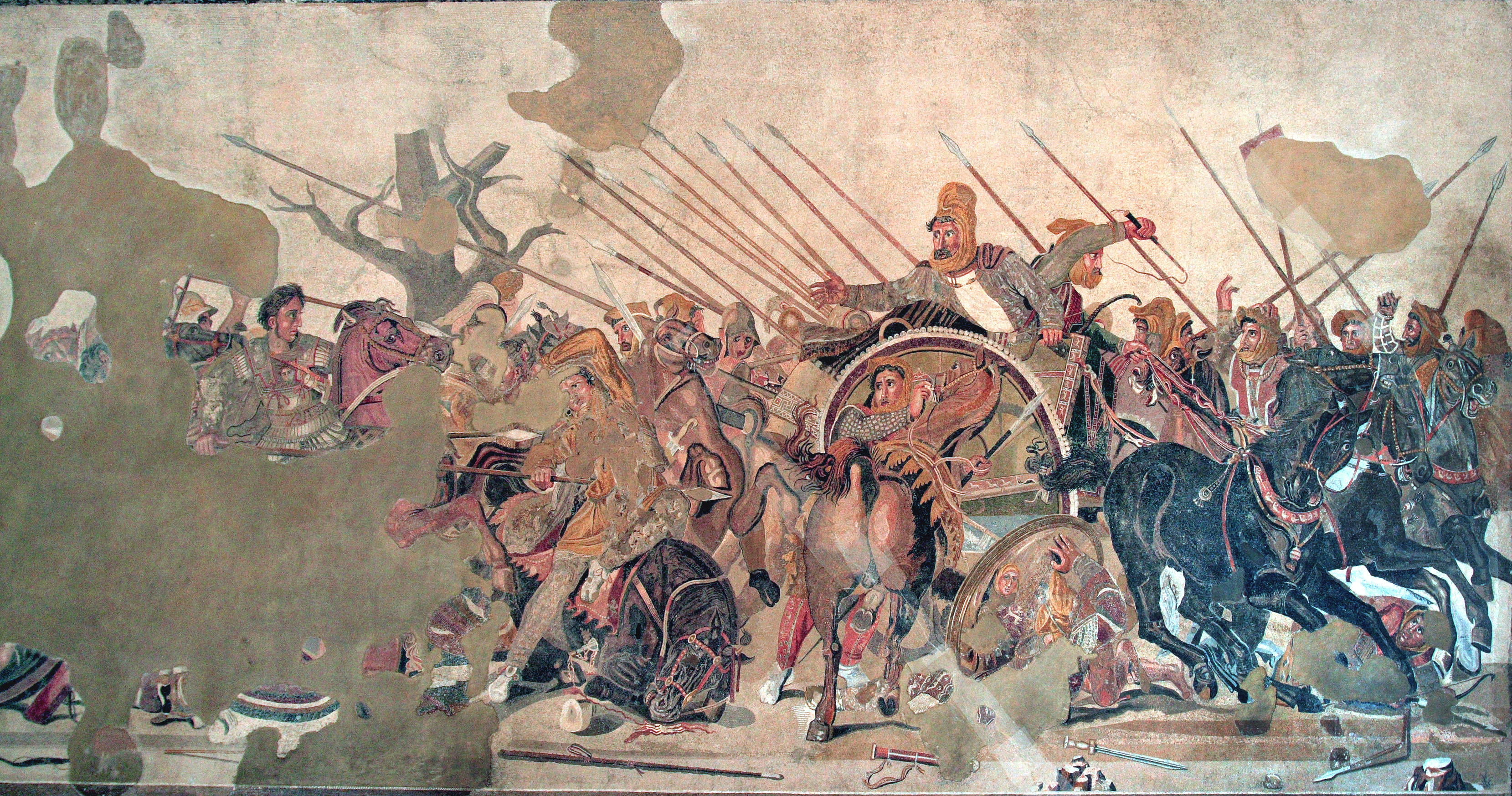
Battaglia di Isso, Alessandro sconfigge Dario III di Persia (Napoli, Museo Nazionale Archeologico)
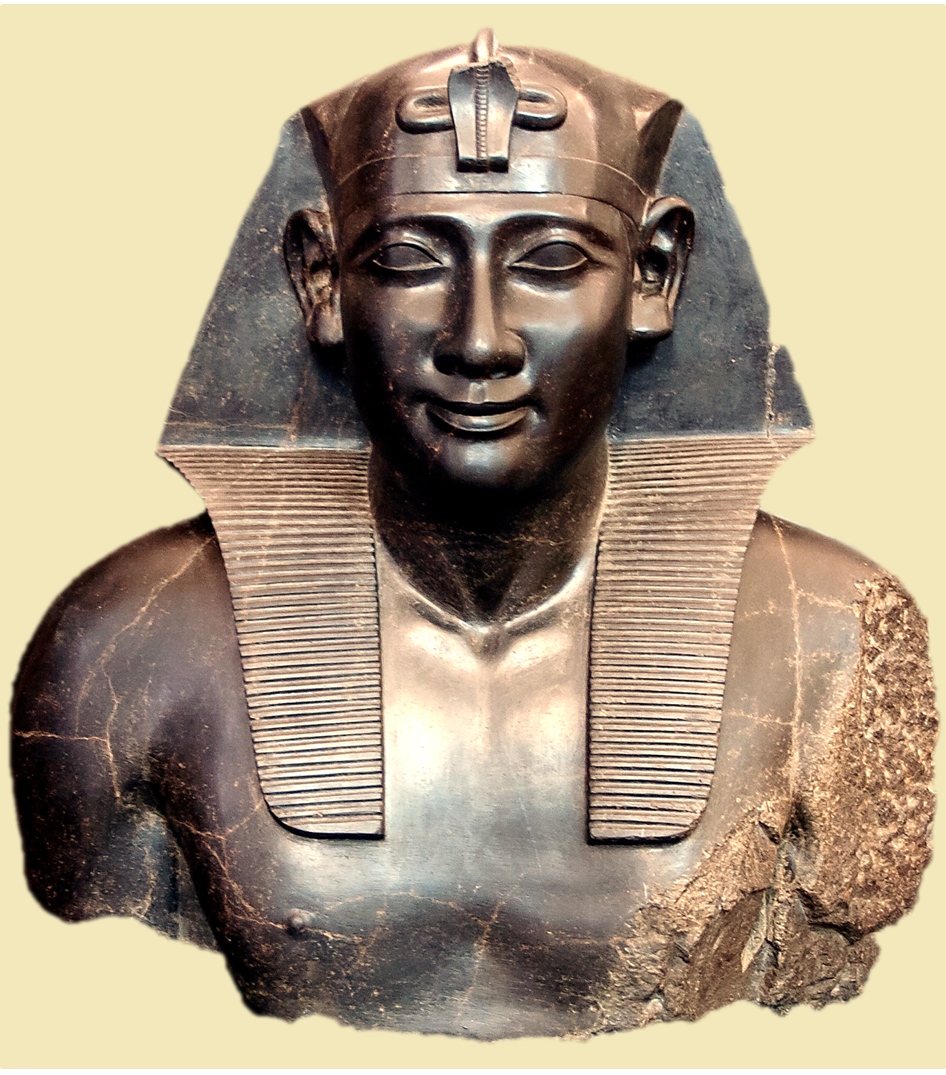
Busto di Tolomeo I (Londra, British Museum)
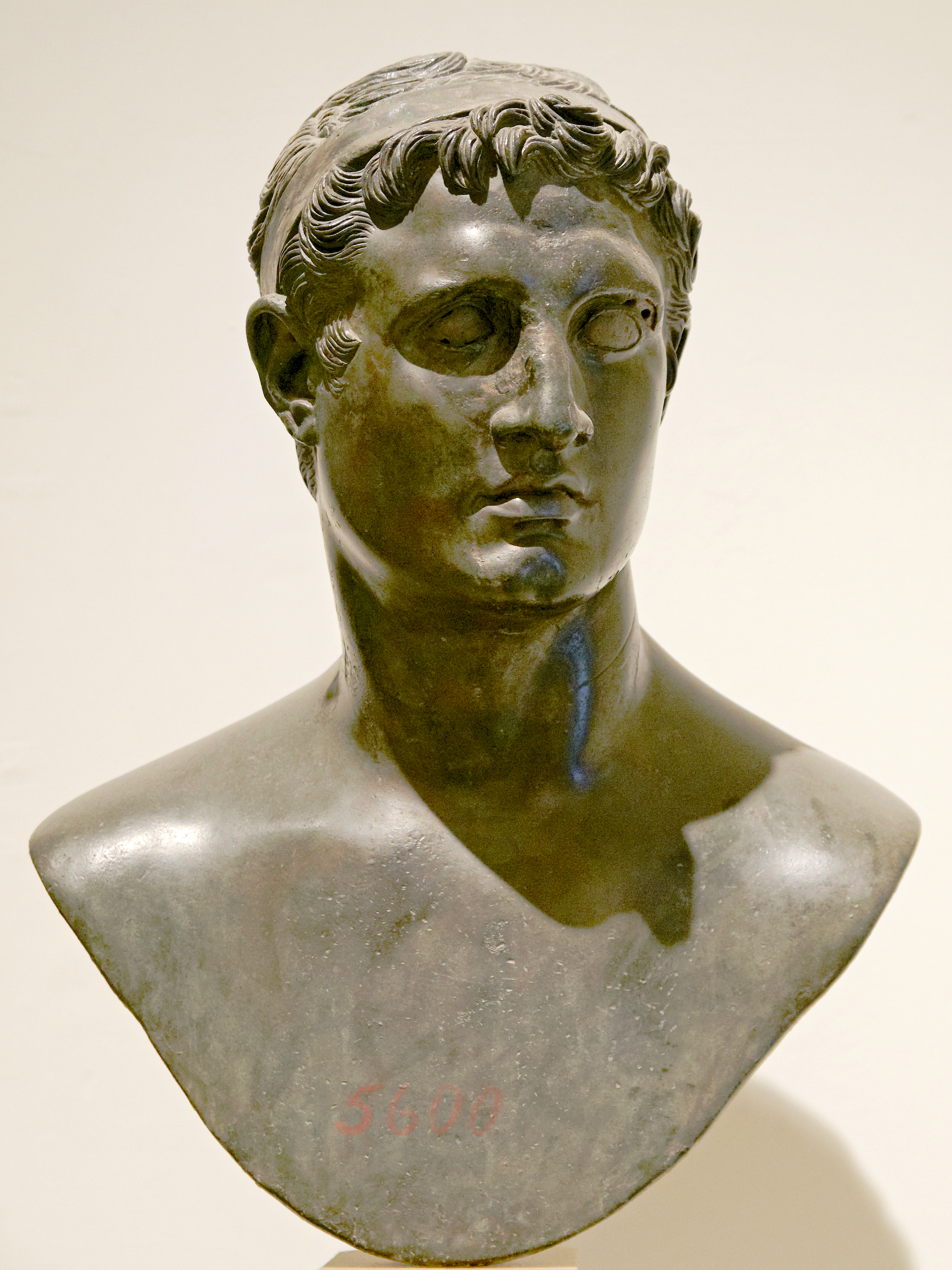
Busto di Tolomeo II (Napoli, Museo Nazionale Archeologico)
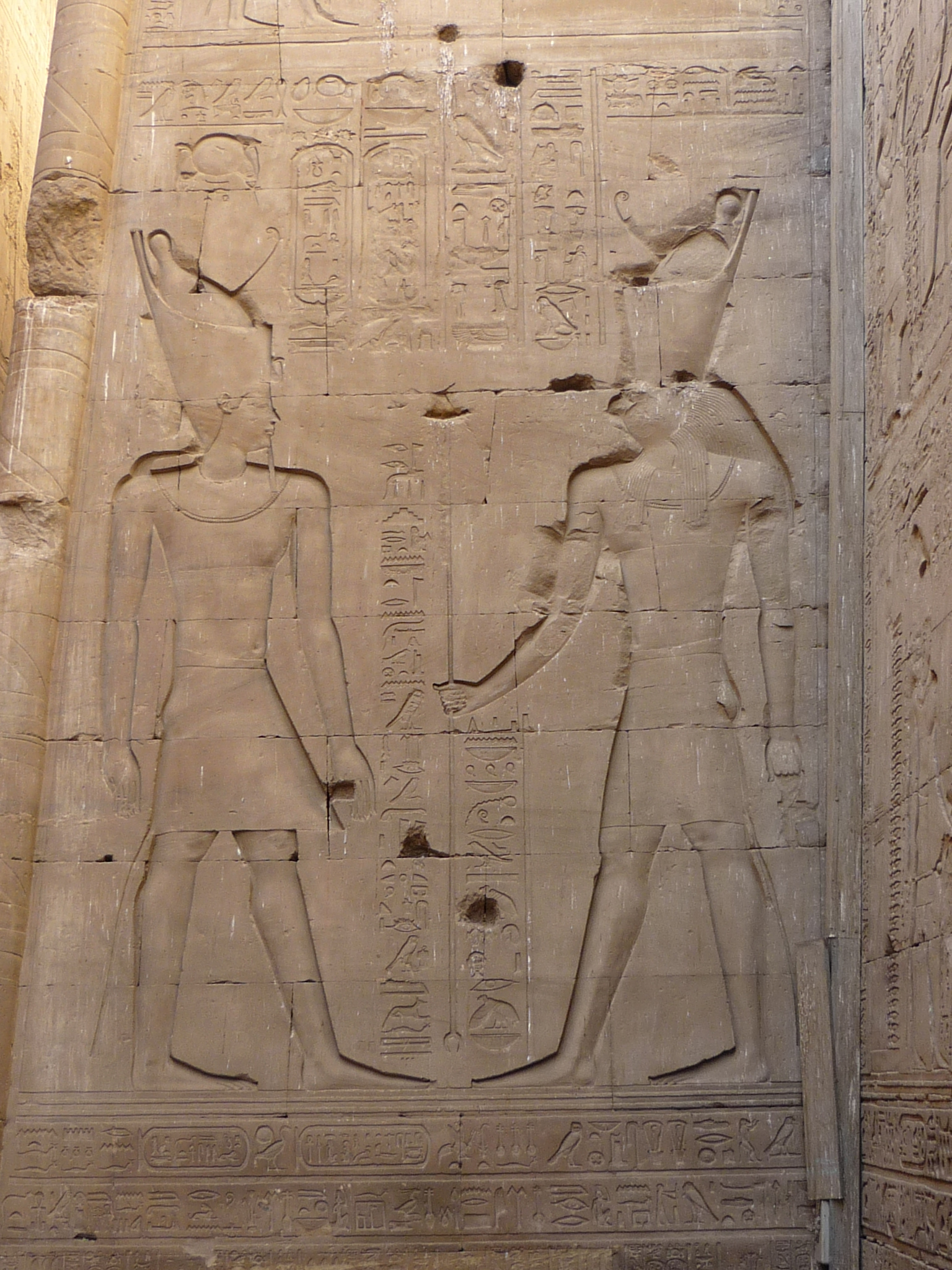
Tolomeo IX in presenza di Horus (Tempio di Horus a Edfu)
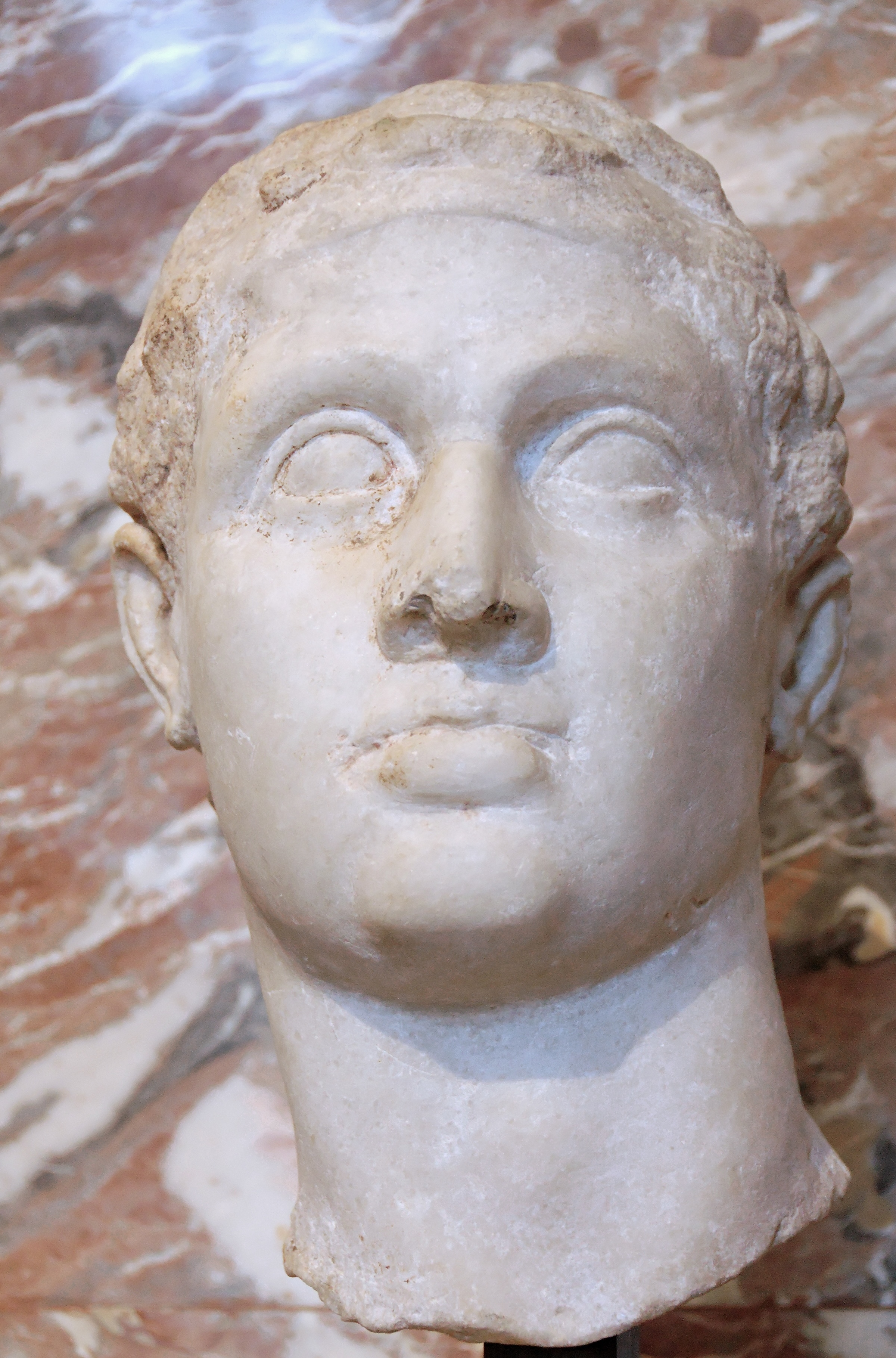
Testa di Tolomeo XII Aulete (Parigi, Museo del Louvre)
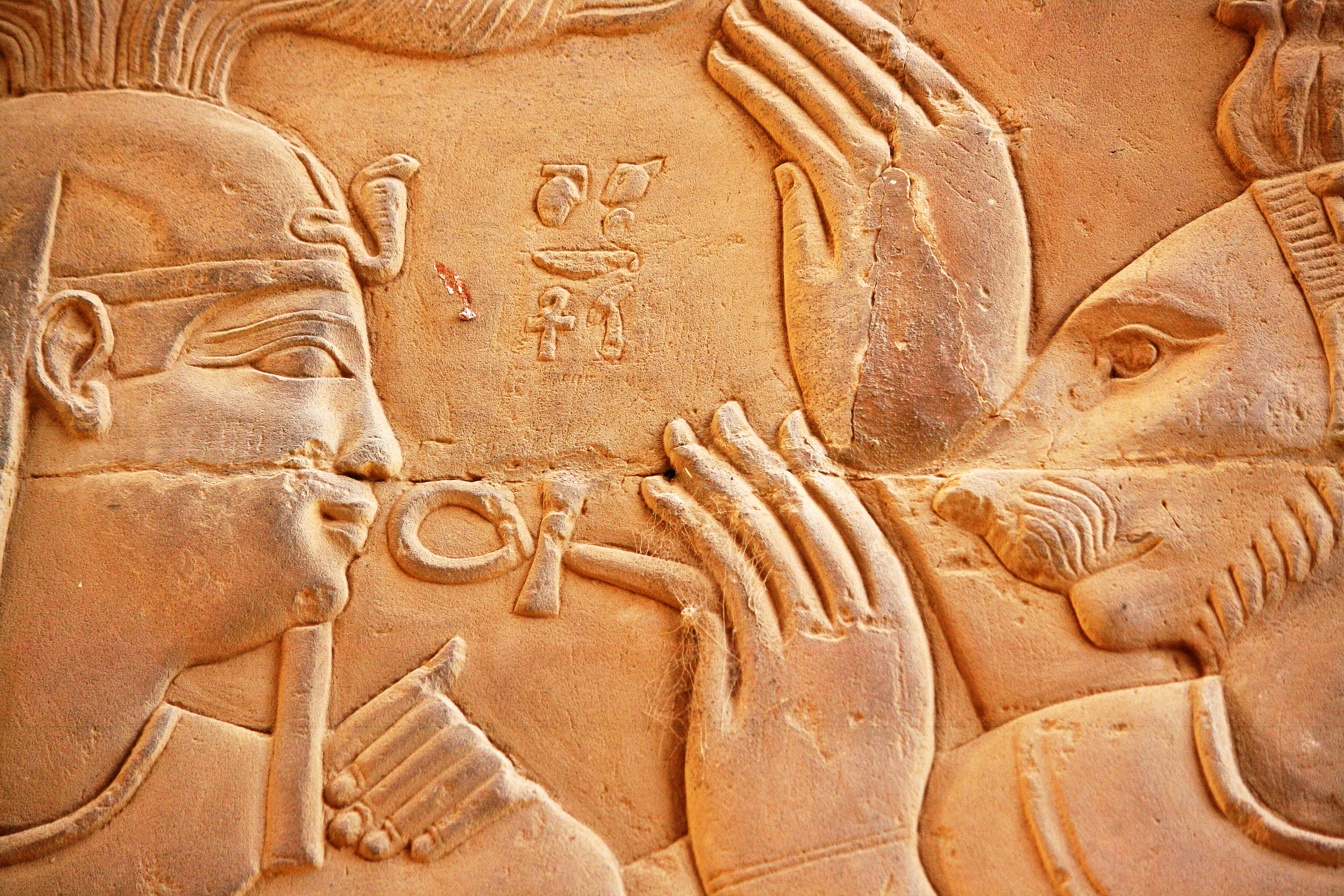
Tolomeo XIII in presenza di Sekhmet (tempio di Kom Ombo)
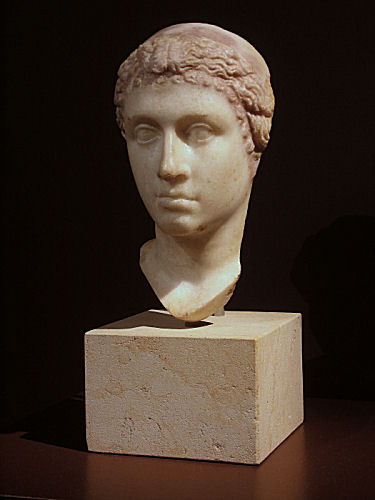
Testa di Cleopatra VII (Berlino, Altes Museum)
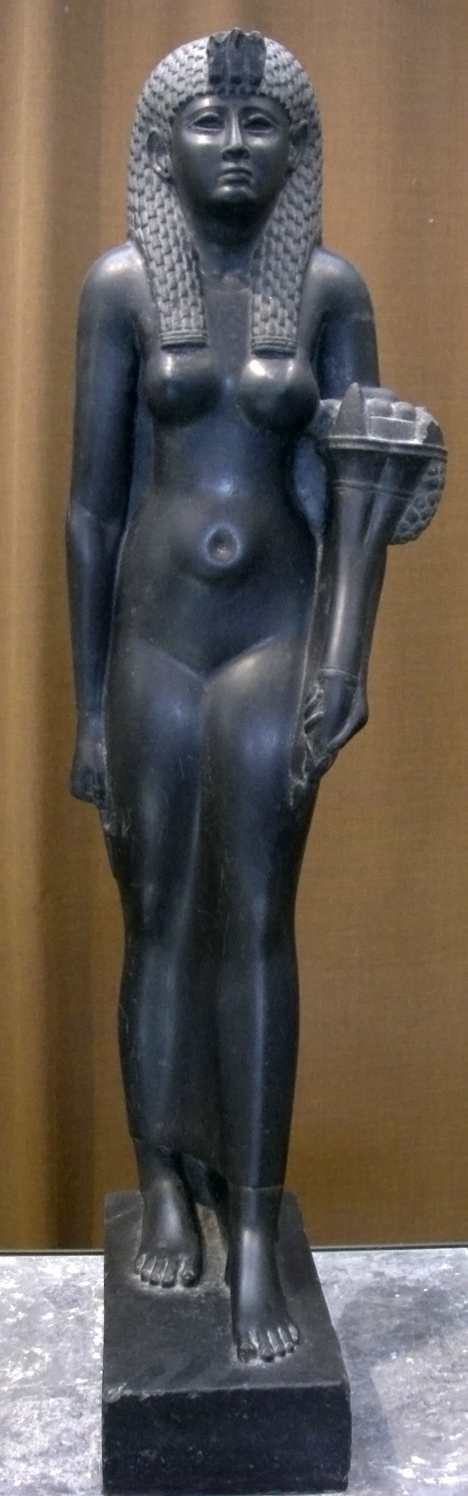
Statua in basalto di Cleopatra VII (San Pietroburgo, Museo dell'Hermitage)
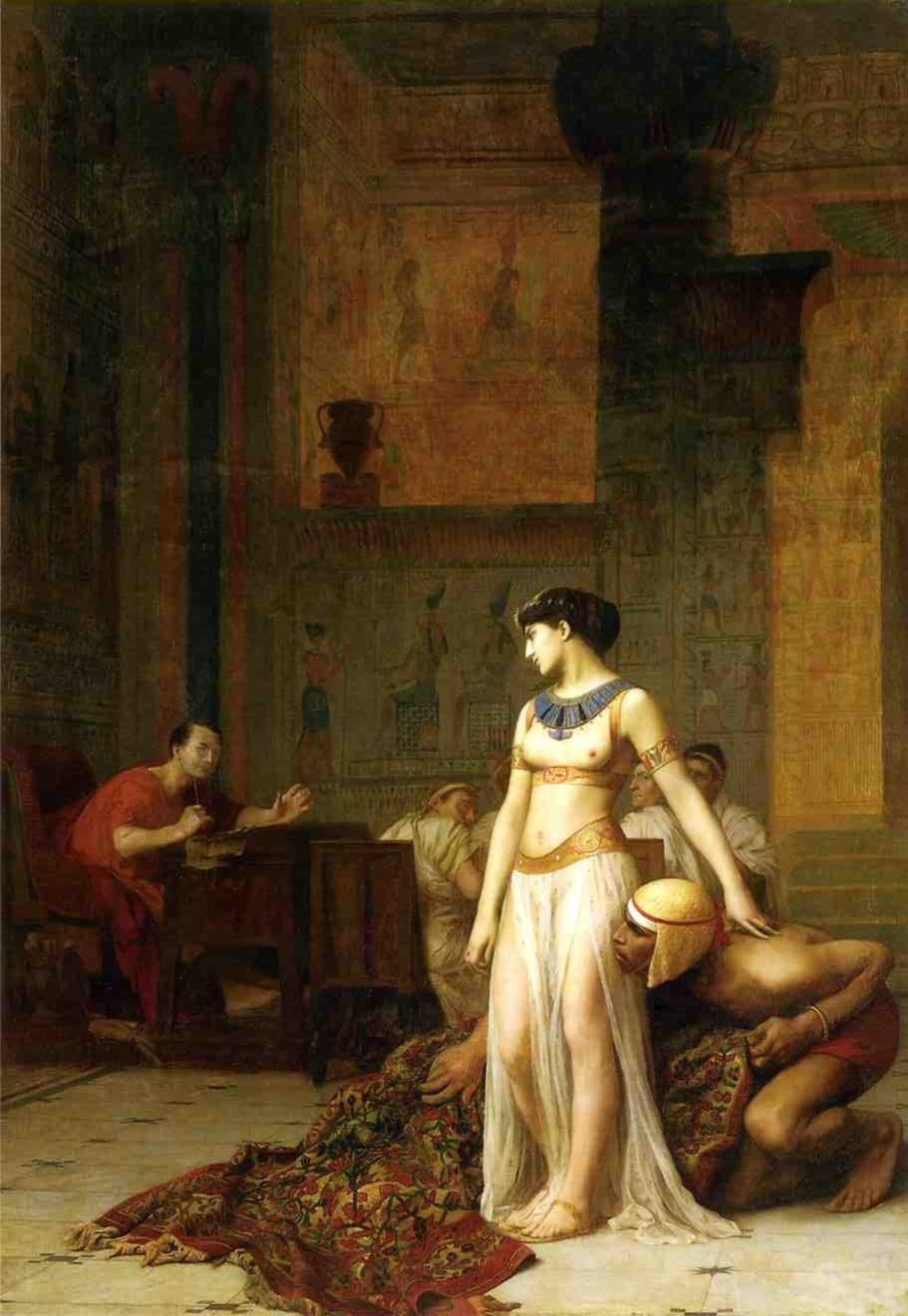
Cleopatra e Cesare, dipinto di Jean-Léon Gérôme del 1866
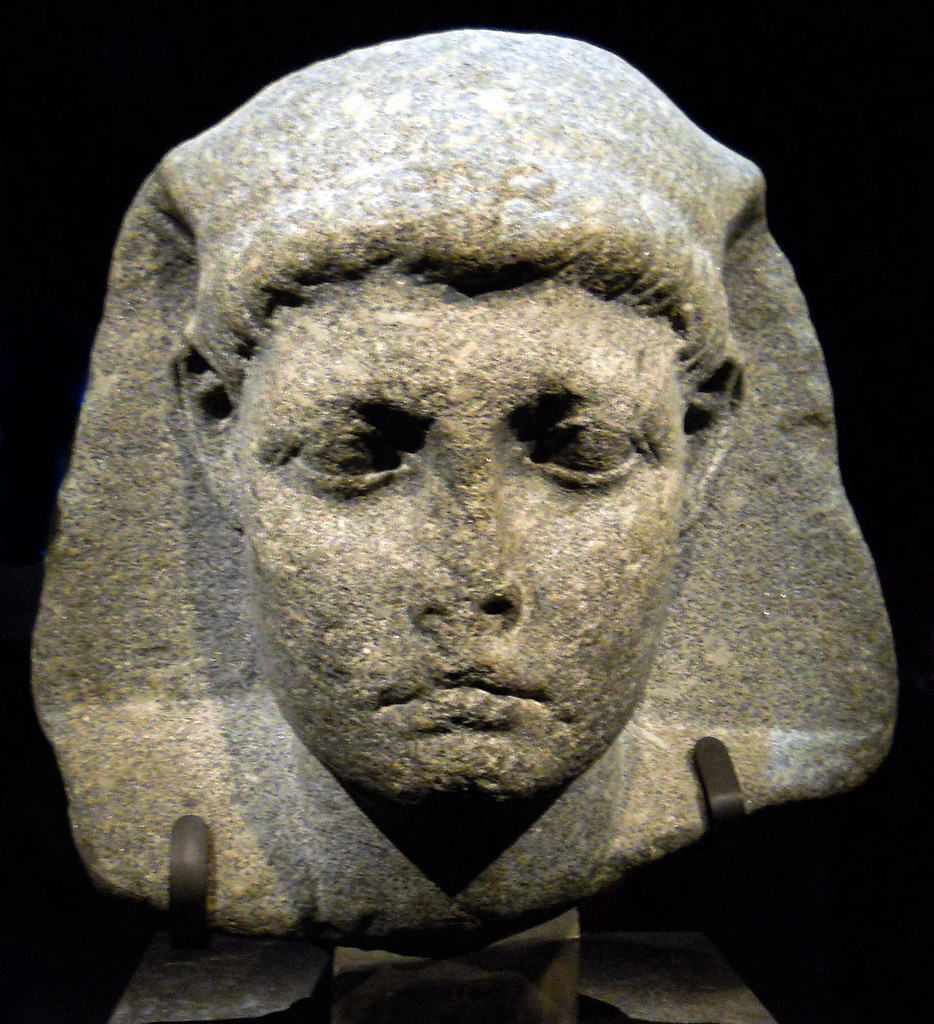
Testa di Tolomeo XV Cesarione (Philadelphia, Franklin Institute)
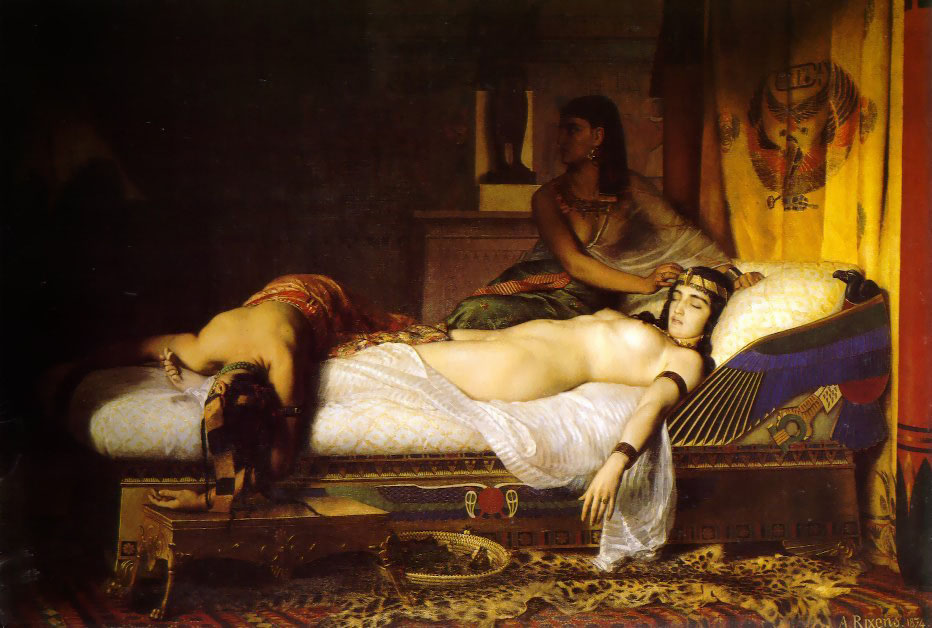
La morte di Cleopatra in un dipinto del 1874 di Jean-André Rixens

## L'Egitto greco-romano: contaminazioni culturali e fine della cultura egizia antica
Nell'ultimo millennio a.C. in Egitto si erano avvicendati anche faraoni libici ed etiopici. Mentre però le loro dinastie si erano fondamentalmente limitate ad adattarsi agli stili e alle strutture politico-sociali già esistenti, è con la prima dominazione persiana che si assiste alla vera perdita d'indipendenza del potere politico e alla sudditanza del Paese a una nazione straniera, di cui l'Egitto diventa solo una provincia.
In apparenza la dinastia tolemaica e la successiva dominazione romana sembrarono voler ripristinare le antiche tradizioni e usanze; tuttavia, a causa della differenza tra la cultura locale e quella greco-romana, l'accento fu da questi posto soprattutto sull'aspetto religioso. Non è da dimenticarsi che già a partire dalla dinastia ramesside, e ancor prima (con Amenofi III, la XVIII dinastia e il tentativo eretico di Akhenaton), il clero egizio aveva acquisito sempre più potere, fin quasi a esercitare il governo del Paese e poi a farsi interlocutore delle varie dominazioni che si susseguirono. Sotto i Tolomei si giunse a un ulteriore rafforzamento del potere clericale, con l'istituzione di un'assemblea nazionale annua, preceduta da riunioni regionali, nel corso della quale re, alti funzionari di corte e sacerdoti convenivano per stabilire e dettare gli orientamenti politici di fondo, che competeva poi al clero diffondere presso la popolazione minuta.
Quanto tale compromesso avesse un valore per entrambe le parti in causa è forse indirettamente desumibile dal fatto che, nel 118 a.C., al clero egizio furono restituite le rendite dei possedimenti divini che erano state sottratte all'atto della conquista macedone, due secoli prima; rendite che verranno mantenute fino all'occupazione romana quando tutto il clero, a qualunque dio facesse capo, venne sottoposto all'autorità di un magistrato, l'idiologo, sorta di sommo sacerdote. Ancora a dimostrazione del potere clericale, si considerino le opere in ambito templare realizzate durante la dinastia tolemaica sotto il profilo sia del restauro dell'esistente sia dell'ampliamento o della costruzione ex novo, tanto che molte delle strutture ancor oggi visibili, come il tempio di Hathor a Dendera o quello di Horus a Edfu, benché risalenti agli albori della religiosità egizia, nelle forme attuali sono frutto di ricostruzioni che risalgono proprio al periodo greco-romano. La commistione tra i culti locali e quelli dei dominatori porterà inoltre alla nascita di nuove divinità, come Serapide, o all'espansione dei culti come quello di Iside, che sotto i romani raggiungerà i posti più lontani dell'impero, fino a poter vantare luoghi di culto nella capitale stessa, come l'Iseo Campense. Sotto l'aspetto culturale, con i Tolomei si assiste a un tentativo di ritorno al classicismo e la stessa lingua scritta si avvicina più al geroglifico del Medio Regno che non a quello contemporaneo; questa volontà di mantenere una sorta di purezza delle origini ben presto si trasformerà in un immobilismo che spingerà il clero alla sterile ricerca della perfezione del rituale in luogo dell'antica religiosità. Anche sotto il profilo artistico, se è vero che la statuaria e i rilievi parietali possono apparire molto simili a quelli più antichi, di fatto è palese l'influsso greco.
Non furono scevri dal subire l'innegabile attrazione dell'Egitto gli imperatori romani che, se ne restarono affascinati artisticamente tanto da spendere immani risorse per esportare i manufatti più antichi, gli obelischi, altrettanto lo furono politicamente, per le immense ricchezze naturali che il Paese garantiva in frumento e cereali e da essi sfruttate, rendendo l'Egitto una delle più ricche province e, forse, il principale territorio dell'Impero romano al di fuori dell'Italia. In tale quadro e anche nel tentativo di rendersi più accettati dalla popolazione locale, non furono pochi gli imperatori che iscrissero il proprio nome nei cartigli faraonici, normalmente preceduti dal titolo autokrator, l'epiteto greco che indica il soggetto politico che esercita potere assoluto, non limitato da forze superiori: in questo caso gli studiosi moderni parlano convenzionalmente di "faraone romano". L'ultimo imperatore romano a disporre di un cartiglio faraonico fu Massimino Daia (305 - 313); non si è a conoscenza di cartigli a partire da Licinio.
Nel 394 fu redatto l'ultimo testo geroglifico di cui si abbia contezza, il cosiddetto graffito di Esmet-Akhom; nel 550 un editto di Giustiniano I dispose la chiusura dell'ultimo tempio "pagano", dedicato a Iside sull'isola di File.

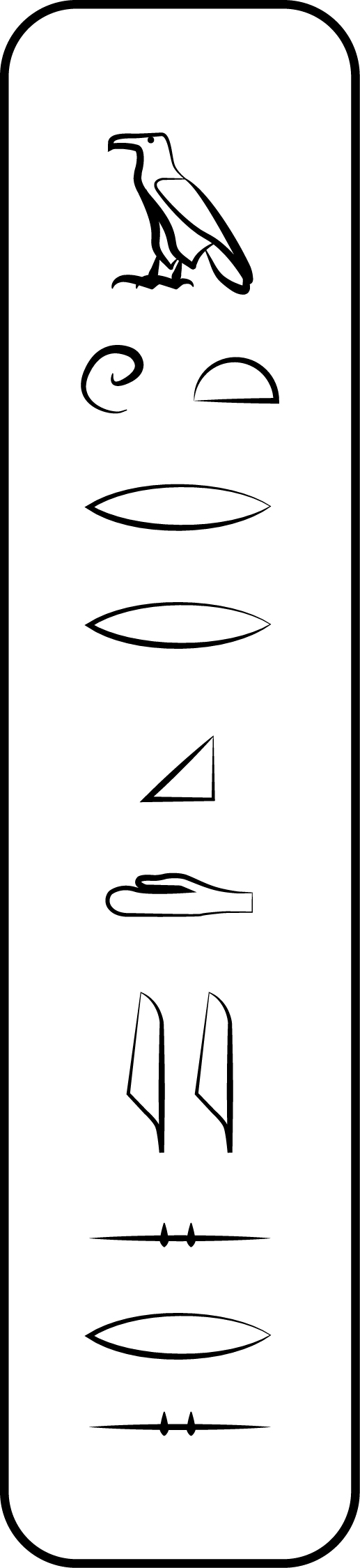
Autokrator: cartiglio comune a tutte le titolature di imperatori romani
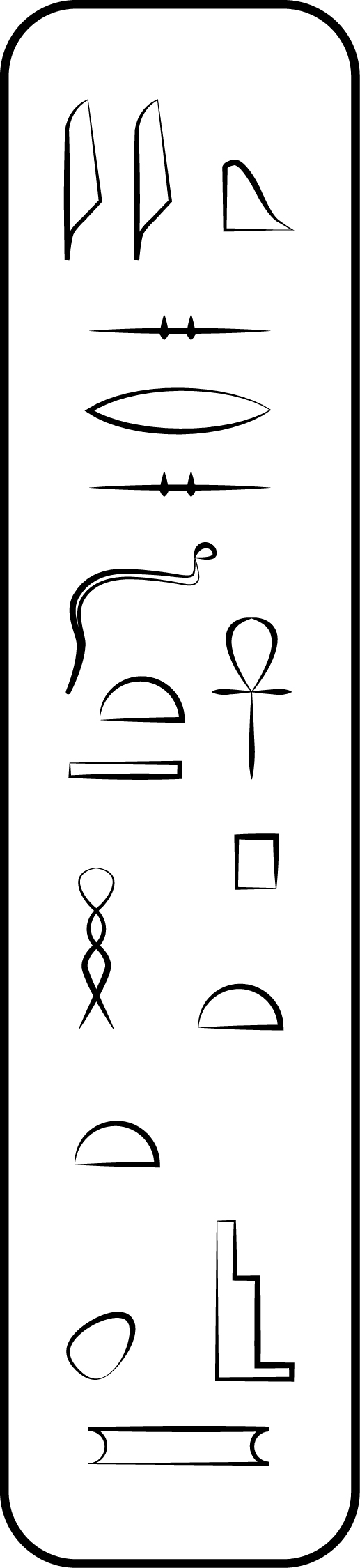
Cartiglio dell'Imperatore romano Augusto (27 a.C. - 14 d.C.) come faraone d'Egitto
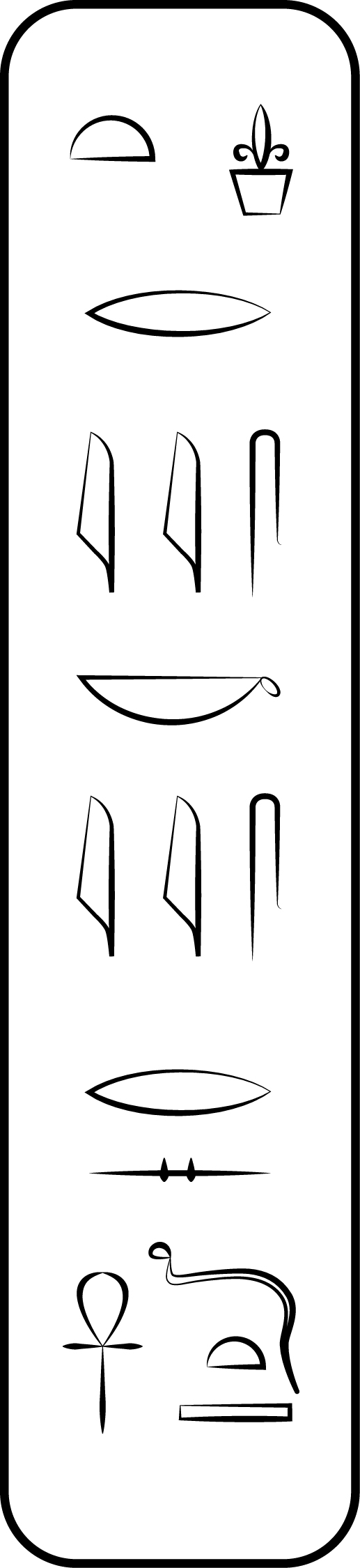
Cartiglio dell'Imperatore romano Tiberio (14 - 37 d.C.) come faraone d'Egitto
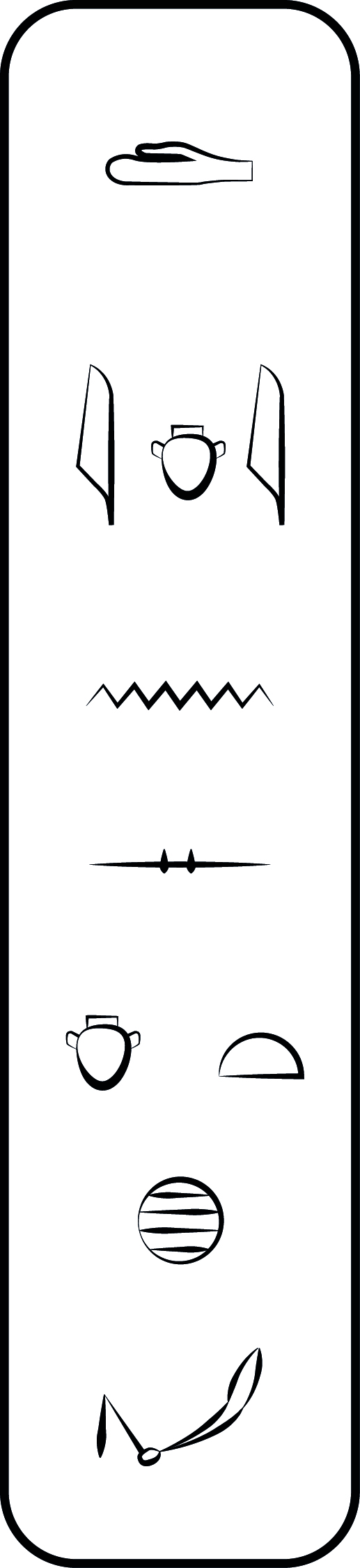
Cartiglio dell'Imperatore romano Traiano (98 - 117 d.C.) come faraone d'Egitto
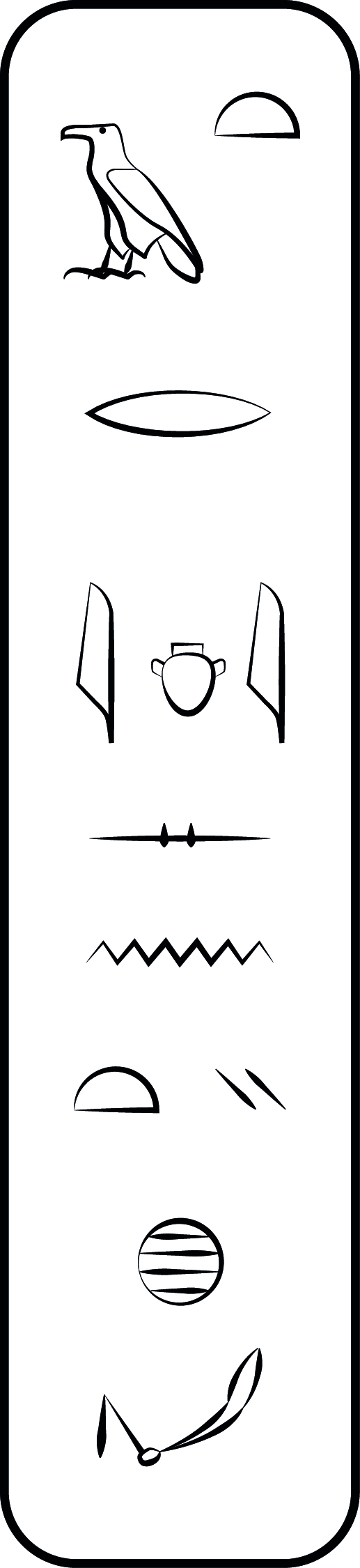
Cartiglio dell'Imperatore romano Adriano (117 - 138 d.C.) come faraone d'Egitto

## Il Regno di Meroe
Con la XXV dinastia, sull'intero Egitto regnarono faraoni kushiti provenienti dall'area nubiana, i cosiddetti "faraoni neri"; l'avvento dei persiani e l'ascesa al trono della XXVI dinastia costrinsero i re kushiti a rientrare nella terra d'origine divenendo, di fatto, re di una realtà locale gravitante attorno alla capitale Napata, in quella che i greci, nel III secolo a.C., denomineranno Etiopia. Costretti in seguito a riparare ancora più a sud, a Meroe, i re kushiti stabilirono qui un regno che, almeno nei primi tempi del dominio tolemaico, arriverà sino ad Assuan, mantenendo tradizioni, costumi e società che si rifacevano pienamente a quelli faraonici, pur non avendo più nessun legame politico con l'Egitto. Se Pi(ankh)y, fondatore della XXV dinastia, all'atto di assunzione del potere si sentiva pienamente egizio, anche i re meroiti si ritennero pienamente discendenti da quelle dinastie; a riprova di tale sentito legame, si considerino le necropoli nubiane in cui campeggiano oltre 200 piramidi, quando invece in Egitto non ne venivano erette ormai da centinaia, se non migliaia, di anni.
Fino al II secolo a.C. inoltrato i meroiti mantennero anche la lingua egizia che abbandonarono solo gradatamente per la lingua meroita, il cui alfabeto derivava comunque da un'origine geroglifica e demotica. Sotto il profilo politico le dinastie di Meroe, di cui si hanno poche o nulle notizie, ben presto lasciarono spazio a un sistema di governo locale basato sul matriarcato, retto da una Kdke (vocalizzato Kandake ovvero Candace). Poco altro si sa della storia del Regno di Meroe, a volte miticamente vagheggiato come "Isola di Meroe", che ebbe rapporti sporadici con Roma fino almeno al IV secolo d.C. e la cui ubicazione e ricchezza nell'immaginario greco si confusero a volte con l'ancora misteriosa e non meglio precisata India.
Se qualcosa assimila il Regno di Meroe all'antico Egitto è di certo la sua data di scomparsa, giacché se ne perdono le tracce nel IV secolo d.C.: già indebolito da ribellioni interne, cadde definitivamente sotto i colpi del vicino Regno di Axum, che attorno al 350 d.C. saccheggiò Meroe segnando la fine del regno e la sua divisione nelle tre comunità di Nobazia, Makuria e Alodia, ove si impose il cristianesimo miafisita. Ultimi barlumi dell'Egitto e dell'antica religione si ritrovano nei Ta-seti, i begia, discendenti dei meroiti, quelli che i romani chiamarono blemmi, che furono gli ultimi adoratori di Iside nei Templi di File dove, nel 394 d.C., venne scritto l'ultimo testo geroglifico, prima che il politeismo venisse soppiantato dai decreti teodosiani e, nel VI secolo d.C., dagli editti di Giustiniano I.

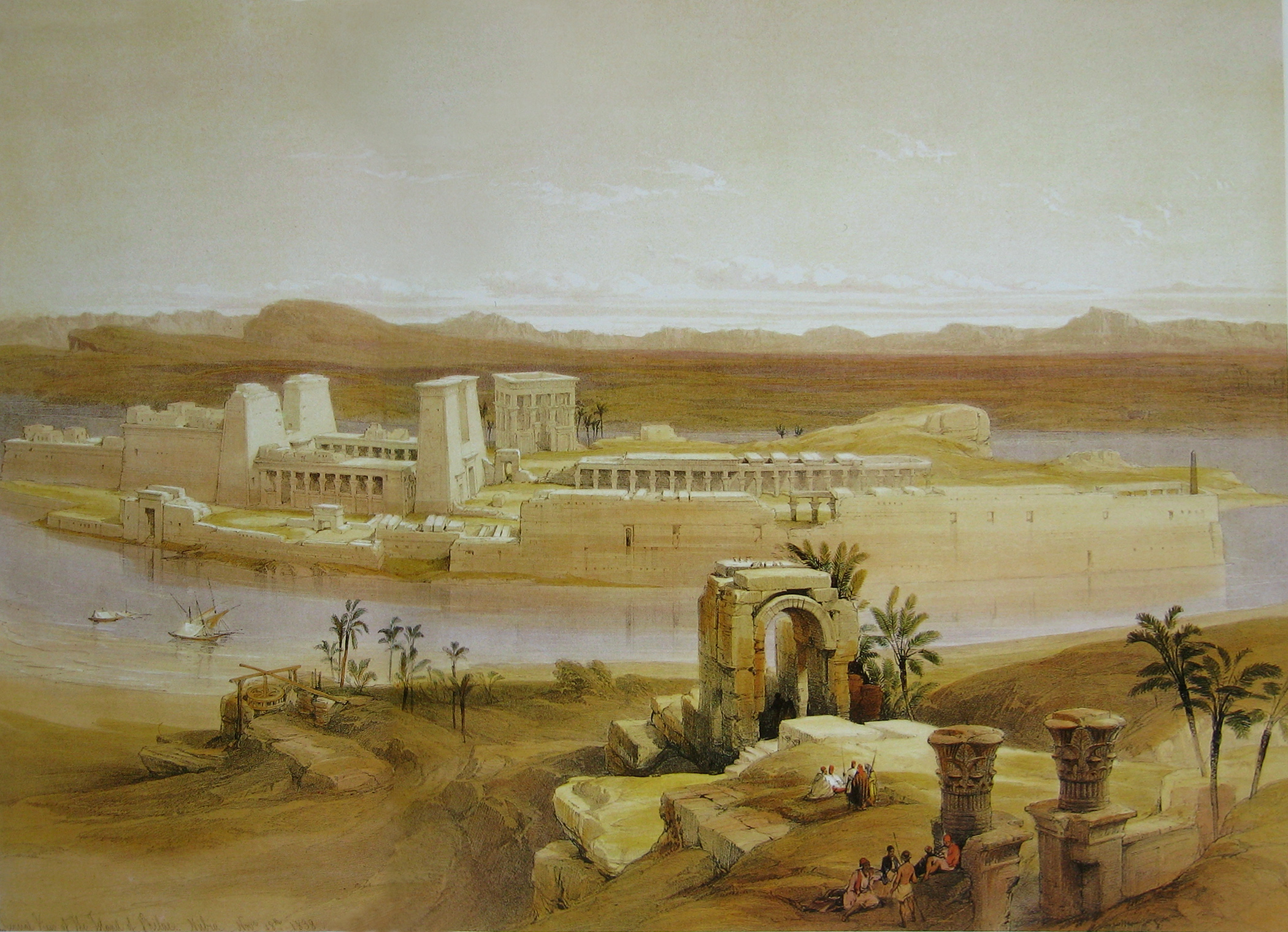
L'isola di File ai primi dell'800 in un acquerello del 1838 di David Roberts
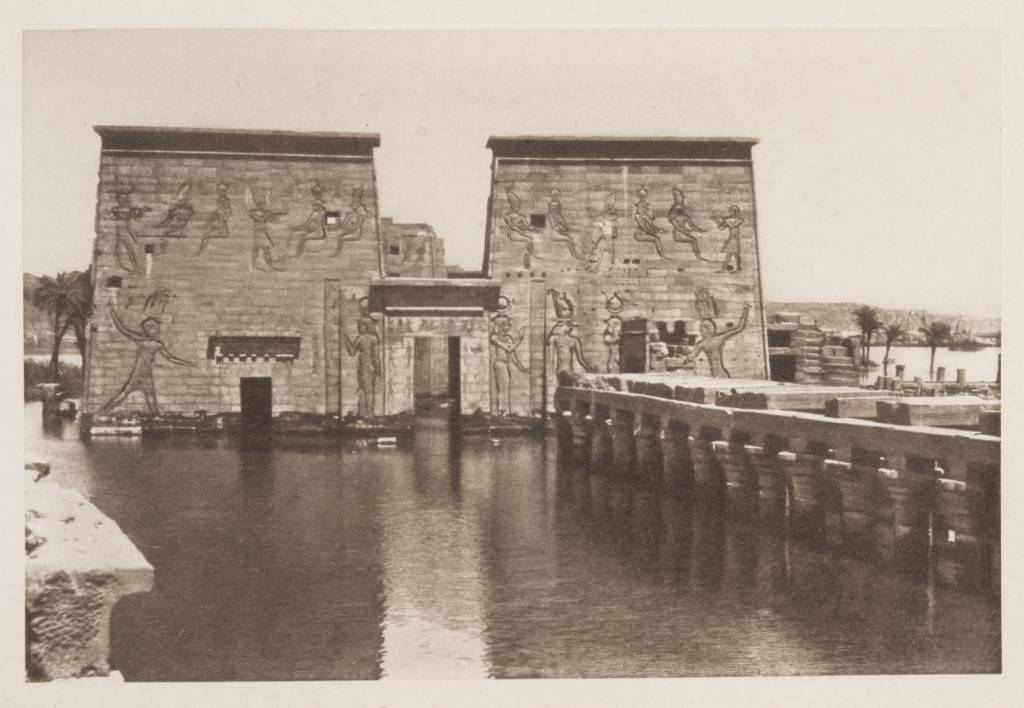
Fotografia del 1905 con il tempio di File semisommerso dalla acque del Nilo
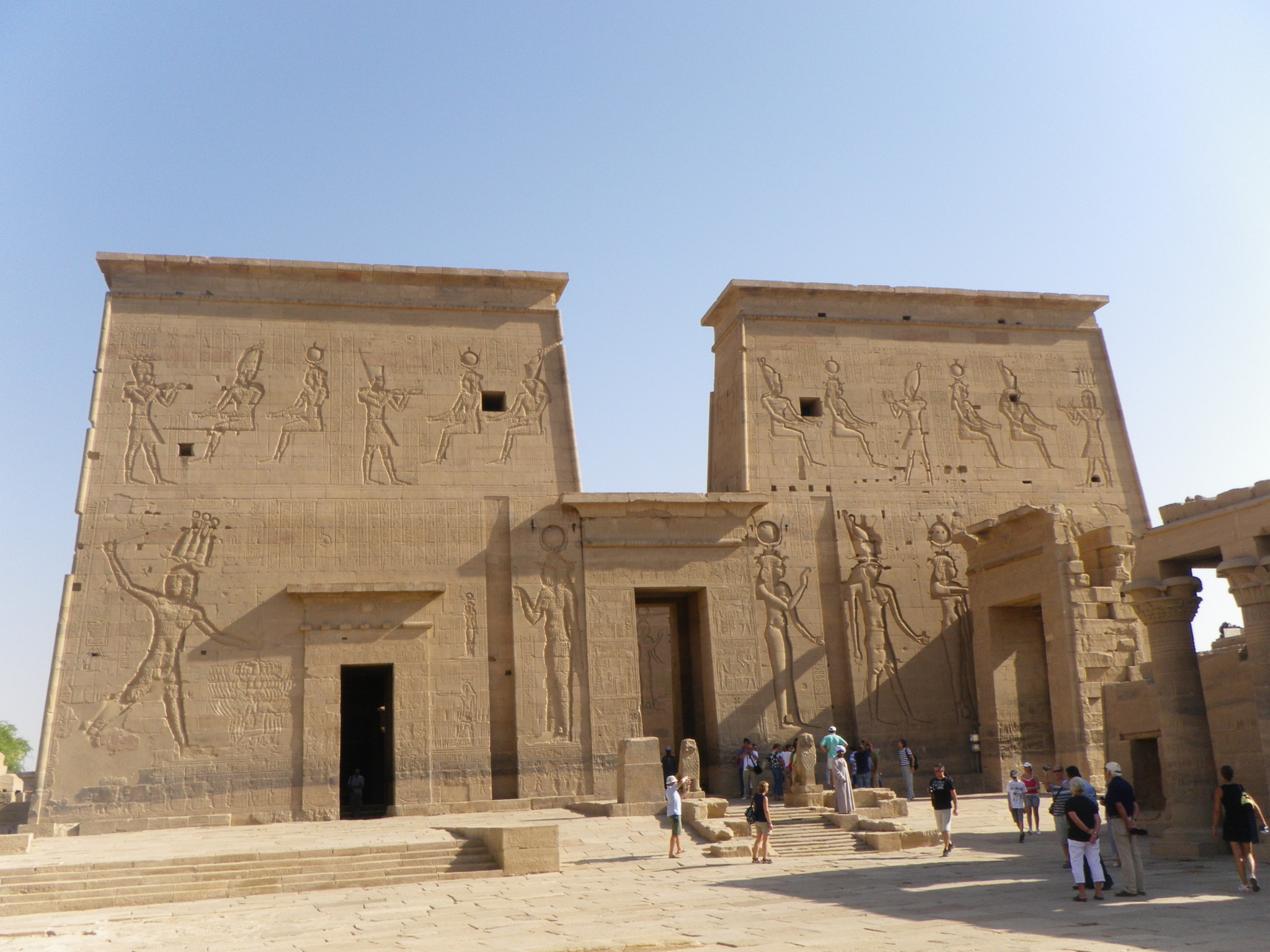
Il I pilone del tempio di Iside a File
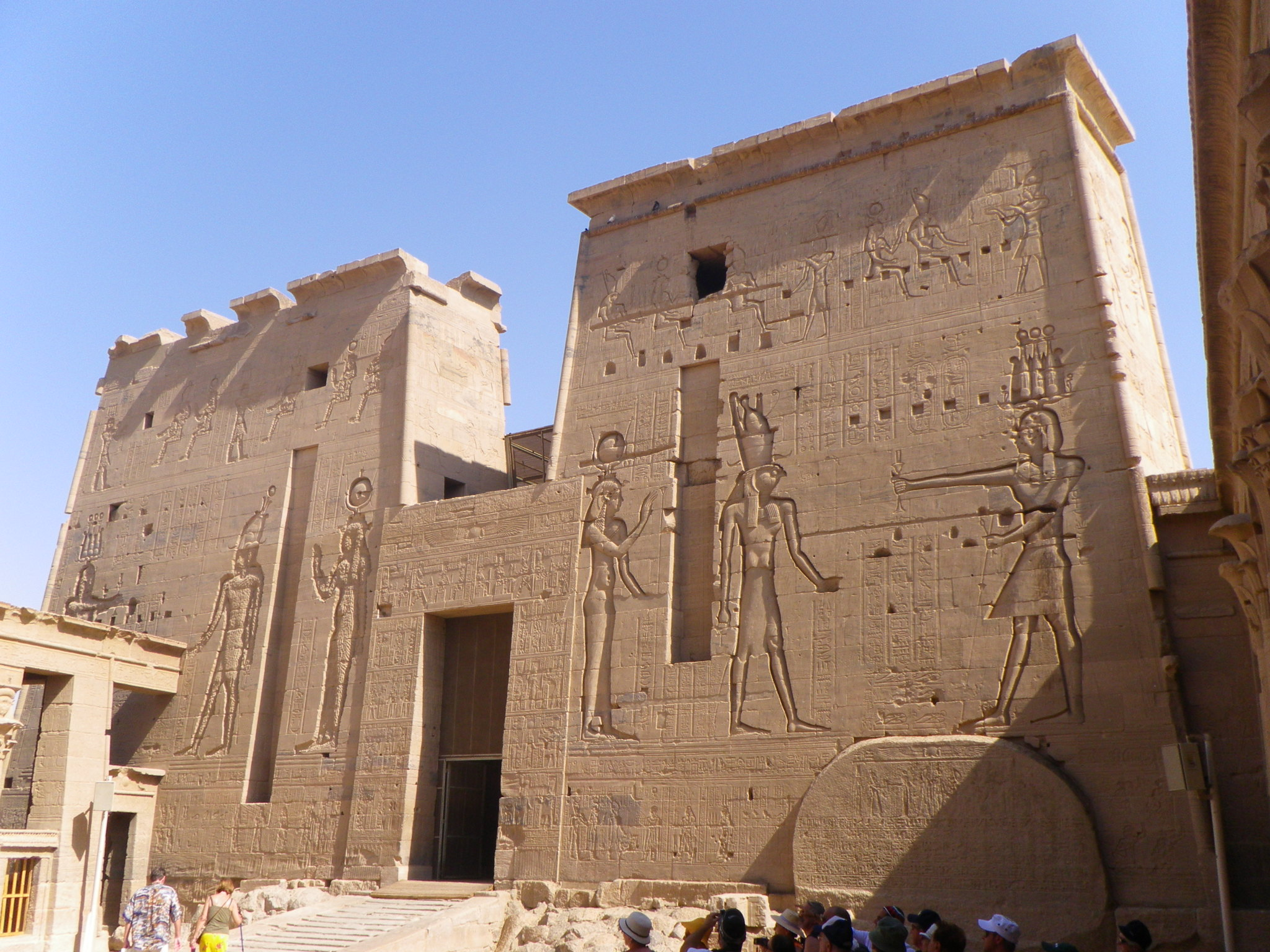
Il II pilone del tempio di Iside a File
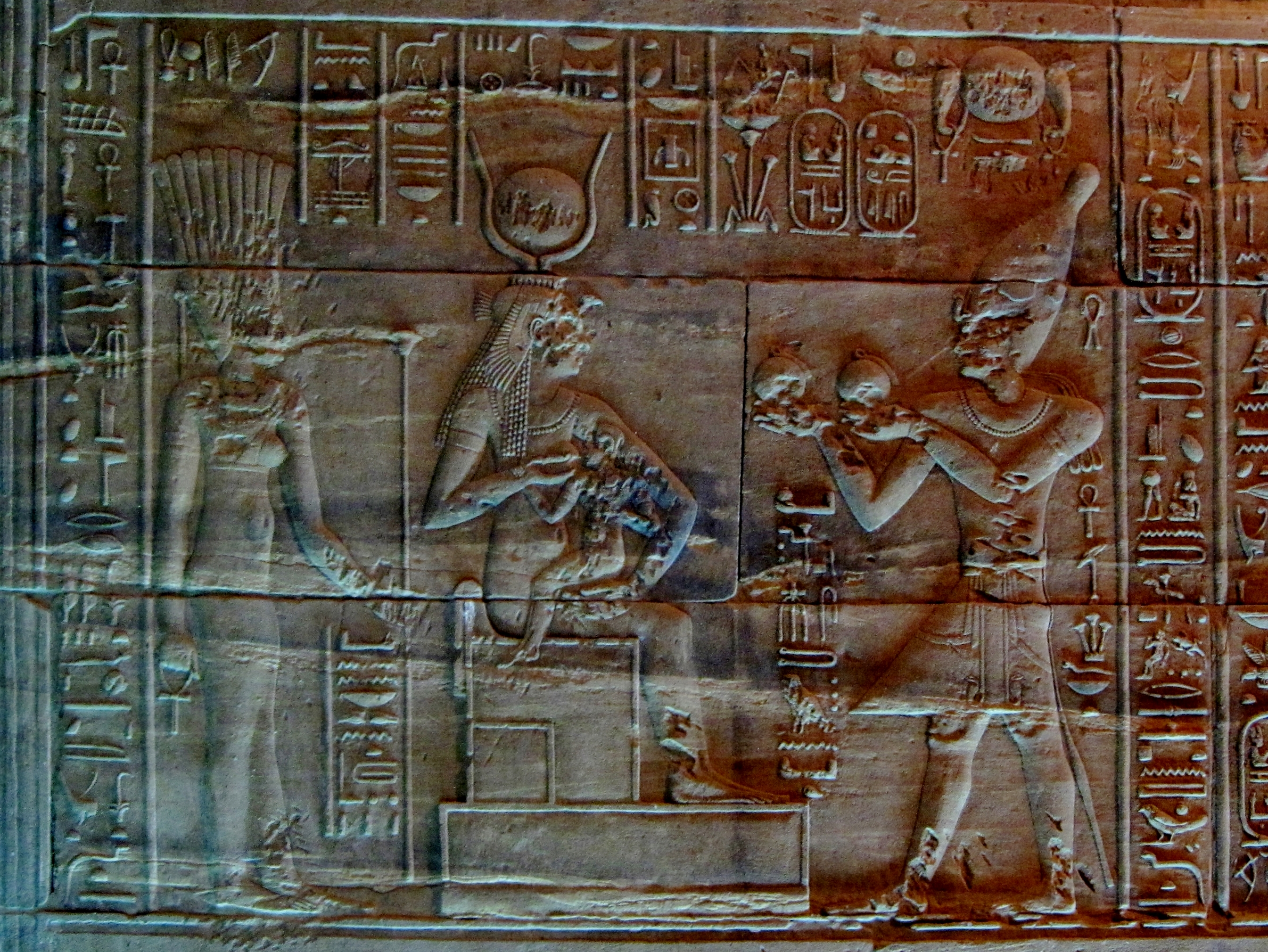
File: tempio di Iside, bassorilievo con Iside che allatta Horus
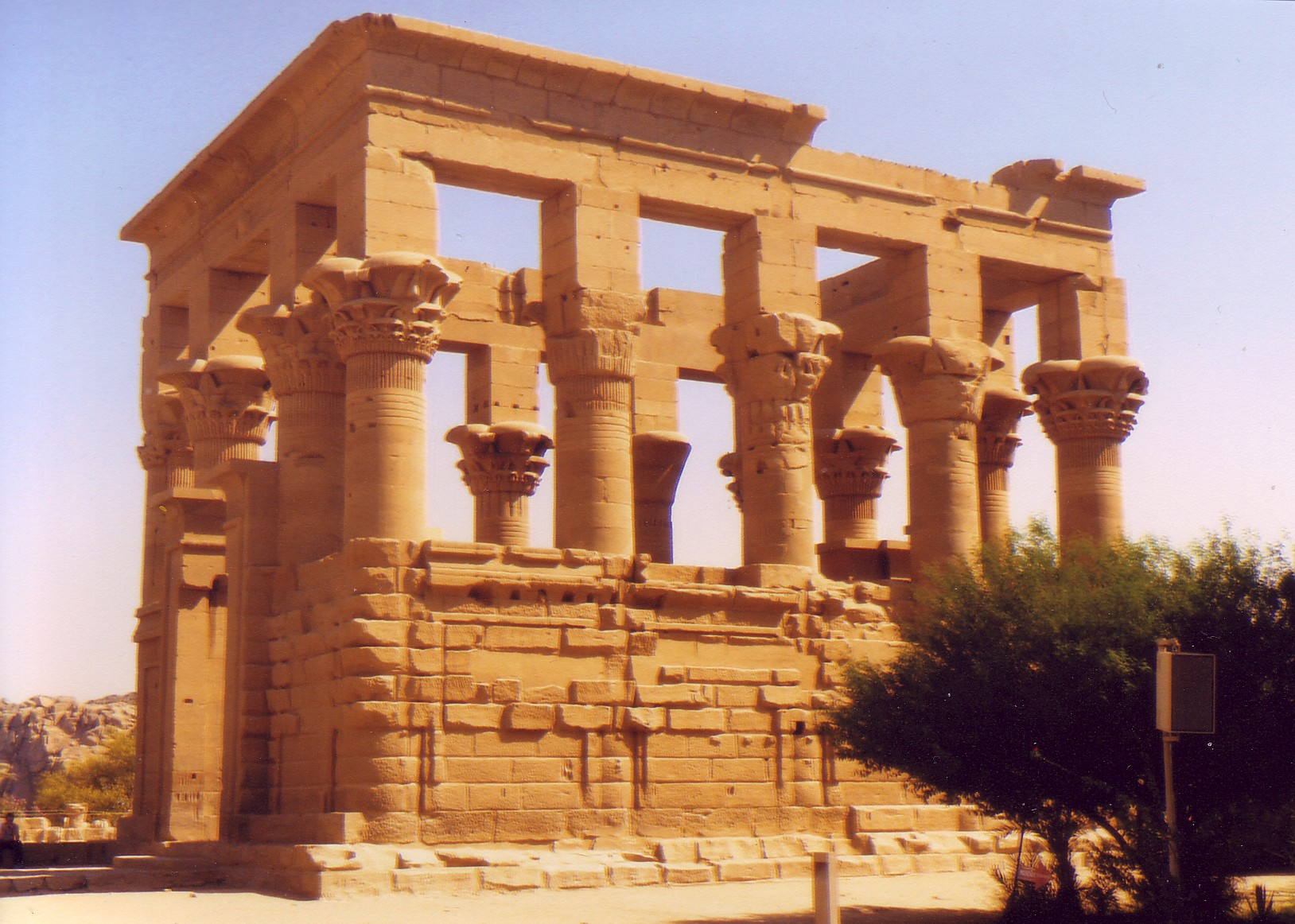
File: tempio di Iside, il Chiosco di Traiano
Localizzazione (in basso nella cartina) delle necropoli e piramidi nubiane
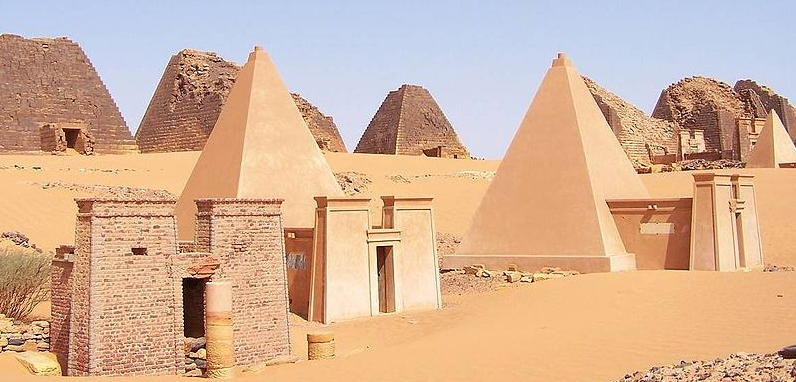
Piramidi della necropoli nubiana di Meroe